# Basilica dei Santi Giovanni e Paolo (Venezia)
La basilica dei Santi Giovanni e Paolo (San Zanìpoło in veneziano) è la chiesa più grande di Venezia ed è uno degli edifici medievali religiosi più imponenti della città, assieme alla basilica di Santa Maria Gloriosa dei Frari. Sorge nell'omonimo campo, nel sestiere di Castello. Viene considerata il pantheon di Venezia per via del gran numero di dogi veneziani e altri importanti personaggi che vi sono stati sepolti a partire dalla fondazione.
Nel settembre del 1922 papa Pio XI l'ha elevata alla dignità di basilica minore.

## Storia
Secondo la leggenda, le origini della basilica sono connesse a una visione del doge Jacopo Tiepolo, che donò nel 1234 l'oratorio di San Daniele ai frati domenicani, presenti in città da oltre dieci anni. Subito si costruì la chiesa duecentesca, dedicata ai martiri romani del IV secolo Giovanni e Paolo. L'aumento dell'attività dei frati domenicani impose ben presto un ampliamento, che fu diretto dai due frati domenicani Benvenuto da Bologna e Nicolò da Imola; il cantiere fu chiuso nel 1343, ma i lavori di abbellimento durarono ancora quasi un secolo: il 14 novembre 1430, la chiesa fu solennemente consacrata. Nel 1581, il monastero ospitava 35 religiosi ed era uno dei più grandi della città. Da allora fu continuamente arricchita di monumenti sepolcrali, dipinti e sculture opera dei maggiori artisti veneziani, finché nel 1807, in piena età napoleonica, i domenicani vennero allontanati dal loro convento, trasformato in ospedale, e la chiesa viene privata di numerose opere d'arte. Nella notte tra il 15 e il 16 agosto 1867 un incendio distrusse completamente l'annessa Scuola Grande del Rosario (ora cappella), insieme ai dipinti che vi erano conservati. Lo scrittore antirisorgimentale padovano Alessio De Besi (1842-1893), nel suo romanzo Cuore d'artista (1867), considerò l'incendio come l'ennesimo atto di vandalismo compiuto dagli atei, riferendosi esplicitamente a «un'empia e sacrilega mano». Durante la seconda metà dell'Ottocento il movimento ateistico nel Veneziano aveva come guida il barone inglese Ferdinando Godwin Swift (1831-1890); le bande degli atei erano molto attive e danneggiarono capitelli e immagini sacre tra le calli, tuttavia De Besi non fornisce prove che confermino la sua accusa.
Il restauro di questa cappella si concluse nel 1959.

## Descrizione

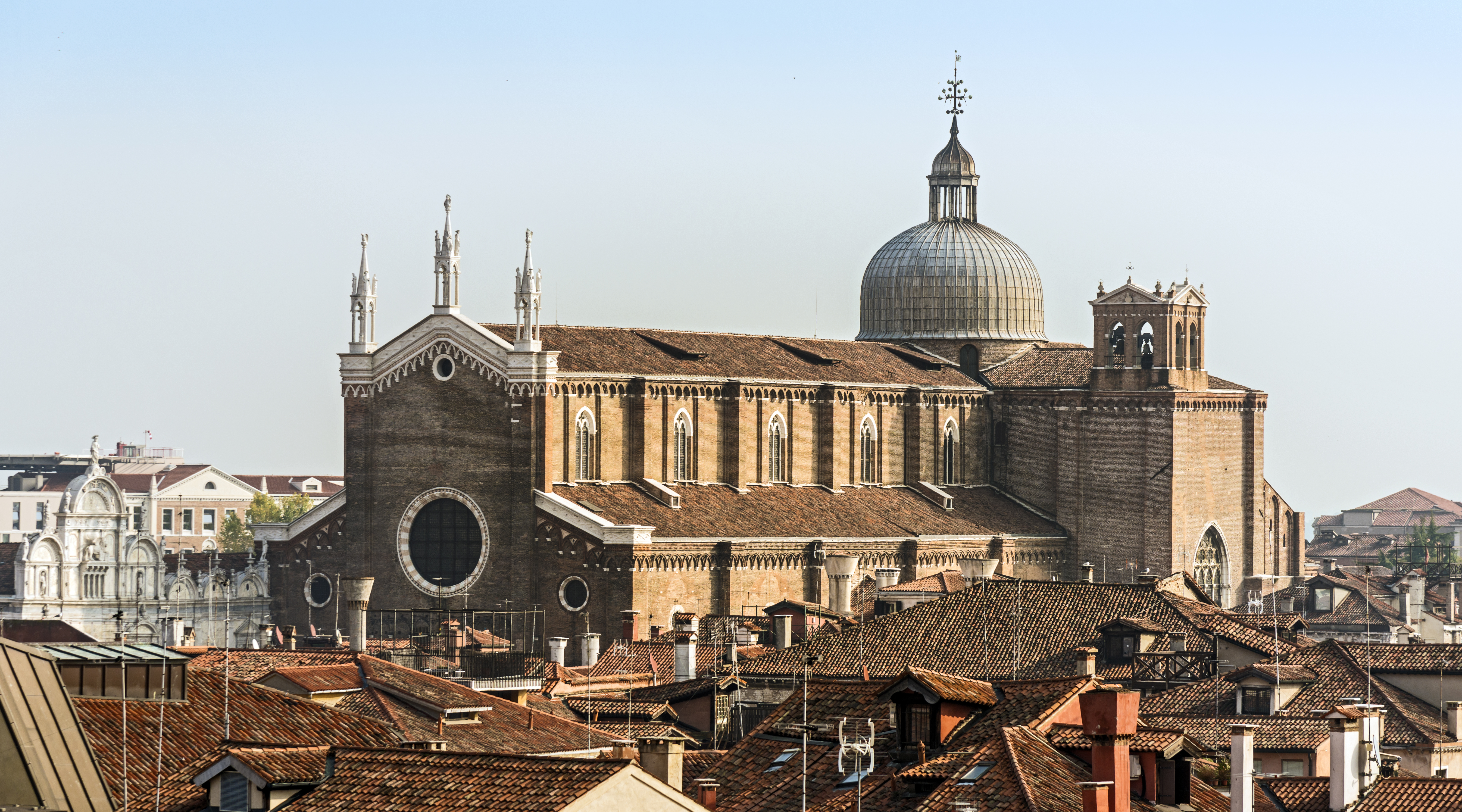
L’esterno
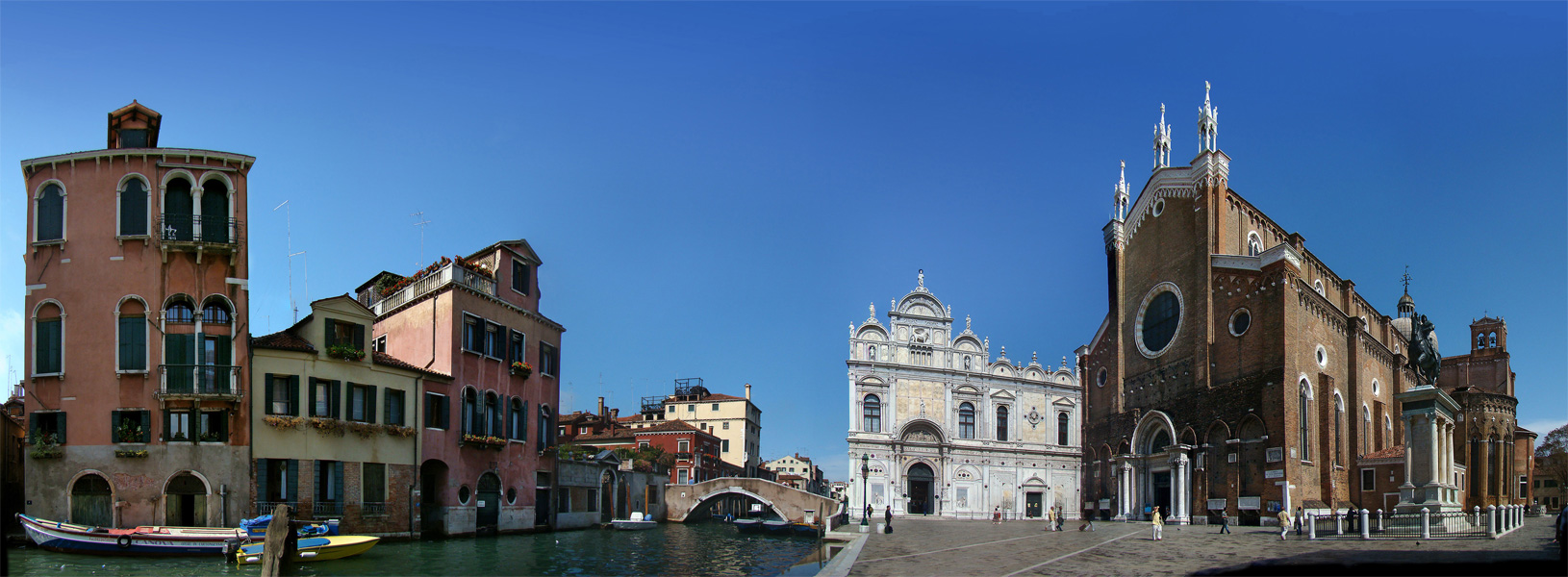
Campo Santi Giovanni e Paolo

### Esterno
La chiesa si presenta con un'alta facciata a salienti, aperta da un rosone centrale e da due occhi laterali. La parte bassa è caratterizzata da sei nicchioni gotici, che custodiscono alcuni sepolcri, e dal grande portale, ornato da sei colonne di marmo proconnesio qui trasportate nel 1459. Autori dell'opera sono Bartolomeo Bono fino ai capitelli, il maestro Domenico Fiorentino per il fregio, e magister Luce per la parte sommitale. Il corpo centrale della facciata è coronato da tre particolarmente elaborate guglie a tempietto: all'interno ospitano le effigi dei tre santi domenicani maggiori mentre le statue di altri dedicatari sono disposte ai quattro angoli delle cuspidi. Al centro è san Domenico con sopra quattro santi dell'ordine e il Padre Eterno sulla cima, a sinistra è san Pietro martire con gli evangelisti e l'aquila di Giovanni, a destra è san Tommaso d'Aquino con quattro dottori della chiesa e il leone di san Marco.
Al fianco che prospetta sul campo si addossano varî edifici e cappelle:
- Scuola del Nome di Gesù, bassa costruzione rettangolare
- cappella del Nome di Gesù, di stile gotico, intorno alla quale è stata riportata alla luce l'originaria pavimentazione del campo
- abside semicircolare della cappella della Madonna della Pace
- cappella di San Domenico
- attuale edificio del convento domenicano (dal 1810); in origine era la Scuola di Sant'Orsola, per la quale erano stati dipinti da Vittore Carpaccio i teleri con le Storie di sant'Orsola (oggi conservati alle Gallerie dell'Accademia).

Sul retro si può ammirare il complesso delle absidi, aperto da slanciatissime finestrature gotiche, tra le più alte espressioni del tardogotico veneziano.
La cupola a doppia calotta (altezza interna: 41 m; altezza esterna 55,40 m) fu aggiunta alla fine del Quattrocento.

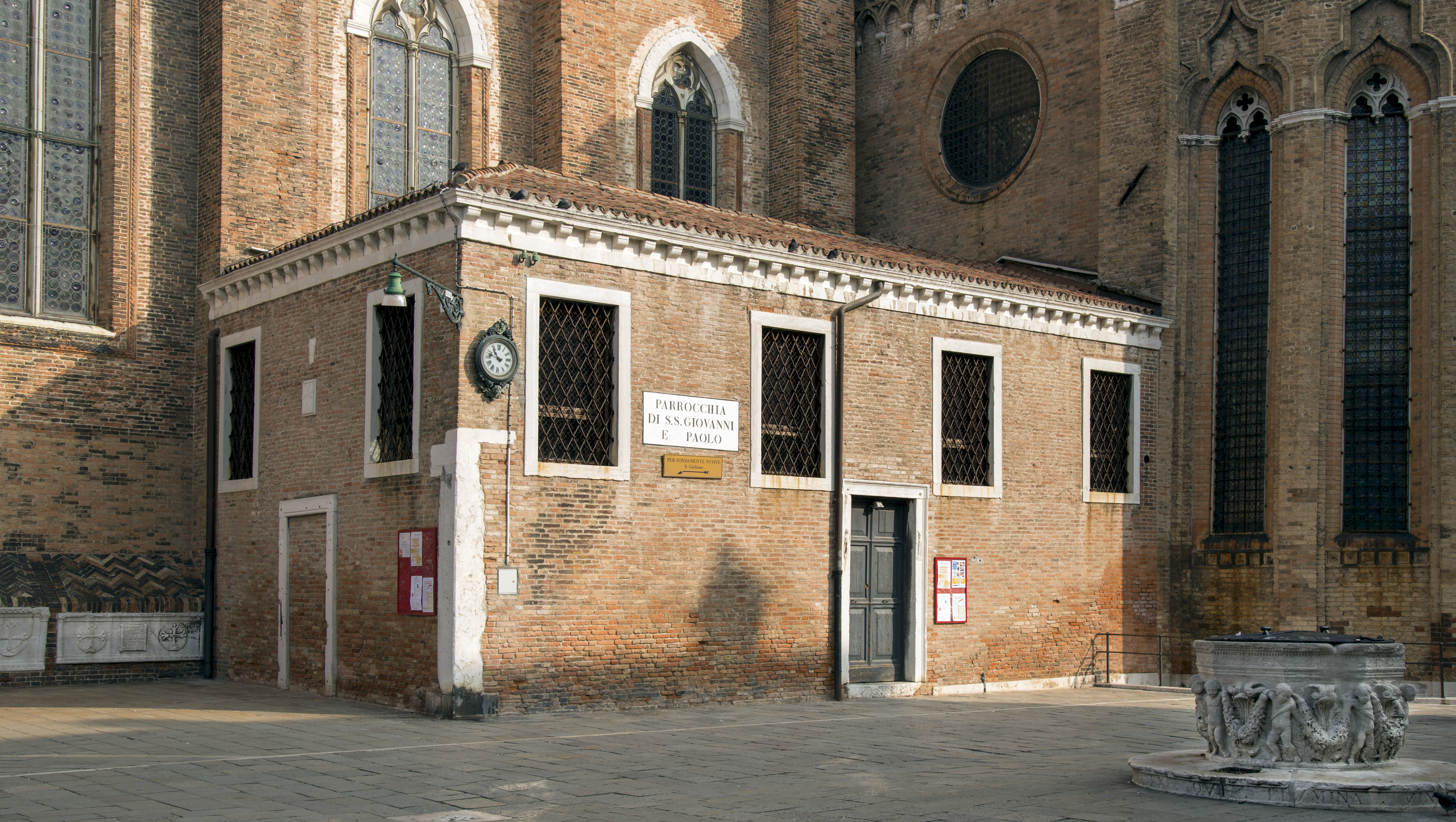
Scuola del Nome di Gesù
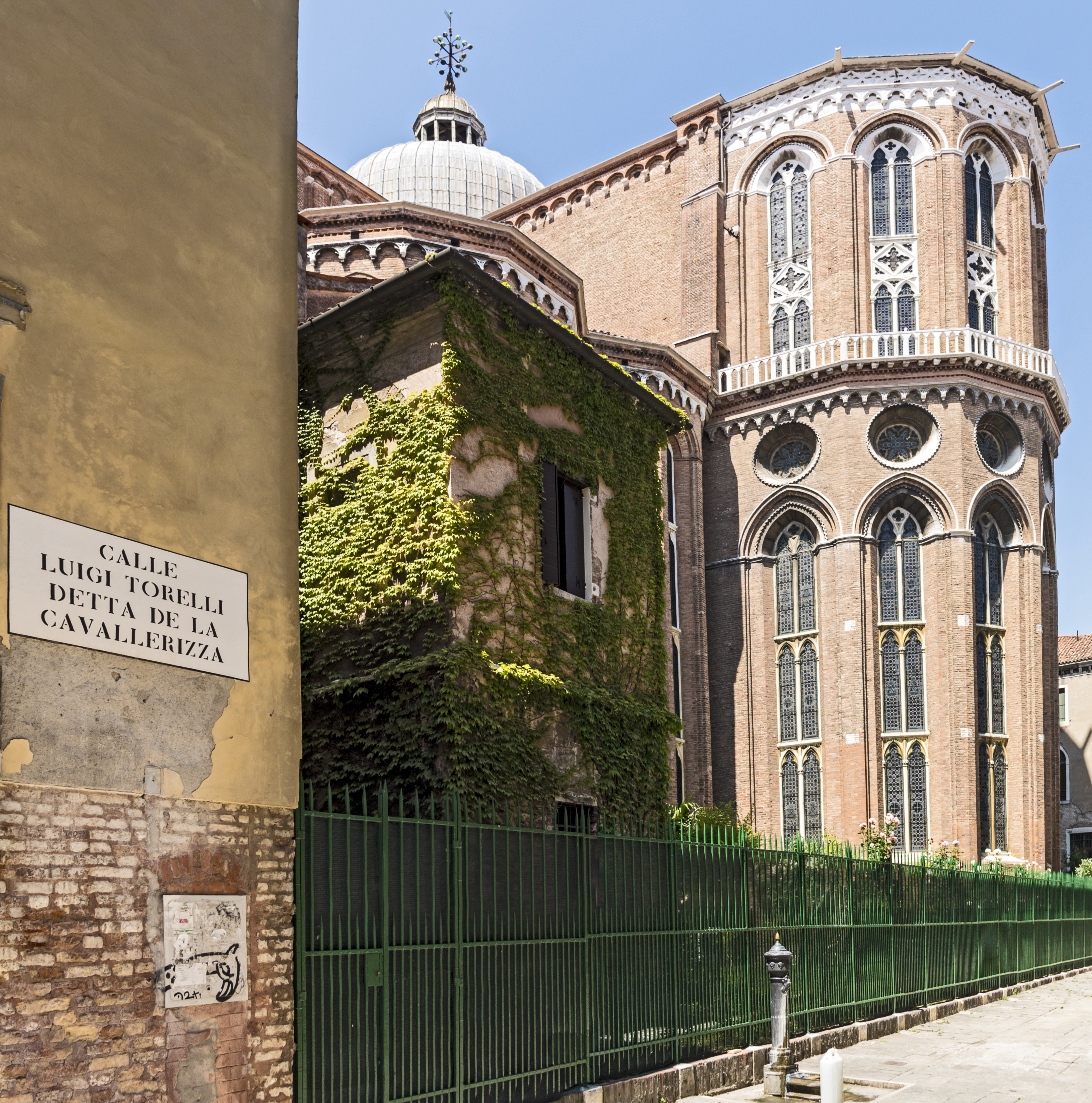
L'abside
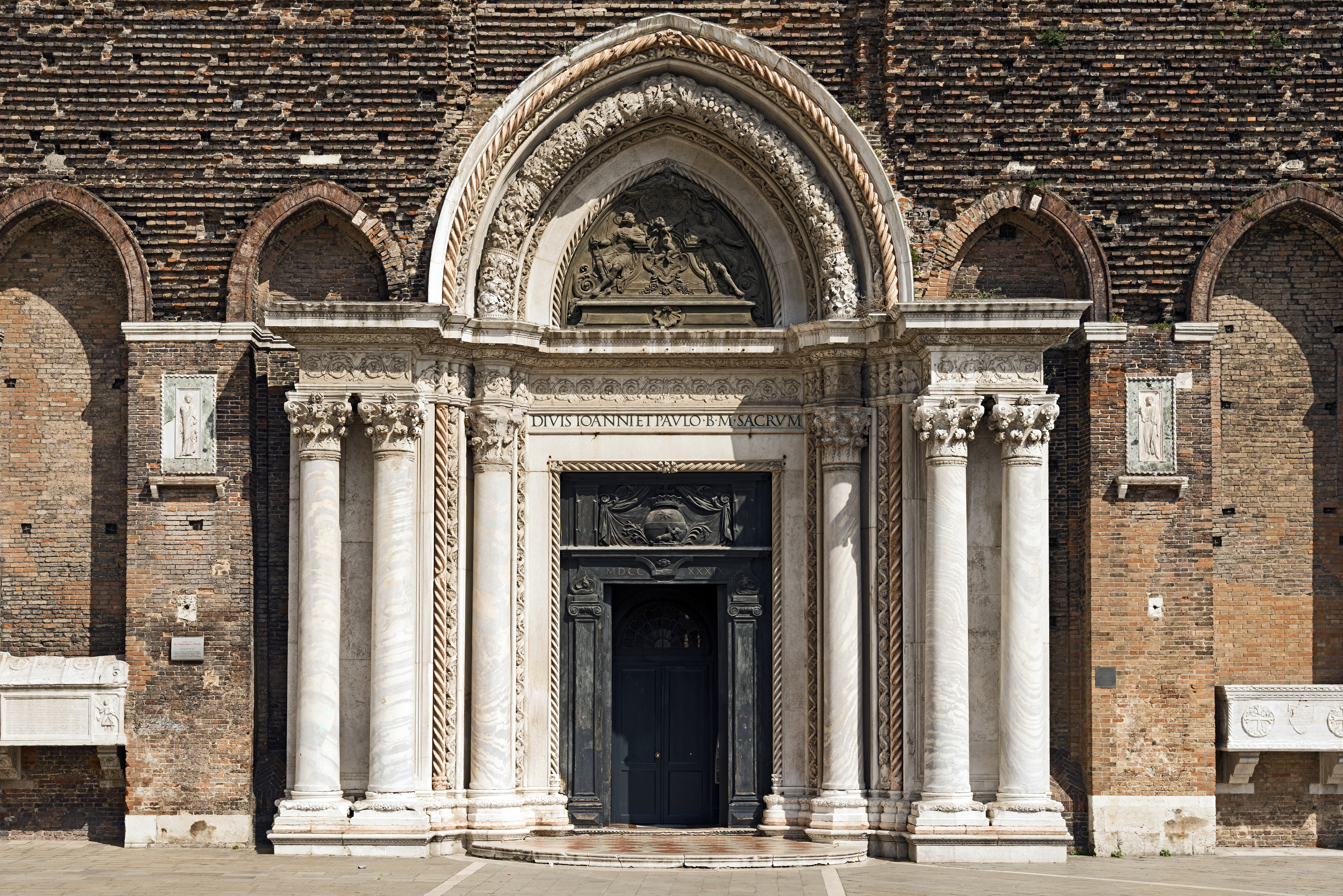
Portale di Bartolomeo Bon
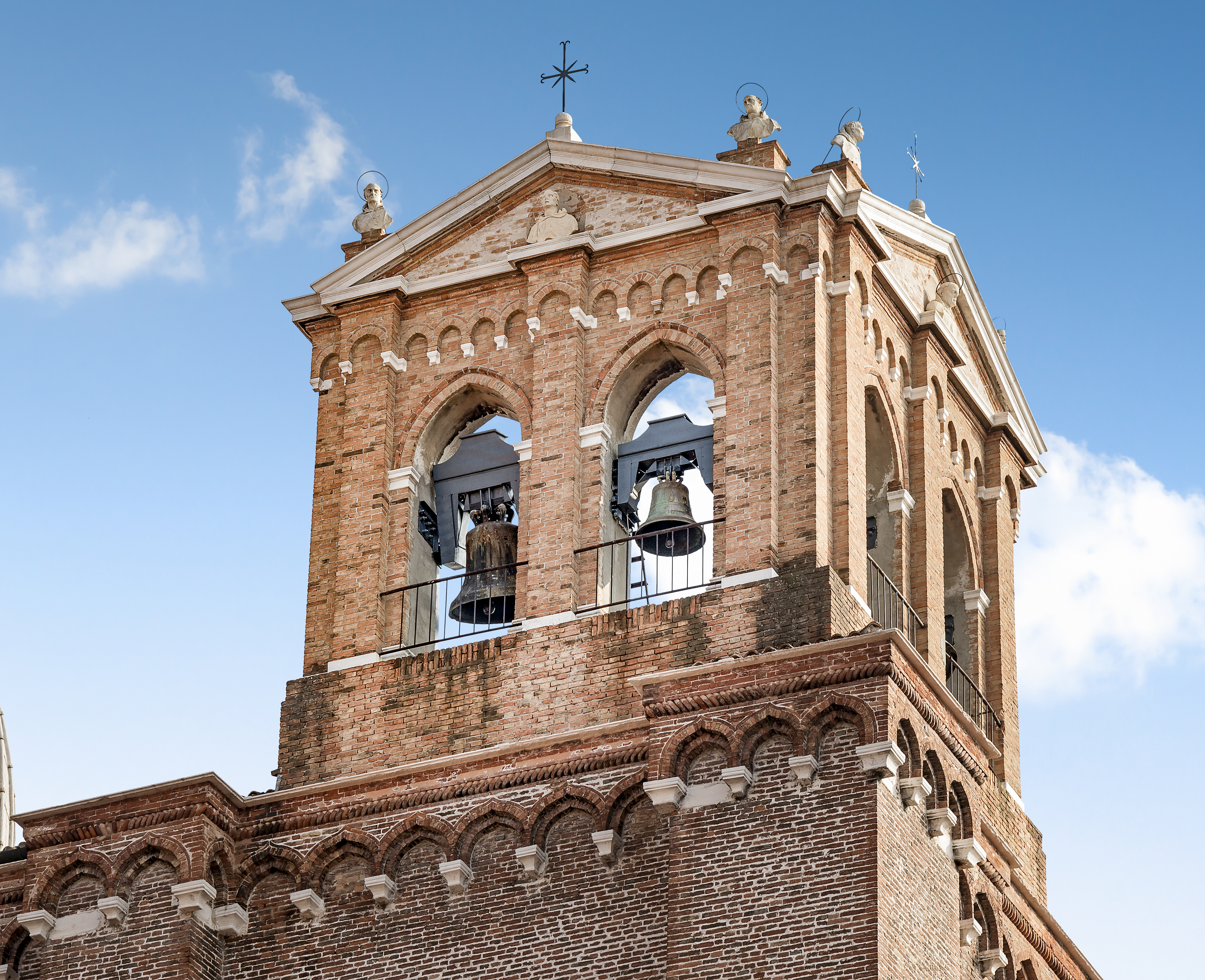
Campanile a vela

### Interno

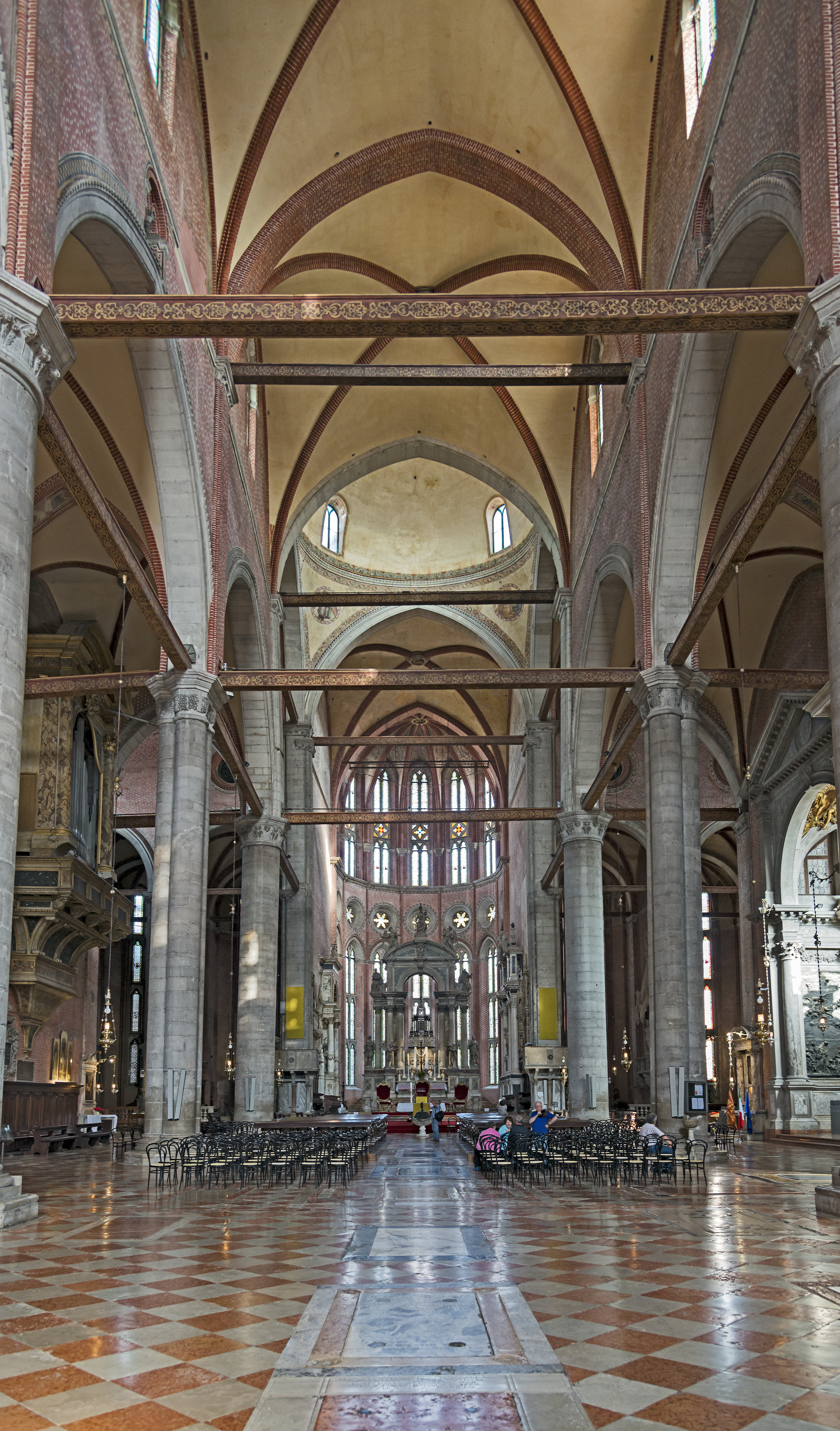
L'interno

La pianta è a croce latina con transetto e tre navate suddivise da enormi colonne cilindriche (eccettuate la quarta a sinistra e a destra, che sono pilastri formati dall'unione di tre colonne cilindriche più sottili). Le altissime volte gotiche sono collegate da tiranti lignei, che hanno la funzione di contrastare le spinte generate dalle volte a crociera e degli archi. Le dimensioni sono veramente grandiose: 101,60 m di lunghezza, 45,80 di larghezza nel transetto, 32,20 di altezza. Alle pareti, interamente rifinite con una tramatura a regalzier (finto ammattonato), alle navate sono addossati numerosi monumenti, e a destra si aprono le cappelle. Anche sul transetto si affacciano due cappelle per lato, che affiancano il presbiterio.
Fino al Seicento la navata maggiore era divisa trasversalmente in due parti (come avviene ancora oggi nella Basilica dei Frari) dal coro dei frati, che fu demolito per dare spazio alle solenni celebrazioni che si svolgevano in questa chiesa, per esempio i funerali dei dogi. Unico avanzo di questa monumentale struttura sono i due altari (di Santa Caterina da Siena e di San Giuseppe) che si trovano all'incrocio tra la navata e il transetto, rispettivamente a destra e a sinistra.

#### Controfacciata
L'intera controfacciata è occupata da monumenti della famiglia Mocenigo:
- al centro, sopra il portale, vi è il monumento al doge Alvise I Mocenigo e alla moglie Loredana Marcello, iniziato nel 1580 da Girolamo Grapiglia e concluso nel 1646 da Francesco Contin
- a sinistra, monumento funebre al doge Pietro Mocenigo, terminato nel 1481 da Pietro e Tullio Lombardo. È il primo monumento in cui i Lombardo si discostano dalla tradizione: la principale innovazione consiste nella tripartizione, secondo il modello degli archi di trionfo romani. Inoltre è innovativa la posizione eretta e fiera del doge: è rappresentato come già risorto, e dunque posto in asse con la statua del Cristo risorto.
- a destra, monumento al doge Giovanni Mocenigo, opera di Tullio Lombardo, completata nel primo decennio del Cinquecento. È il monumento sepolcrale lombardesco in cui si affermano pienamente i principi dell'architettura rinascimentale: le superfici sono lisce e non invase dalle decorazioni, le proporzioni sono corrette, i capitelli sono una copia perfetta dei capitelli compositi dell'Arco di Tito a Roma
- sul pavimento, alcune grandi lapidi sotto cui sono sepolti tra gli altri i dogi Alvise I, Alvise III Sebastiano, Alvise IV Giovanni Mocenigo.

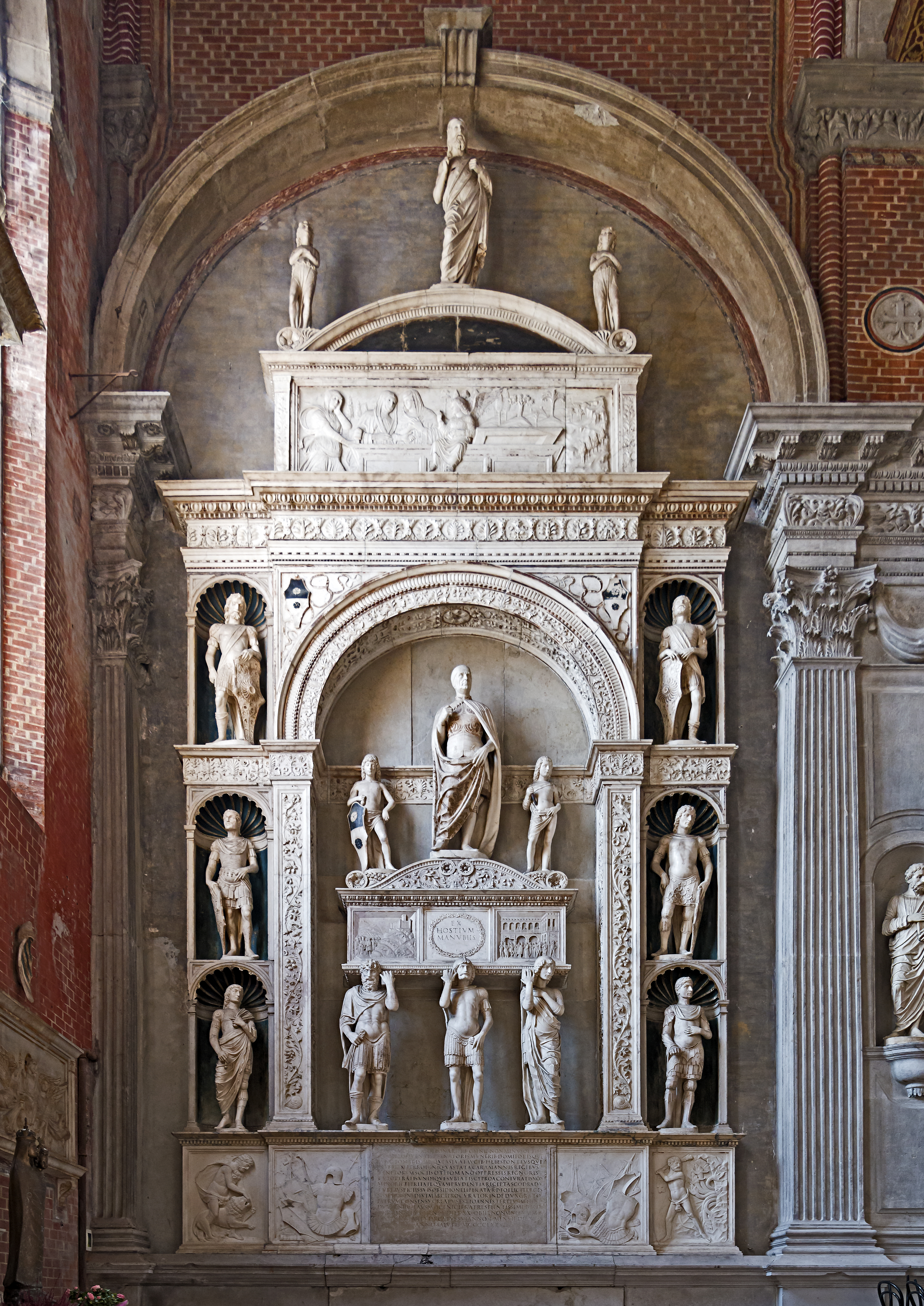
Monumento del doge Pietro Mocenigo
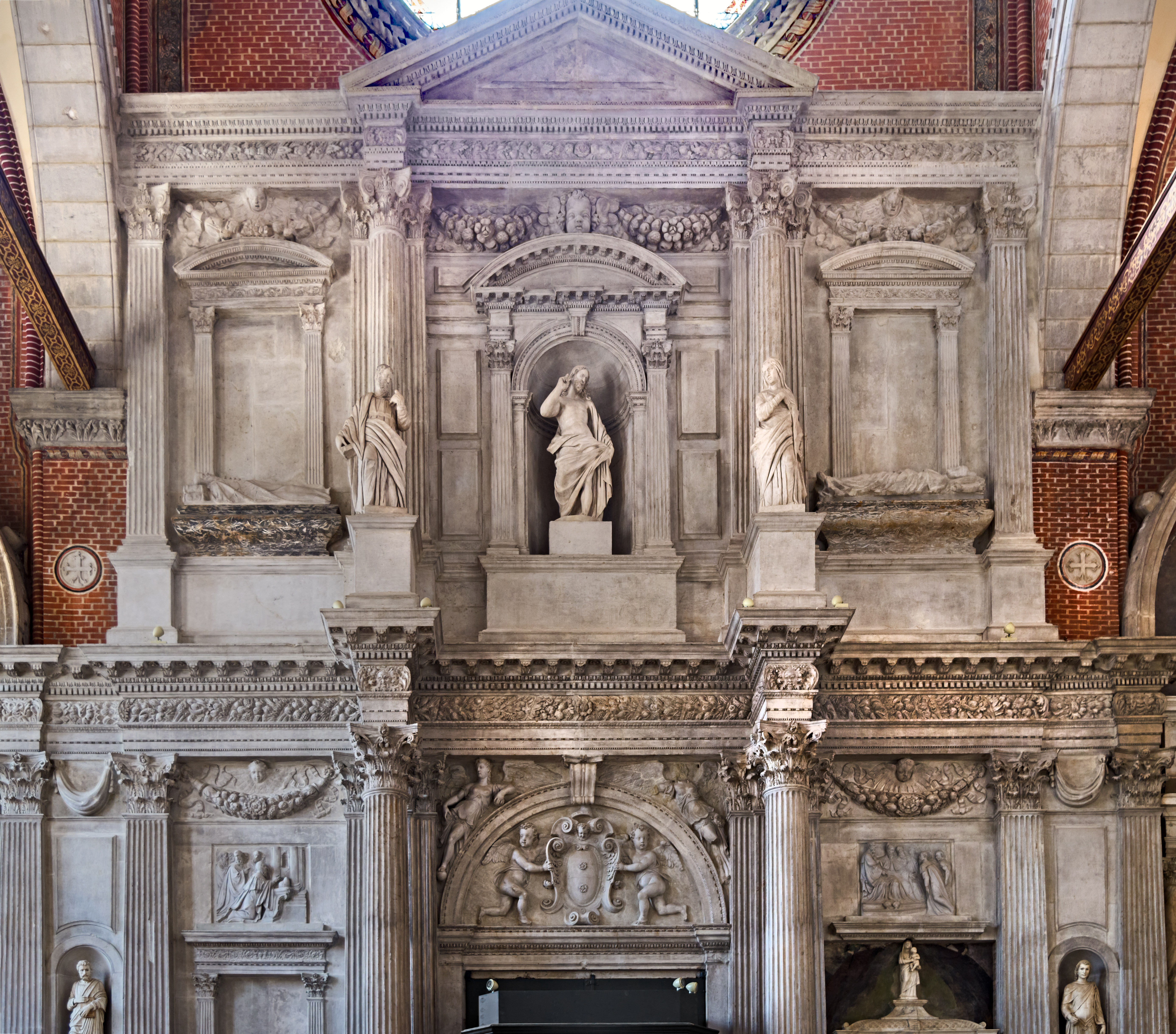
Monumento del doge Alvise Mocenigo
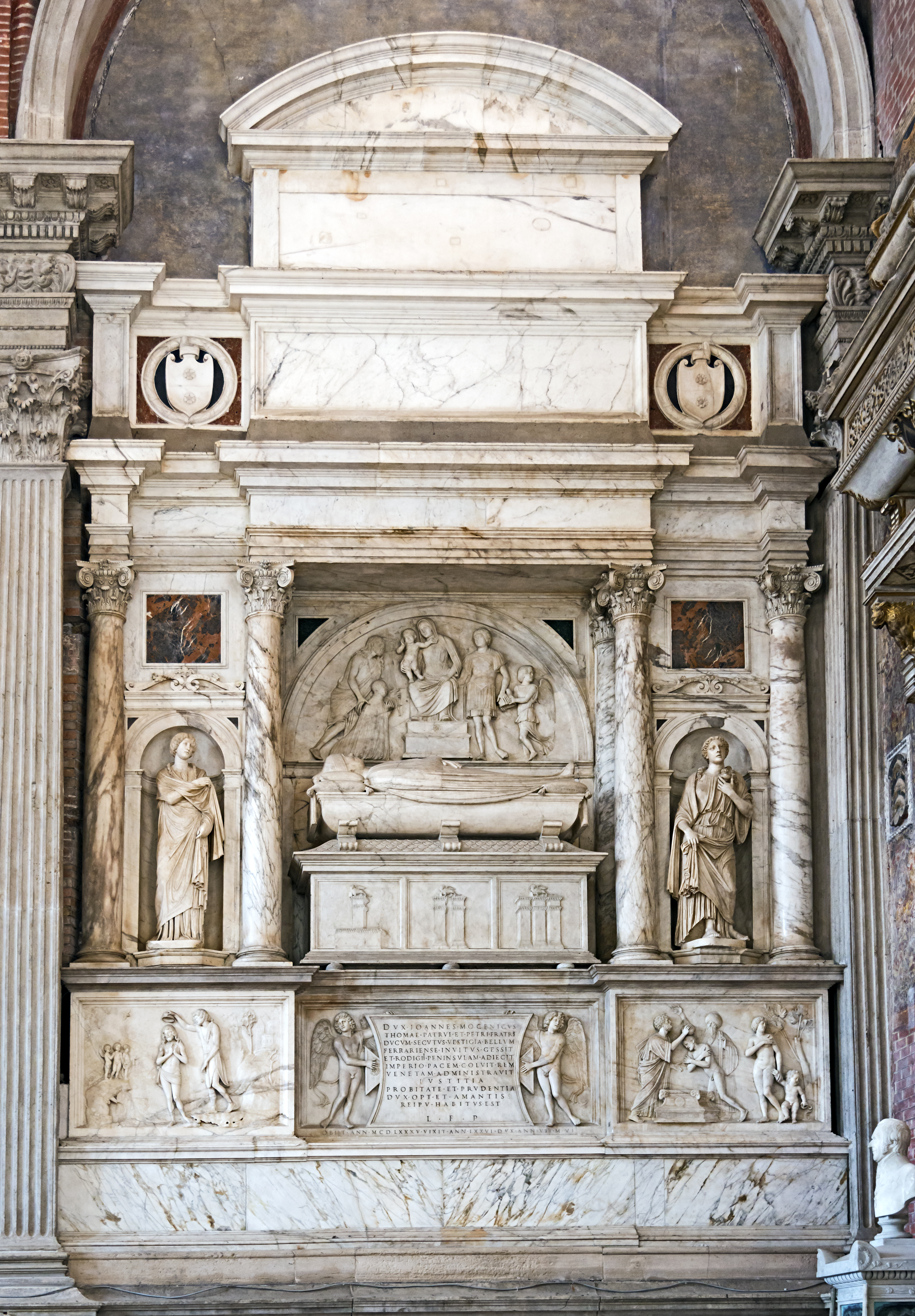
Monumento del doge Giovanni Mocenigo
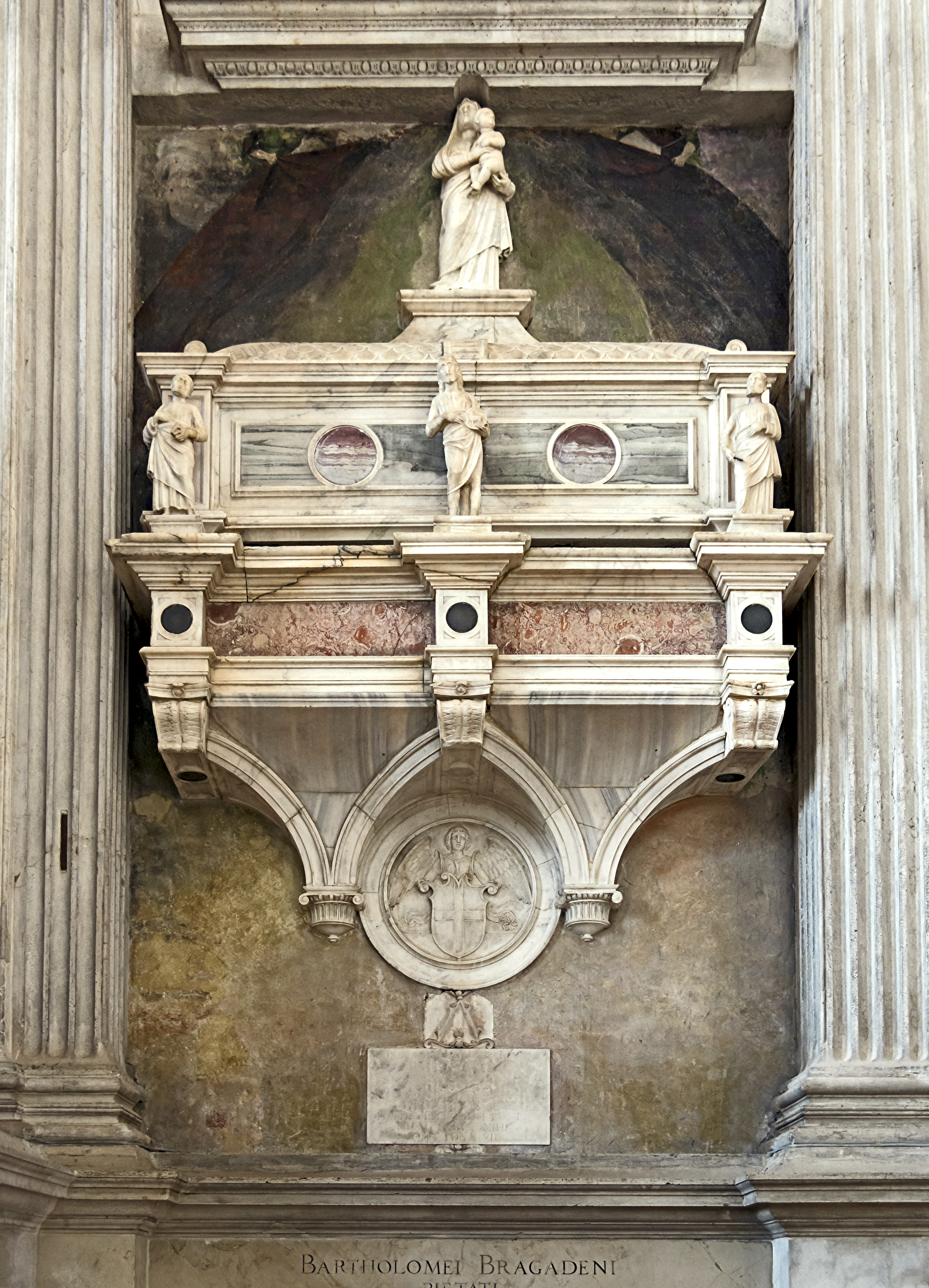
Monumento del poeta Bartolomeo Bragadin

#### Navata destra
- Prospetto dell'urna del doge Renier Zen, raffigurante il Redentore sostenuto da due angeli, di stile bizantineggiante.
- Altare rinascimentale con una Madonna con Bambino e santi di artista quattrocentesco, un tempo attribuita a Giovanni Bellini. Fu qui portata nel 1881 dalle Gallerie dell'Accademia dopo che la pala originale, capolavoro di Giovanni Bellini, venne distrutta nell'incendio della cappella del Rosario.
- Monumento a Marcantonio Bragadin, eroe veneziano scorticato vivo dai turchi dopo la presa di Famagosta. Ciò che rimaneva della sua pelle fu portato qui nel 1596, e esaminato scientificamente nel 1961. L'architettura è dello Scamozzi, il busto di un allievo del Vittoria, mentre il chiaroscuro, che rappresenta il Martirio del Bragadin è di incerta attribuzione.
- Altare dedicato al domenicano spagnolo San Vincenzo Ferrer. È ornato dal grandioso Polittico di San Vincenzo Ferrer (1464-1470) di Giovanni Bellini in nove scomparti: nel registro centrale si trovano le grandi figure di San Vincenzo, al centro, di San Cristoforo a sinistra e di San Sebastiano a destra. Negli scomparti superiori sono rappresentati al centro il Cristo morto sorretto da angeli, e ai lati l'Arcangelo Gabriele e la Vergine Annunciata, con lo sguardo rivolto verso l'alto, dove in origine si trovava la lunetta con l'Eterno. Nella predella sono raffigurati alcuni miracoli di san Vincenzo: a sinistra il Santo salva una donna da un fiume e protegge una donna e un bambino da un crollo; al centro la Predica di Toledo, in cui il santo fa resuscitare due morti perché testimonino le verità da lui predicate; a destra il Santo resuscita un bambino e libera alcuni prigionieri. Sotto al polittico si trovano le spoglie del beato Tommaso Caffarini, confessore e primo biografo di santa Caterina da Siena.
- Monumento del senatore Alvise Michel

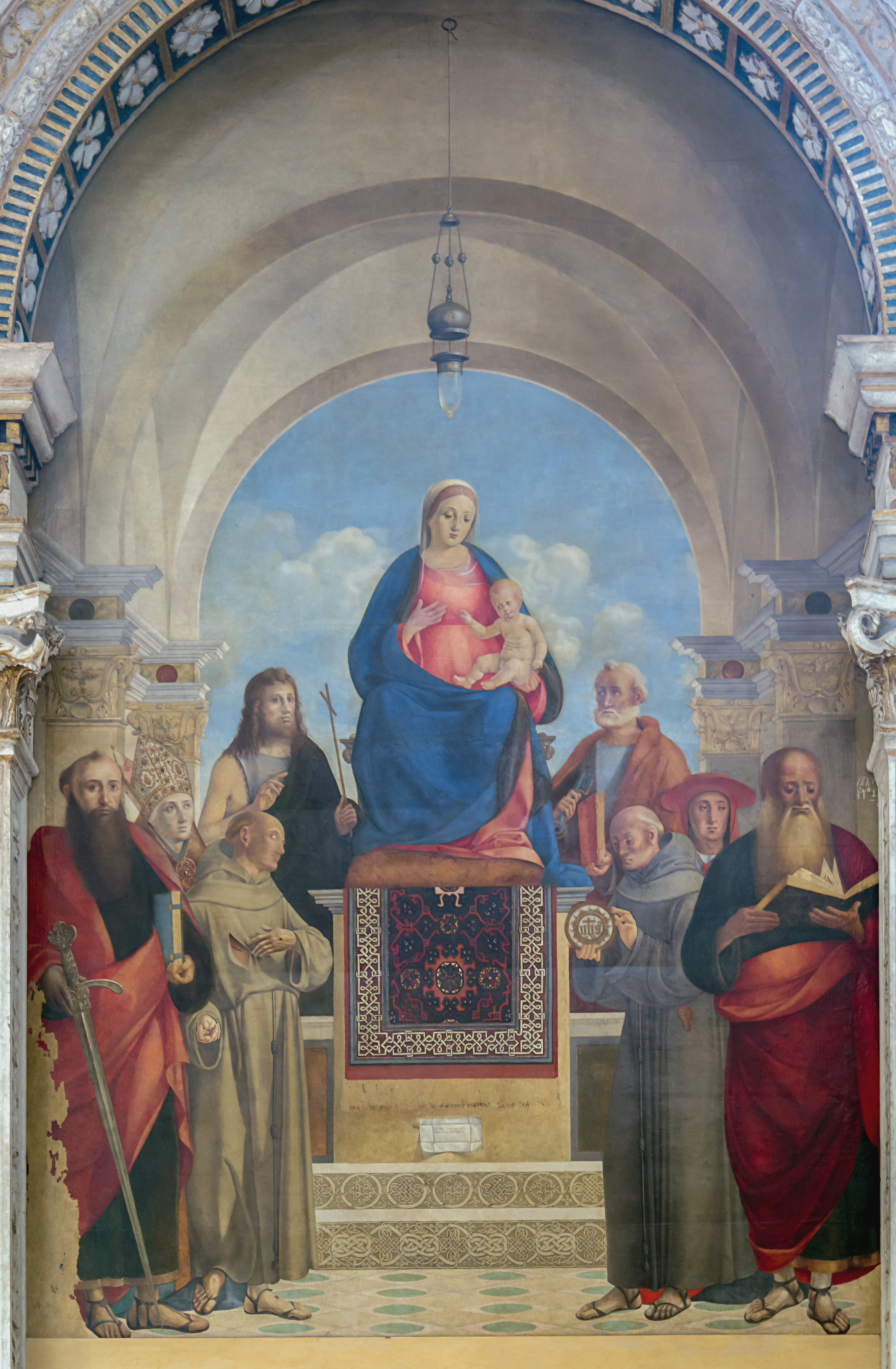
Madonna con Bambino e santi di artista quattrocentesco
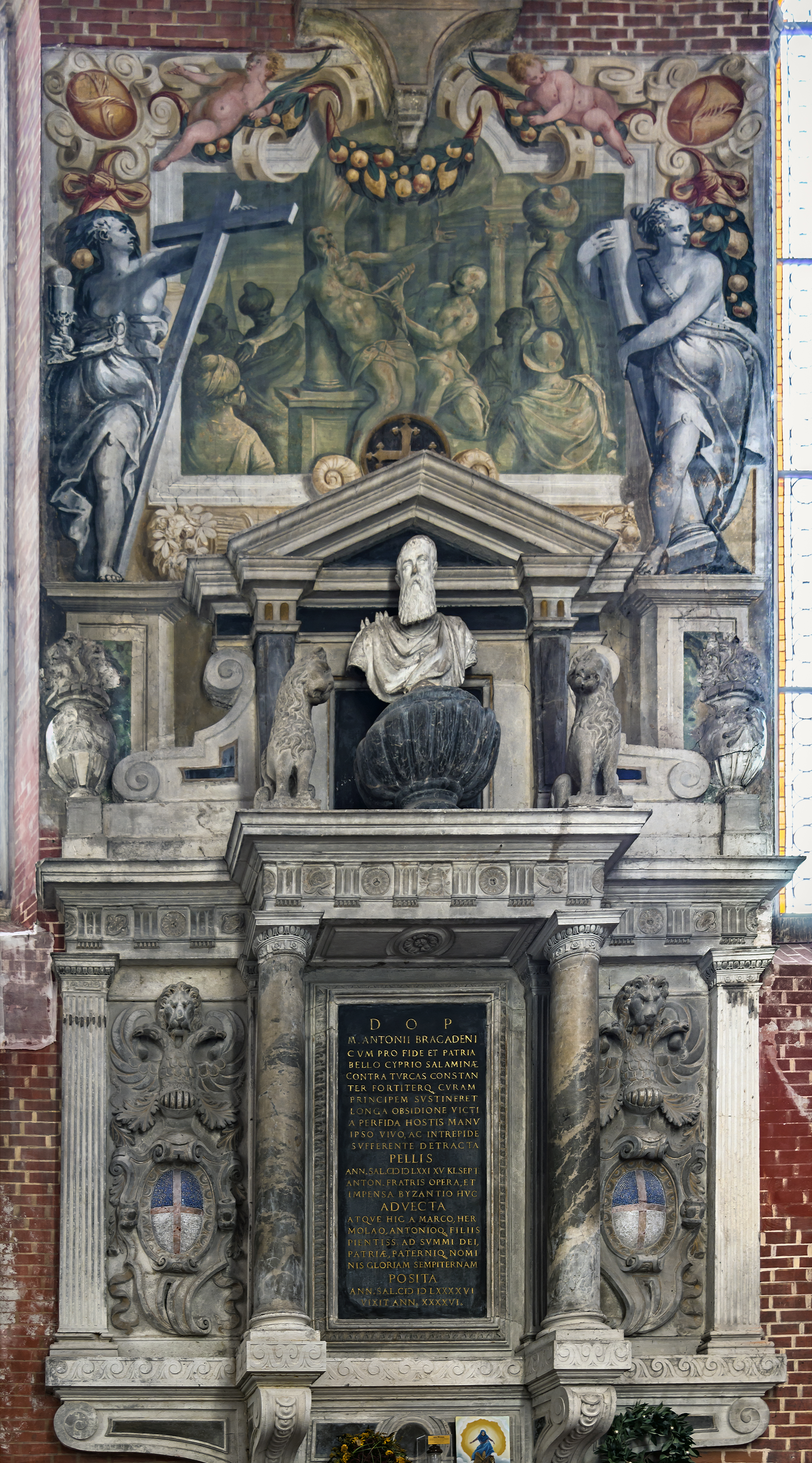
Monumento a Marcantonio Bragadin
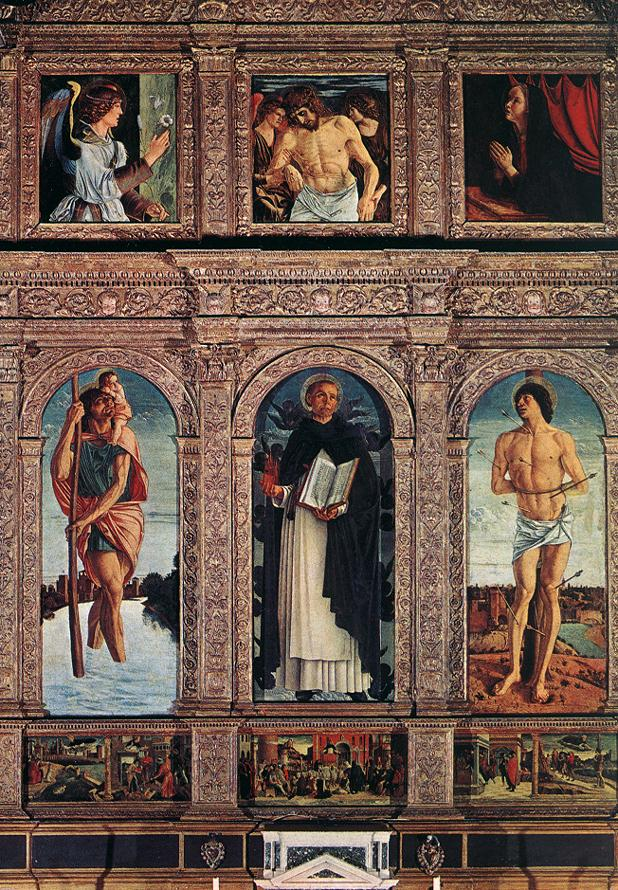
Polittico di San Vincenzo Ferreri
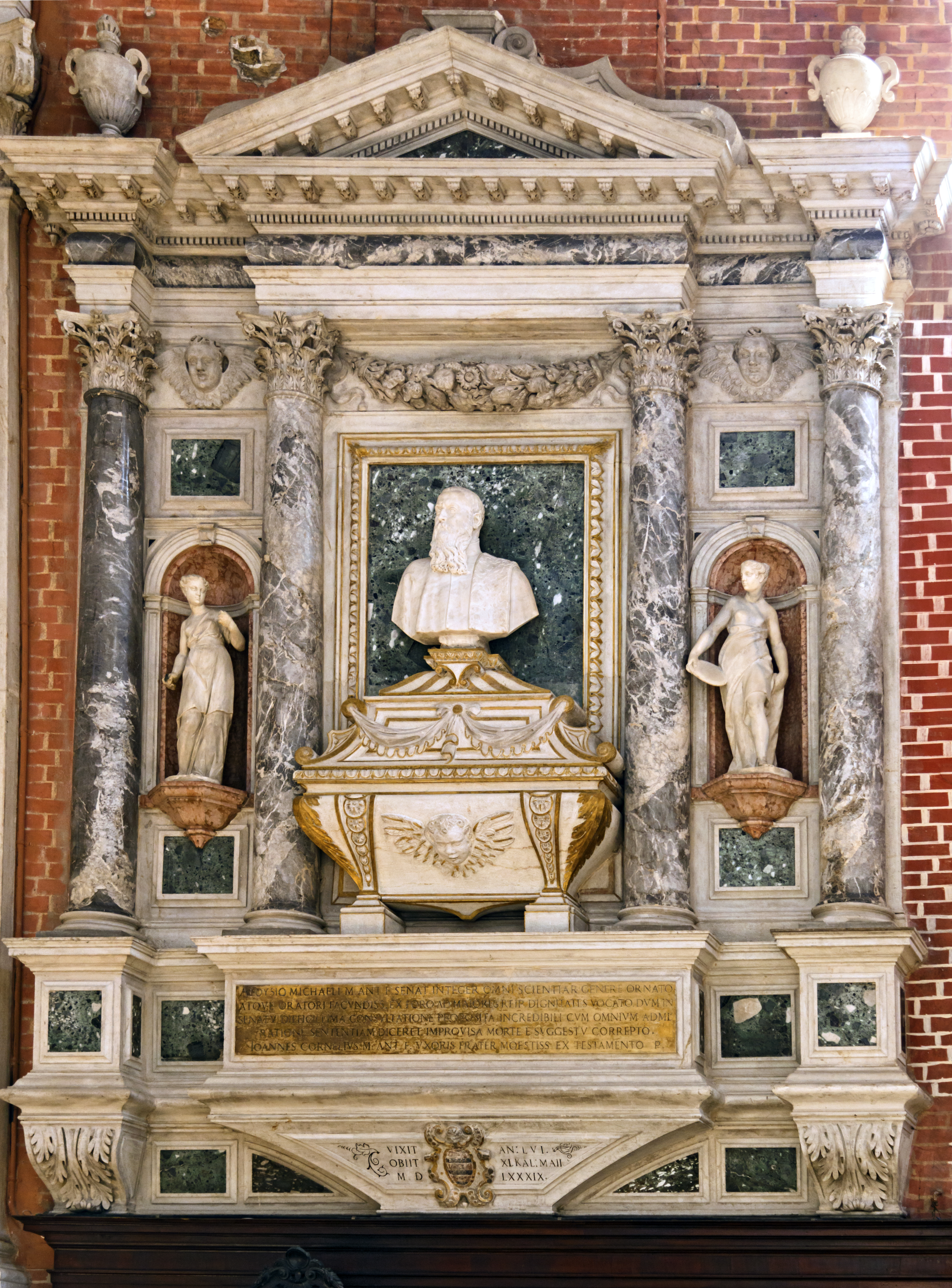
Monumento del senatore Luigi Michel

- Cappella del Beato Giacomo Salomoni, o del Nome di Gesù, in origine gotica, portata alle attuali forme barocche nel 1639.

È ornata da una volta con dipinti di Giovanni Battista Lorenzetti e da una pala d'altare di Pietro Liberi raffigurante la Crocifissione e la Maddalena.
Sull'altare è conservato il corpo del beato domenicano Giacomo Salomoni (Venezia, 1231 - Forlì, 1314), invocato a protezione dei tumori
Sulle pareti laterali due quadri del pittore di origine fiamminga Pietro Mera: a destra La circoncisione di Gesù e a sinistra Il Battesimo di Cristo.
Sul pavimento di fronte alla cappella si trova la lastra sepolcrale a niello del decemviro Alvise Diedo che nel 1453 salvò la flotta veneziana a Costantinopoli. Canova la considerava "un vero gioiello d'arte".

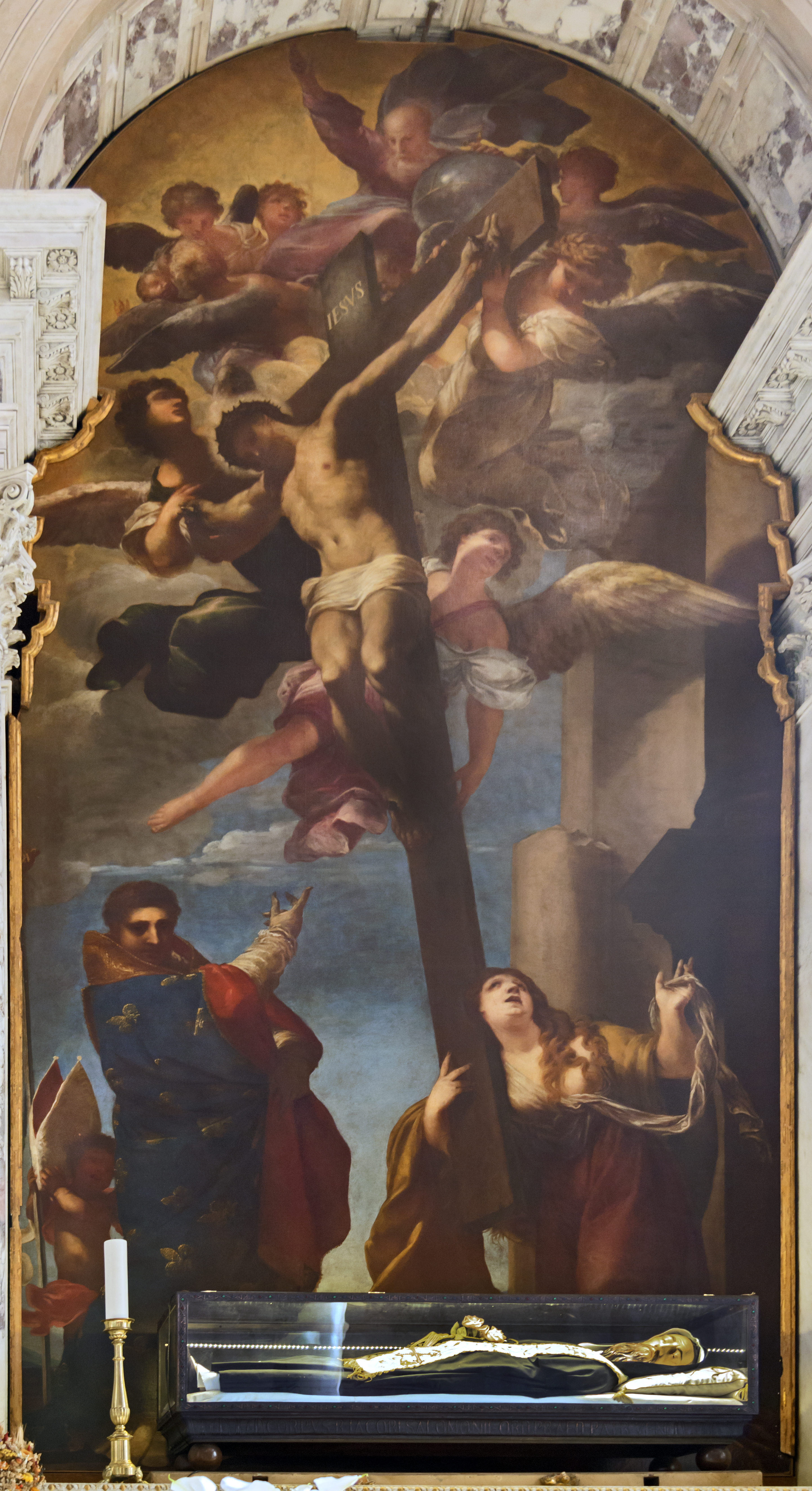
La Crocifissione e la Maddalena; corpo del beato Giacomo Salomoni
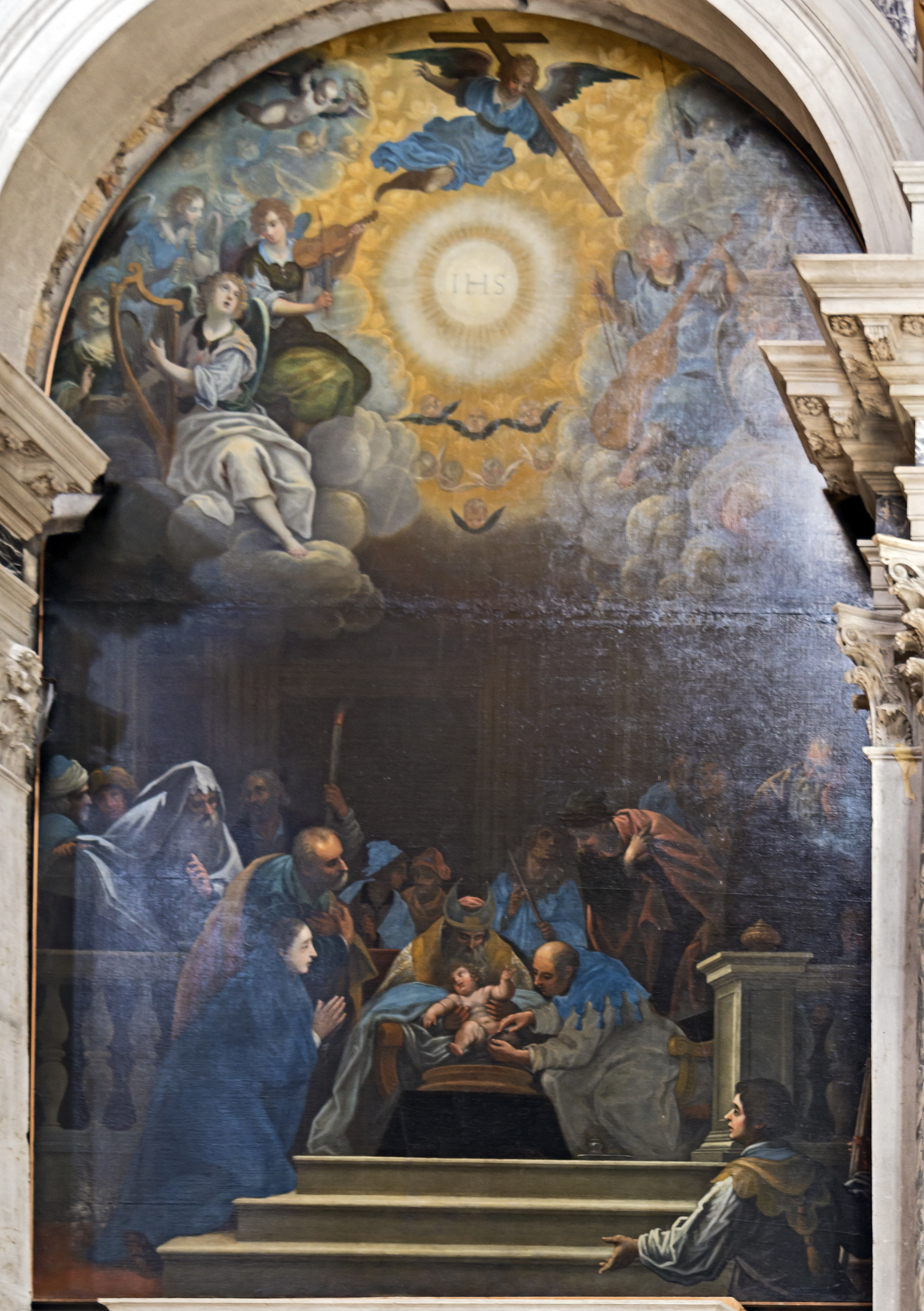
La circoncisione di Pietro Mera.
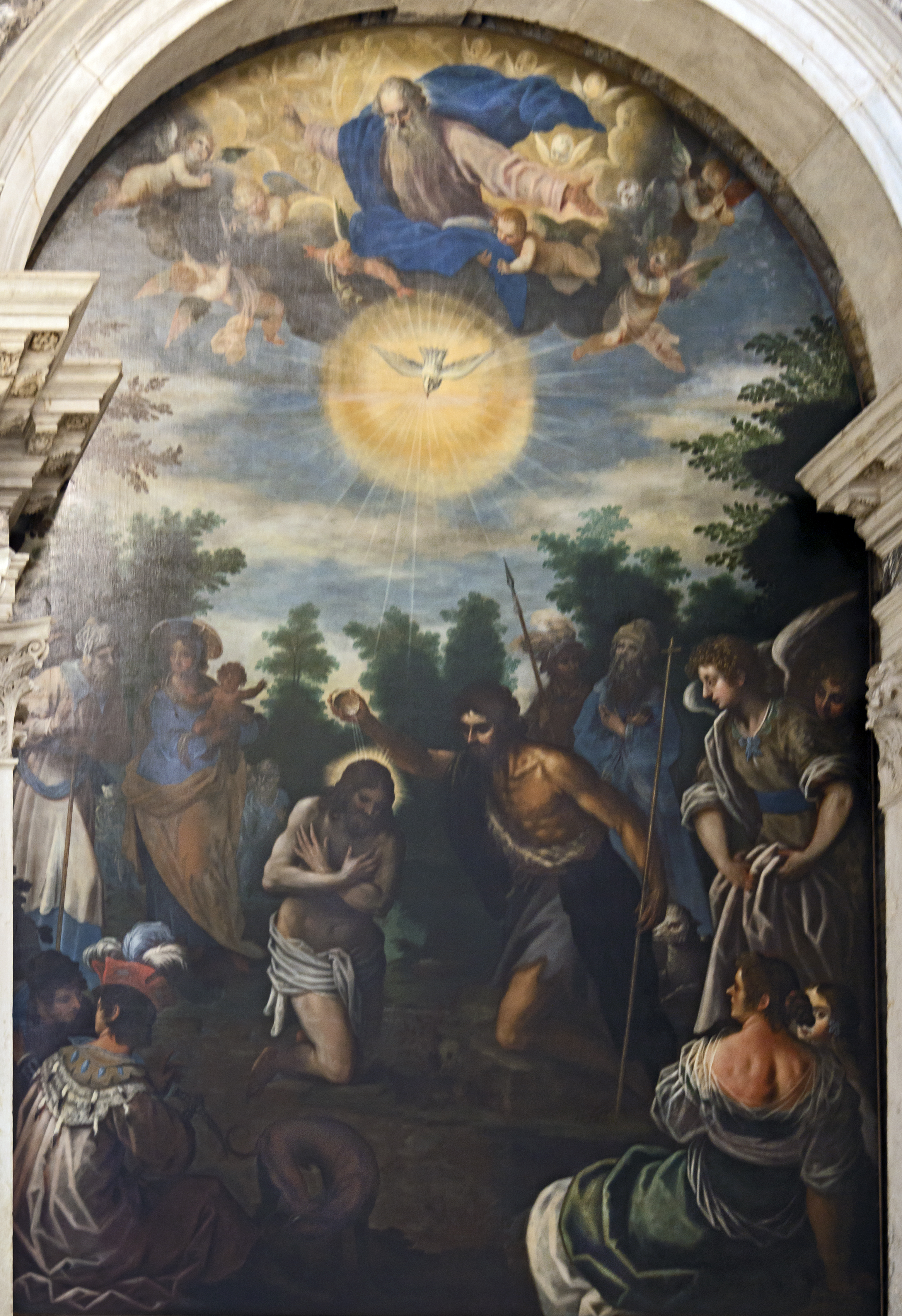
Il Battesimo di Cristo di Pietro Mera.
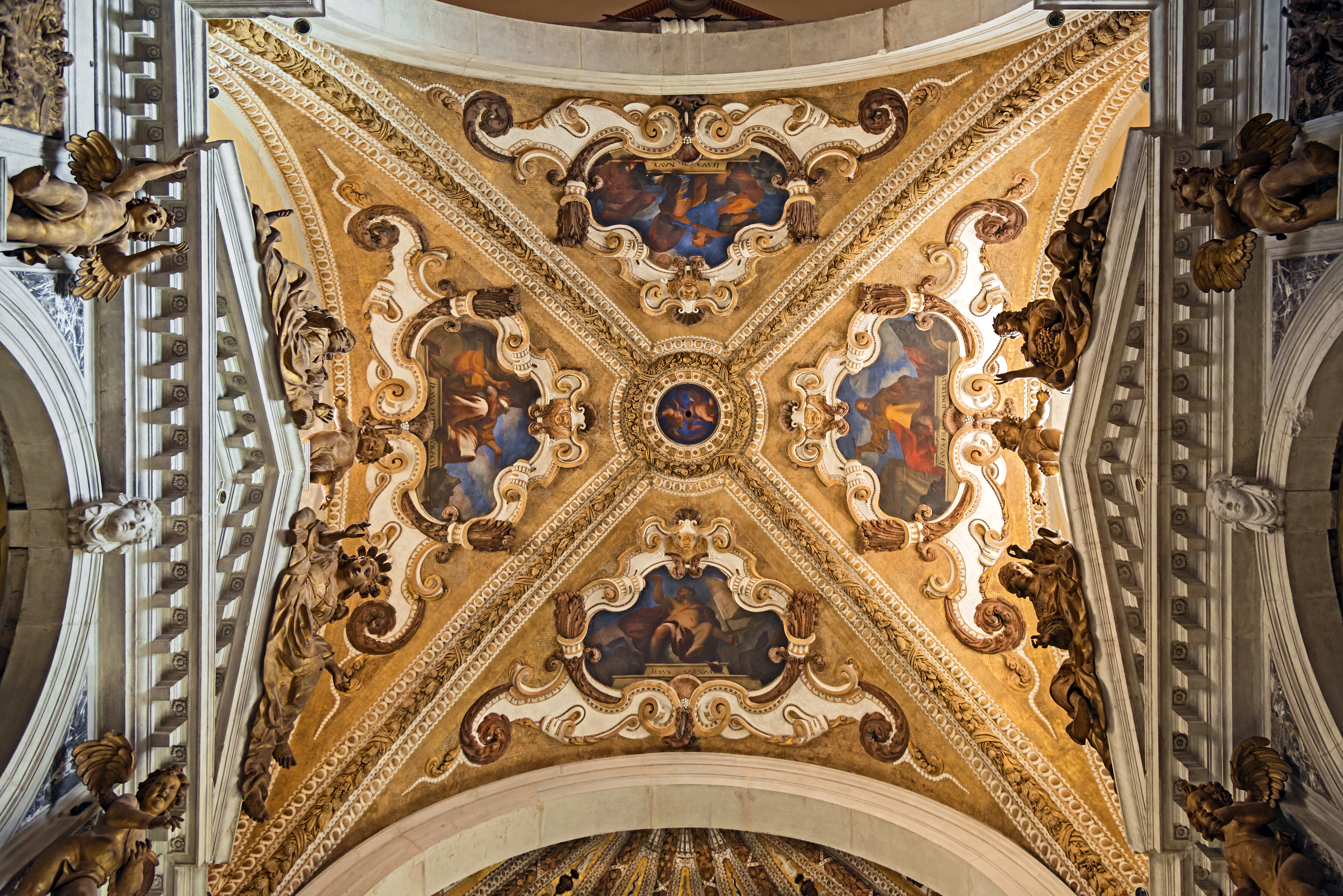
Decorazione della volta

- Mausoleo Valier, progettato da Andrea Tirali. Fra quattro colonne corinzie si trova un panneggio di marmo giallo, su cui si stagliano le statue del doge Bertuccio affiancata da quelle del doge Silvestro, a sinistra, e della moglie di Silvestro, la dogaressa Elisabetta Querini. Completano il monumento numerose statue e bassorilievi dei migliori scultori veneziani dell'epoca.

Il bassorilievo della base del monumento. Il gruppo di destra rappresenta: Costanza (autore sconosciuto); Carità e mitezza di Pietro Baratta. Il gruppo di sinistra rappresenta: la Pace di Antonio Tarsia, il Valore di ignoto, e il Tempo di Giovanni Bonazza.

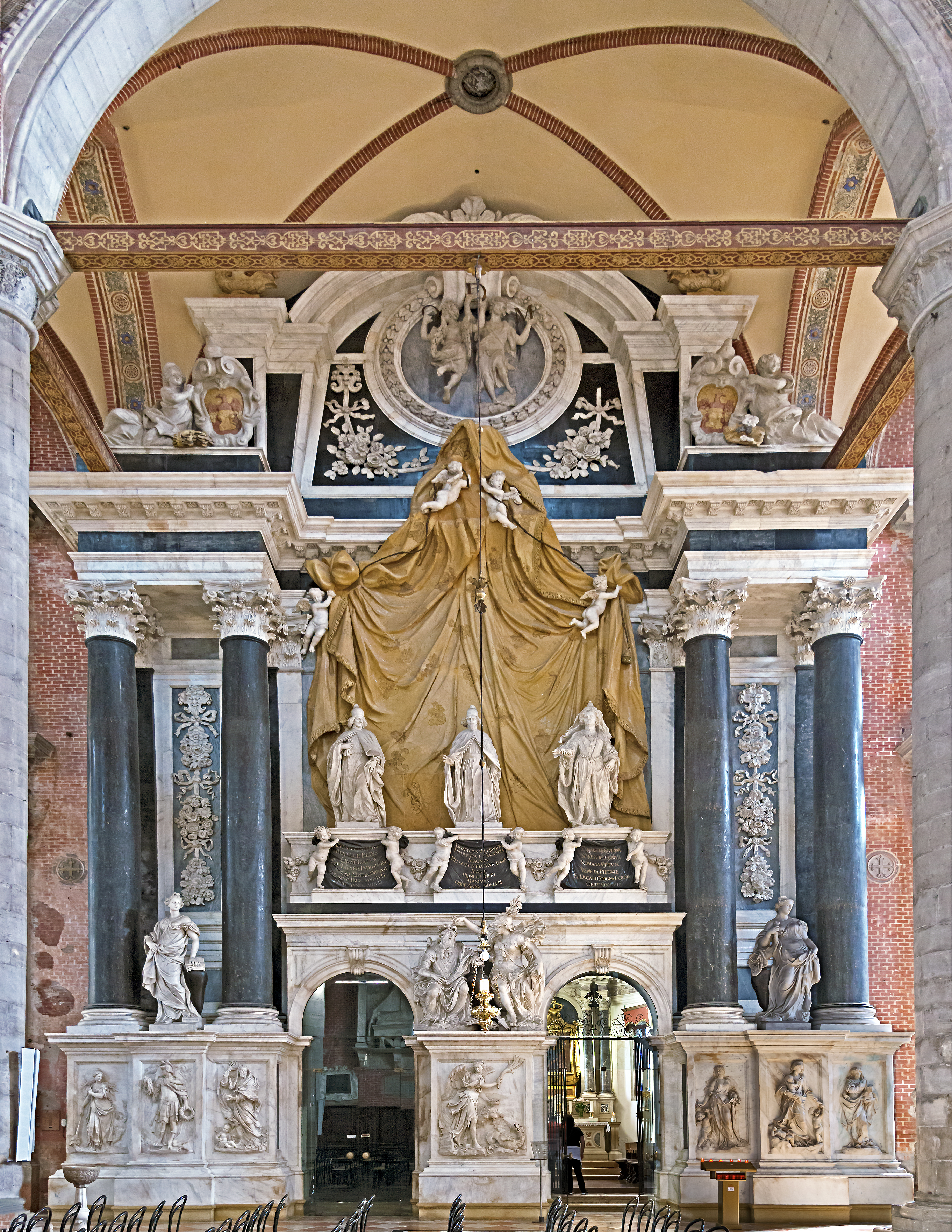
Andrea Tirali - Tomba dei Valier
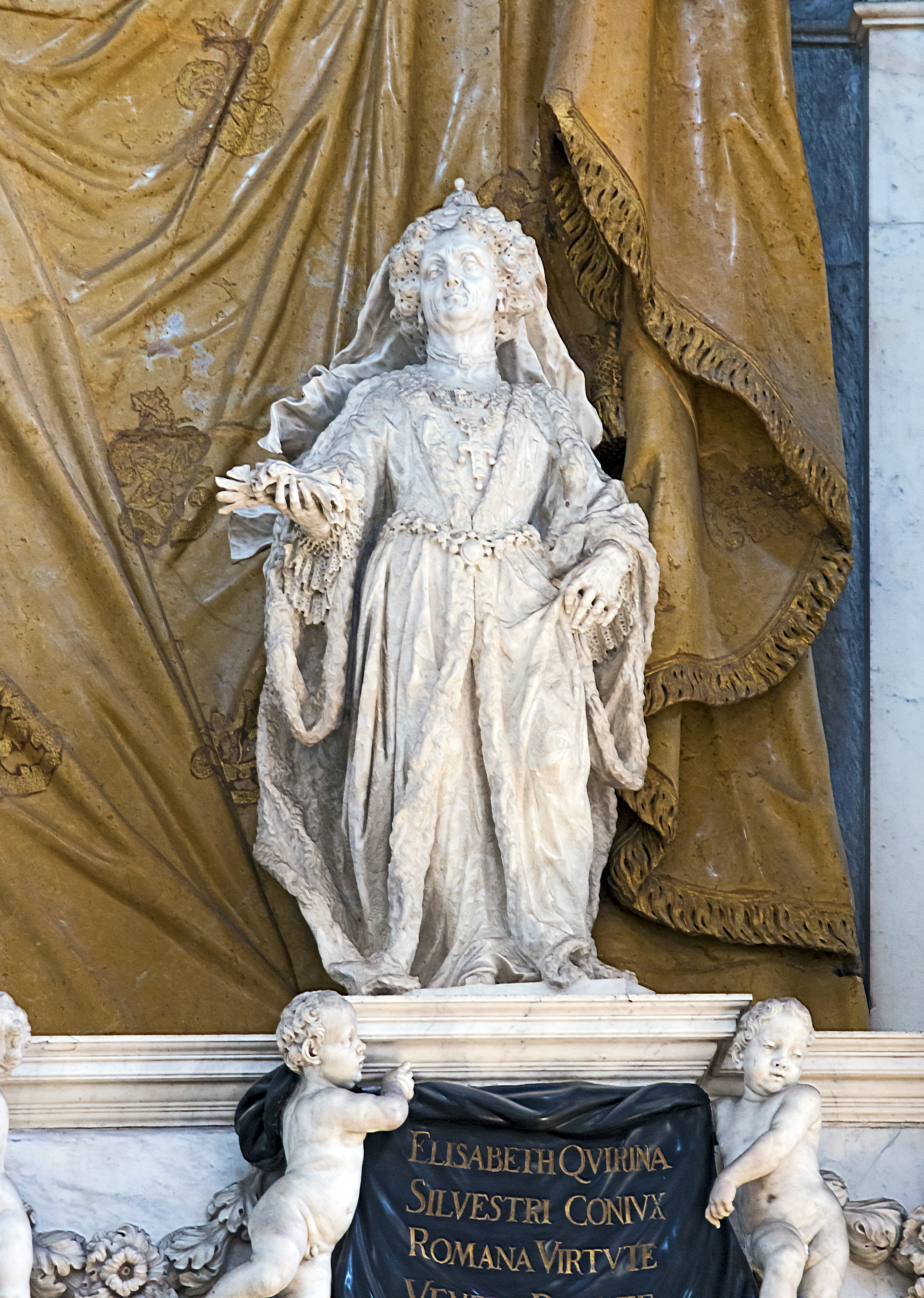
Elisabetta Querini di Giovanni Bonazza
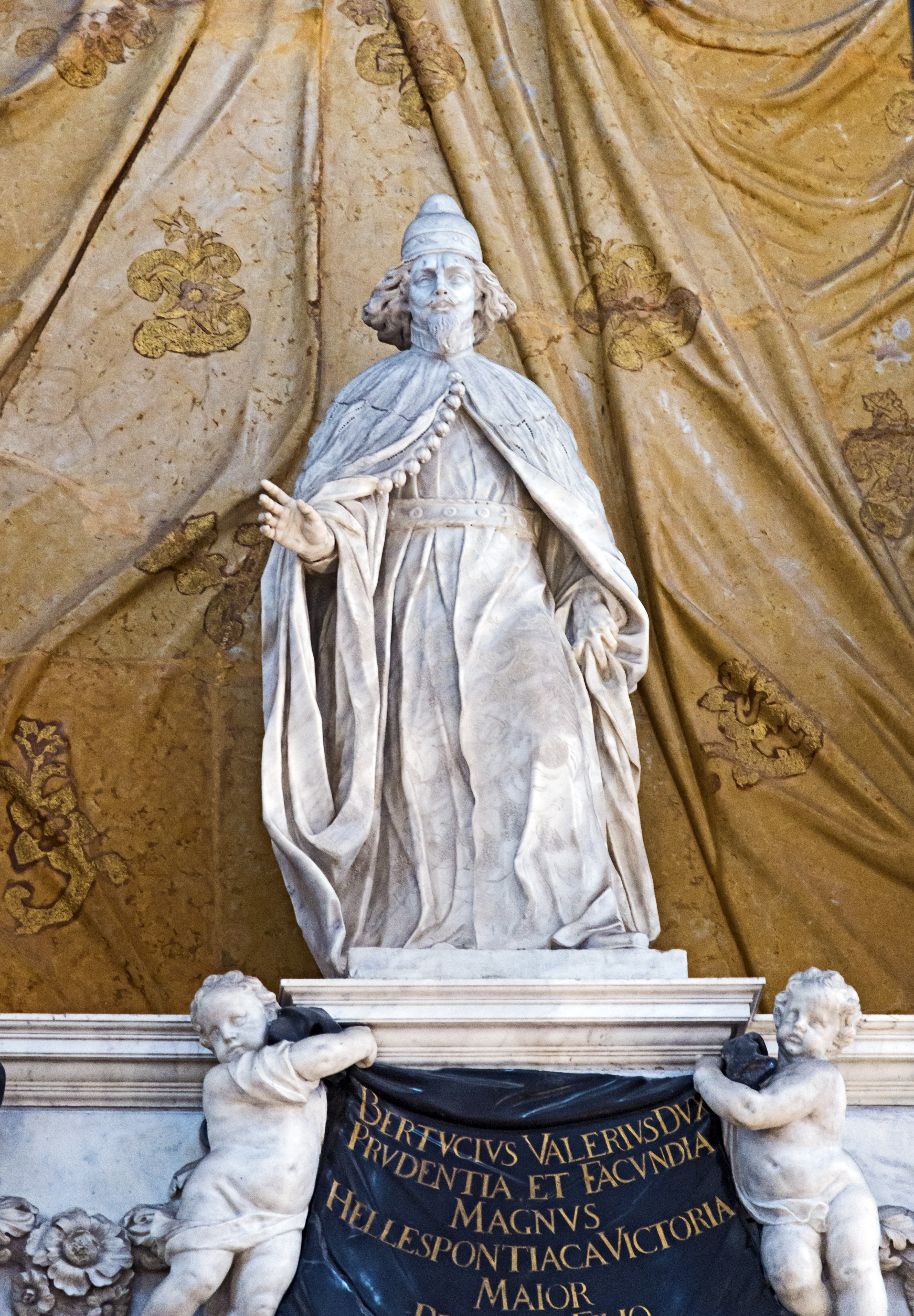
La statua di Bertuccio Valier
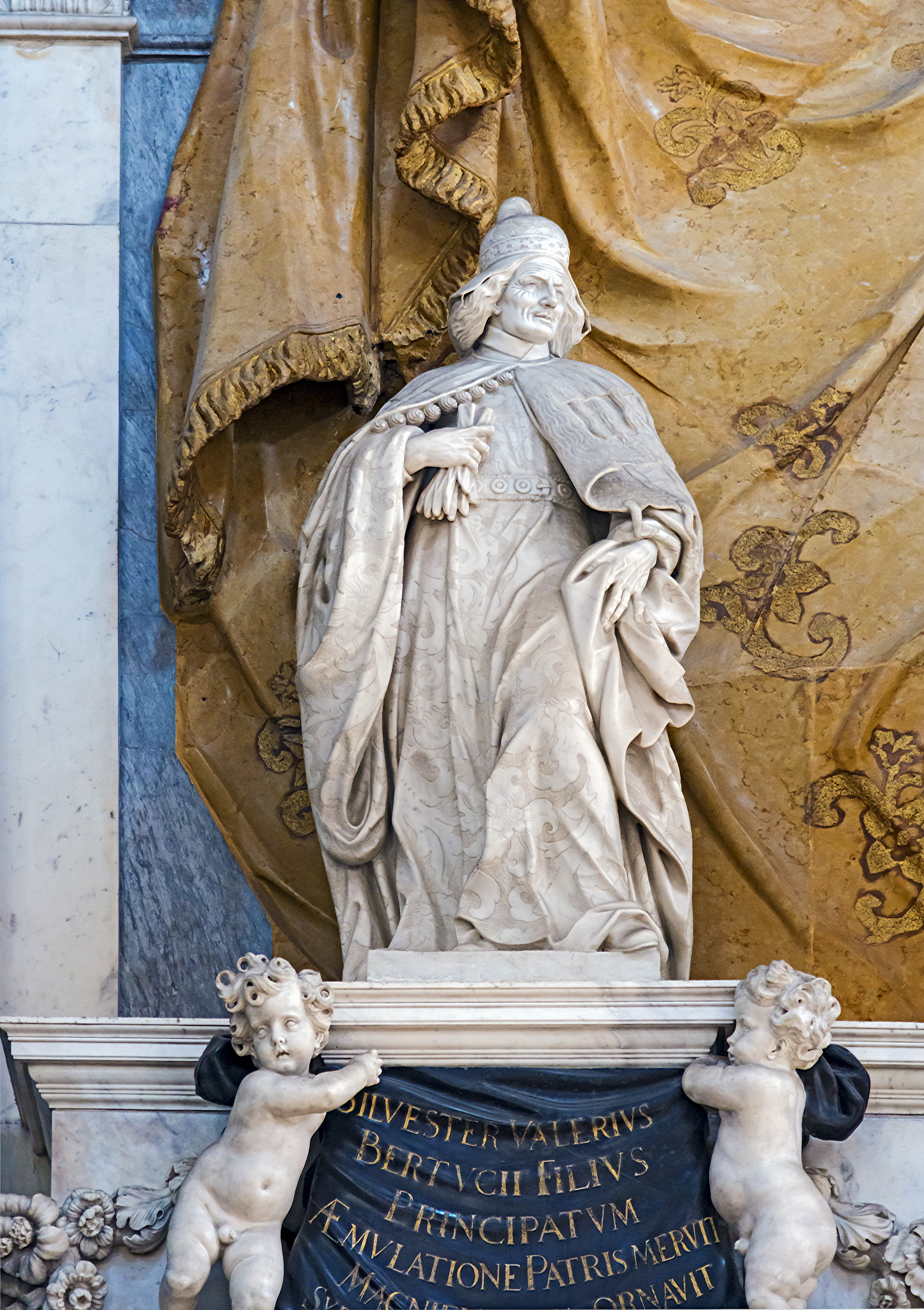
La statua di Silvestro Valier
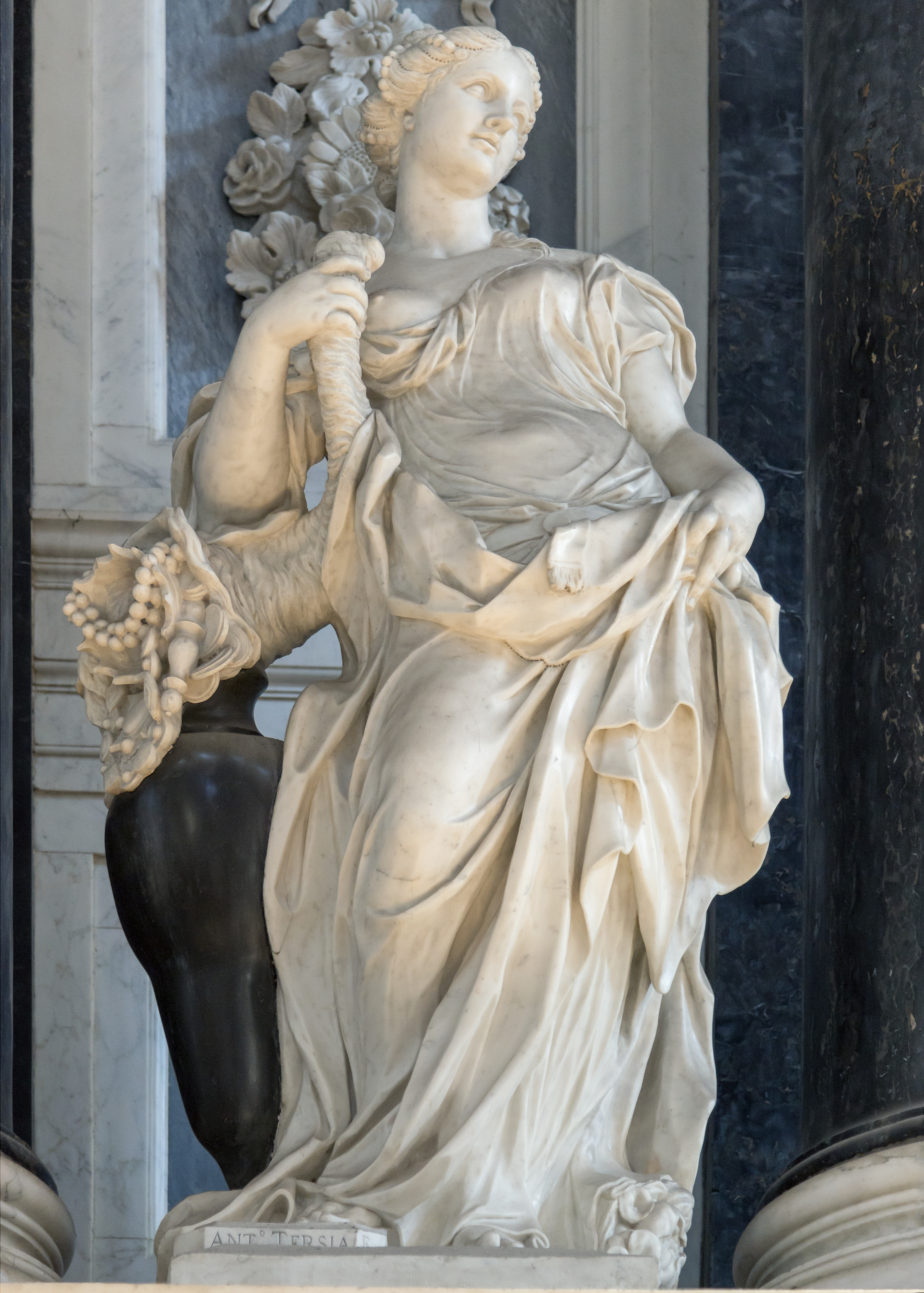
L'abbondanza di Antonio Tarsia
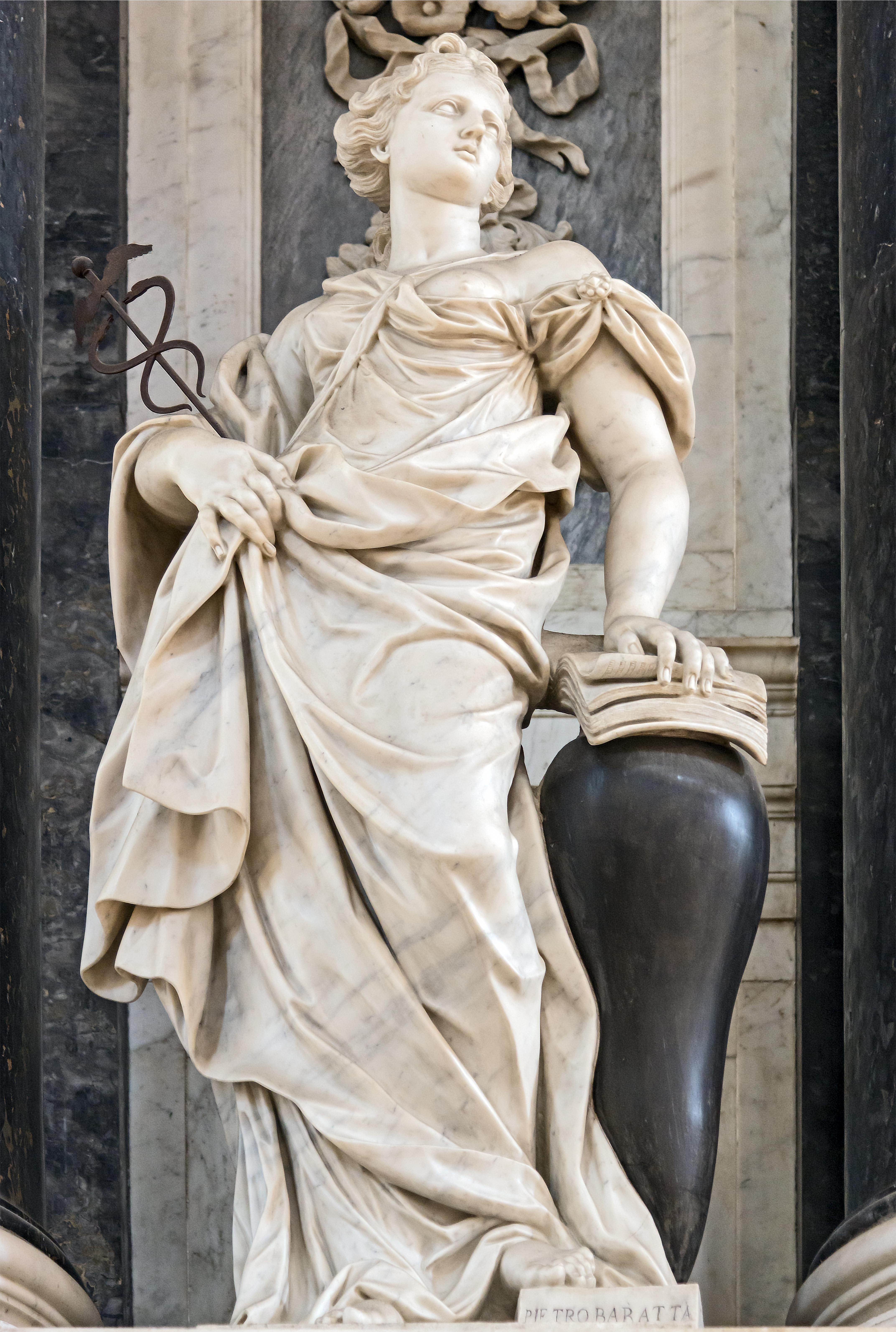
La Saggezza di Pietro Baratta
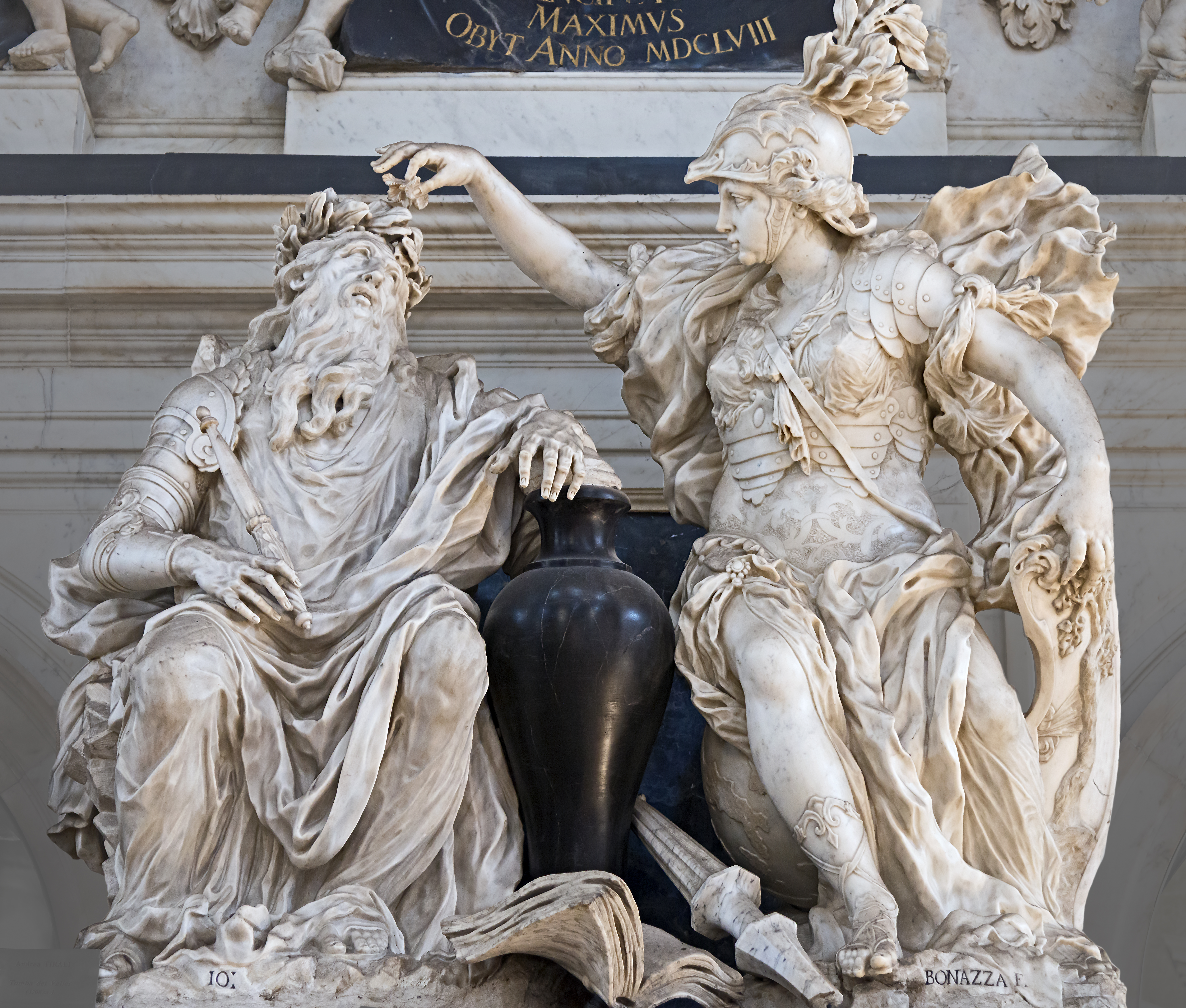
Virtù incorona il merito di Giovanni Bonazza
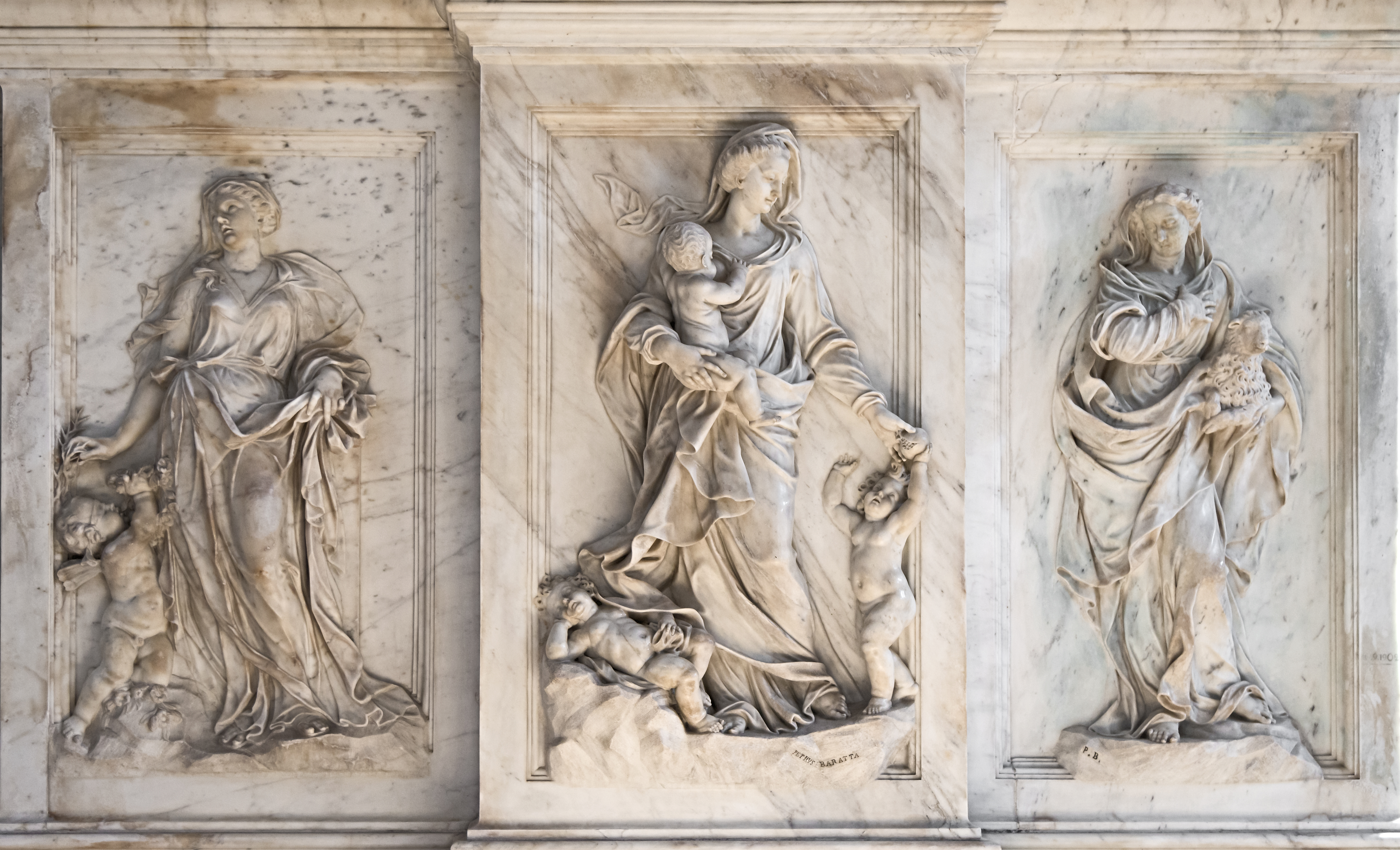
Bassorilievo di destra
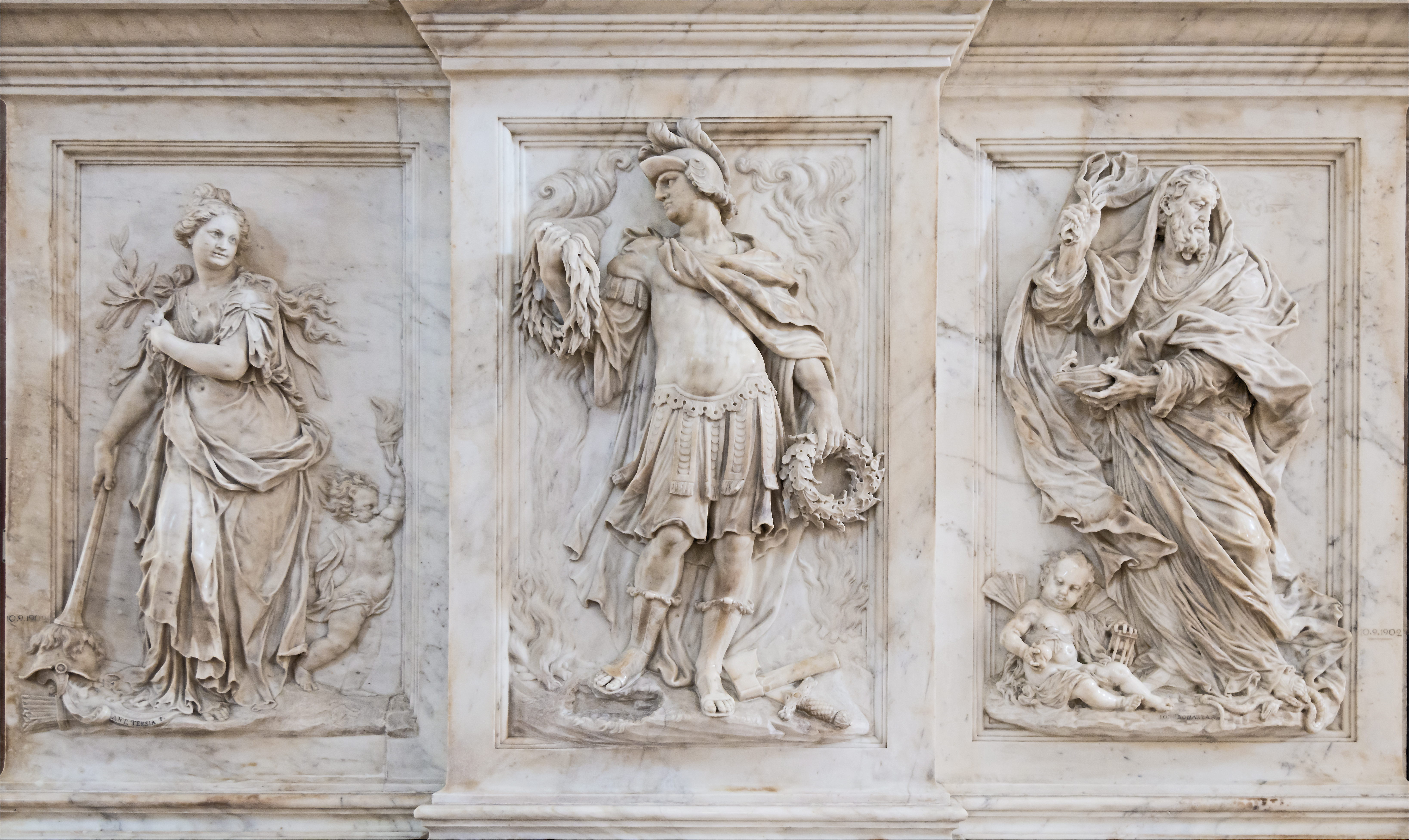
Bassorilievo di sinistra

- Cappella della Madonna della Pace

Si accede dall'arco di destra che si apre sotto il Mausoleo Valier. Sopra l'altare si trova un'icona bizantina portata a Venezia nel 1349. Il soffitto: stucchi sono opera di Ottaviano Ridolfi, i quattro medaglioni sono dipinti di Palma il Giovane, e rappresenta le virtù di San Giacinto. Ai lati due grandi tele: a sinistra San Giacinto attraversa il fiume Dnepr, opera di Leandro da Bassano, e a destra Flagellazione dell'Aliense.

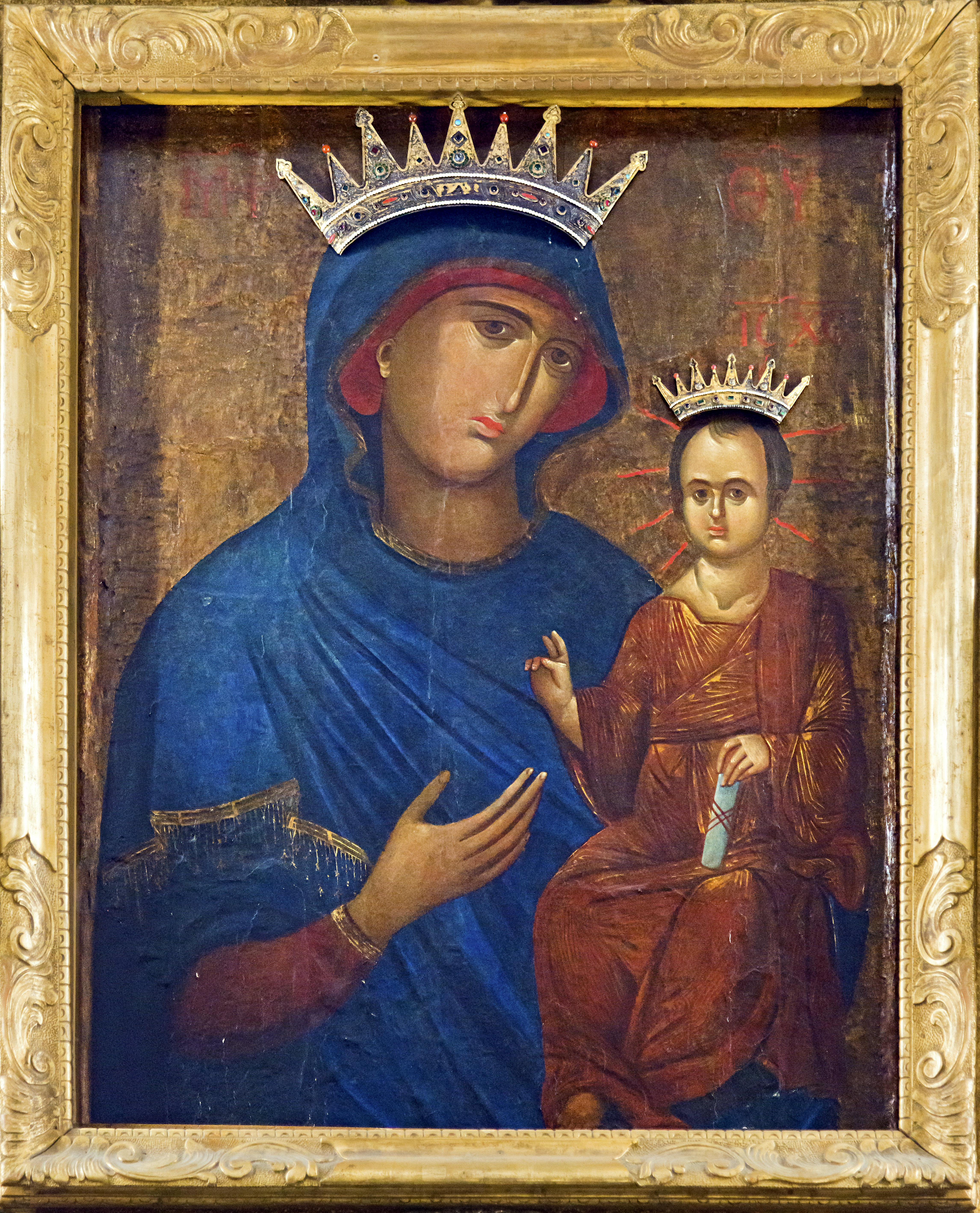
Madonna della Pace
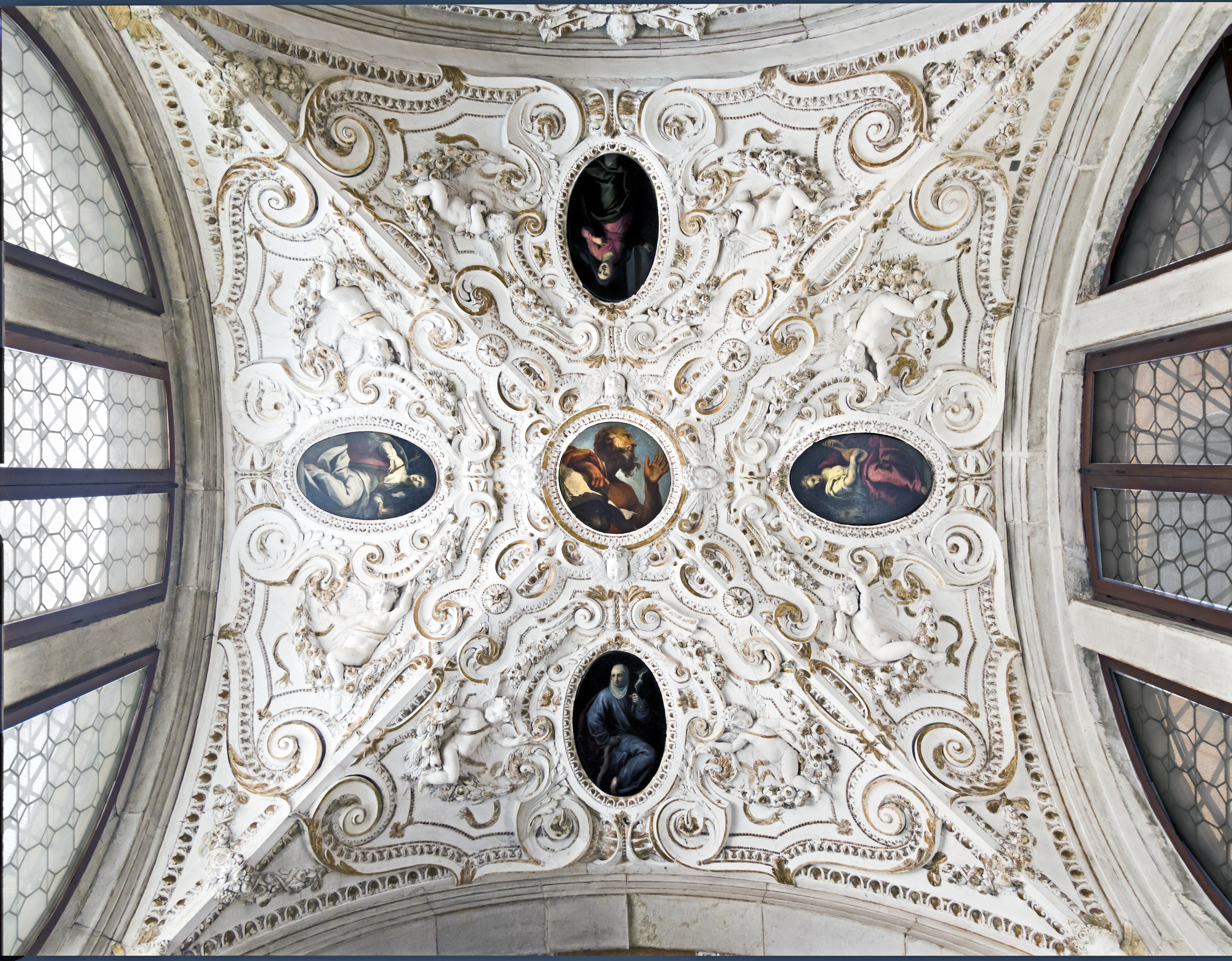
Soffitto di Palma il Giovane
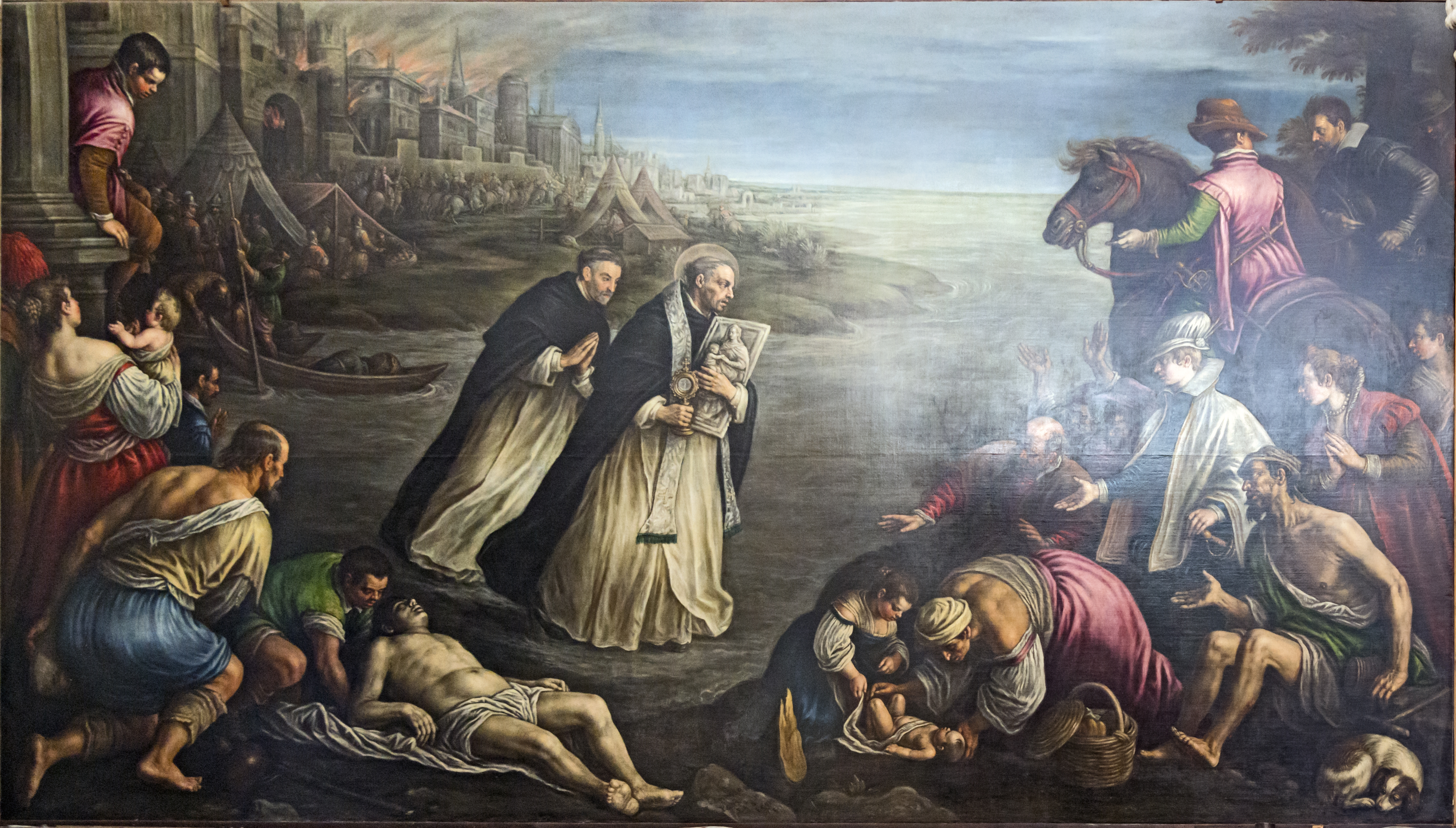
San Giacinto attraversa il fiume Dnepr, Leandro Bassano

- Cappella di San Domenico

Costruita da Andrea Tirali (1690). Il soffitto racchiude la tela la Gloria di San Domenico (terminata nel 1727), opera del Piazzetta, uno dei migliori lavori del Settecento veneziano. Agli angoli del dipinto principale, quattro tondi a chiaroscuro con le virtù cardinali, sempre del Piazzetta. Alle pareti sono sei bassorilievi che raffigurano episodi della vita di San Domenico: cinque, in bronzo, sono opera di Giuseppe Maria Mazza; il sesto, in legno, è di Giobatta della Meduna.

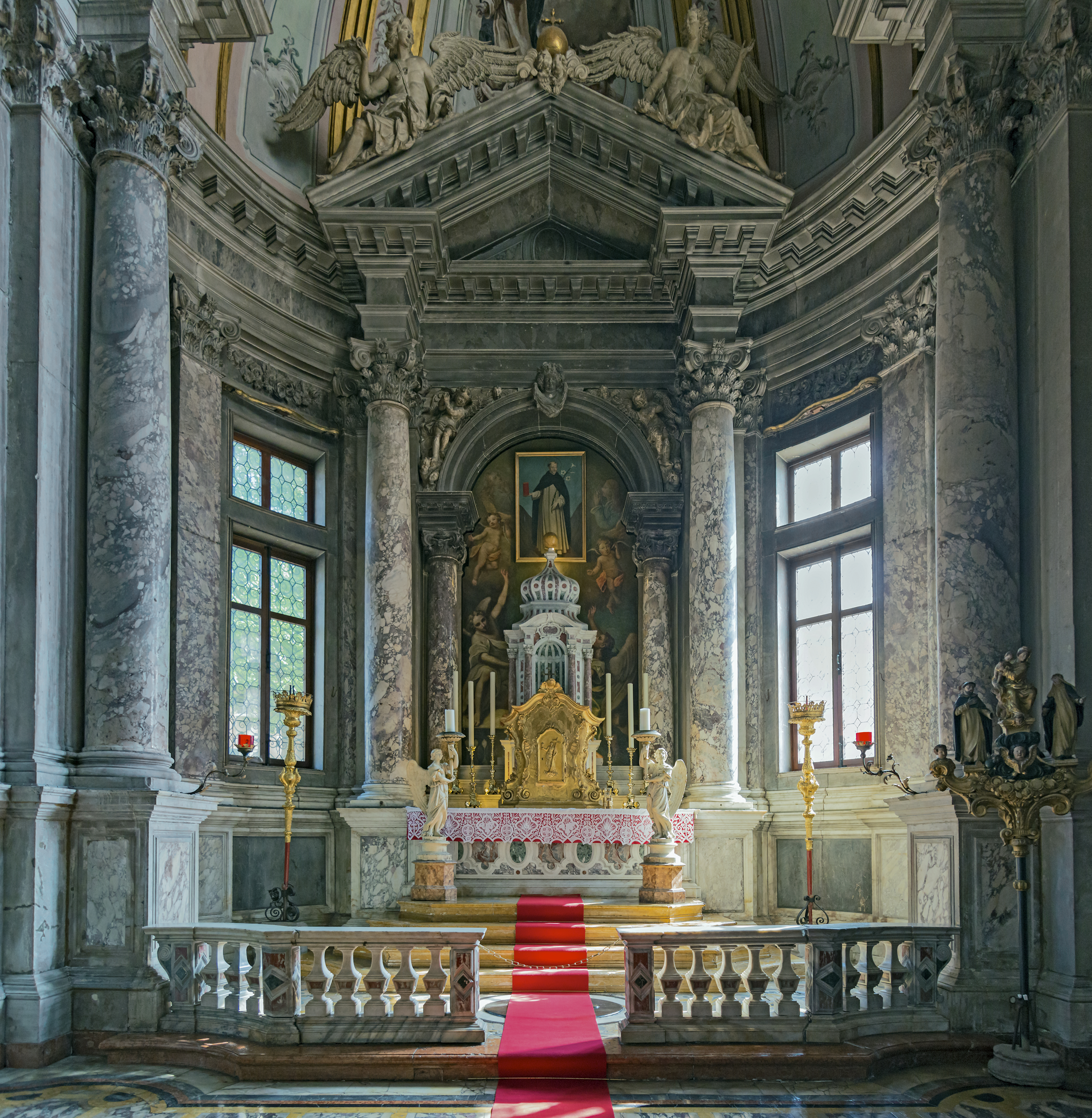
Cappella di San Domenico
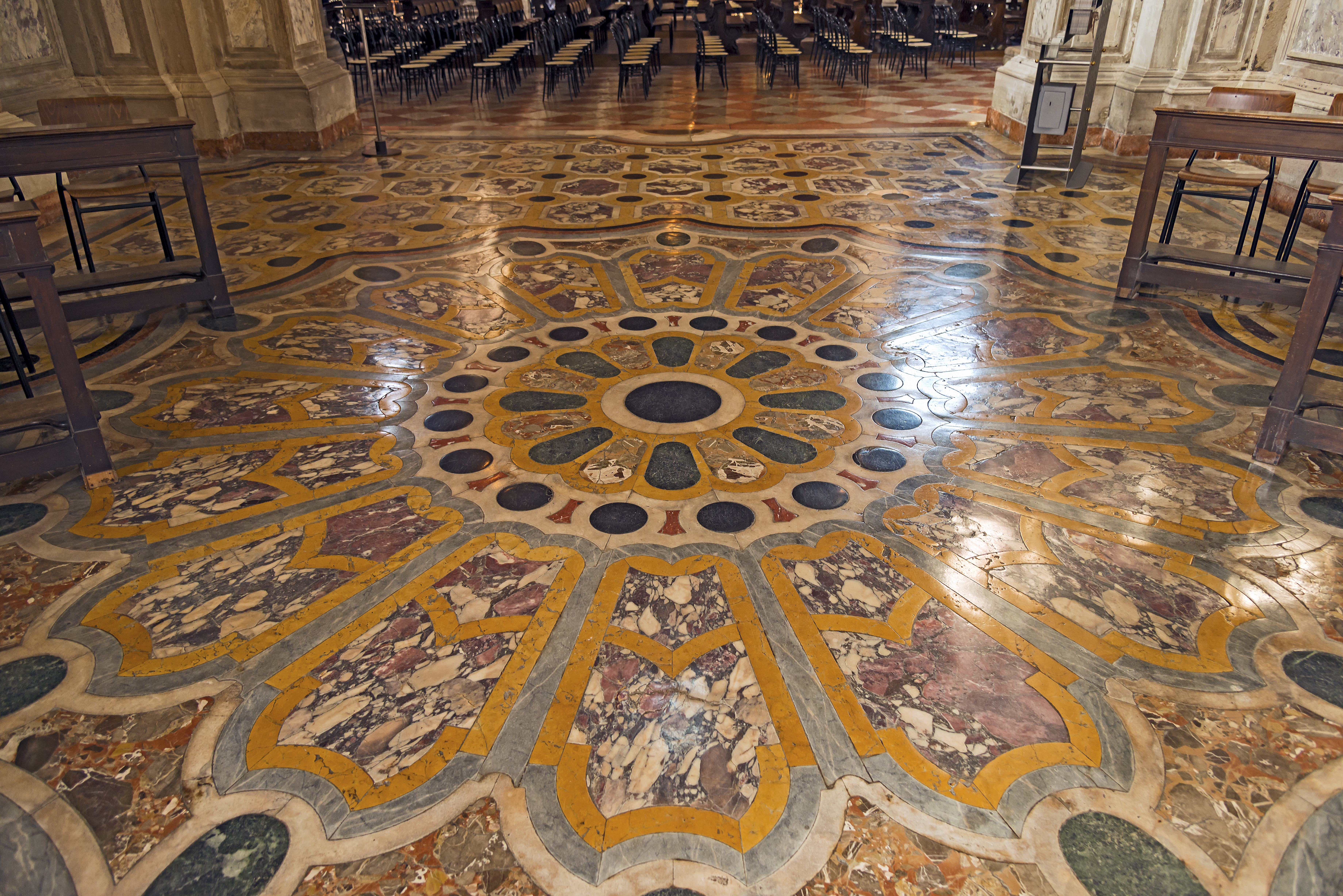
Il pavimento, in marmi policromi
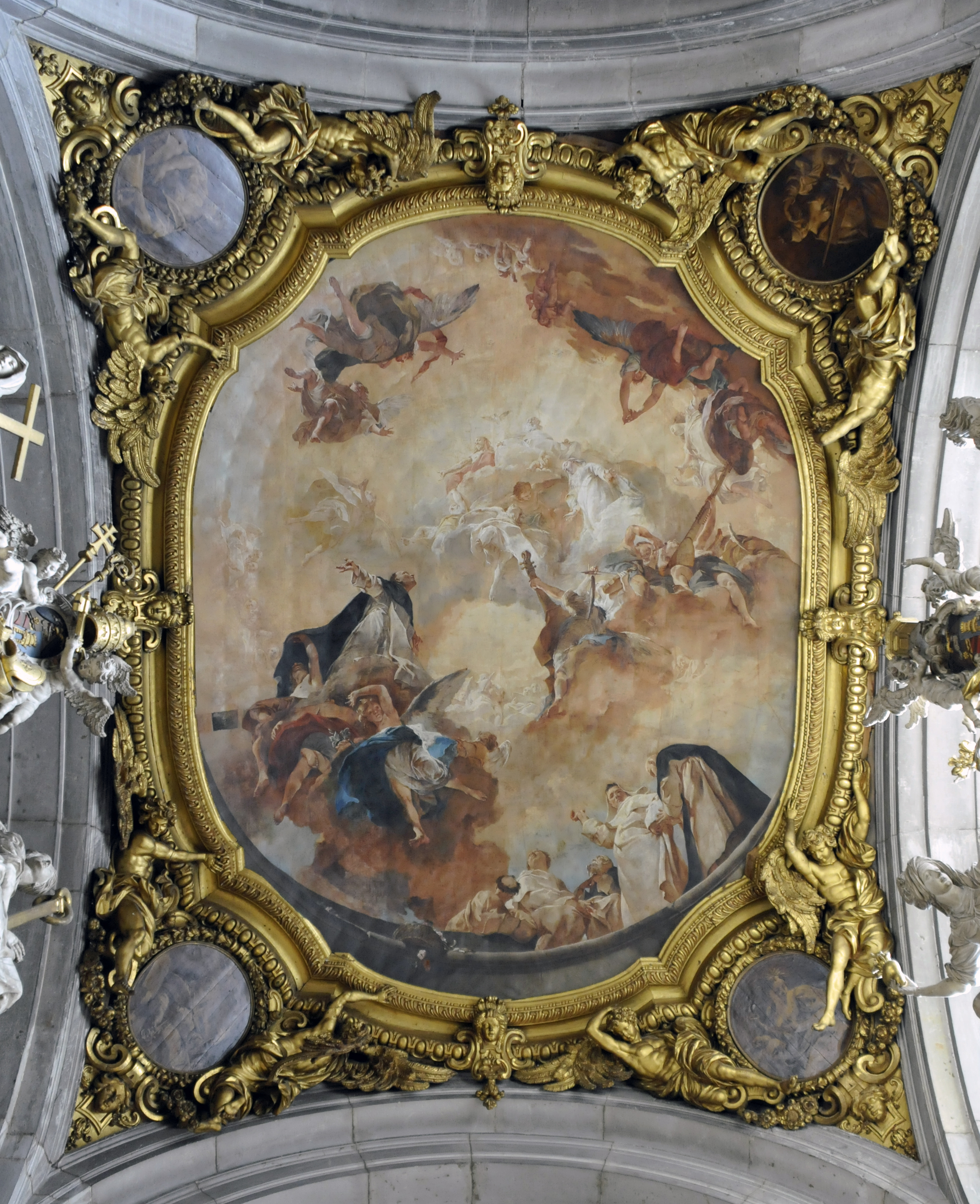
Gloria di San Domenico del Piazzetta
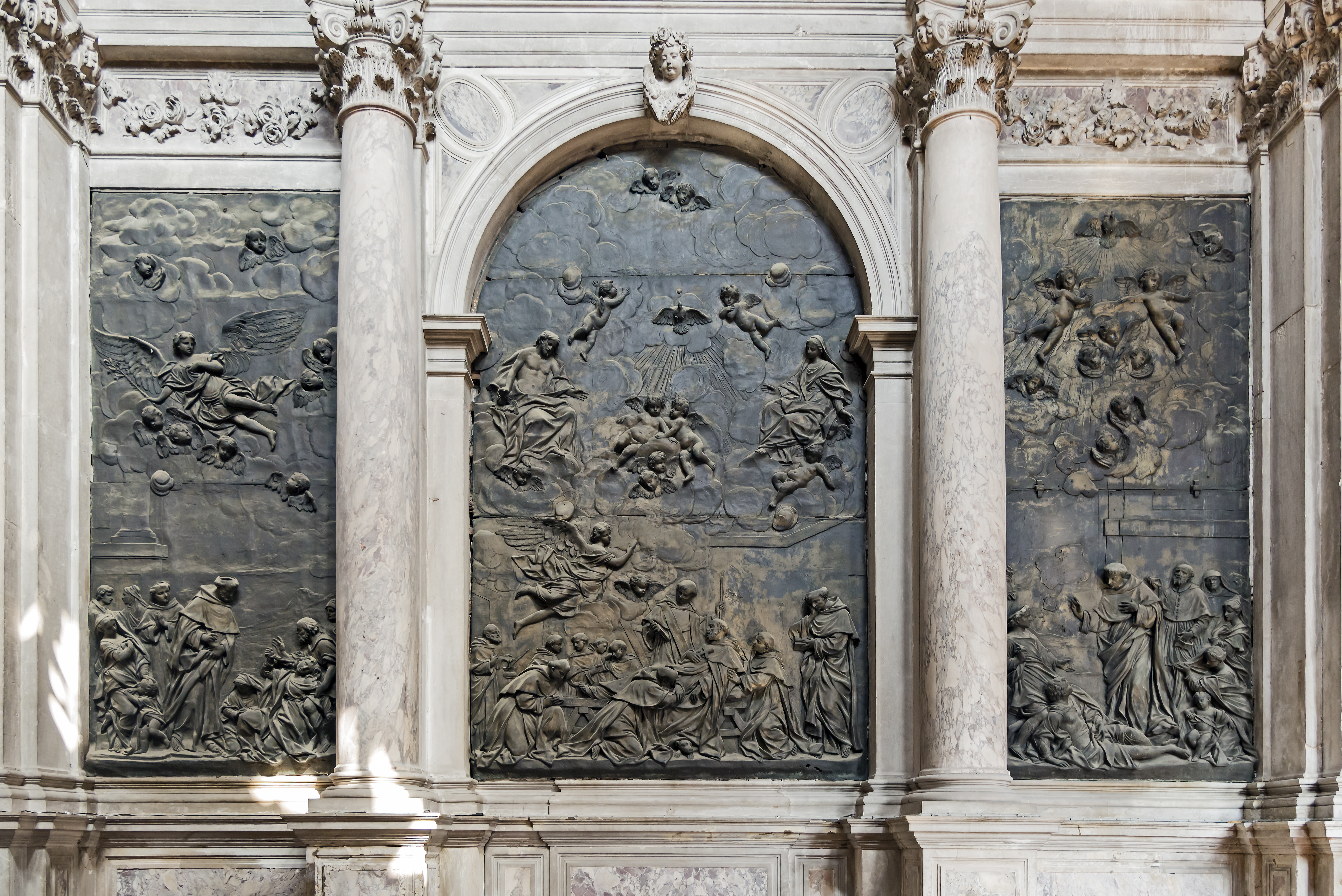
I bassorilievi in bronzo da sinistra
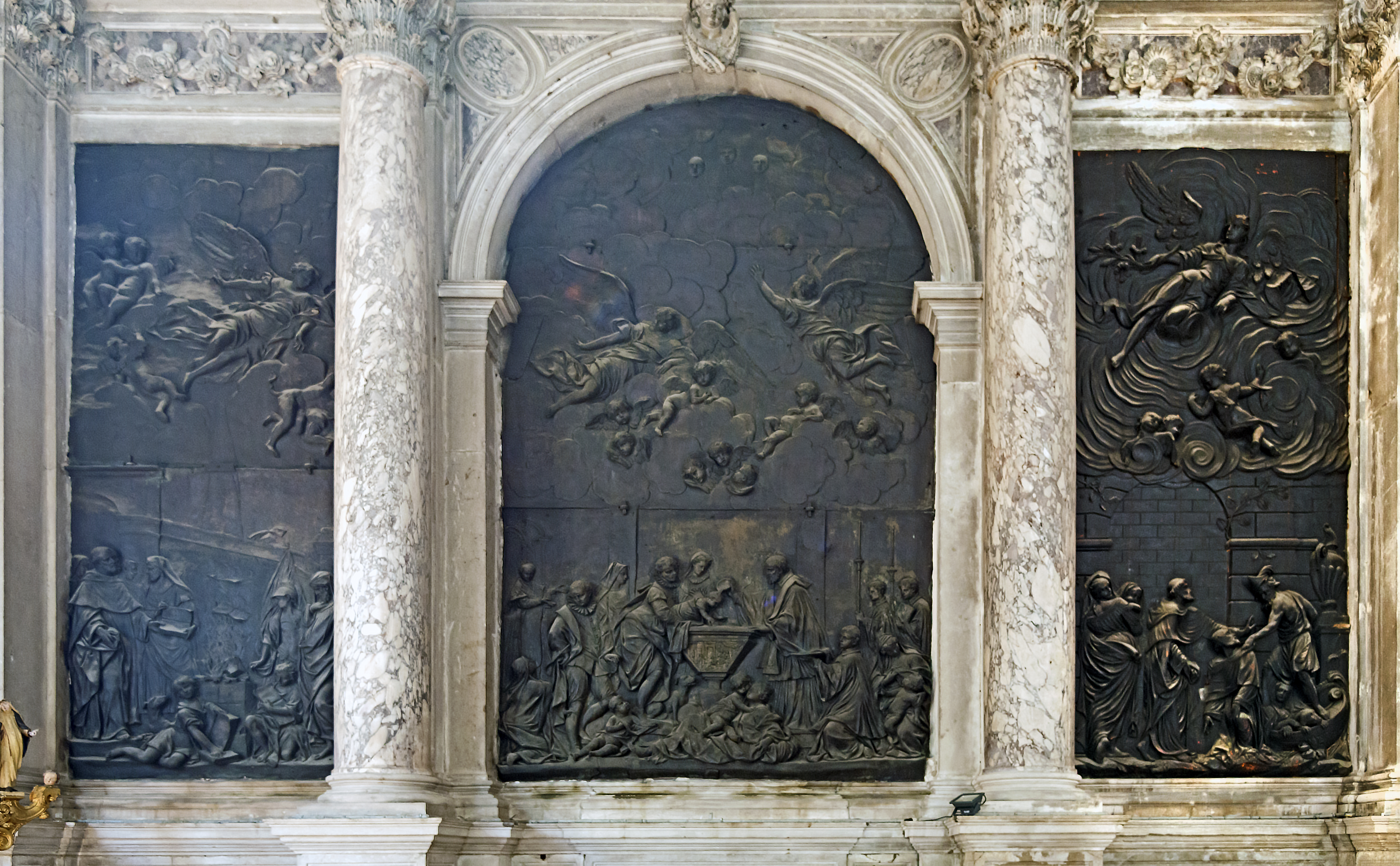
I bassorilievi da destra

- Altare di Santa Caterina da Siena. Apparteneva al distrutto coro dei frati. È stato modificato nel 1961 per inserirvi la reliquia del piede di Santa Caterina da Siena.

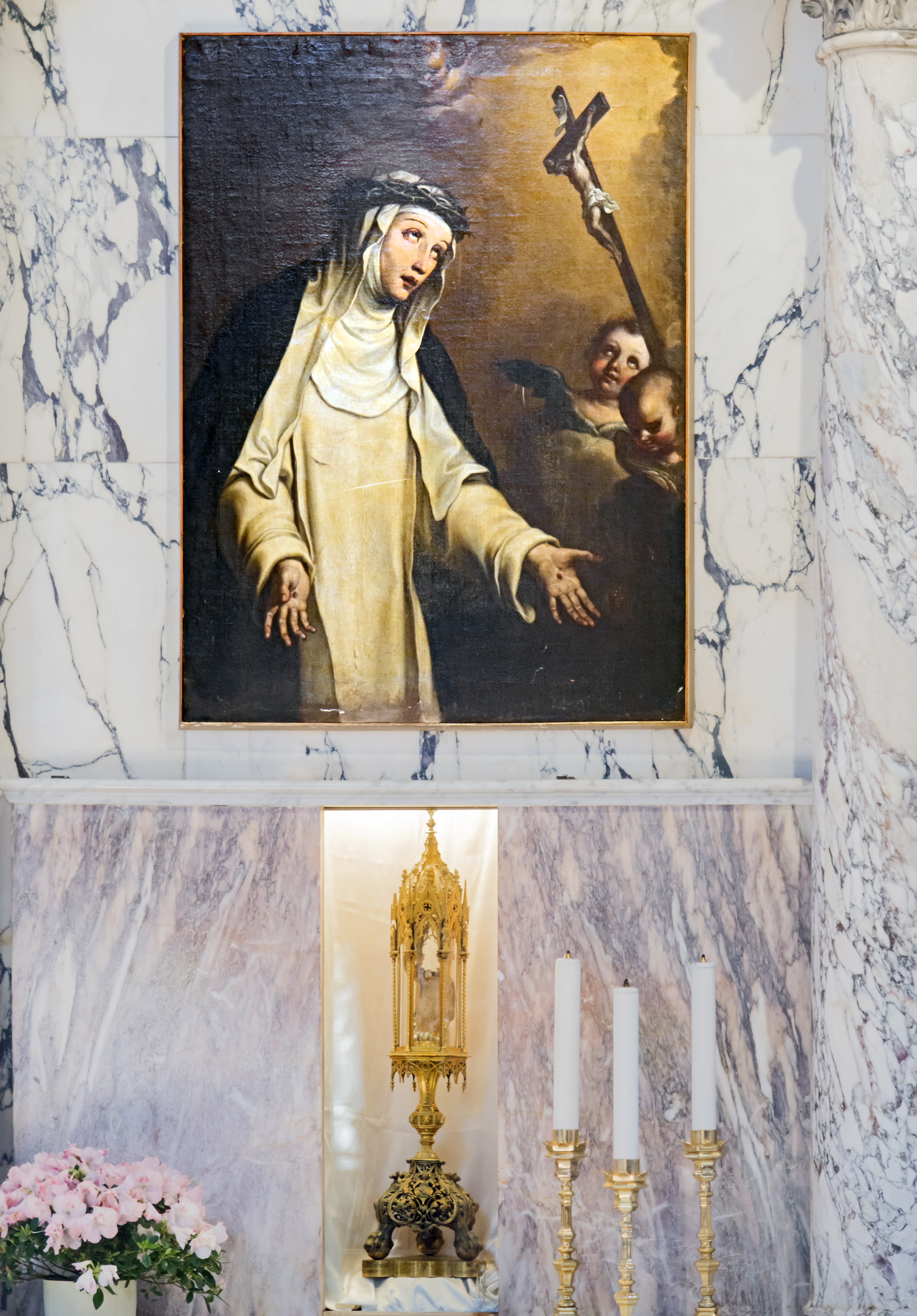
Altare di Santa Caterina da Siena e la reliquia del piede
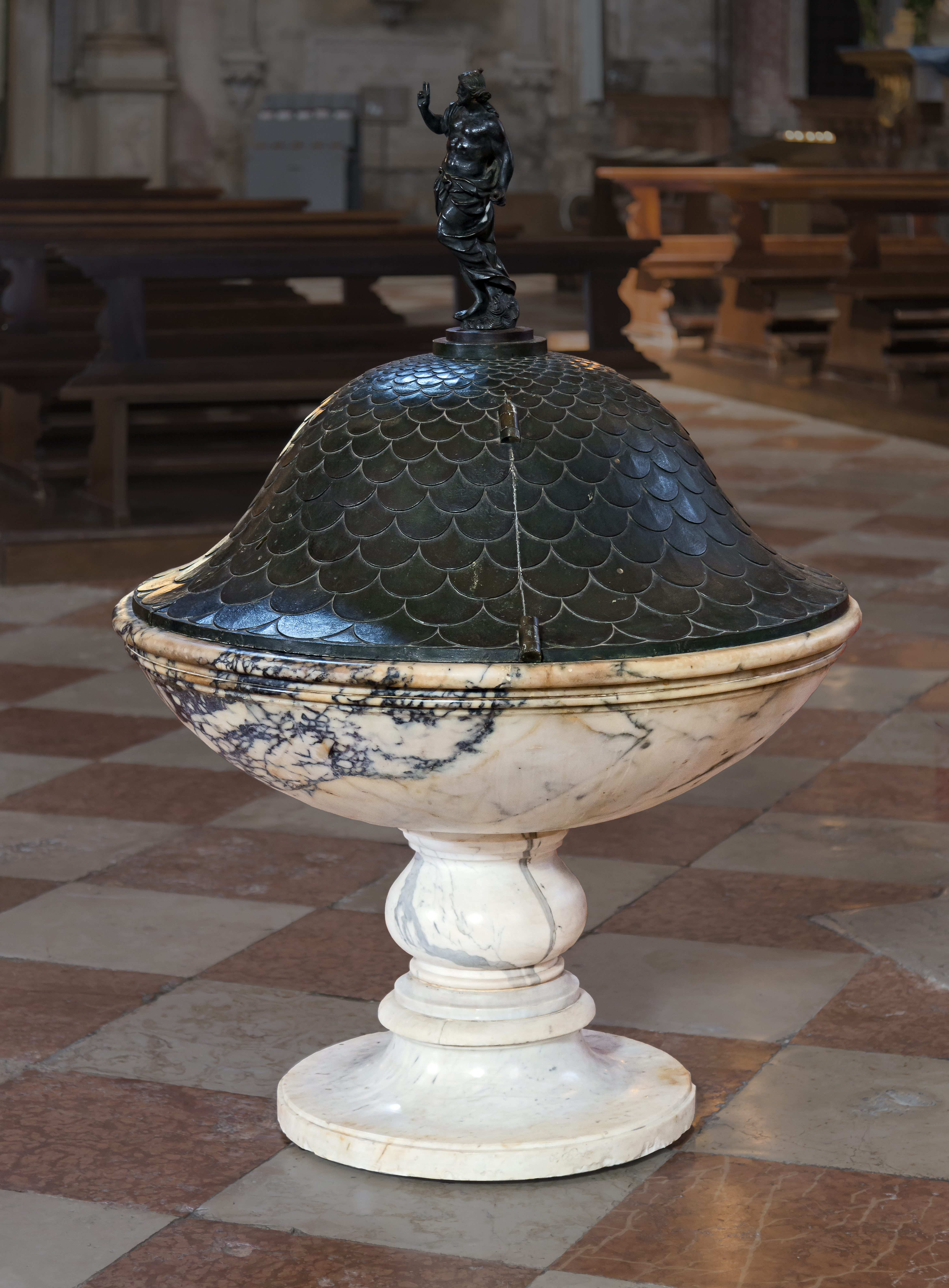
Centro del transetto: il fonte battesimale.

#### Transetto destro
È dominato sulla parete di fondo dal grandioso finestrone gotico, con vetrata colorata, compiuta da Giovanni Antonio Licinio detto da Lodi, su cartoni attribuiti a Bartolomeo Vivarini, a Cima da Conegliano e a Girolamo Mocetto. Sotto di esso si possono vedere due altari rinascimentali: quello di destra è ornato dall'Elemosina di sant'Antonino, pala eseguita nel 1542 circa da Lorenzo Lotto, quella di sinistra dal Cristo tra i santi Pietro e Andrea, opera di Rocco Marconi. Inoltre al centro, sotto un baldacchino, è conservata la sedia del doge (spostato verso il centro della navata sinistra). Sopra la porta si erge invece il monumento a Dionigi Naldi, caduto al servizio della Repubblica durante la Guerra della Lega di Cambrai, opera di Antonio Minello.
Sulla parete laterale si trovano l'Incoronazione della Vergine di Giambattista Cima da Conegliano e il monumento con statua equestre in legno dorato di Niccolò Orsini (morto nel 1510), conte di Pitigliano, che combatté per la Repubblica di Venezia contro gli eserciti della lega di Cambrai, opera attribuita ad Antonio Minello. Il condottiero, tra l'altro, non avrebbe dovuto essere tumulato qui, bensì nel suo sepolcro approntato nella chiesa di Santa Maria delle Grazie, a Ghedi, dove l'Orsini deteneva il suo feudo.

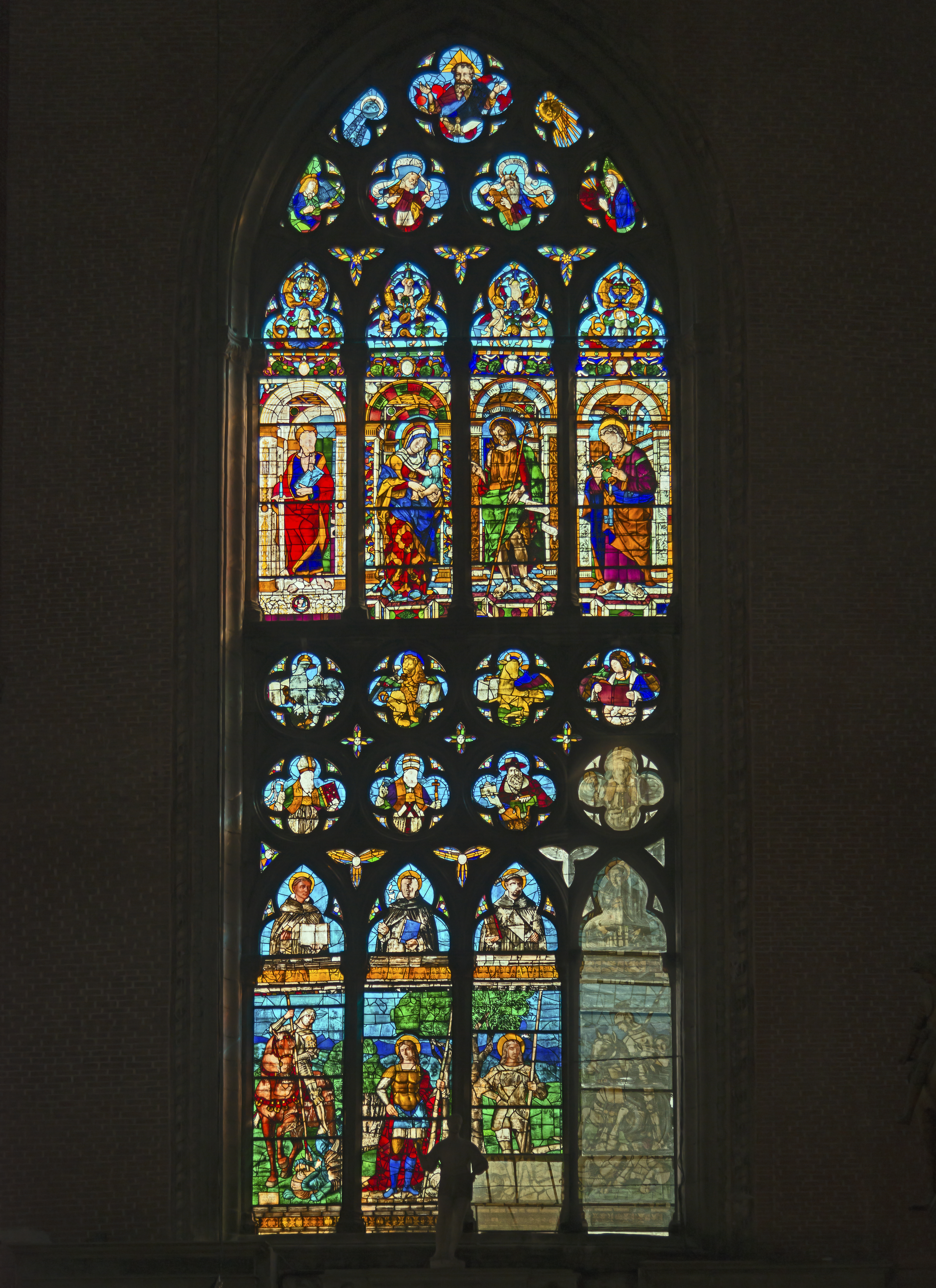
Il finestrone gotico
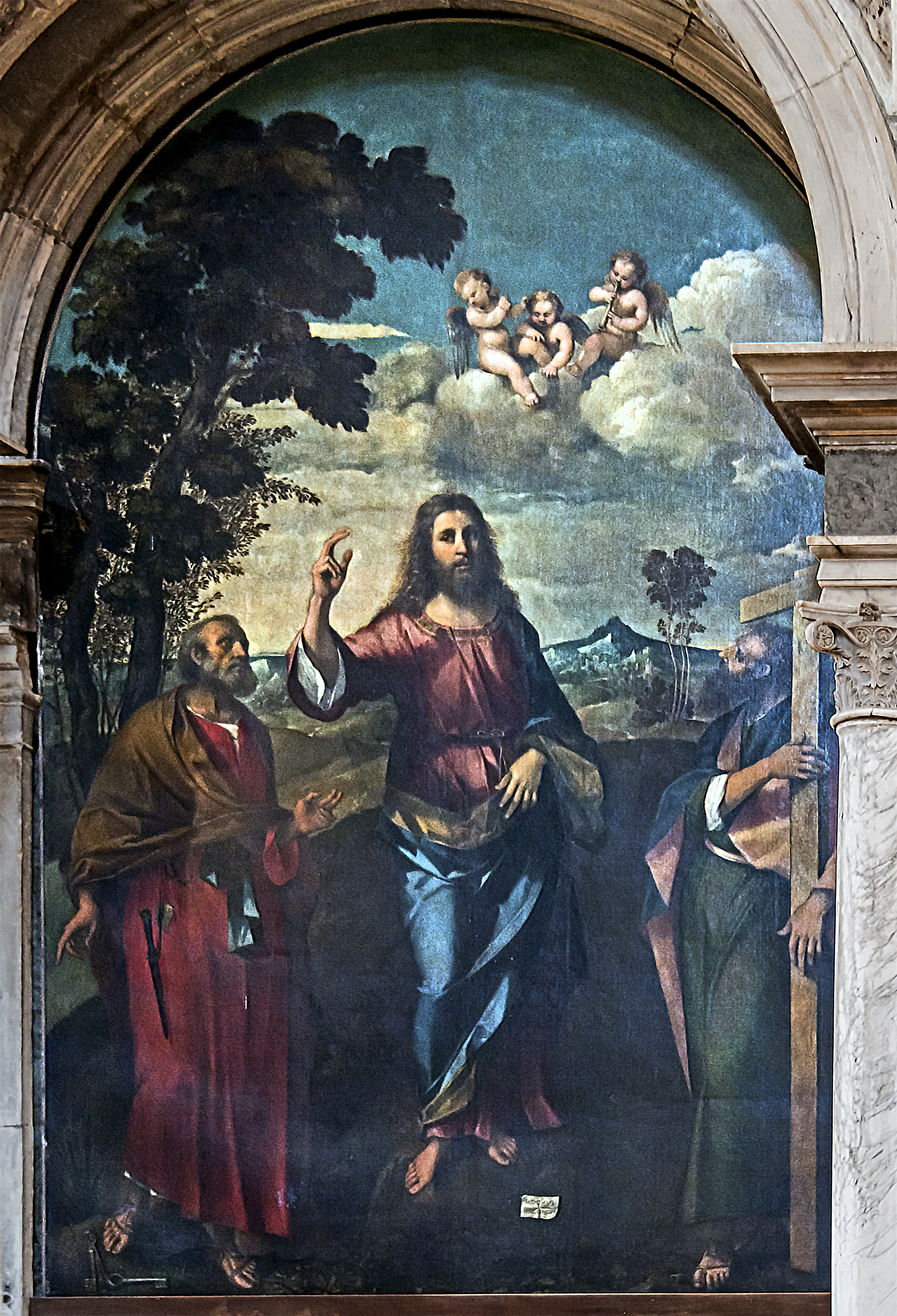
Cristo tra i santi Pietro e Andrea,  di Rocco Marconi
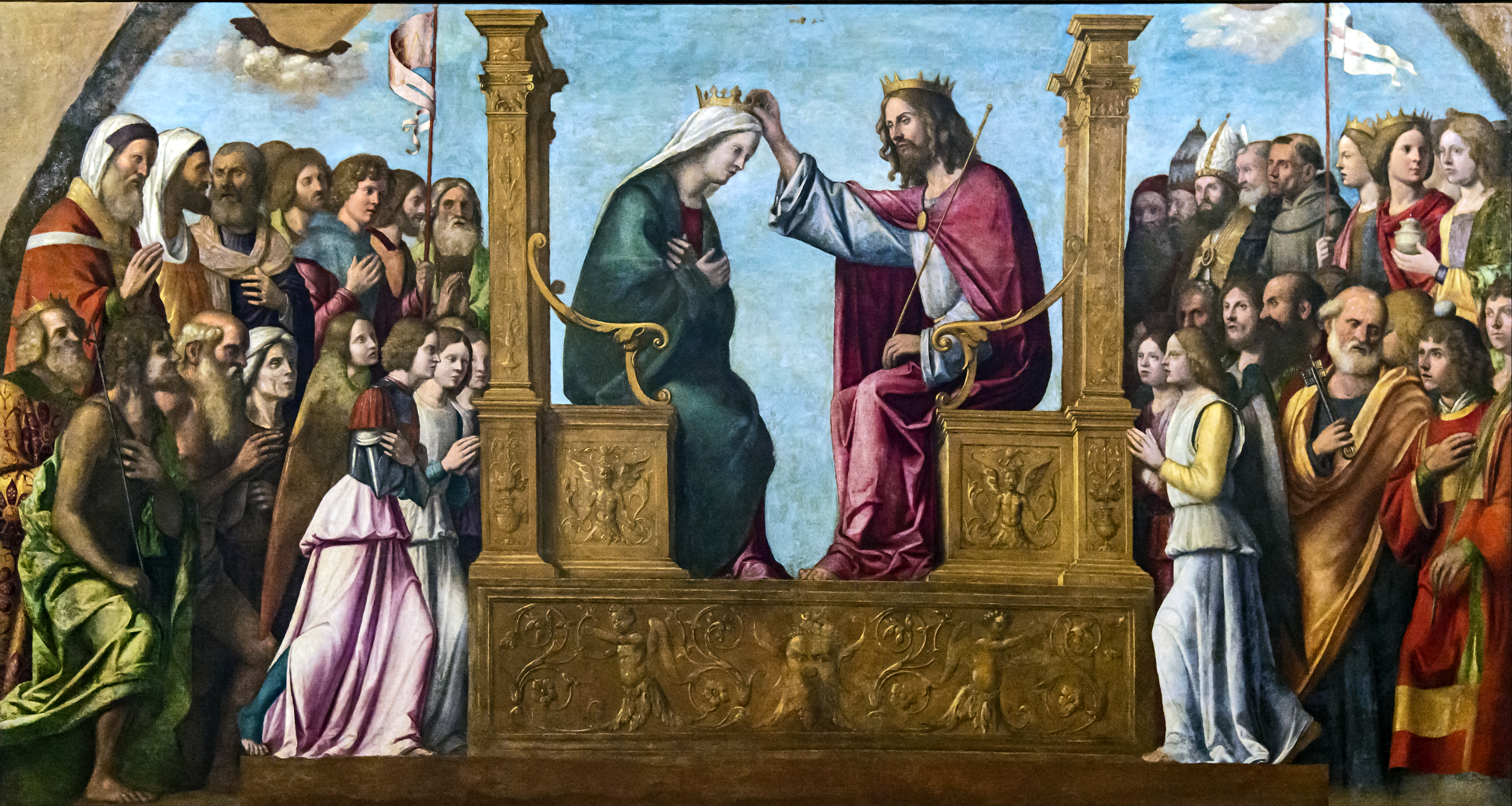
Incoronazione della Vergine di Giambattista Cima da Conegliano
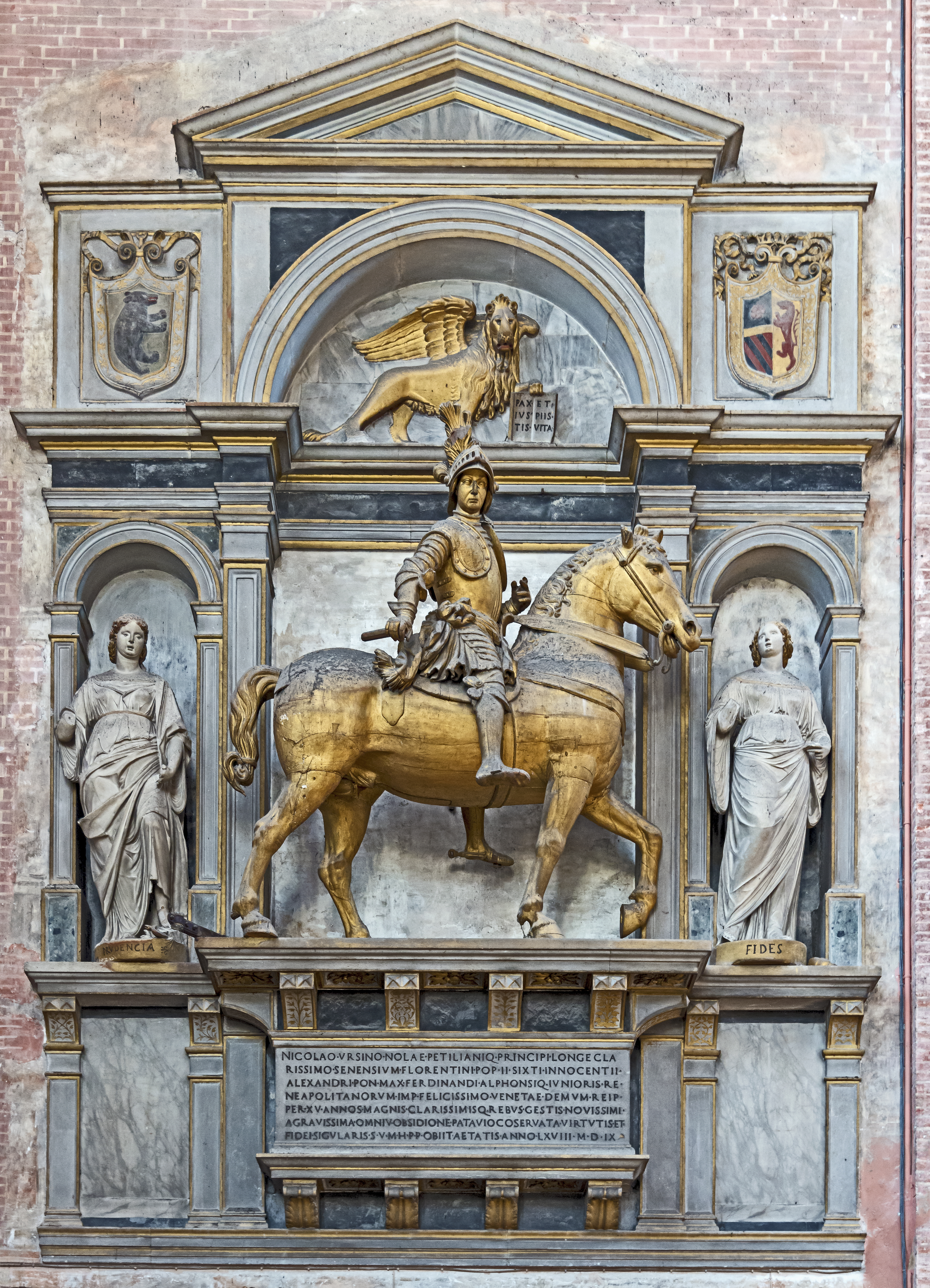
Monumento funebre di Nicolò Orsini
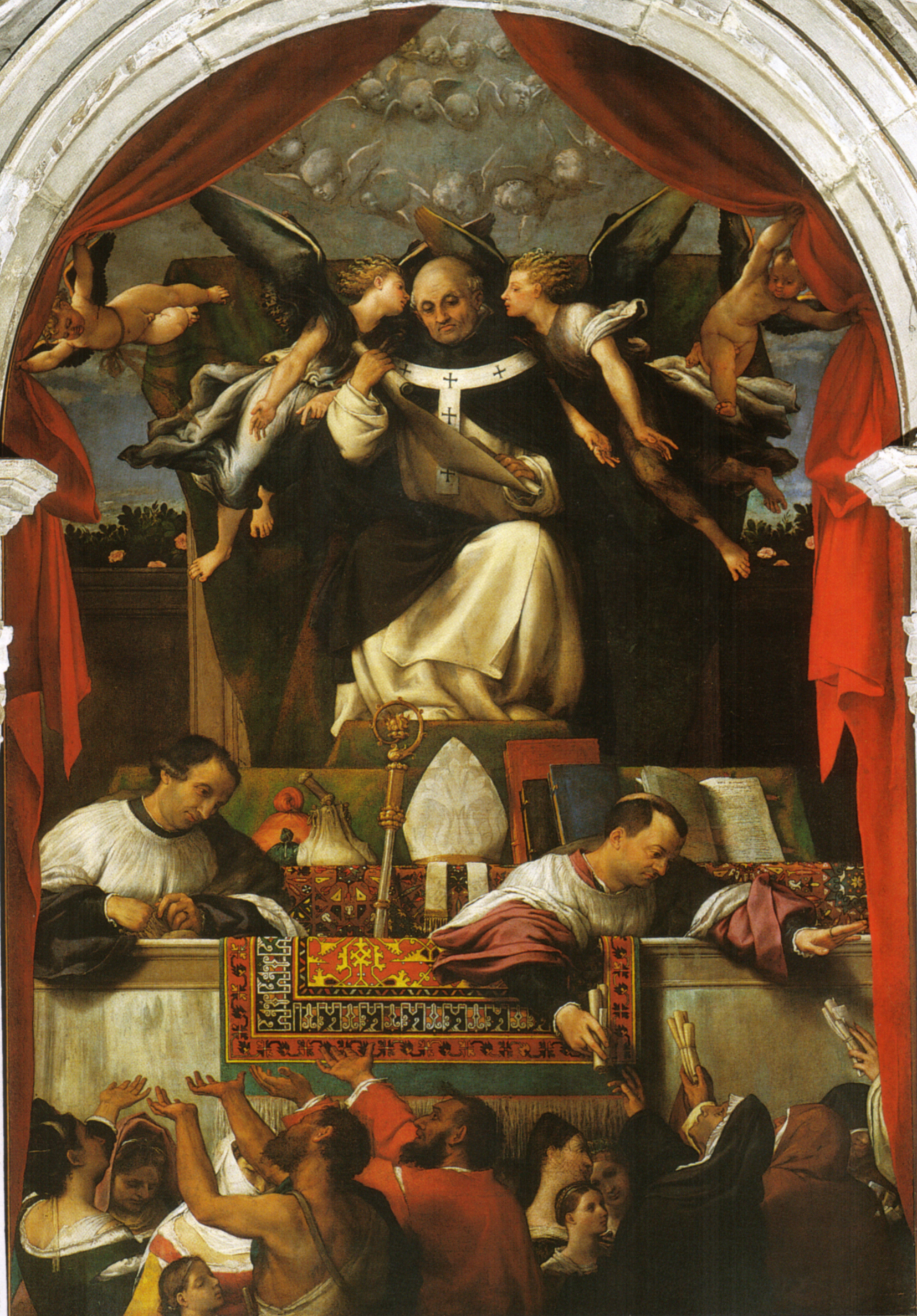
Lorenzo Lotto, Elemosina di sant'Antonino

#### Cappelle absidali di destra

##### Cappella del Crocifisso
- Ad eccezione del bianco crocifisso marmoreo di Francesco Cavrioli tutto il nero altare è opera di Alessandro Vittoria, anche se firma solo sulle statue bronzee della Vergine dolente e del San Giovanni Evangelista.
- Sulla parete destra la raffinata strutture tardo-cinquecentesca del monumento all'ambasciatore inglese barone Odoardo Windsor, morto nel 1574, è attribuita sempre al Vittoria o al suo ambiente[7].
- A sinistra il sarcofago trecentesco che si presume accolga i resti di Paolo Loredan, procuratore di Candia. In mancanza di un'iscrizione la supposizione viene generalmente supportata del rilievo centrale dell'urna col santo eponimo. Si presume anche che, confrontando la morbidezza dei rilievi sull'urna — il San Paolo appunto e l'Annunciazione agli angoli — con la scabra figura del sepolto tuttavia puntigliosa nella descrizione dell'armatura, l'urna pensile sia opera di due diversi anonimi lapicidi[8].

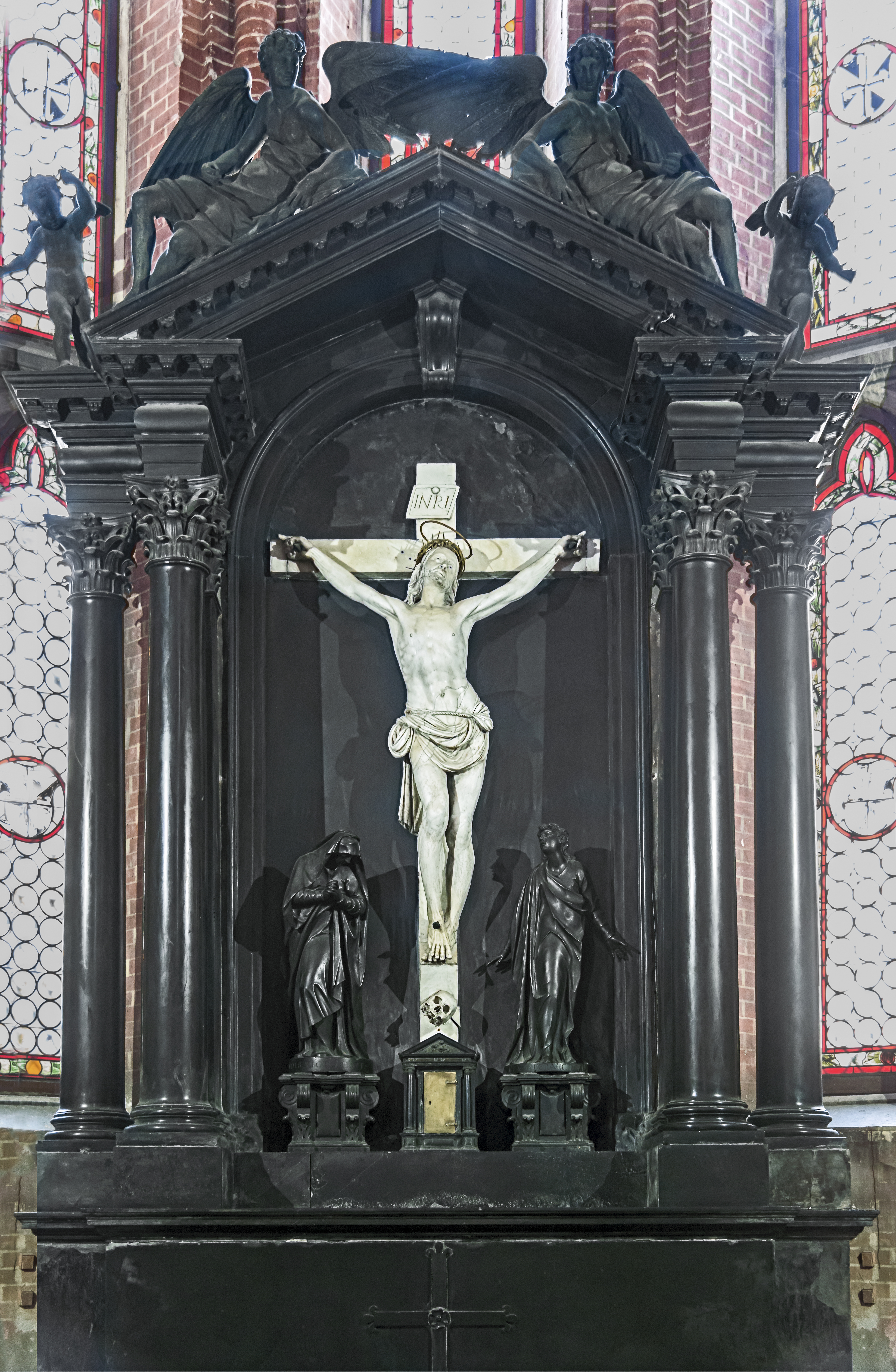
L'altare è opera del Vittoria, il Crocifisso di Francesco Cavrioli
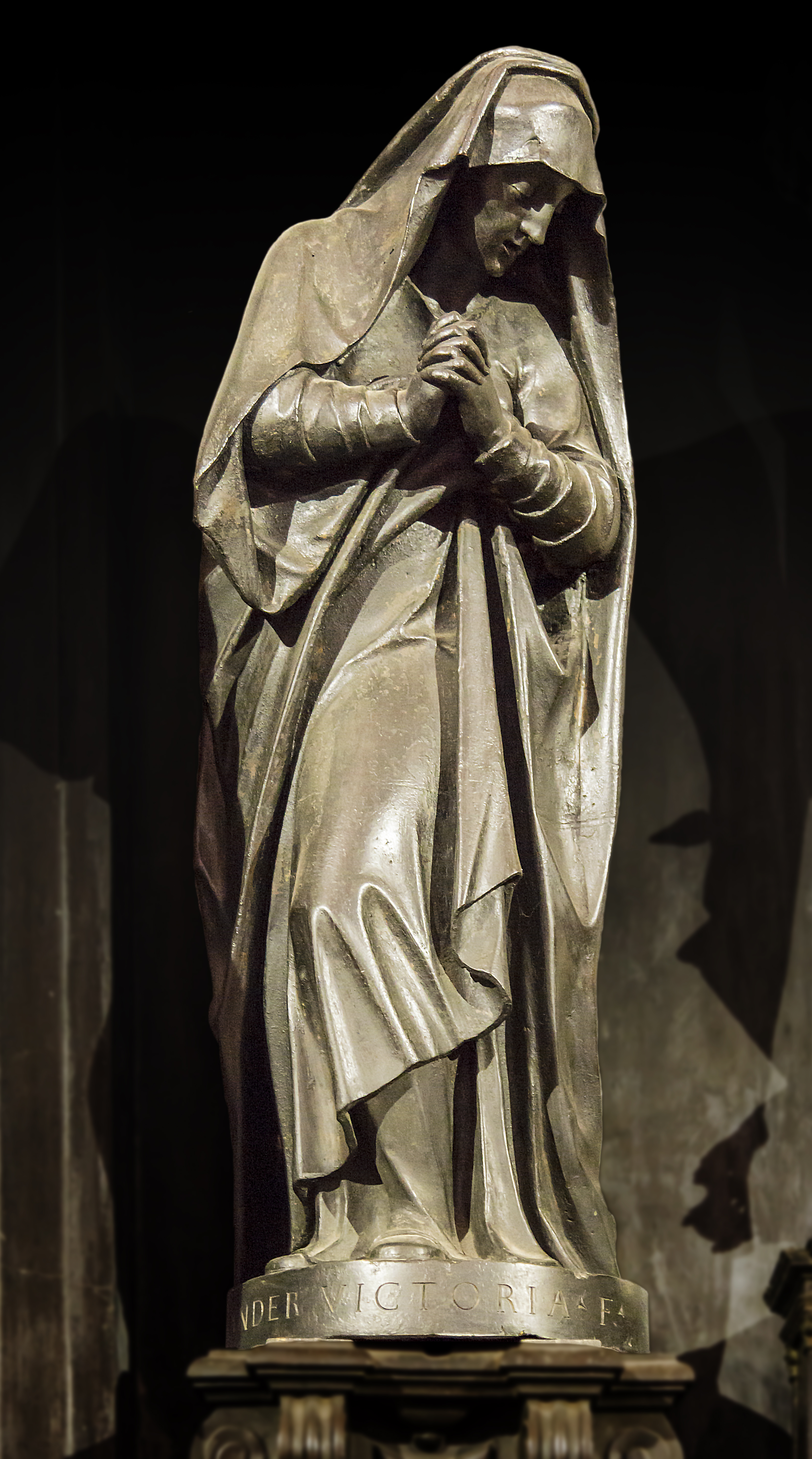
Maria Addolorata di Alessandro Vittoria
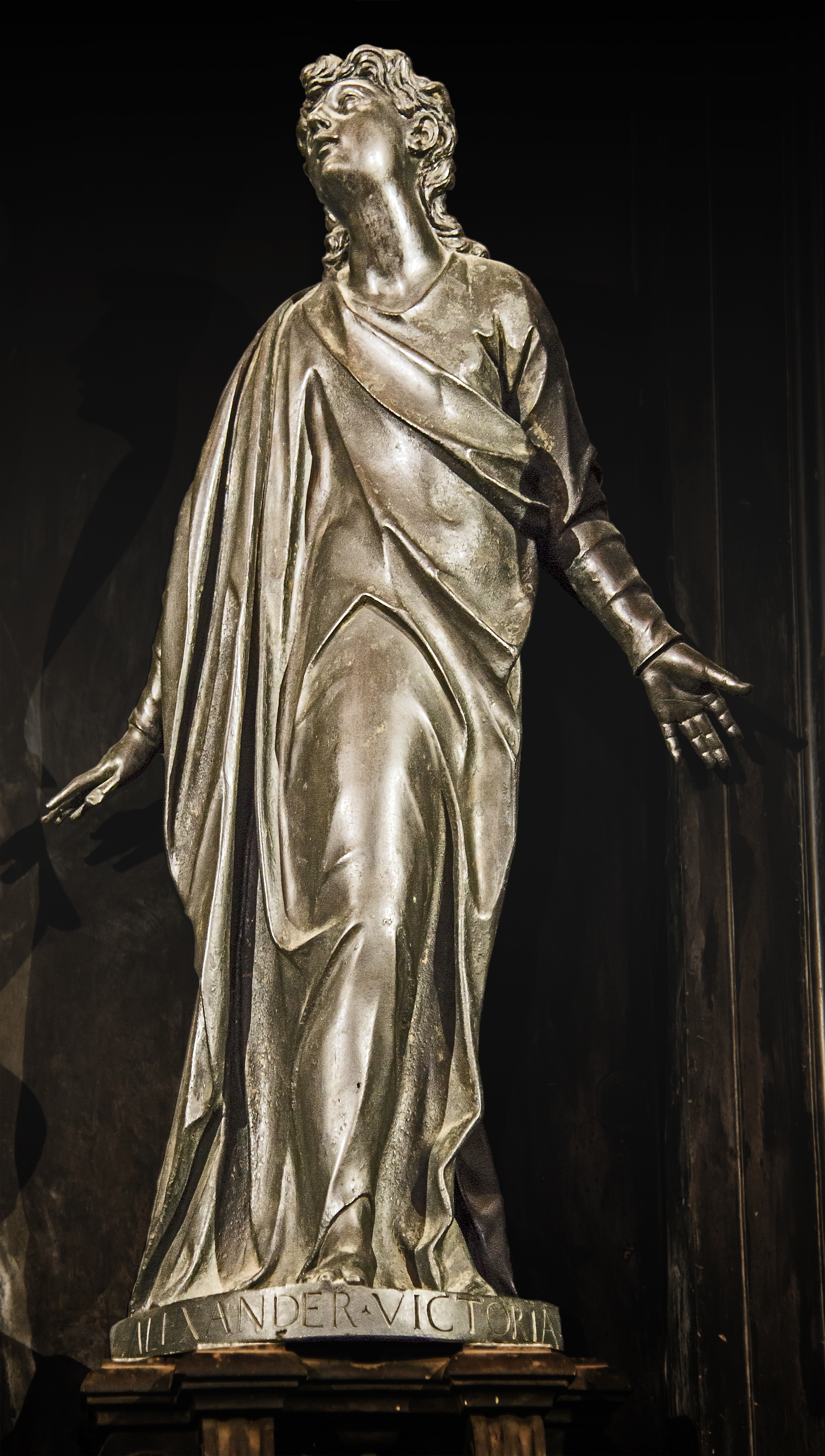
Giovanni apostolo ed evangelista di Alessandro Vittoria
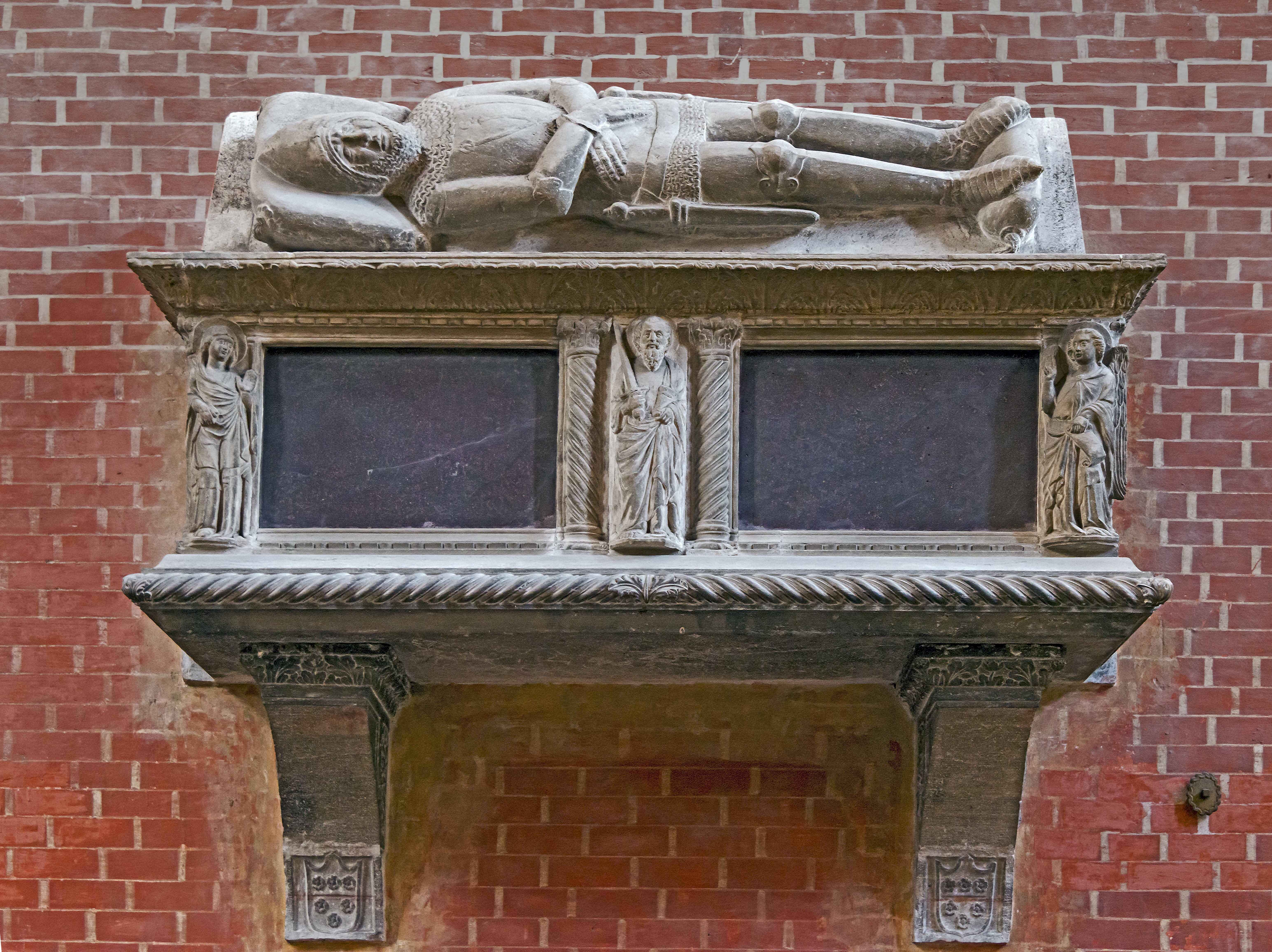
Sarcofago trecentesco, forse di Paolo Loredan
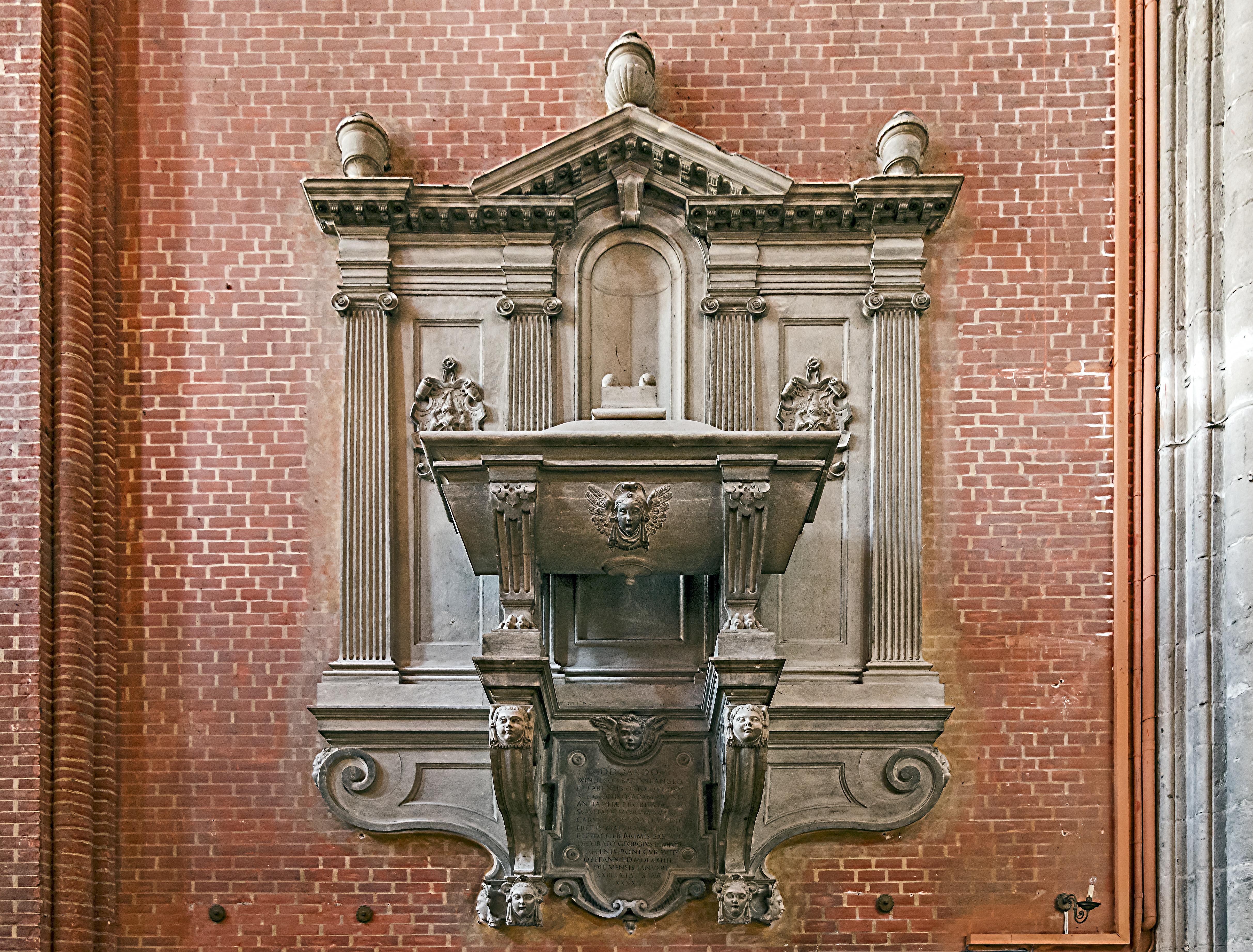
Monumento al barone Odoardo Windsor

##### Cappella della Maddalena
- La pala marmorea dell'altare — di scuola padovana ma ancora legata ai modi lombardeschi — è un buon esempio del gusto del primo Cinquecento. Solo la statua centrale della Maddalena, opera di Guglielmo Bergamasco, è estranea in quanto proviene dall'altare di Verde della Scala ai Servi[9].
- A destra, monumento a Vettor Pisani, soltanto la statua è originale: il complesso che si trovava nella demolita chiesa di Sant'Antonio di Castello fu ricostruito liberamente solo nel 1921. Per quanto opera di anonimo, resta interessante la statua del Pisani, una delle prime rappresentazioni (siamo a fine Trecento) dell'eroe defunto in piedi, vivente nell'autorevolezza della sua tenuta guerresca[10].
- A sinistra si trovano la trecentesca urna pensile di Marco Giustiniani della Bragora,
- Sotto a questa verso l'apertura della cappella il monumento a obelisco al pittore Melchiorre Lanza cui fu aggiunta la statua Melanconia di Melchior Barthel probabilmenta destinata ad altro scopo (Barthel morì due anni prima del Lanza)[11].

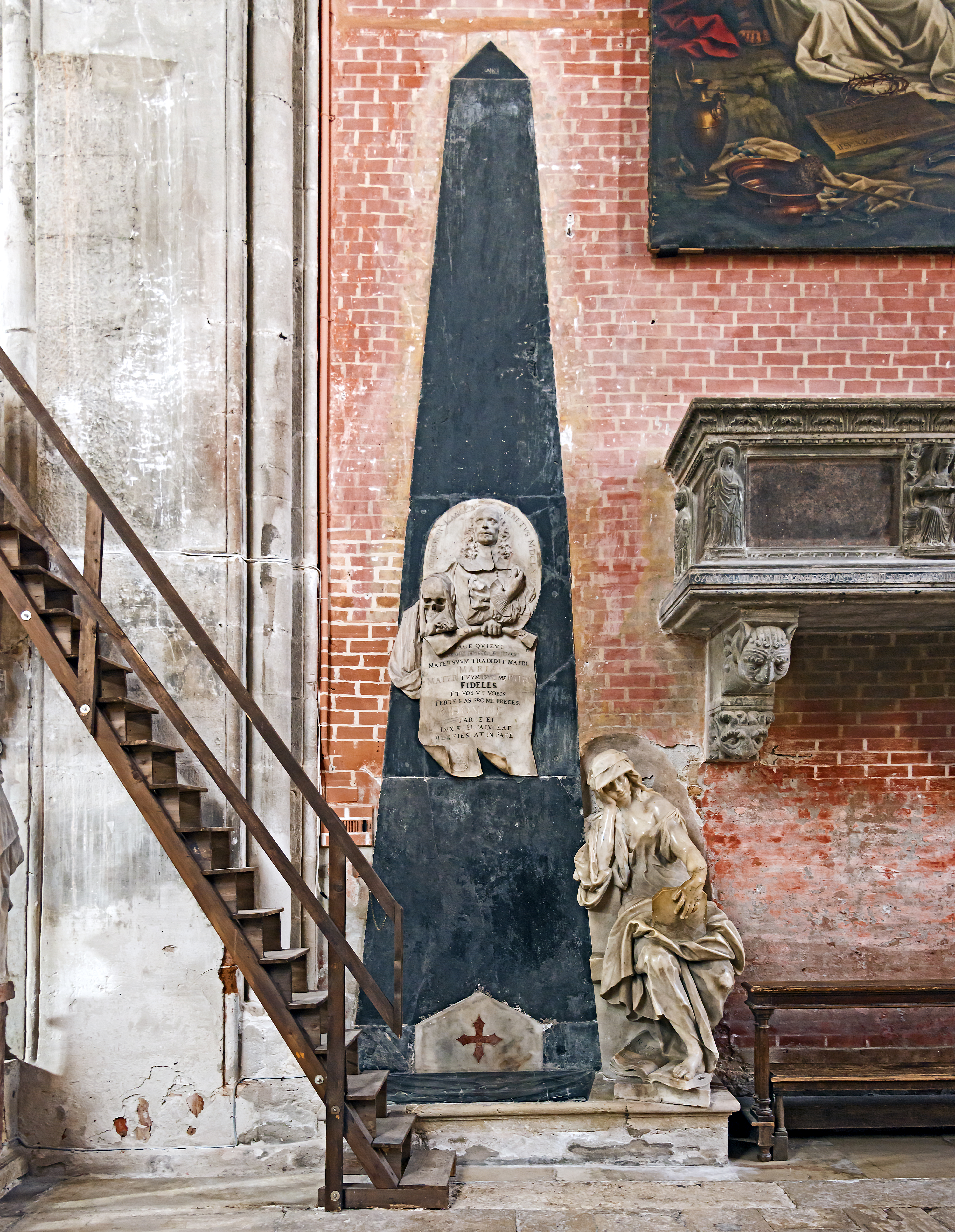
Monumento al pittore Melchiorre Lanza
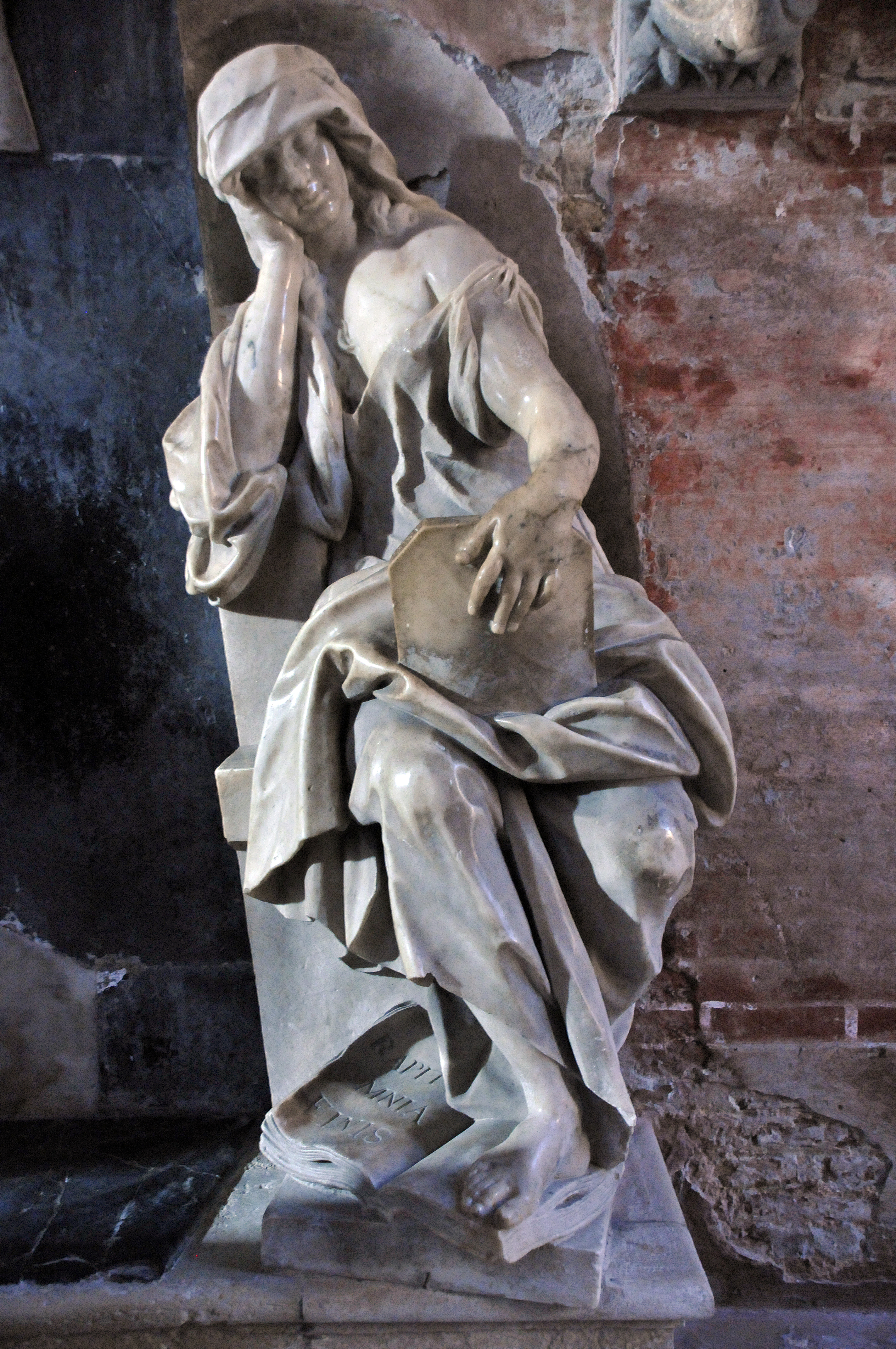
Melanconia di Melchior Barthel
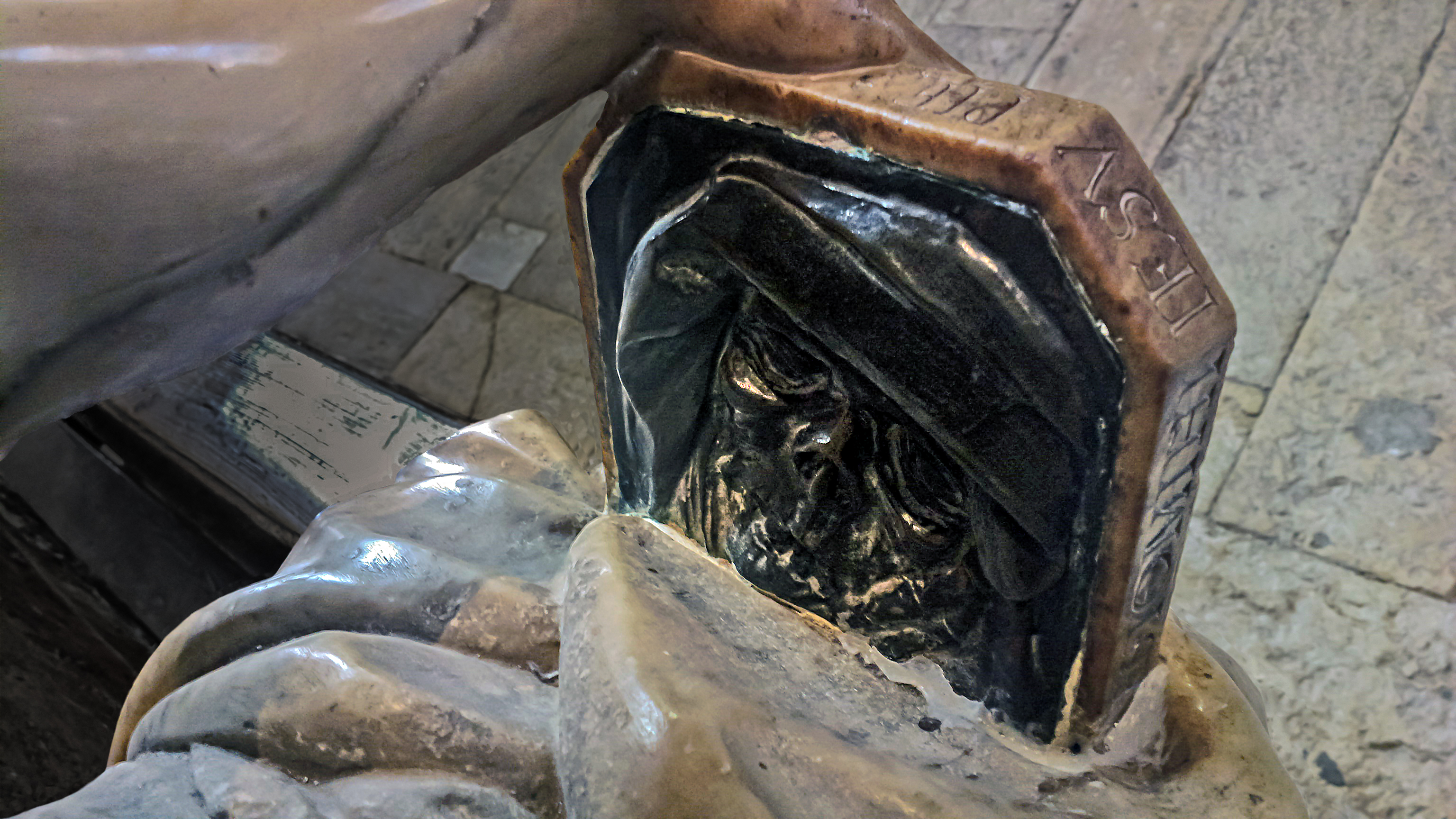
Melanconia di Melchior Barthel - lo specchio della vanità
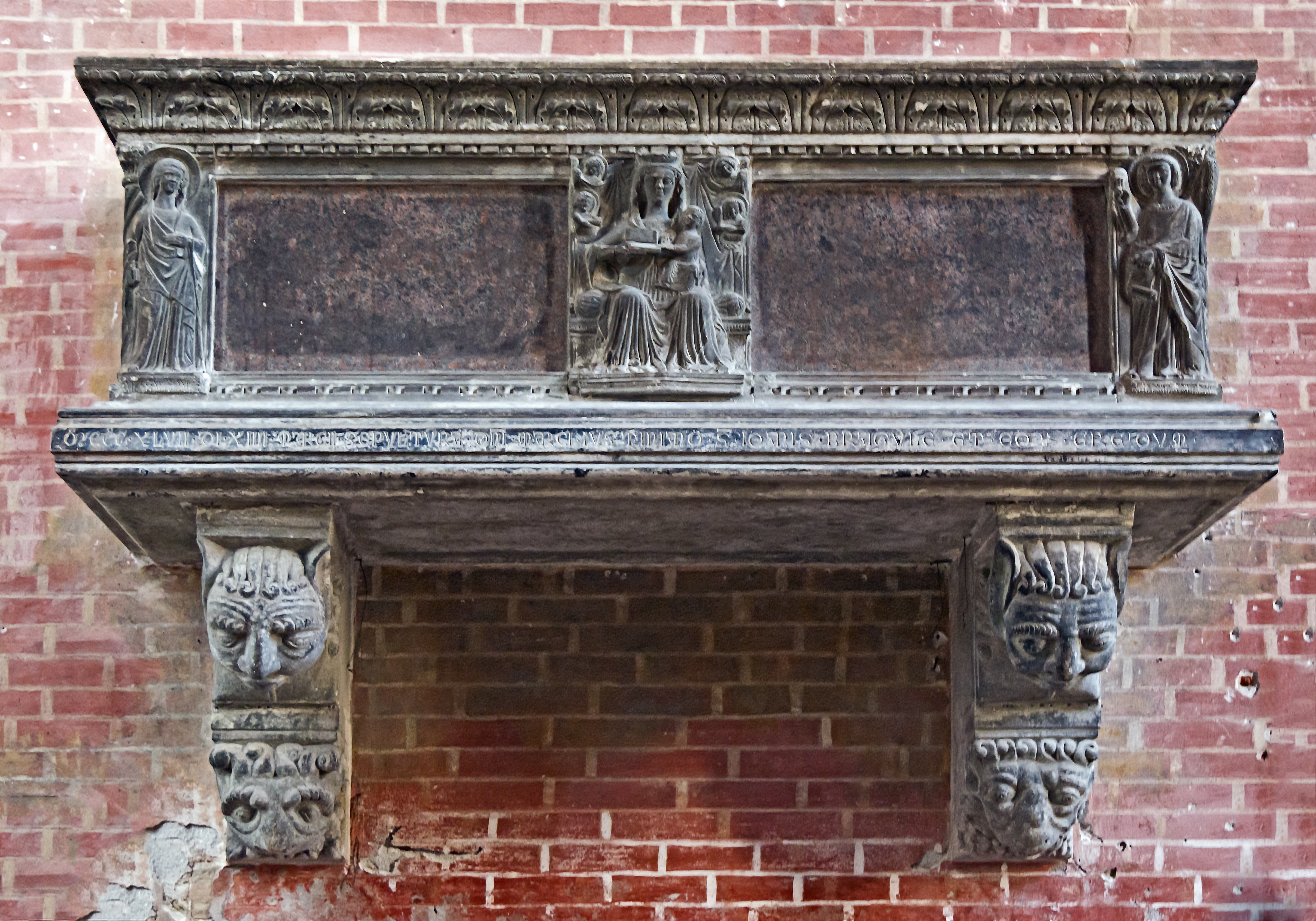
Sepolcro di Marco Giustiniani
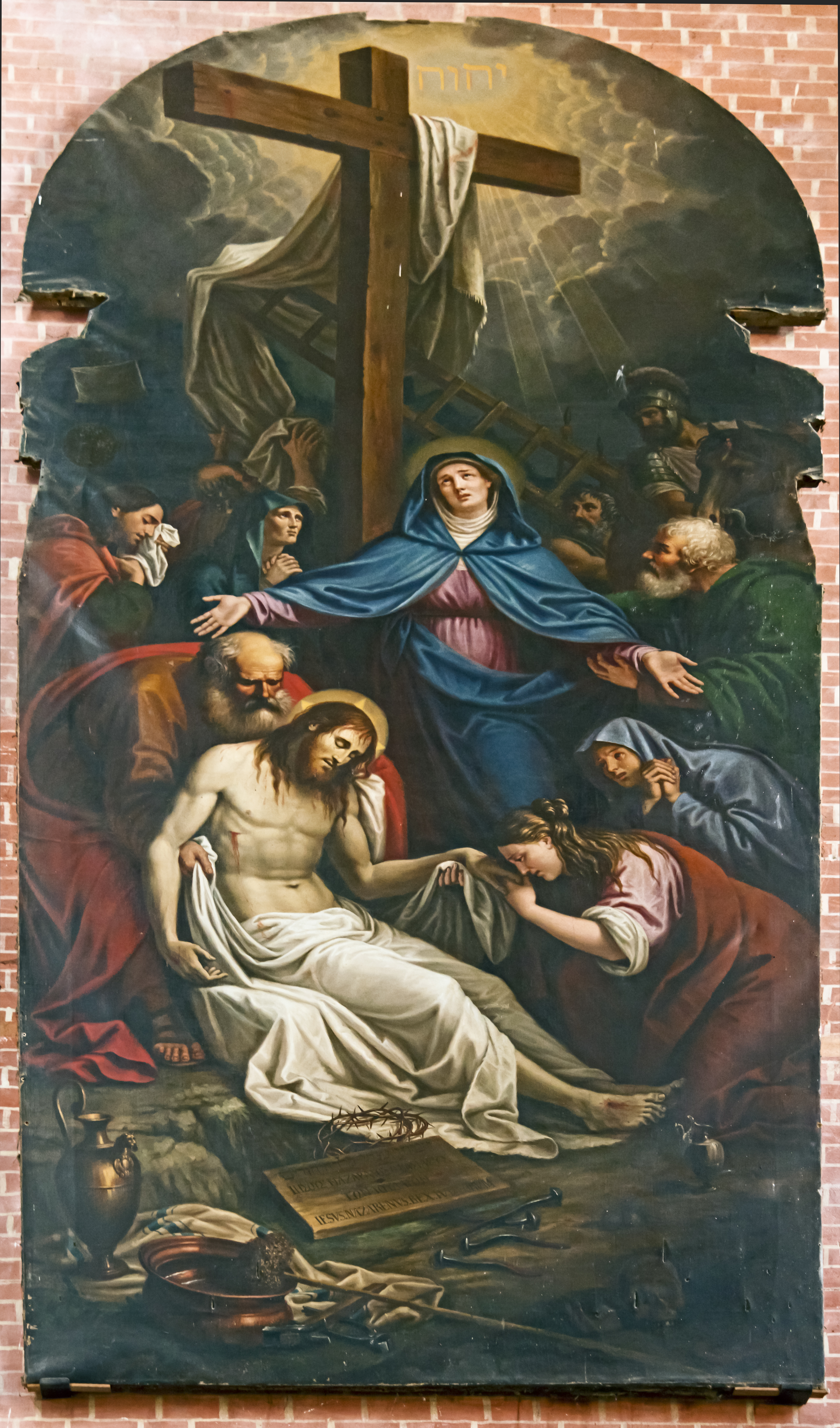
La Deposizione di Cristo di Lattanzio Querena
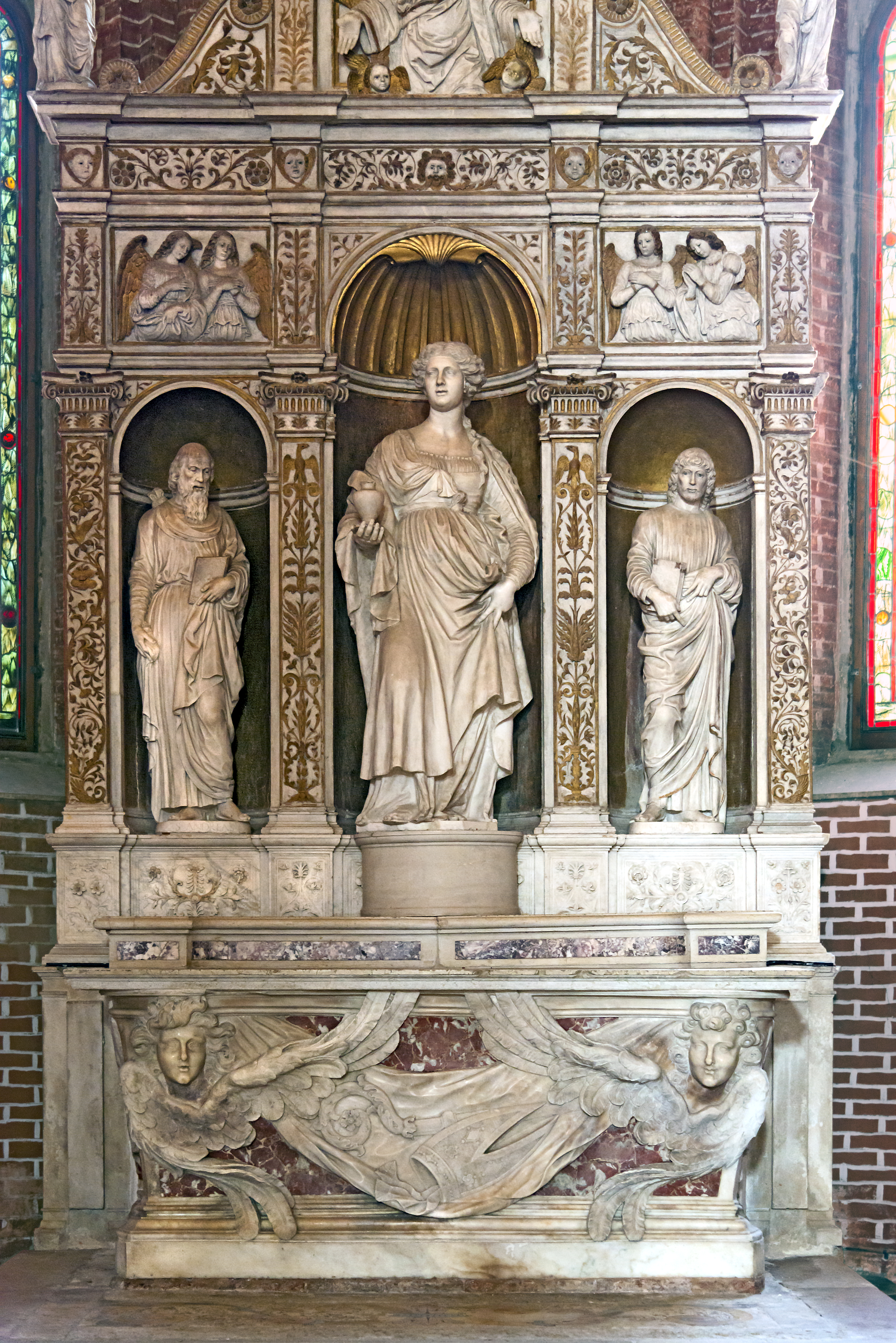
Altare marmoreo
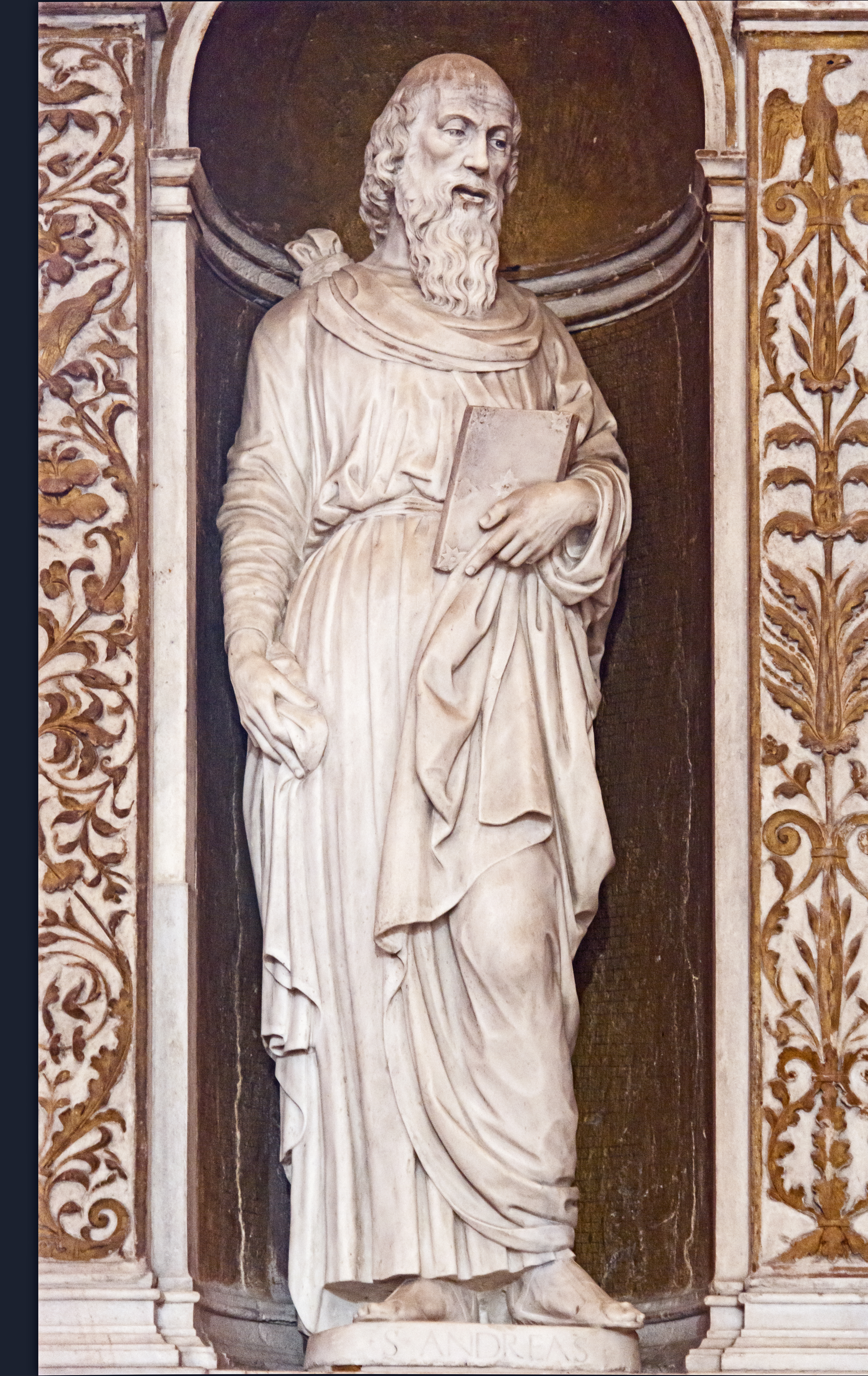
Sant'Andrea
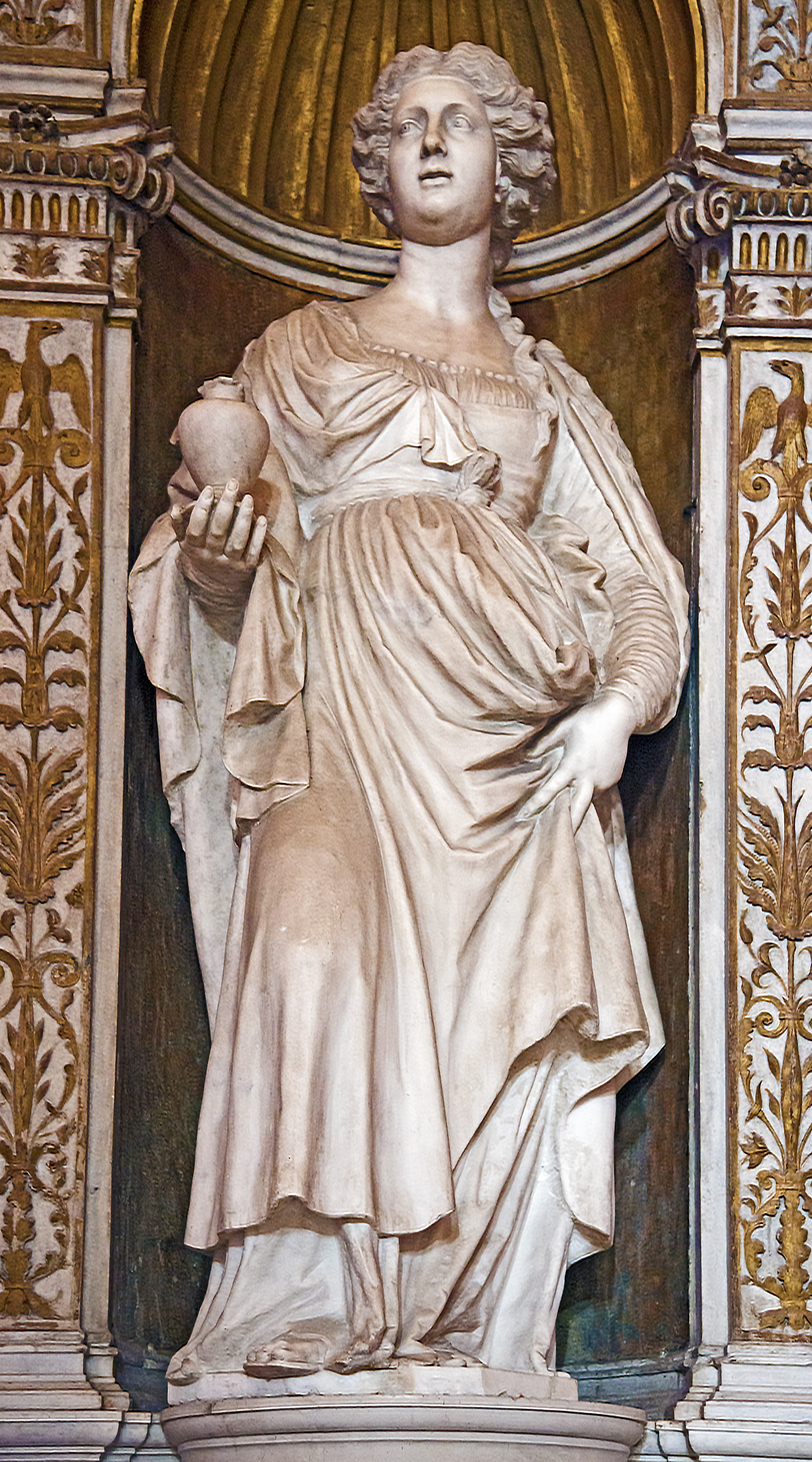
Maddalena di Bartolomeo Bergamasco
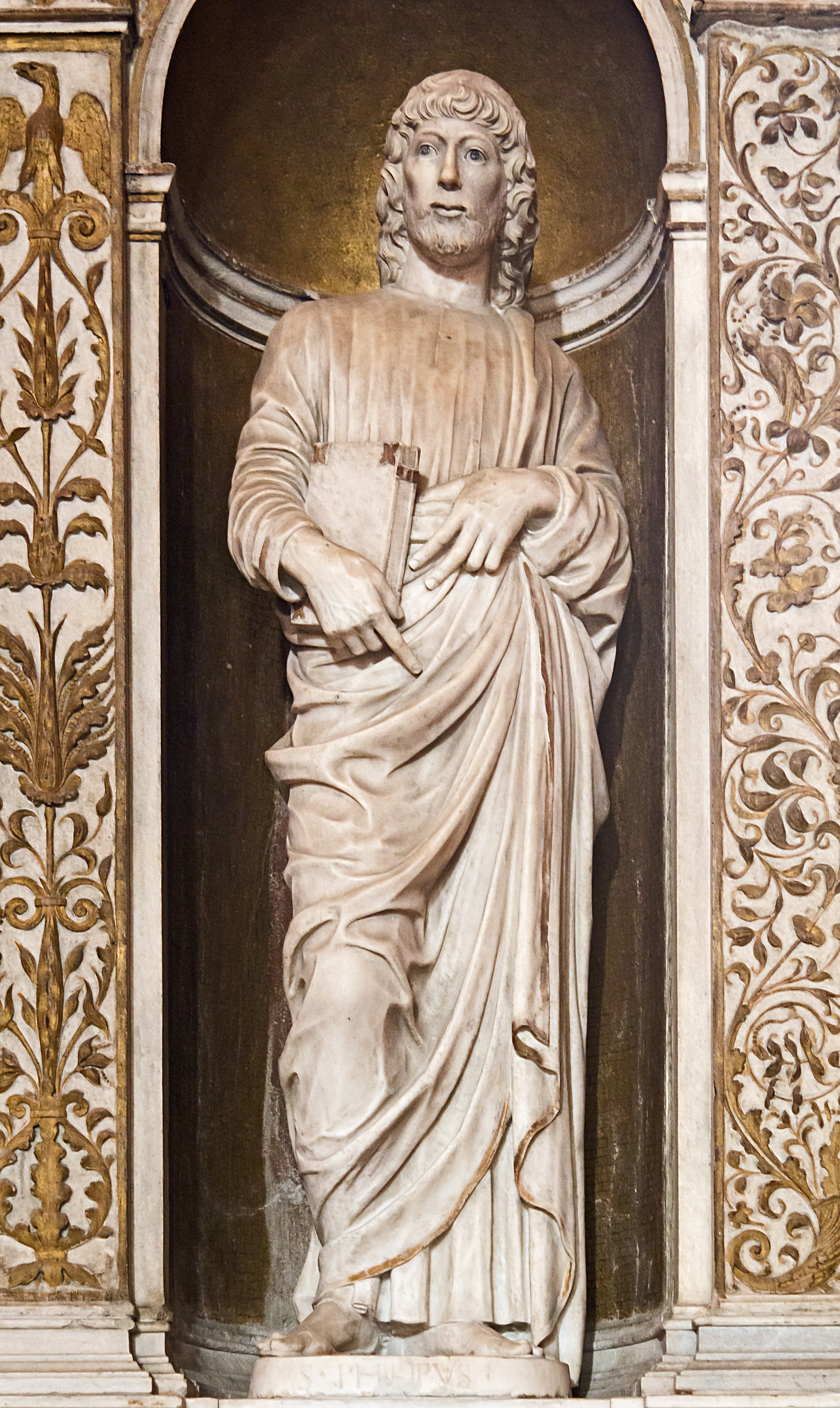
Filippo apostolo
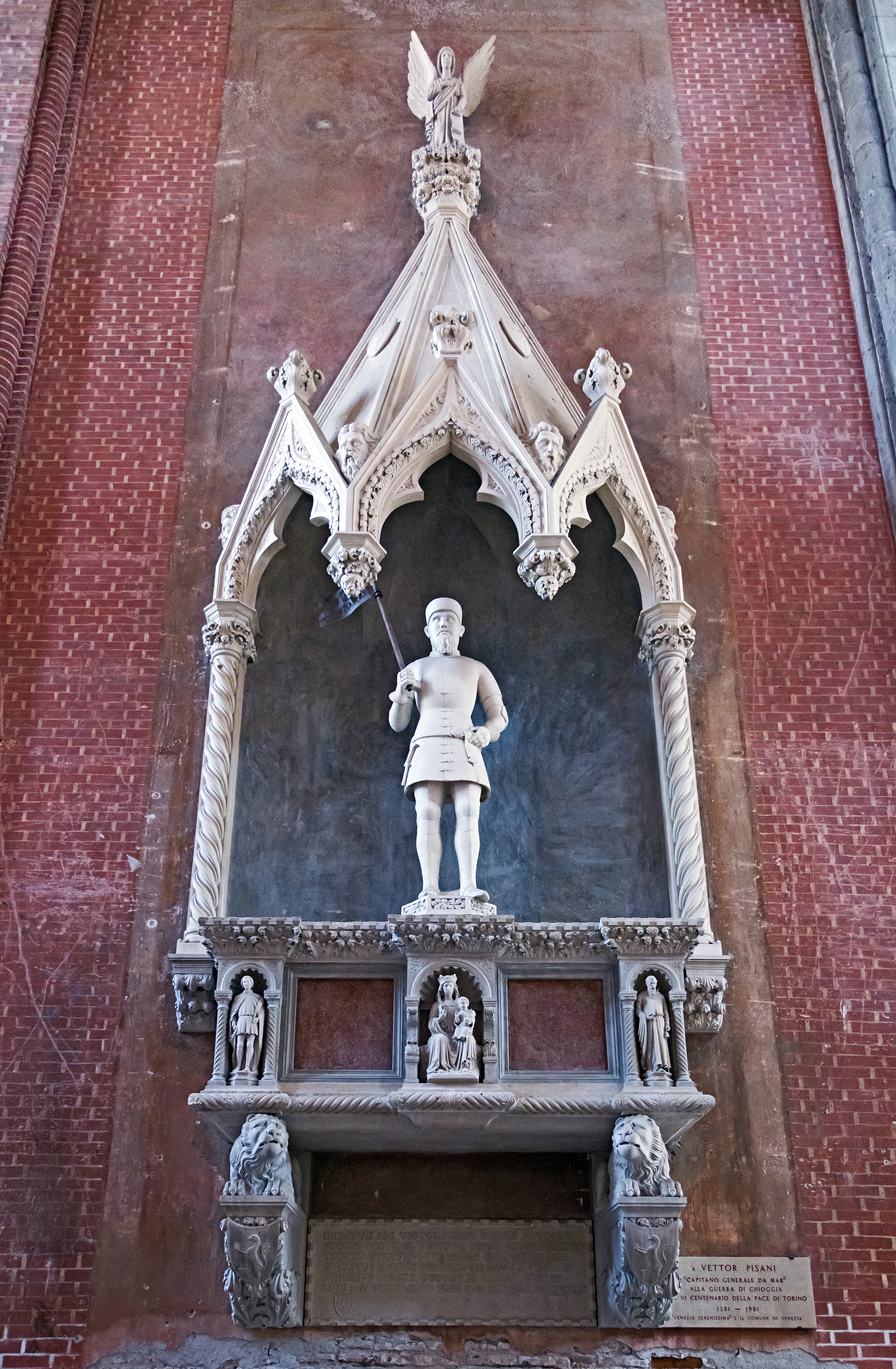
Monumento a Vettor Pisani

#### Presbiterio
Aperto dagli altissimi finestroni gotici, splendidamente illuminati specialmente nelle ore mattutine, è scandito dagli snellissimi costoloni che si riuniscono nella chiave di volta con lo stemma della Scuola Grande di San Marco, che qui si riuniva.
A partire dalla parete destra vi si trovano:
- monumento al doge Michele Morosini. La figura giacente del doge è opera della bottega di Pierpaolo e Jacobello dalle Masegne. Un arcone racchiude un mosaico dell'inizio del Quattrocento raffigurante il Crocifisso attorniato da santi che presentano il doge e la dogaressa inginocchiati.
- monumento al doge Leonardo Loredan, datato al 1572. L'architettura è di Girolamo Grapiglia; la statua del doge di Girolamo Campagna; le statue allegoriche di Venezia (a sinistra), della Lega del Cambrai (a destra), dell'Abbondanza e della Pace (negli intercolumni) ed i bassorilievi, sono opere di Danese Cattaneo.
- al centro è il grandioso altare maggiore, iniziato nel 1619 da Mattia Carneri e terminato da Baldassarre Longhena, un grande arco trionfale ornato di statue di Clemente Moli e di Francesco Cavrioli.
- monumento funebre del doge Andrea Vendramin, considerata prevalentemente opera di Tullio Lombardo, qui trasportata nel 1817 dalla distrutta chiesa dei Servi. In questa tomba Tullio lavora indipendentemente dal padre Pietro: le decorazioni si fanno meno esuberanti, dando all'architettura un carattere più classico, confermato anche dai tondi sopra l'arcata sul modello dell'Arco di Augusto a Rimini. La struttura fu soggetta a qualche modifica rispetto alla configurazione originale ai Servi e che ci è nota grazie ad un'incisione di Cicognara. Nelle nicchie laterali sono state eliminate le statue di Adamo ed Eva, scambiate con le due statue di guerrieri che erano poste sui piedritti esterni, sostituite a loro volta dalle figure delle sante Margherita e Maddalena (opera di Lorenzo Bregno e provenienti dall'altare maggiore di Santa Marina). Oggi la statua di Adamo è giunta al Metropolitan Museum mentre quella di Eva esiste solo una copia di fine '500 al Museo Correr. Nella stessa ricostruzione vennero anche eliminate le due statue dei paggi porta scudo che ornavano le estremità della cornice superiore, oggi sono conservate mutile al Bode-Museum di Berlino[12]. Sul muro a destra del monumento sono visibili alcuni avanzi di affresco di una più antica sepoltura attribuiti dubitativamente ad Altichiero.
- monumento al doge Marco Corner (m. 1368), con statue Madonna col Bambino, San Pietro, San Paolo e due Angeli di Nino Pisano (firmato).[13]

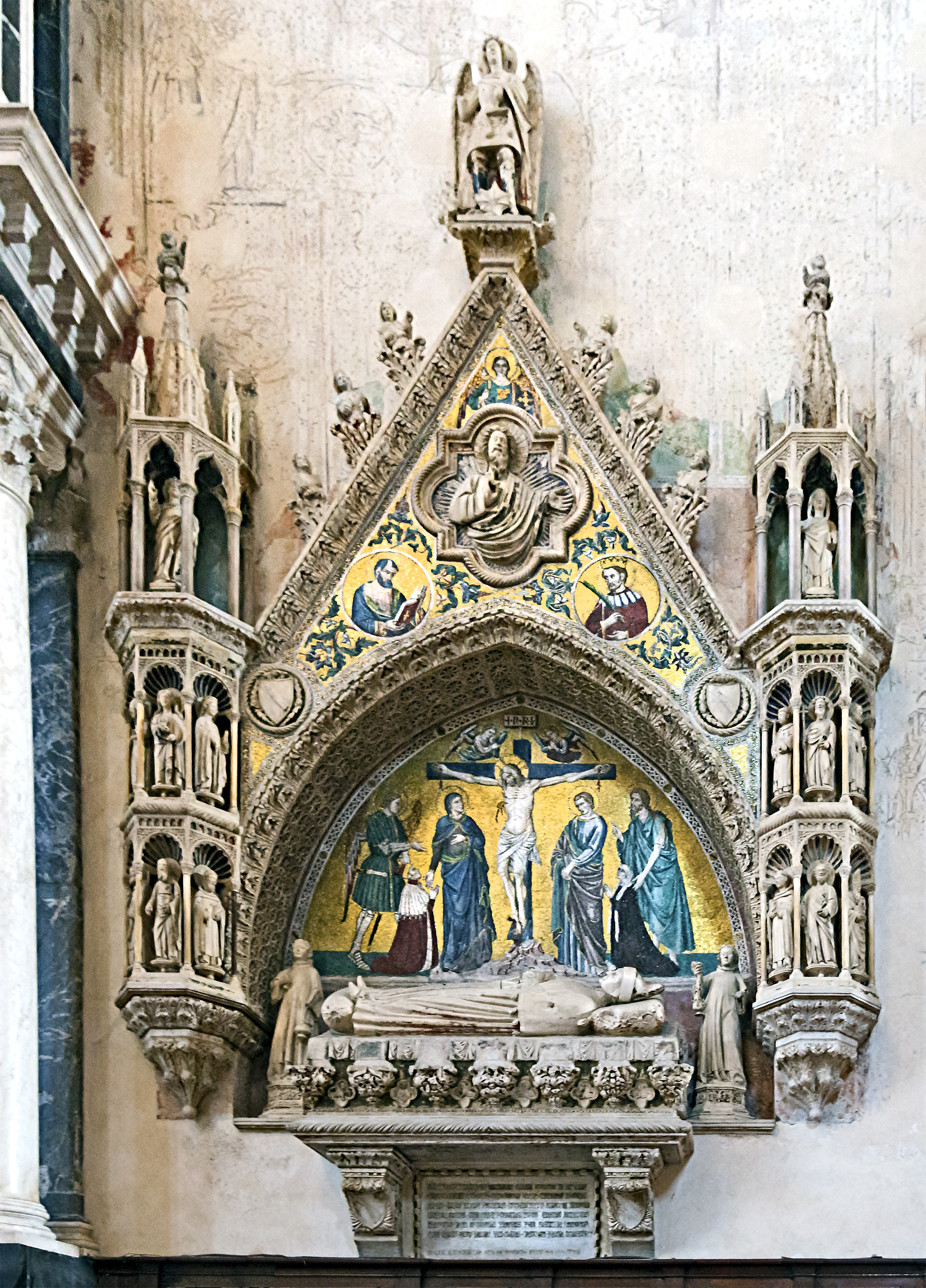
Monumento al doge Michele Morosini
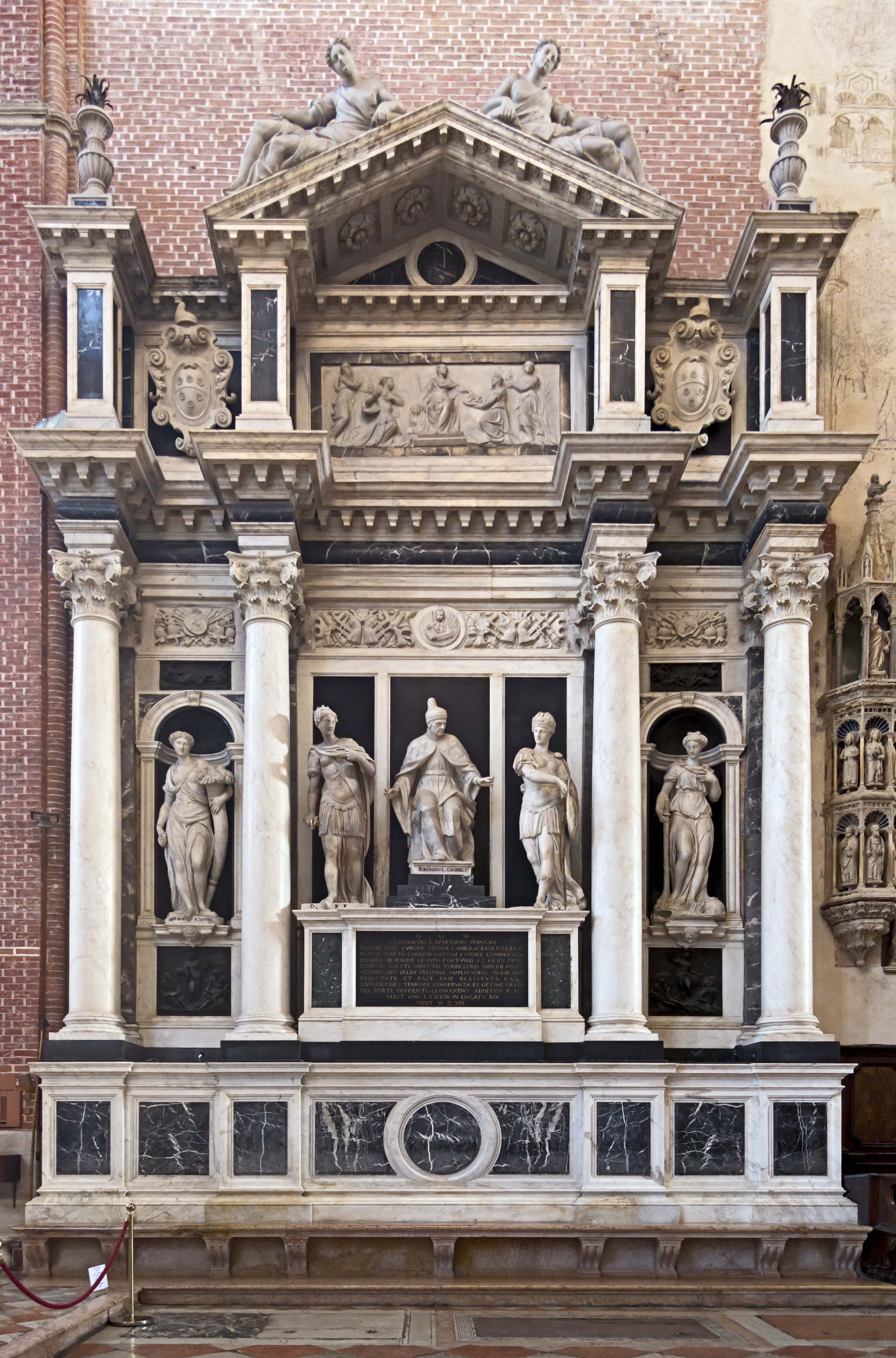
Monumento al doge Leonardo Loredan
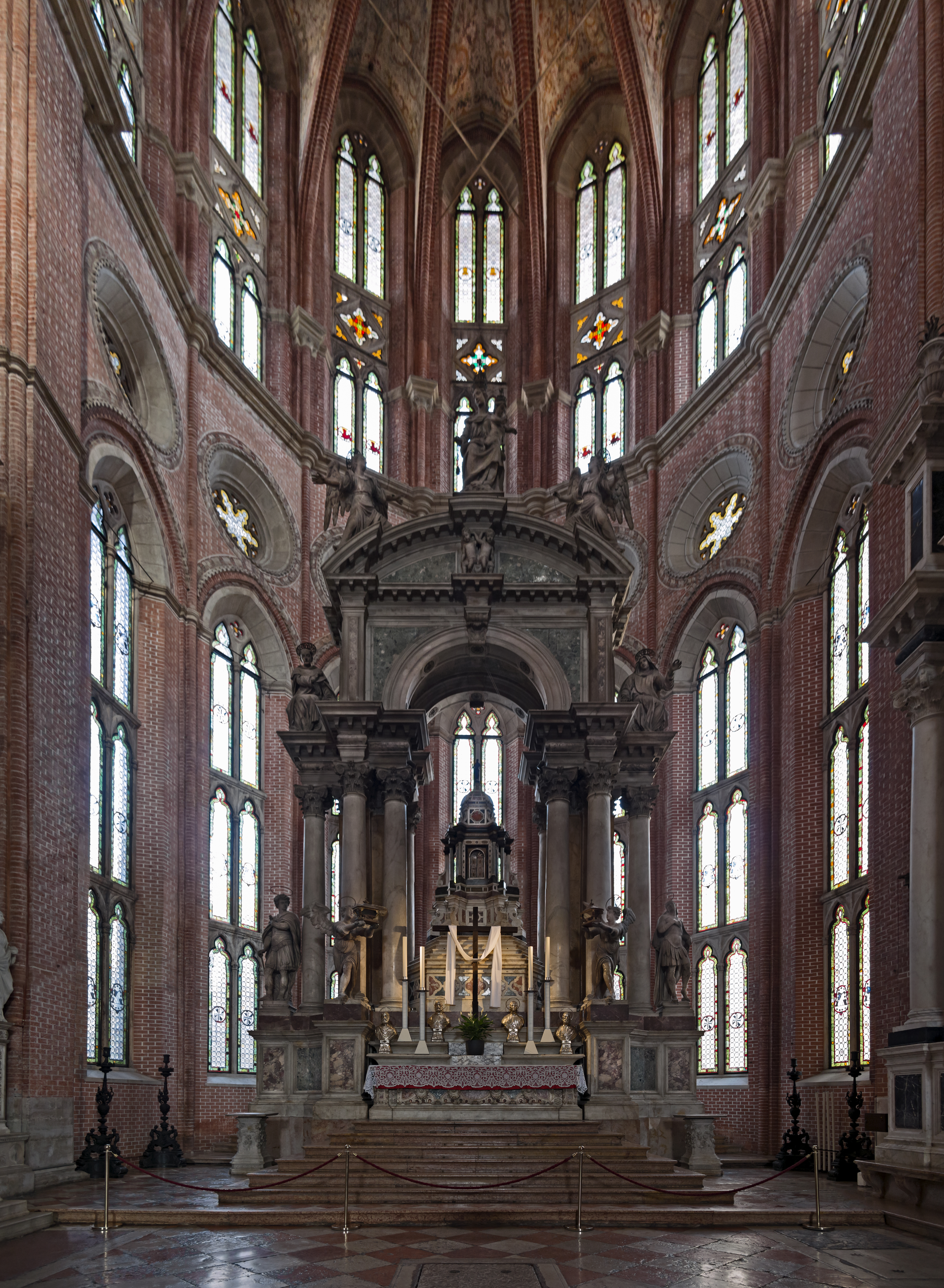
Altare maggiore, di Mattia Carneri
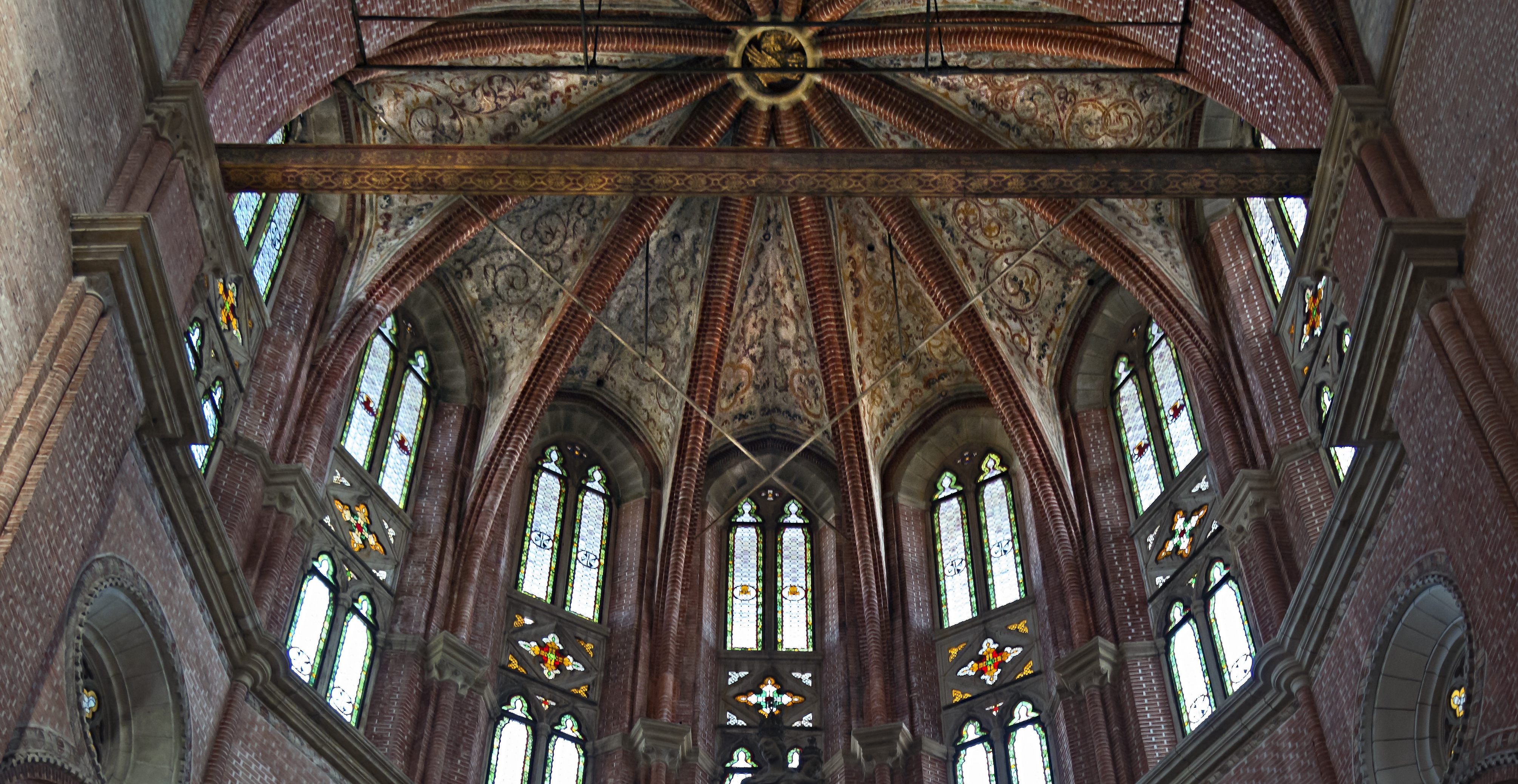
Vista del soffitto, che mostra i lavori di restauro
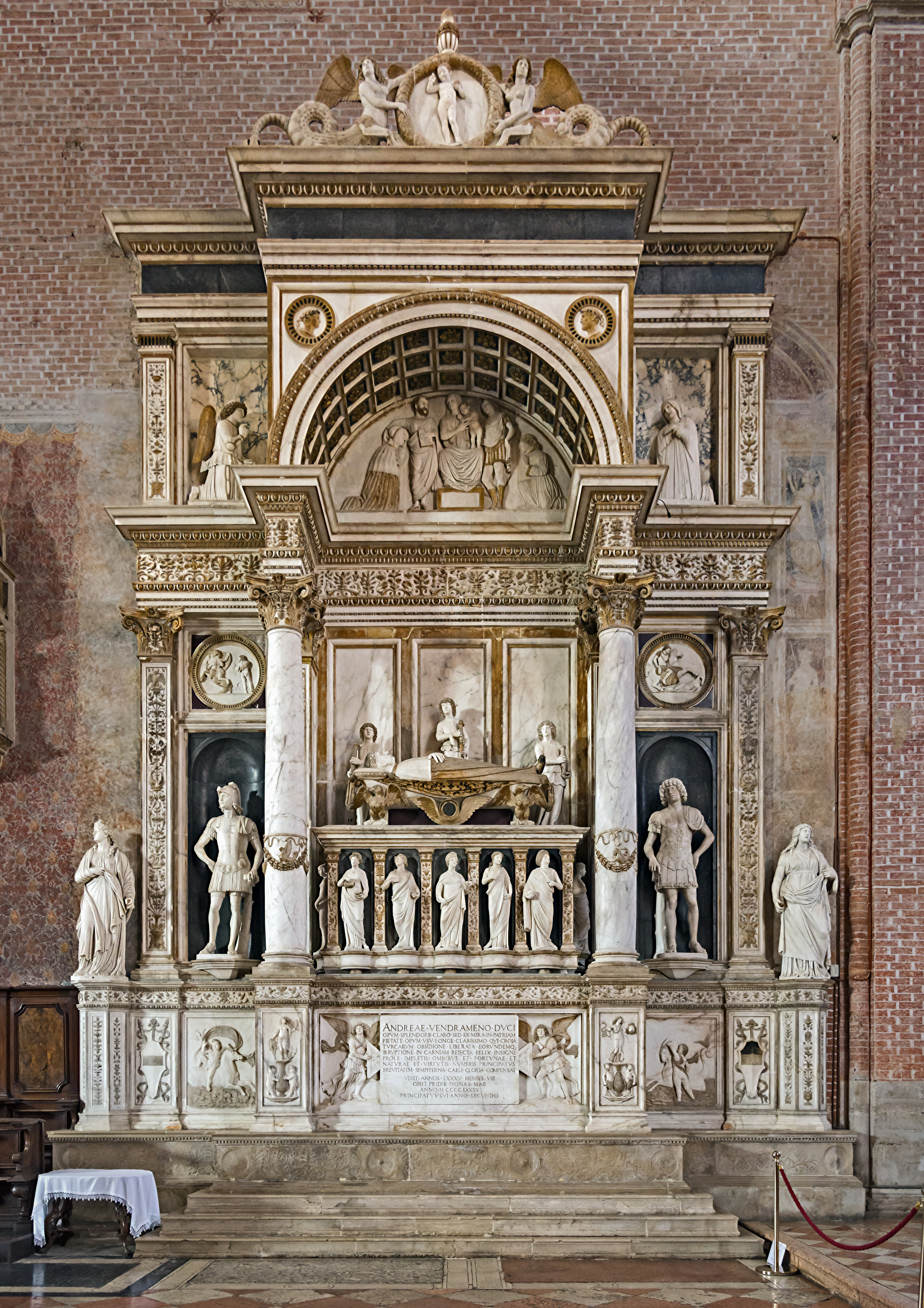
Monumento al doge Andrea Vendramin
Monumento al doge Marco Corner

#### Cappelle absidali di sinistra
Cappella della Trinità
- Pala d'altare omonima di Leandro da Bassano
- A sinistra Cristo Risorto con gli apostoli Jacopo, Tommaso, filippo e Matteo da Giuseppe Porta
- A destra San Domenico riceve il Rosario con Caterina da Siena da Lorenzo Gramiccia, e la tomba del procuratore Pietro Corner, morto nel 1407.

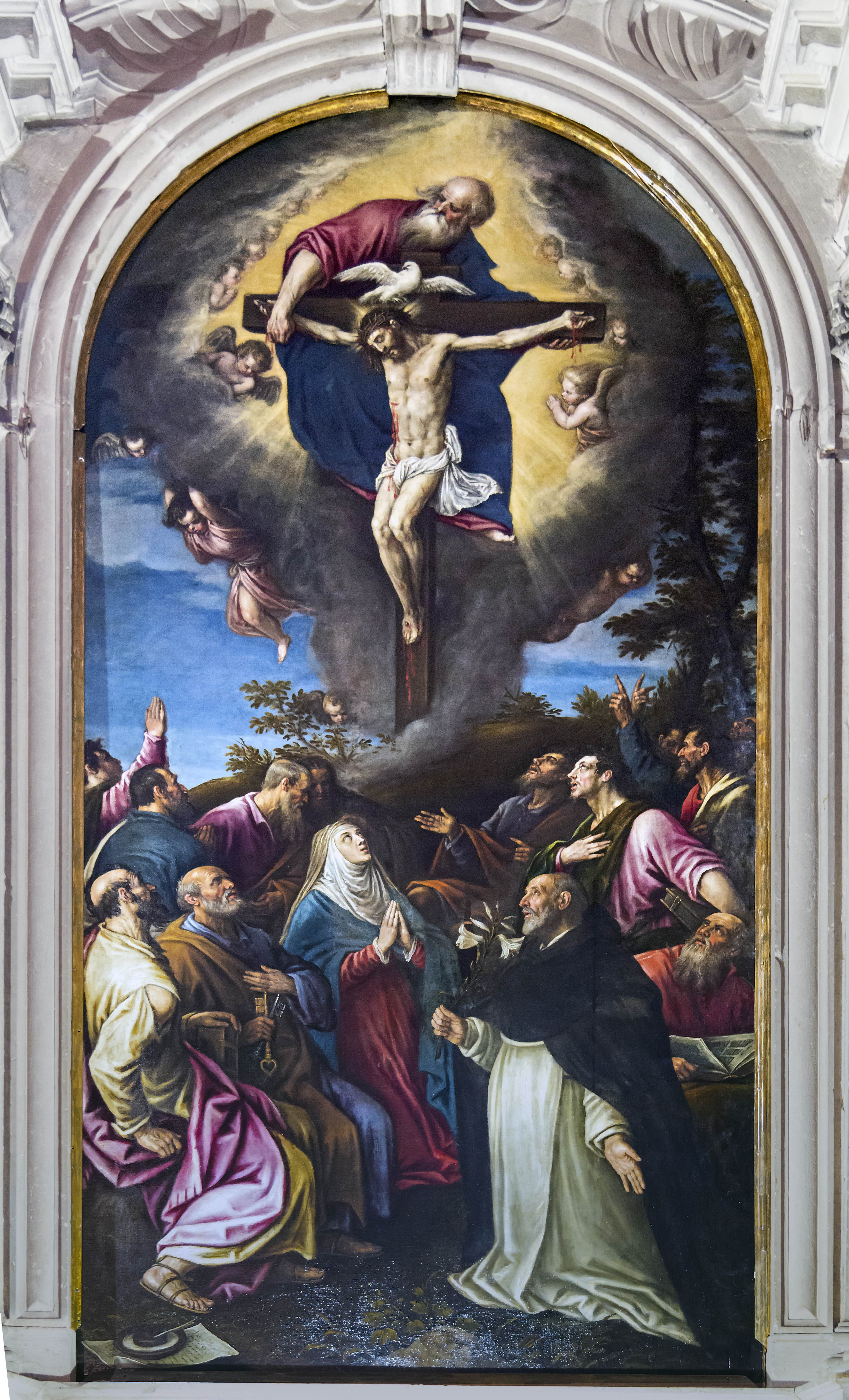
Trinità di Leandro da Bassano
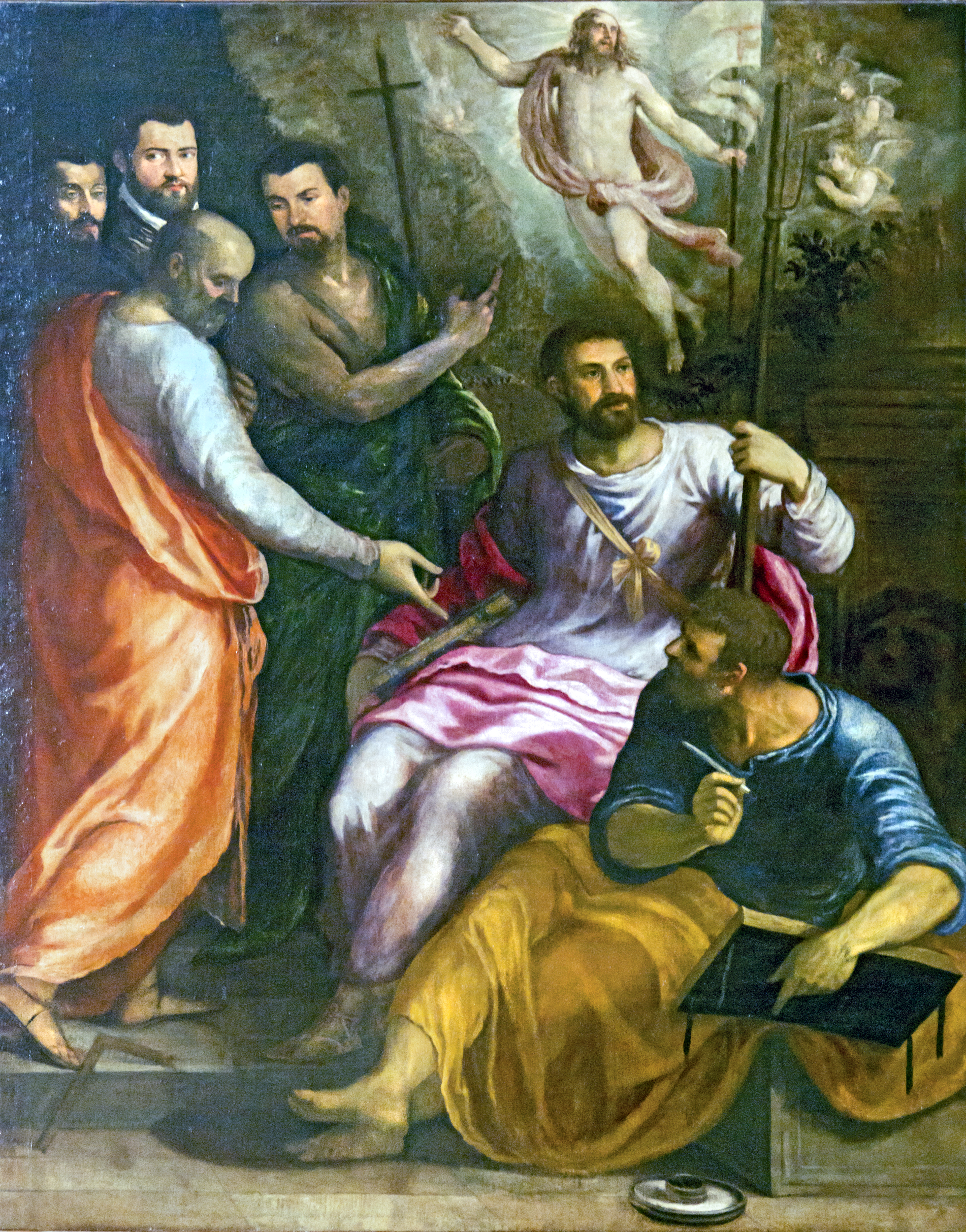
Cristo Risorto con gli apostoli Giuseppe Porta
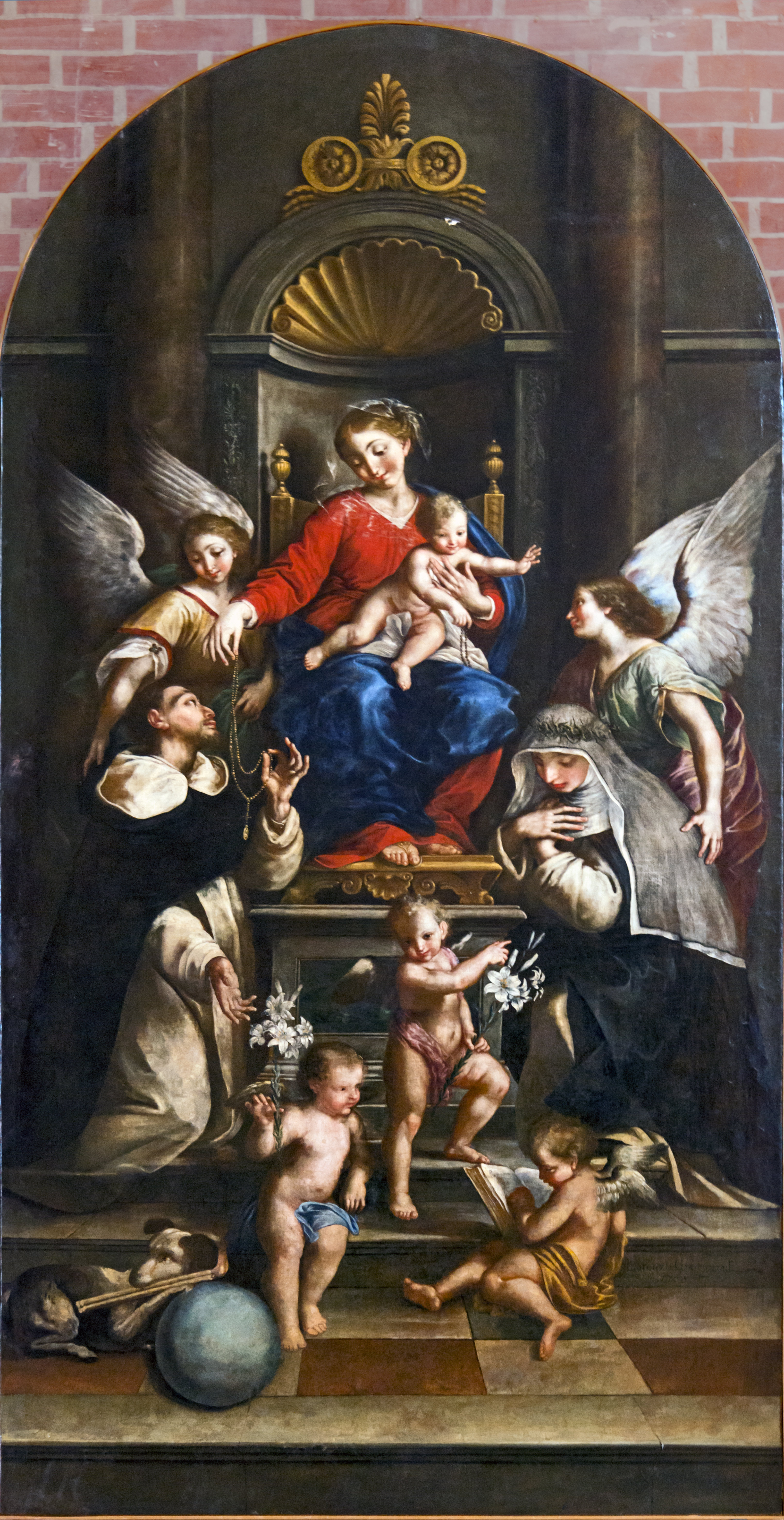
Madona del Rosario Lorenzo Gramiccia
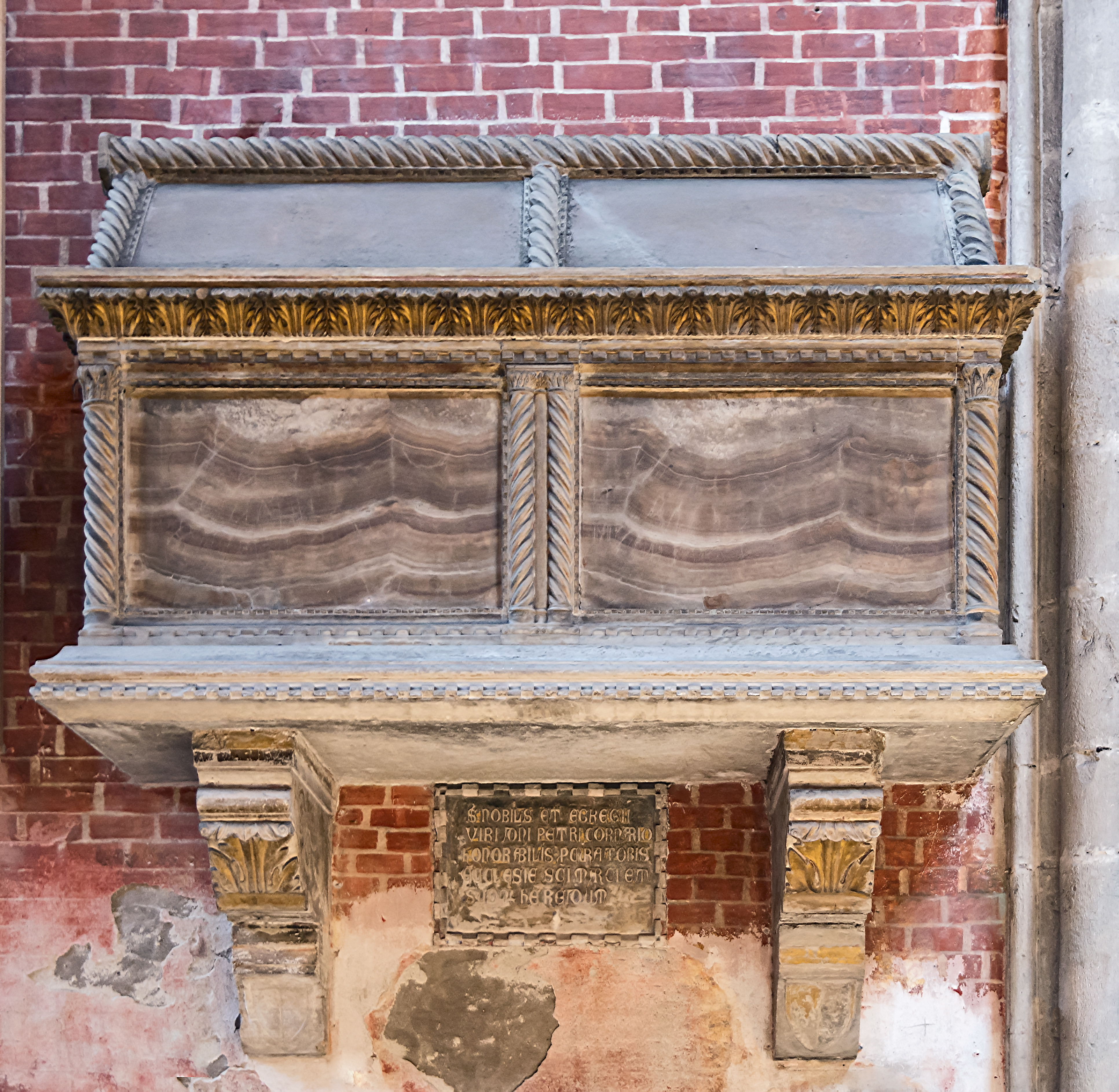
Tomba del procuratore Pietro Corner

Cappella Cavalli, o di San Pio V.
- La pala d'altare con il papa promotore della Lega Santa opera probabile di Bartolomeo Litterini[14].
- A destra si trova il monumento trecentesco al comandante Jacopo Cavalli circondato dall'affresco la Battaglia di Chioggia di Lorenzino di Tiziano.
- A sinistra si vedono invece il monumento Dolfin, la tomba del senatore Marino Cavalli e la grande tela di Giuseppe Heintz con il miracolo della mula di Sant'Antonio di Padova.

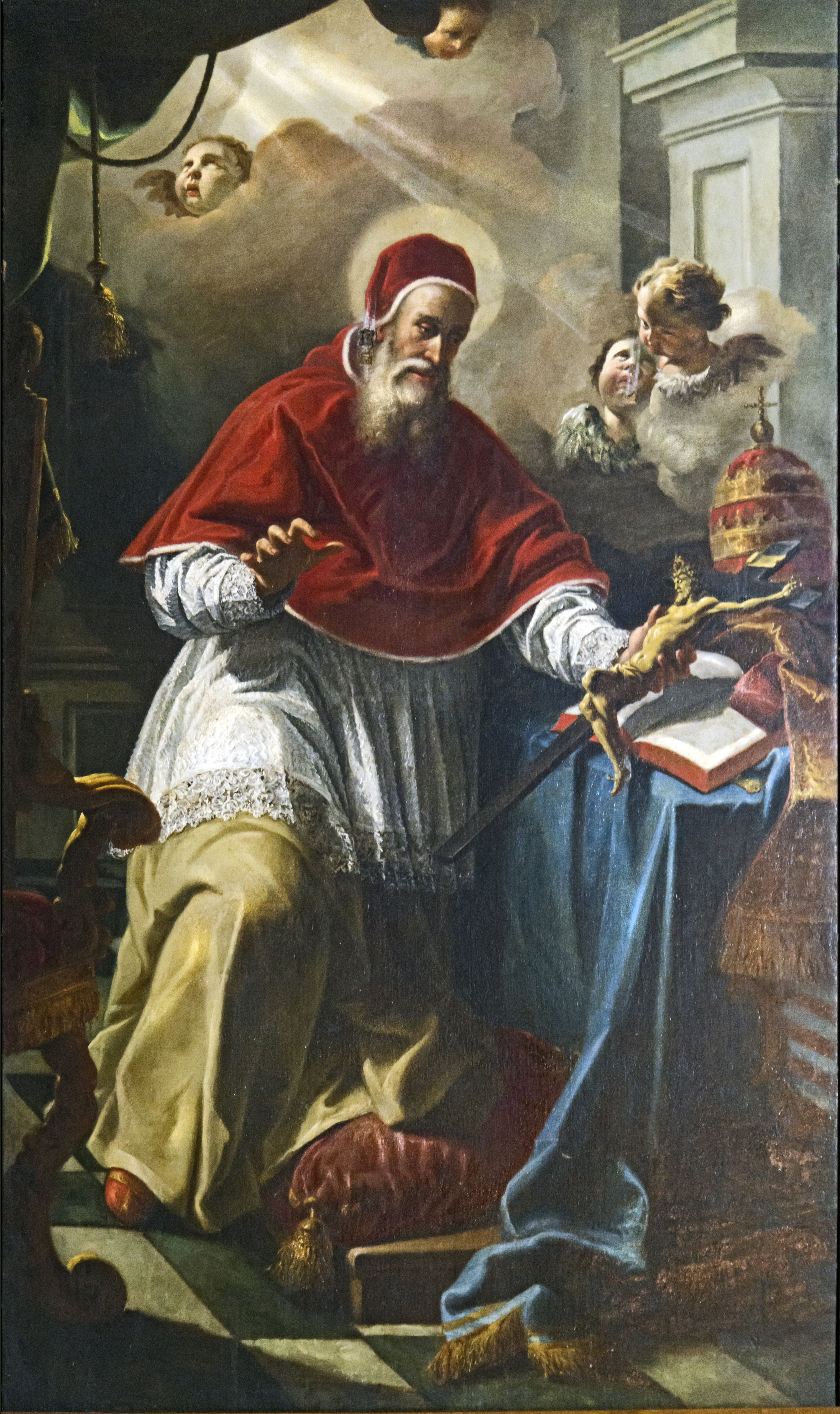
San Pio V di Bartolomeo Litterini.
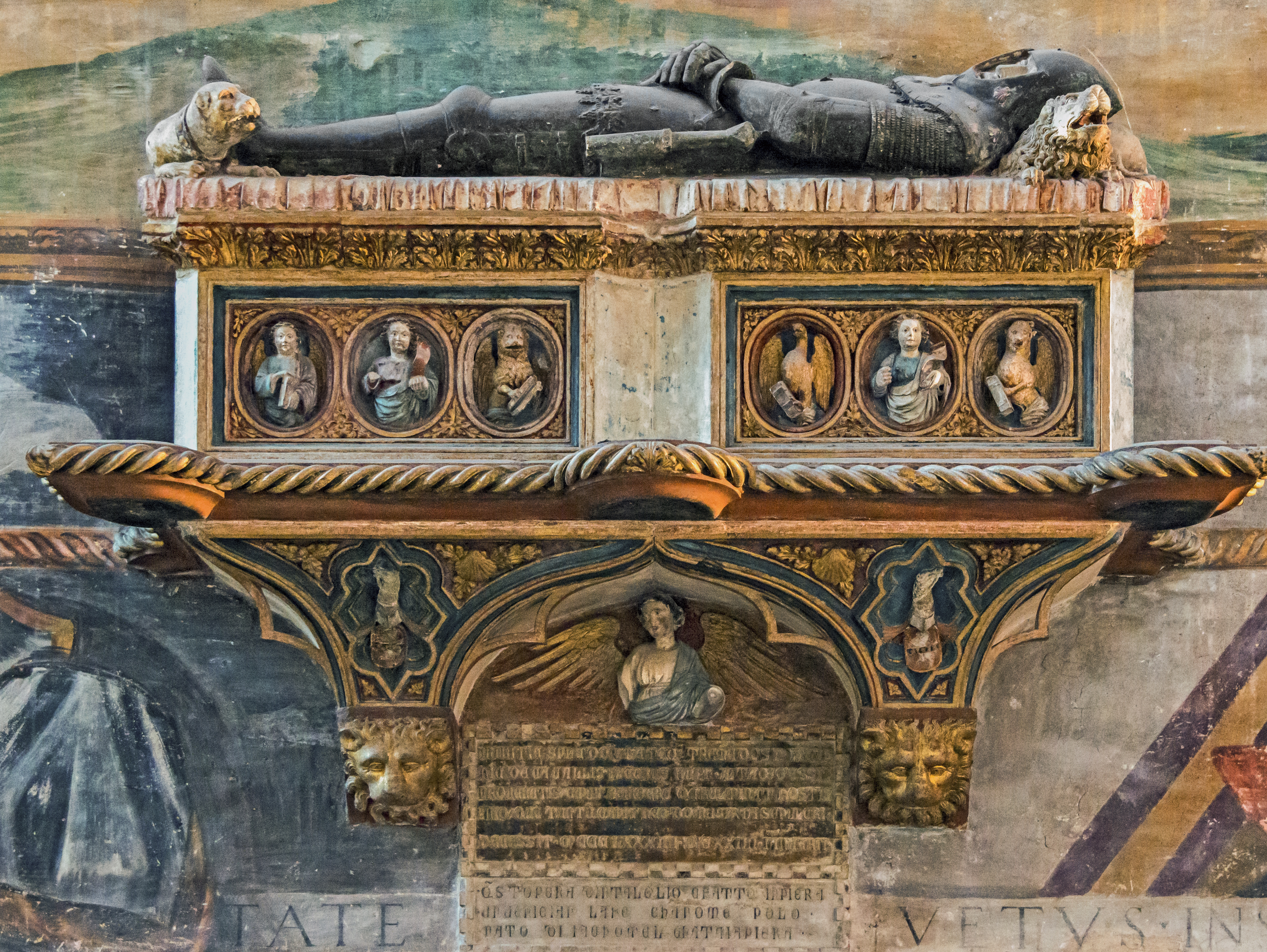
Tomba di Giacomo Cavalli  .
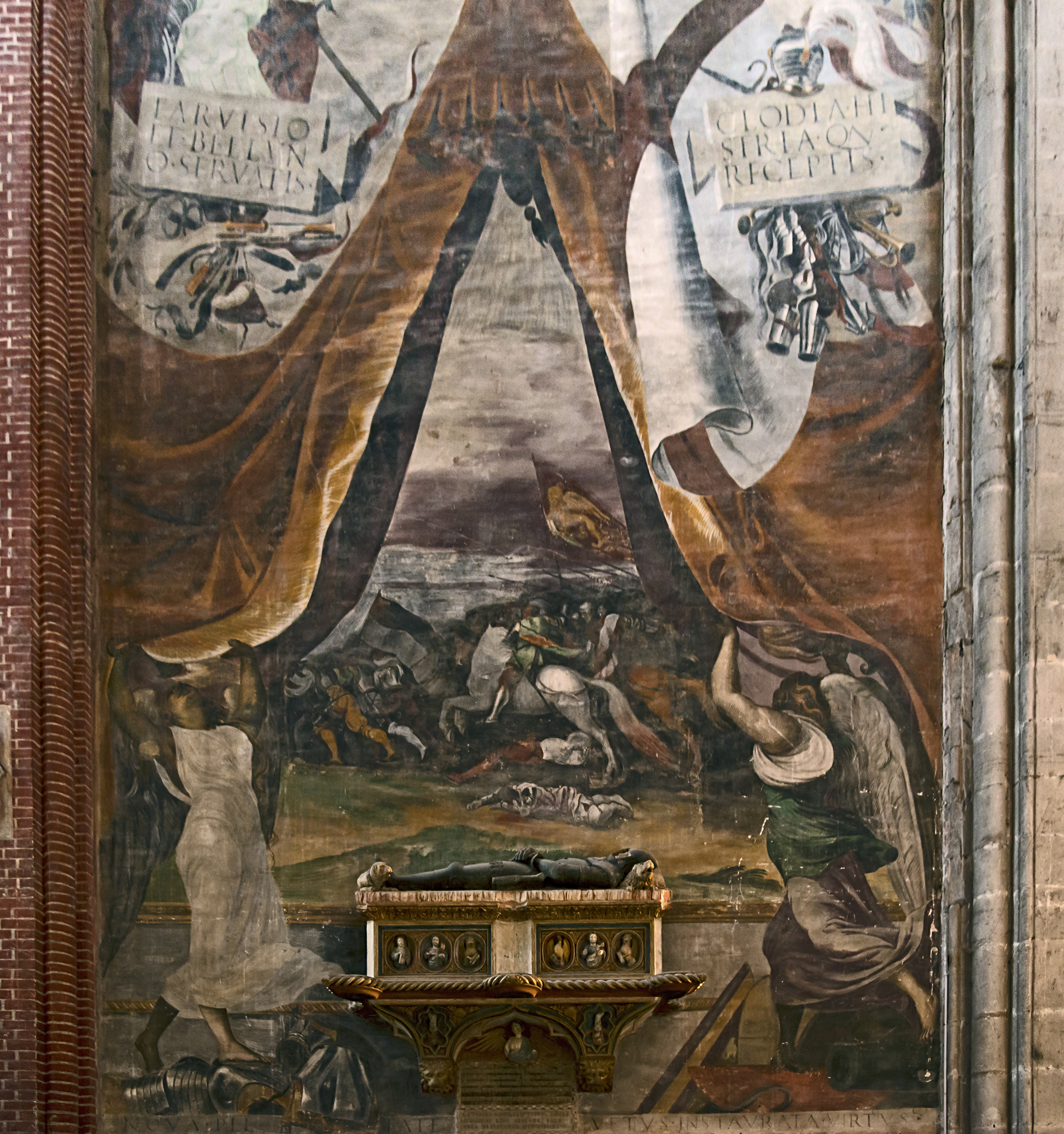
Battaglia di Chioggia - Fresco di Lorenzino di Tiziano
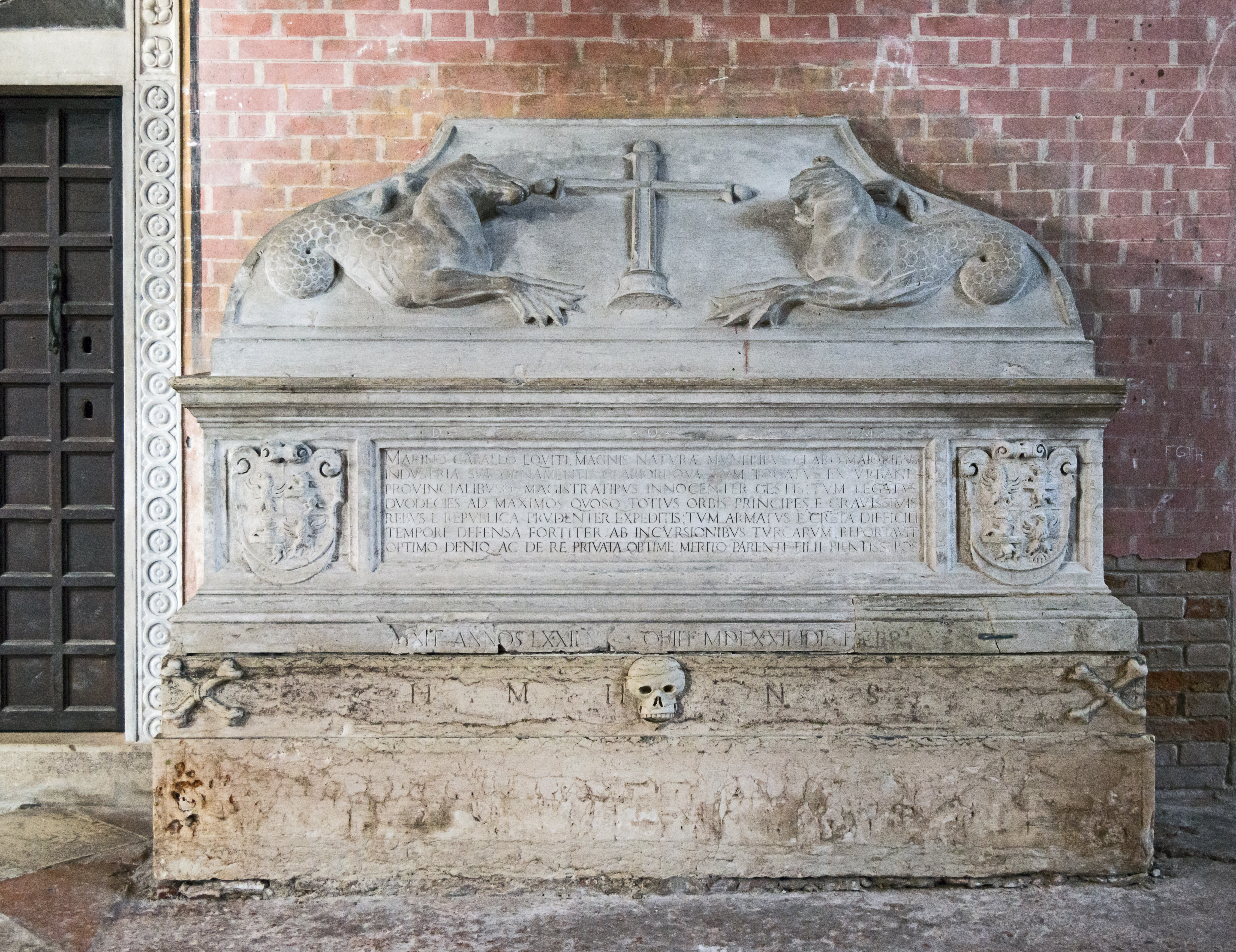
Tomba del senatore Marino Cavalli
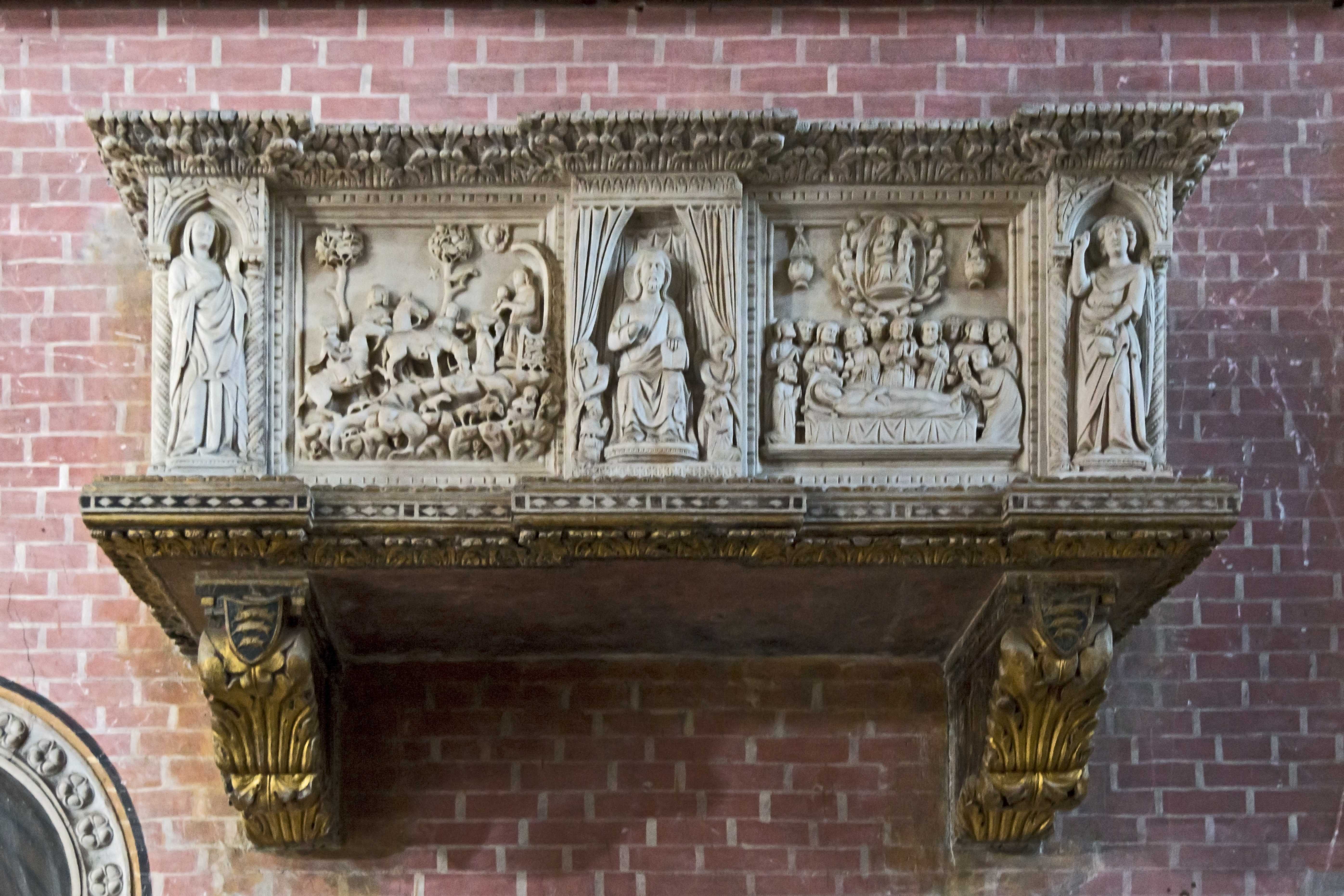
Monumento del doge Giovanni Dolfin
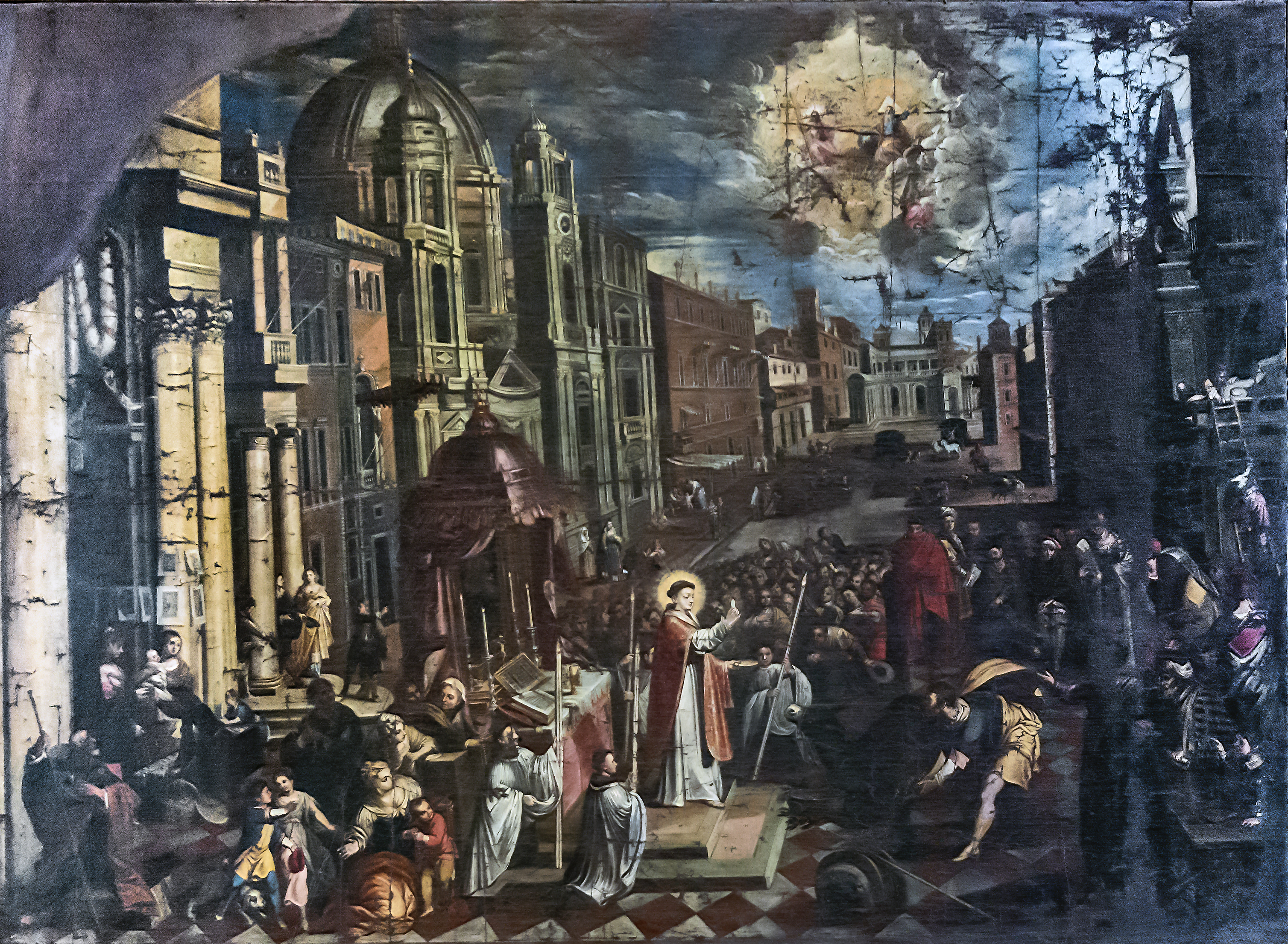
Il miracolo della mula di Sant'Antonio di Padova di Giuseppe Heintz

#### Transetto sinistro
- La parete di fondo è ornata dal grande orologio sovrastante la porta della Cappella del Rosario, opera di fine XV-inizio XVI secolo.
- Sopra la porta si trova il monumento quattrocentesco al doge Antonio Venier, attribuito a Pierpaolo e Jacobello dalle Masegne.
- A sinistra monumento alla moglie di Venier, la dogaressa Agnese da Mosto, alla loro nuora Petronilla de Tocco e alla nipote Orsola Venier, opera attribuita a Filippo di Domenico e Gherardo di Mainardo e fatta erigere da Nicolò Venier, figlio della coppia dogale, marito di Petronilla e padre di Orsola.
- A destra si erge la statua bronzea del generale da mar e doge Sebastiano Venier, vincitore di Lepanto. Il monumento è opera moderna di Antonio Dal Zotto, inaugurato nel 1907 in occasione della traslazione delle spoglie del doge dalla chiesa di Santa Maria degli Angeli a Murano.
- Sulla parete sinistra si erge il monumento equestre a Leonardo Prato da Lecce, cavaliere Ospitaliere, che morì al servizio della Serenissima combattendo i francesi durante la guerra della Lega di Cambrai nel 1511, opera di Antonio Minello del 1512-14 o, secondo altri, di Lorenzo Bregno o bottega[15].

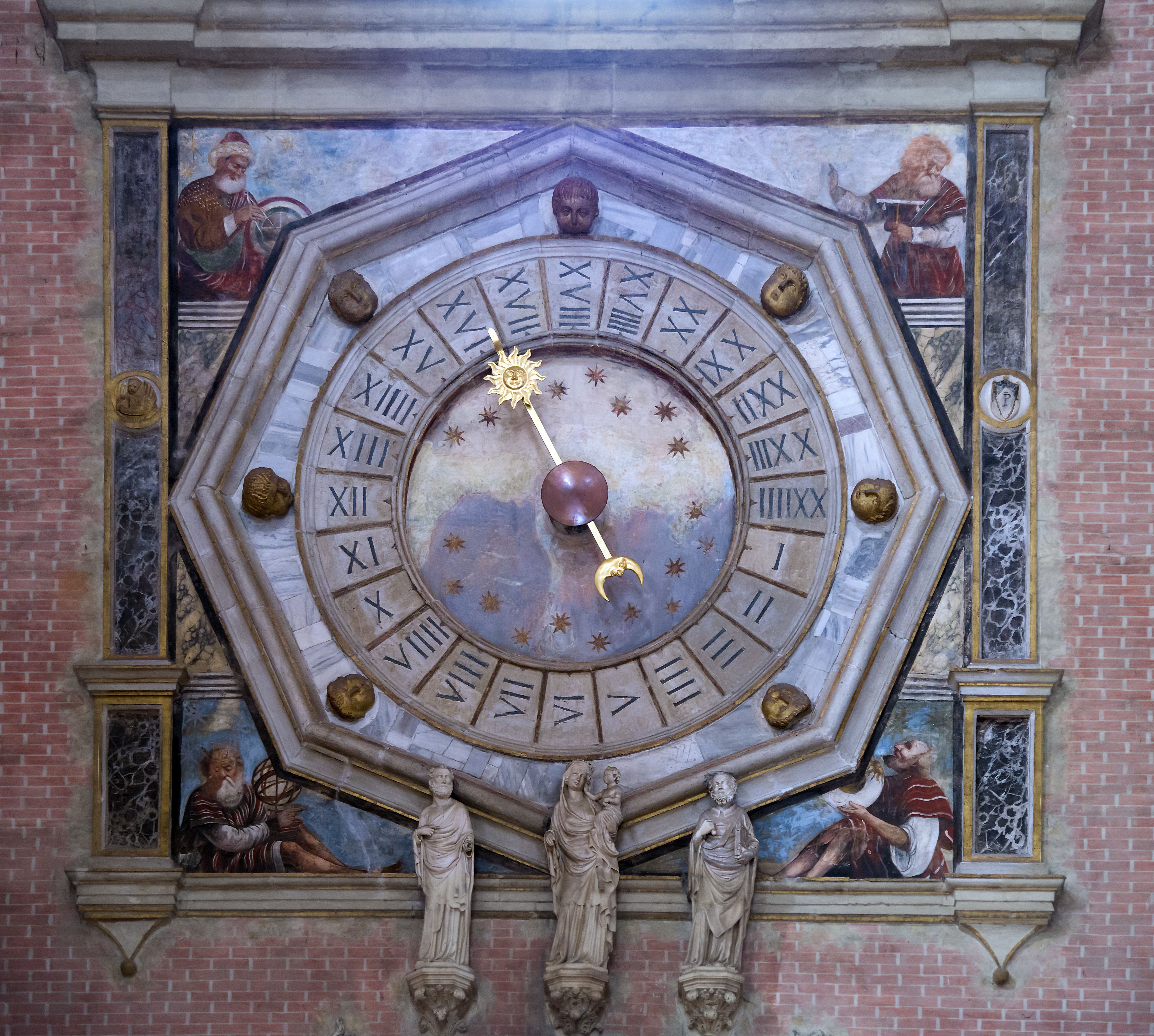
Orologio monumentale
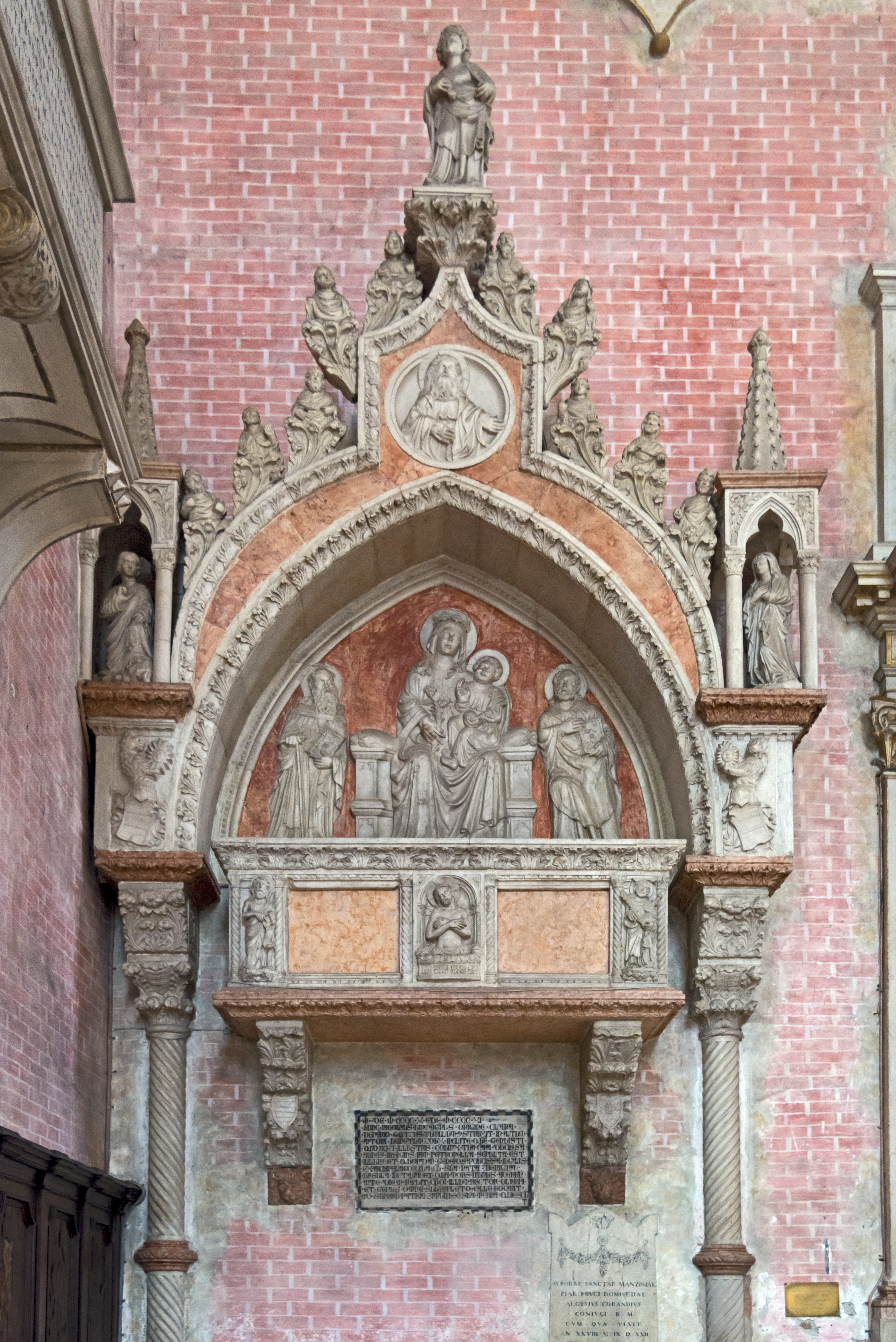
Filippo di Domenico e Gherardo di Mainardo, monumento alla dogaressa Agnese da Mosto, a Petronilla de Tocco e a Orsola Venier
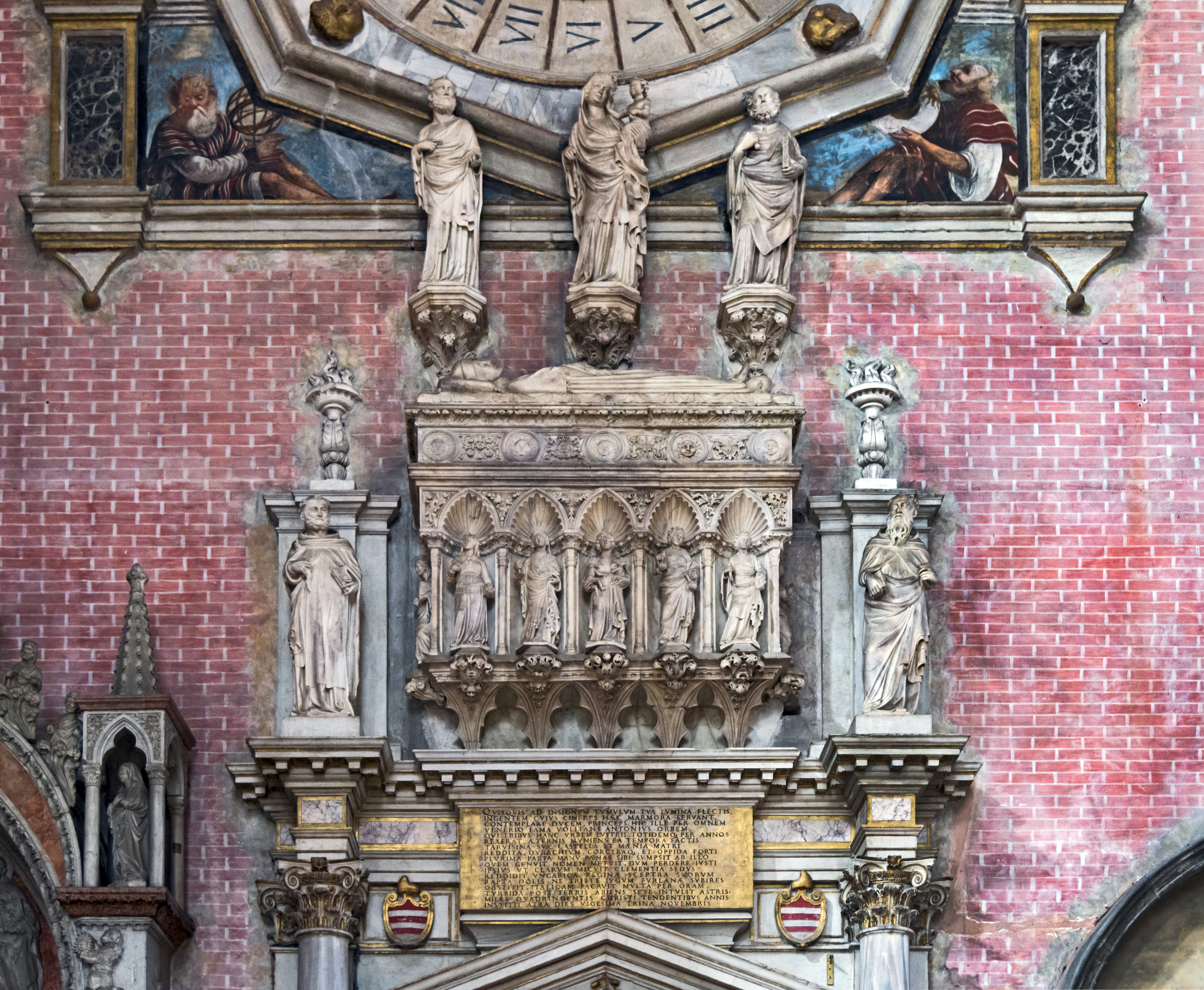
Pierpaolo e Jacobello dalle Masegne, monumento al doge Antonio Venier
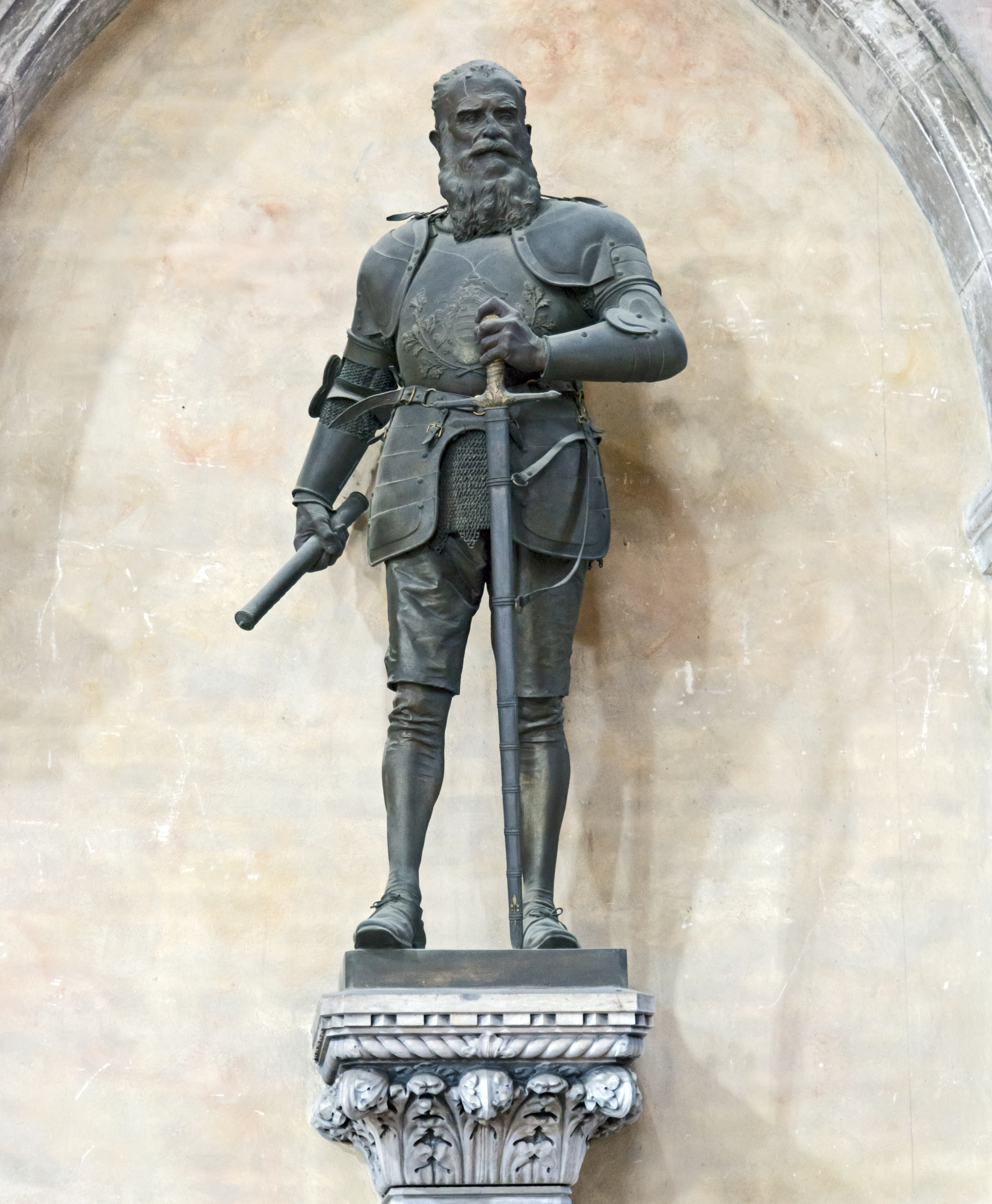
Antonio Dal Zotto, monumento al doge Sebastiano Venier
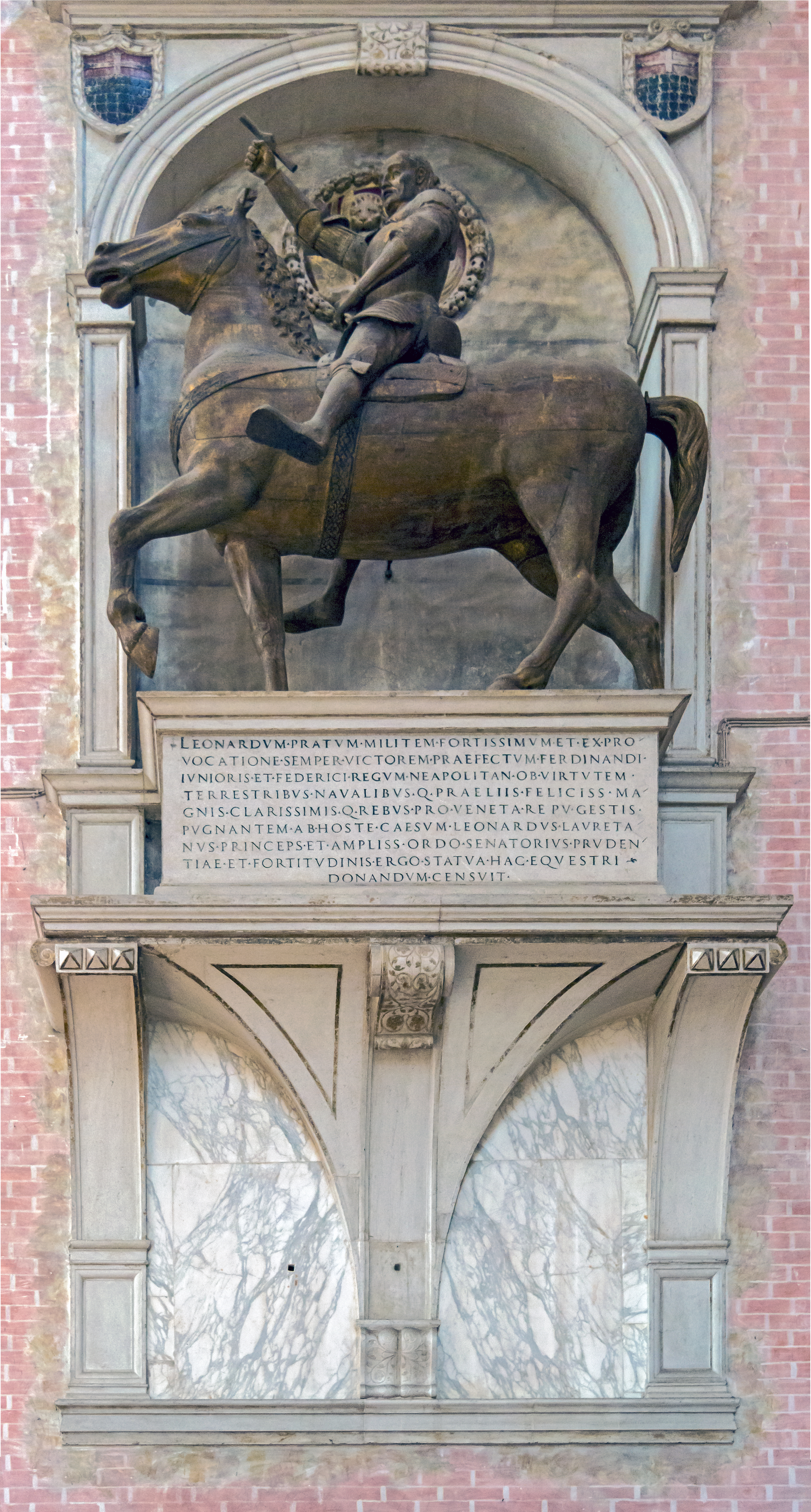
Antonio Minello, monumento a Leonardo Prato da Lecce

#### Cappella del Rosario
Qui sorgeva fin dal Trecento una cappella dedicata a San Domenico, poi sostituita nel 1582 dalla cappella della Scuola del Rosario, dedicata alla Madonna del Rosario, nella cui ricorrenza (7 ottobre 1571) avvenne la battaglia di Lepanto. Bruciò nel 1867 insieme ai capolavori che vi erano contenuti: il soffitto in legno dorato con tele del Tintoretto e di Palma il Giovane, altre 34 tele, e soprattutto il Martirio di san Pietro di Tiziano e la Madonna e Santi di Giovanni Bellini che vi erano depositati per restauro. A seguito di un lungo e travagliato iter di restauro, fu inaugurata nel 1922.
La cappella è formata da una navata rettangolare e da un presbiterio quadrato, entrambi coperti da un soffitto intagliato di Carlo Lorenzetti inaugurato nel 1932.
Nel soffitto della navata sono racchiusi tre capolavori del Veronese qui portati dalla chiesa dell'Umiltà alle Zattere: l'Adorazione dei Pastori, l'Assunta e l'Annunciazione. Sulla parete di fondo un'altra Adorazione dei pastori sempre del Veronese. Sulla parete destra Gesù morto dello Giovanni Battista Zelotti, Gesù incontra la Veronica di Carlo Caliari, il bel San Michele sconfigge Lucifero, di Bonifacio de' Pitati. Sulla parete sinistra: Martirio di Santa Cristina di Sante Peranda, Lavanda dei piedi e Cena eucaristica di Benedetto Caliari, San Domenico salva dei marinai invitandoli alla preghiera del rosario del Padovanino. Le due pareti laterali sono fiancheggiate da dossali lignei di Giacomo Piazzetta (1698).
Il soffitto del presbiterio è ornato da altre opere del Veronese: al centro la tela quadriloba dell'Adorazione dei Magi (1582), agli angoli i quattro Evangelisti. L'altare è sormontato da un tempietto quadrato di Girolamo Campagna, al cui interno si trova la statua novecentesca della Madonna del Rosario, scolpita da Giovanni Dureghello nel 1914. Tutto intorno all'altare sono stati ricomposti dopo l'incendio dieci bassorilievi settecenteschi. Il resto del presbiterio è decorato con statue e bassorilievi.

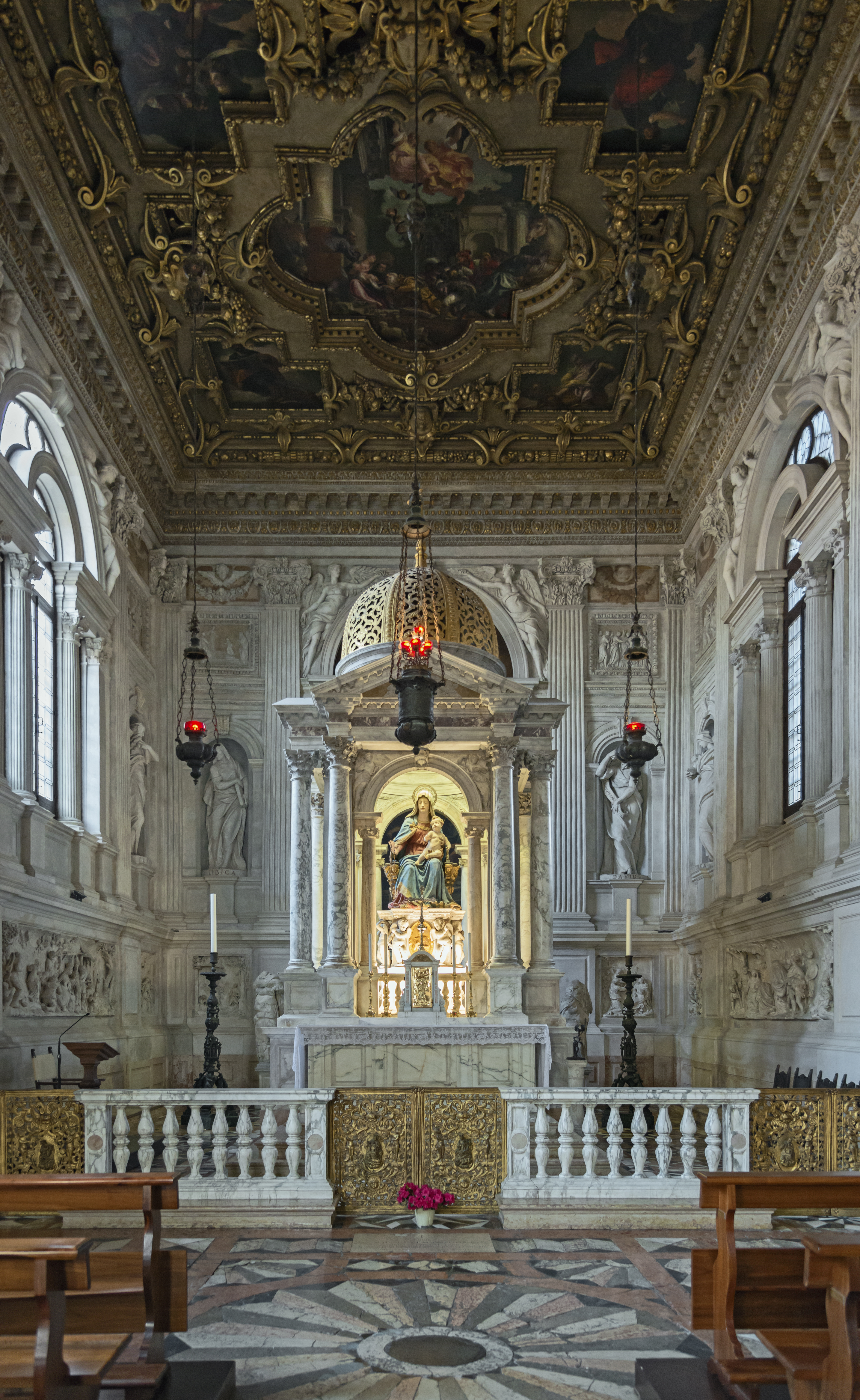
Cappella del Rosario
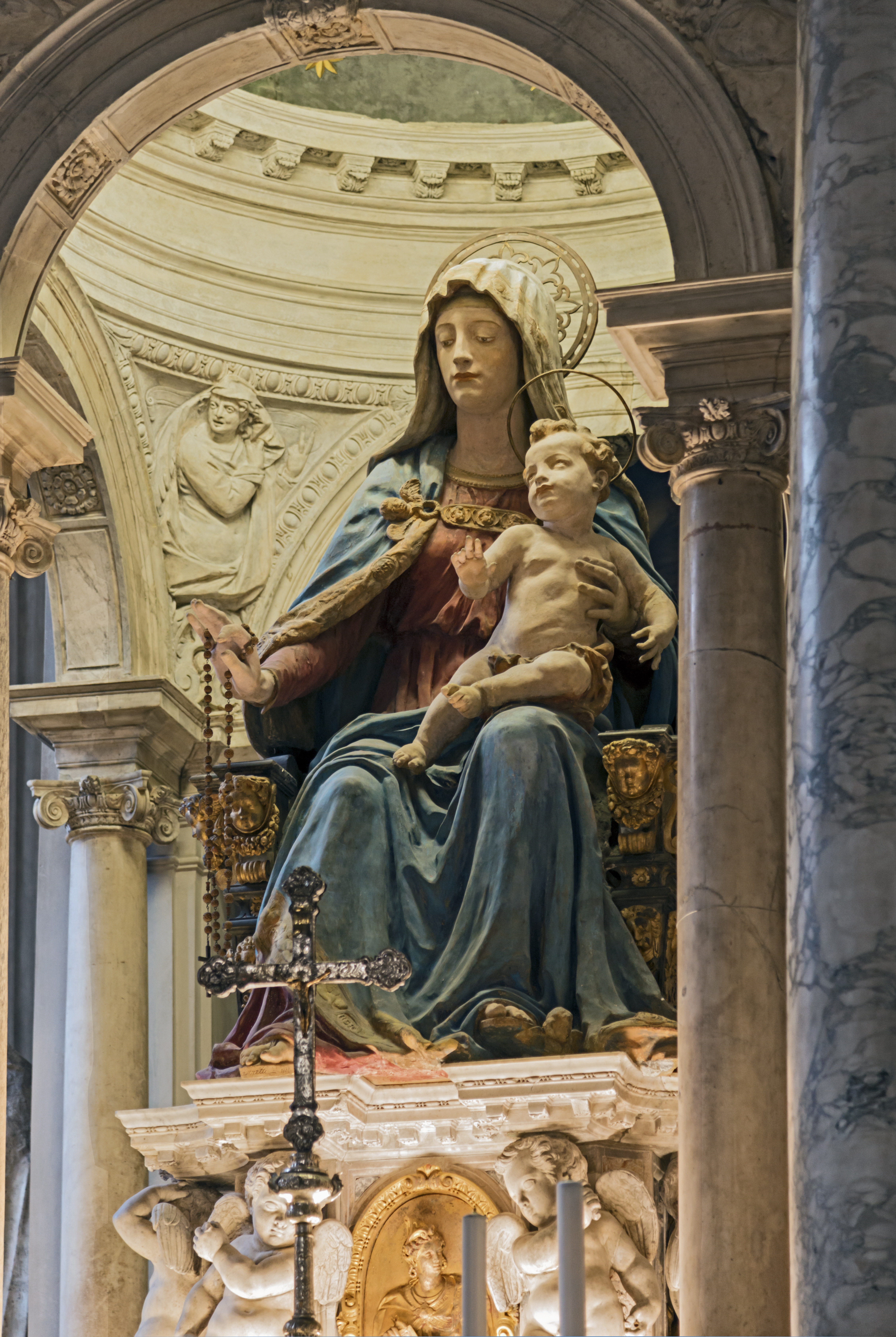
Madonna del Rosario, di Giovanni Dureghello
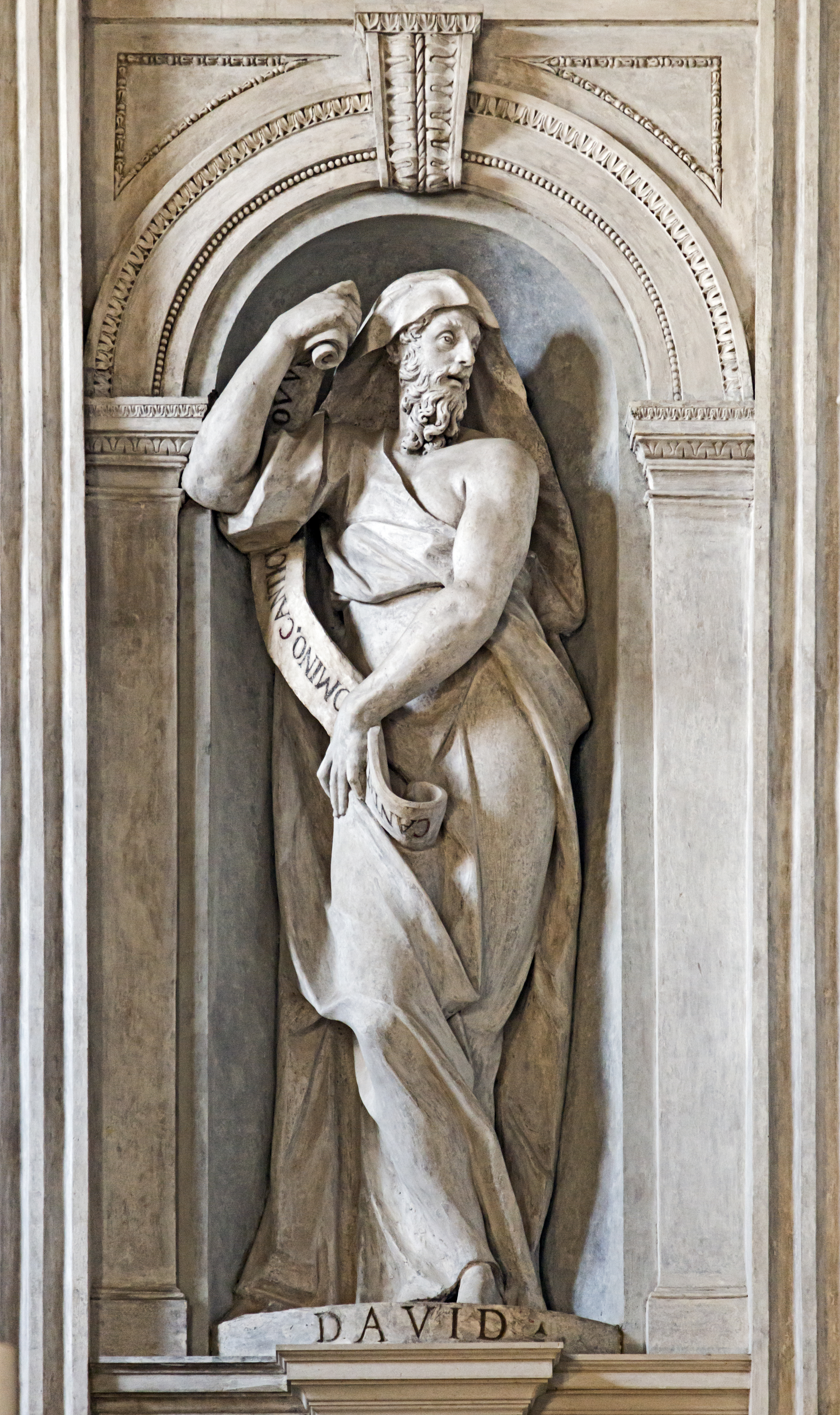
David di Alessandro Vittoria
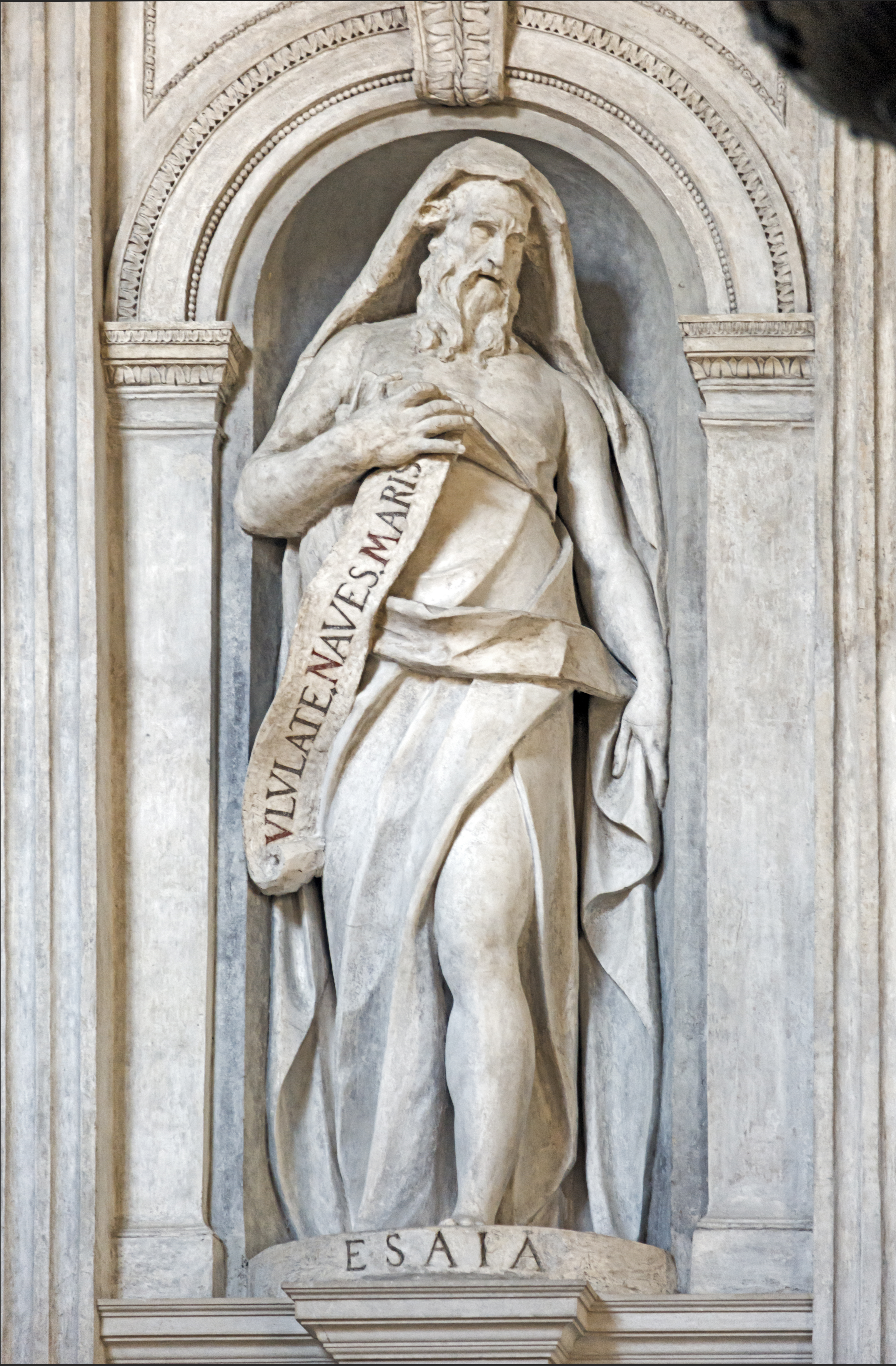
Isaia di Alessandro Vittoria
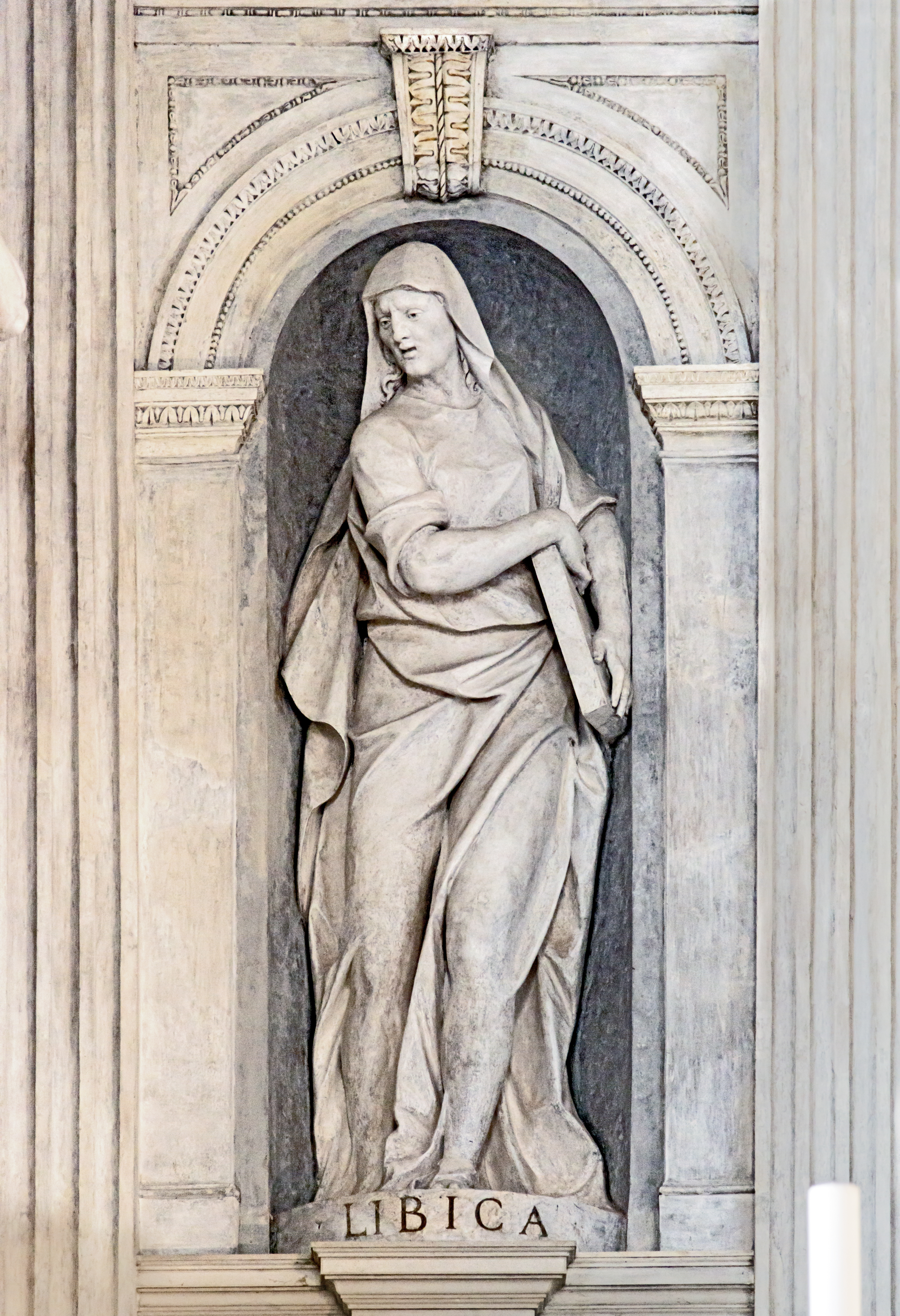
La Sibilla Libica di Alessandro Vittoria
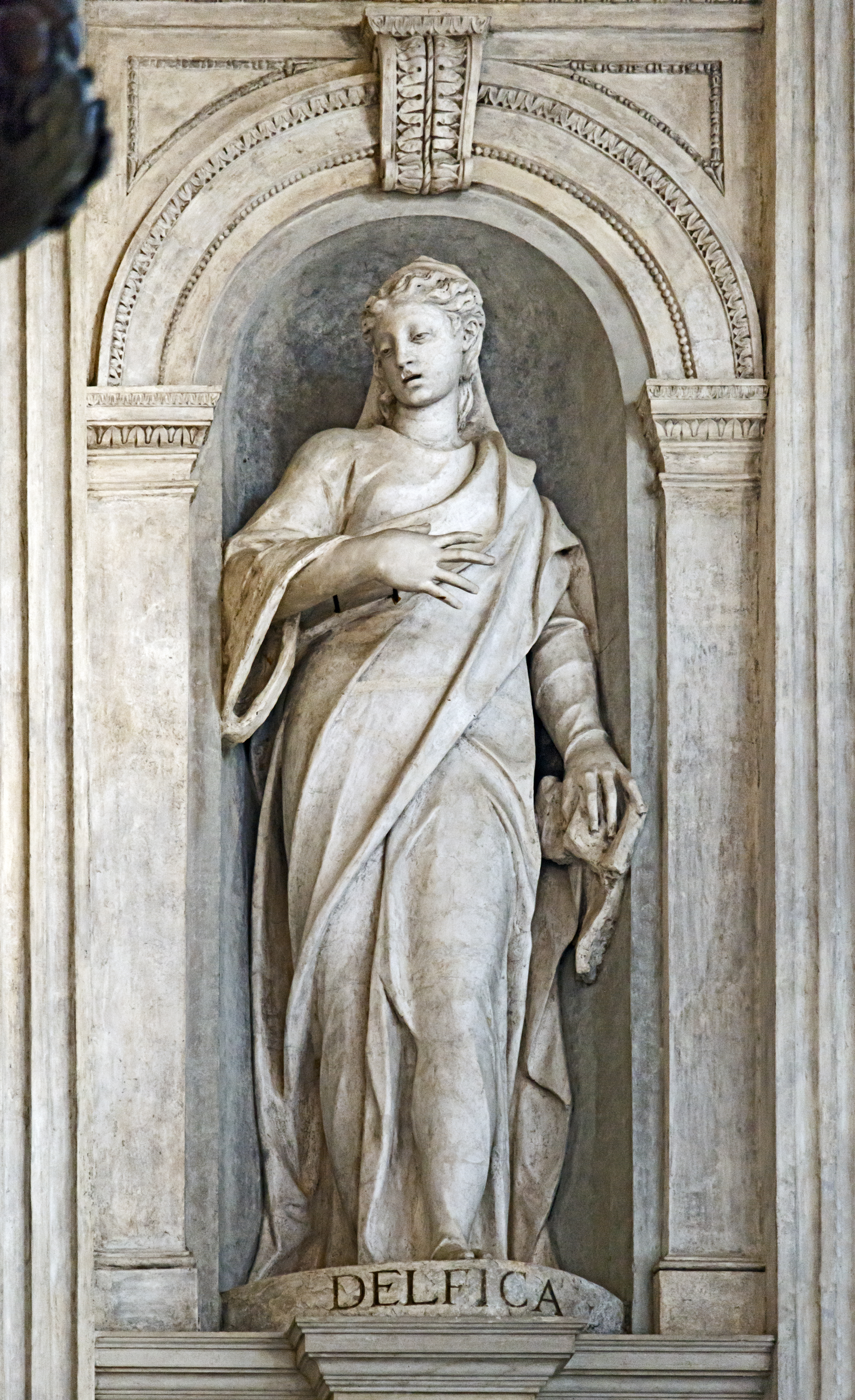
La Sibilla Delfica di Alessandro Vittoria

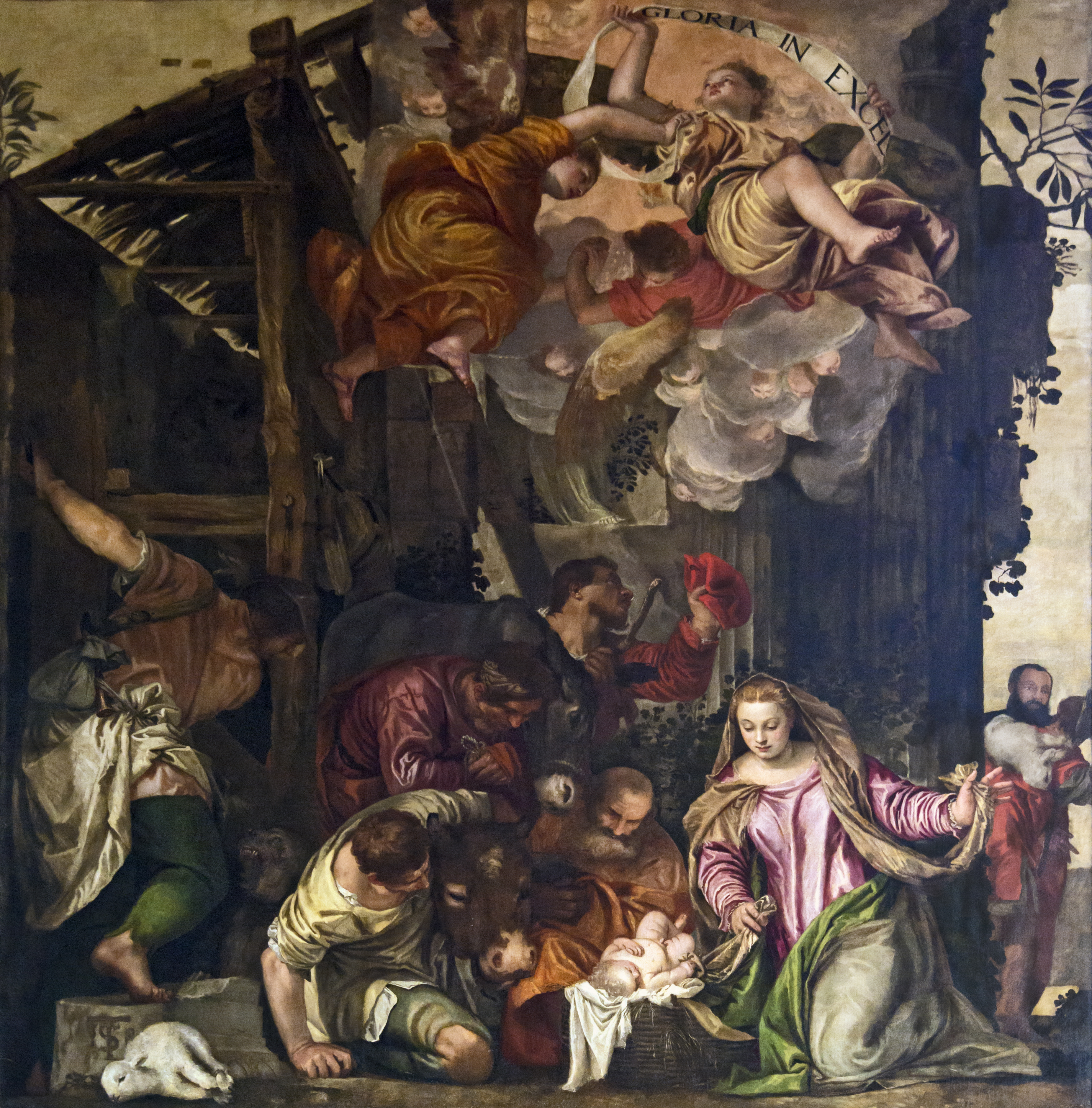
Adorazione dei pastori Paolo Veronese
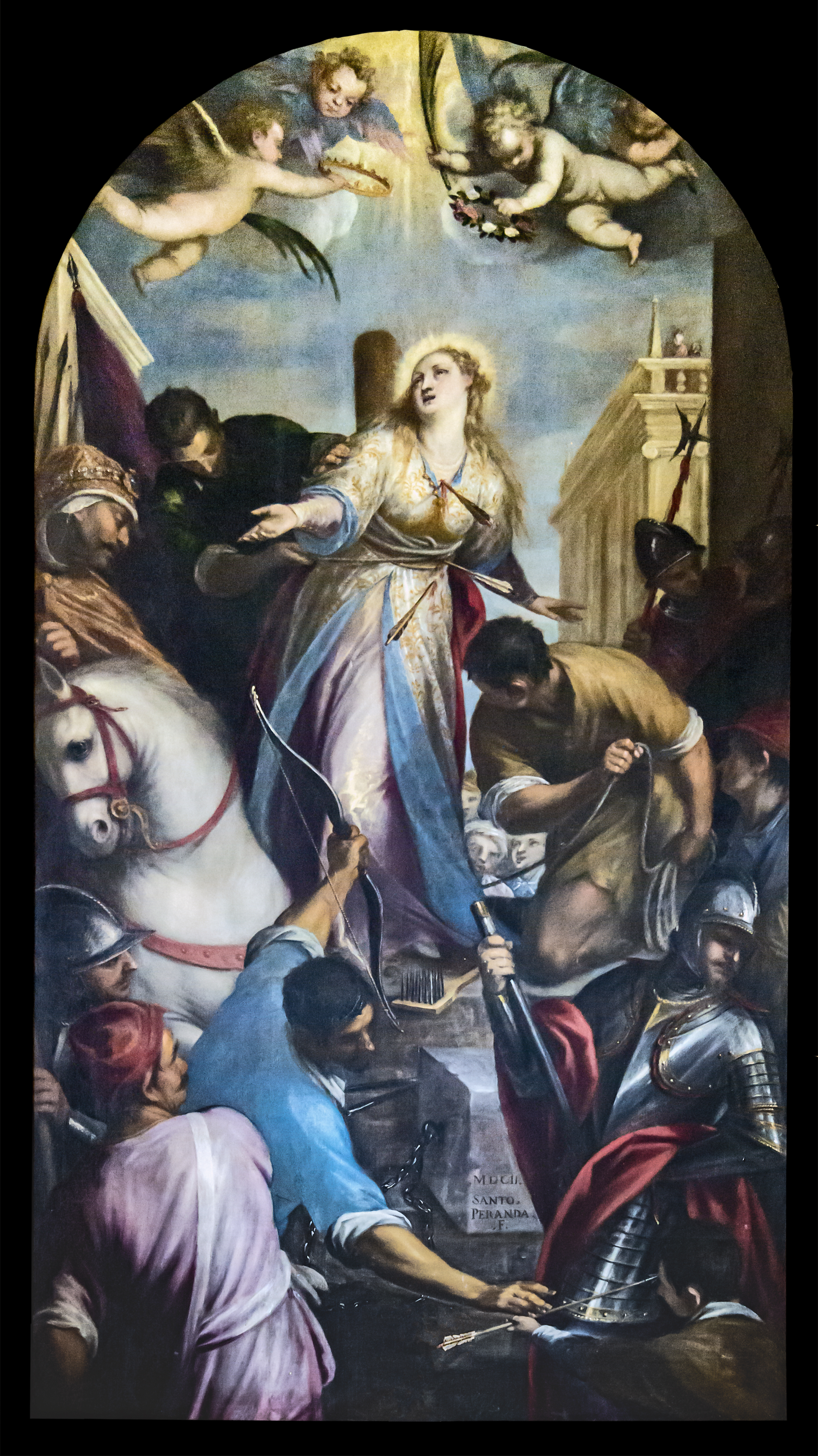
Martirio di Santa Cristina
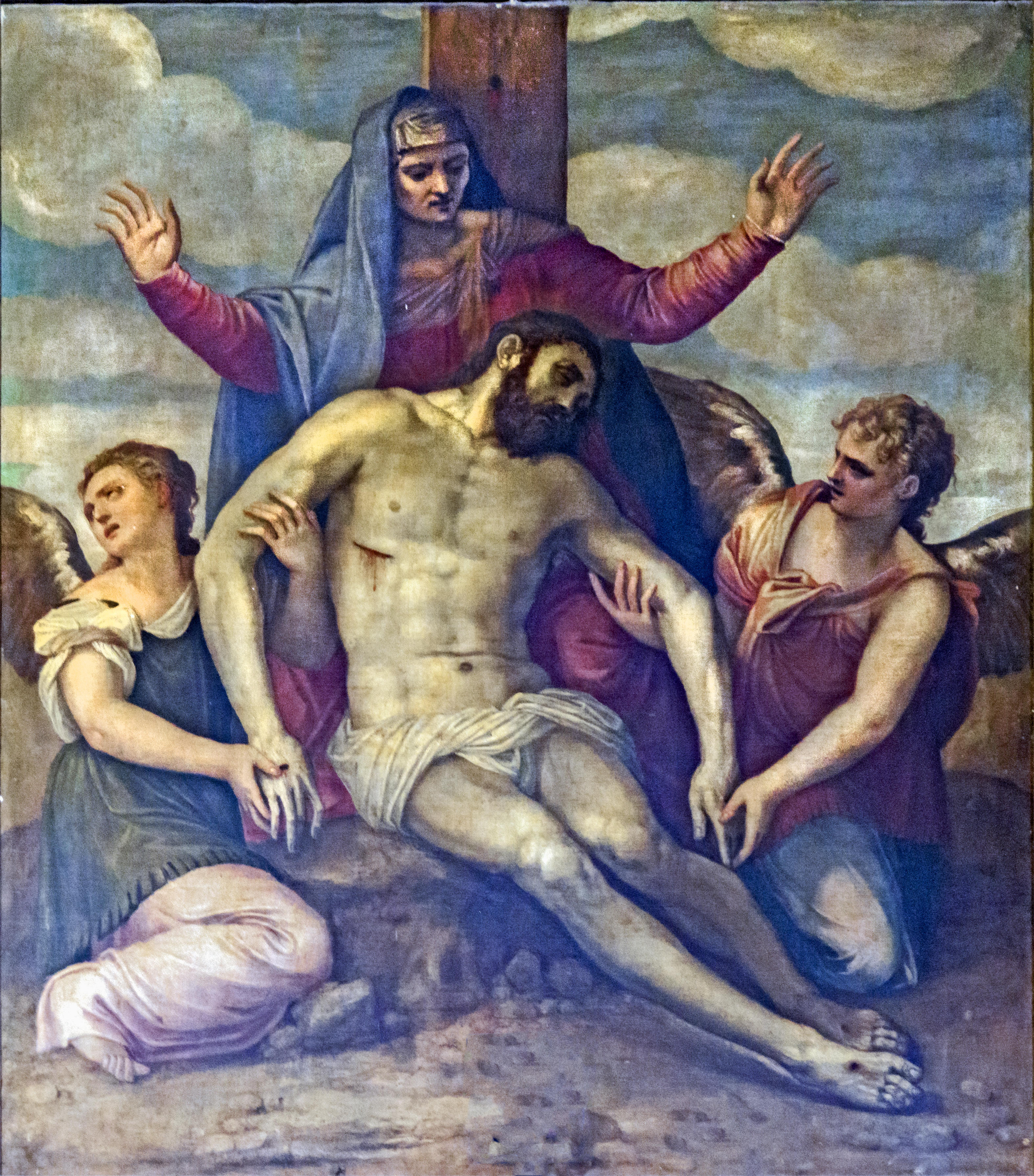
Compianto sul Cristo morto Giovanni Battista Zelotti
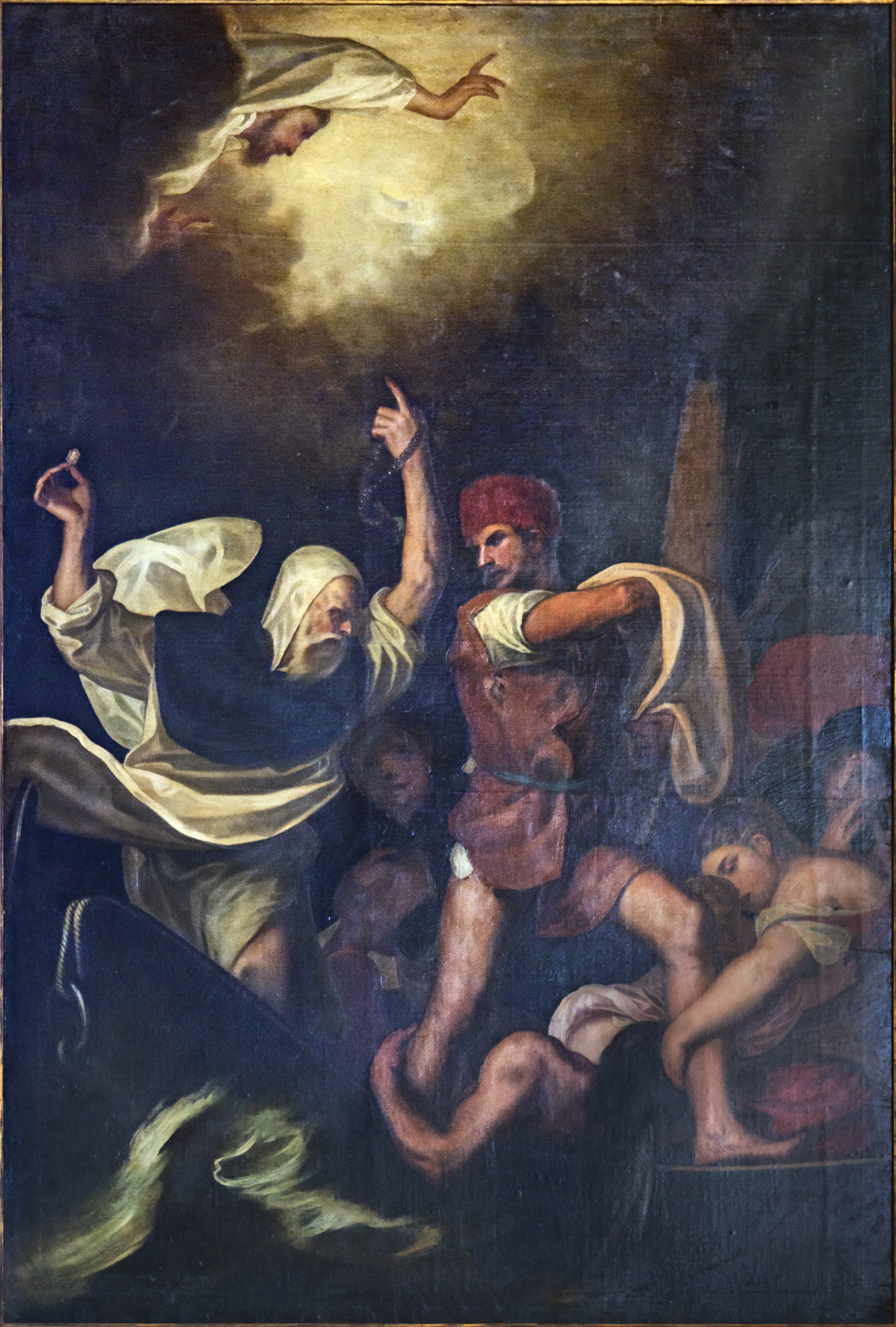
Il miracolo di San Domenico del Padovanino
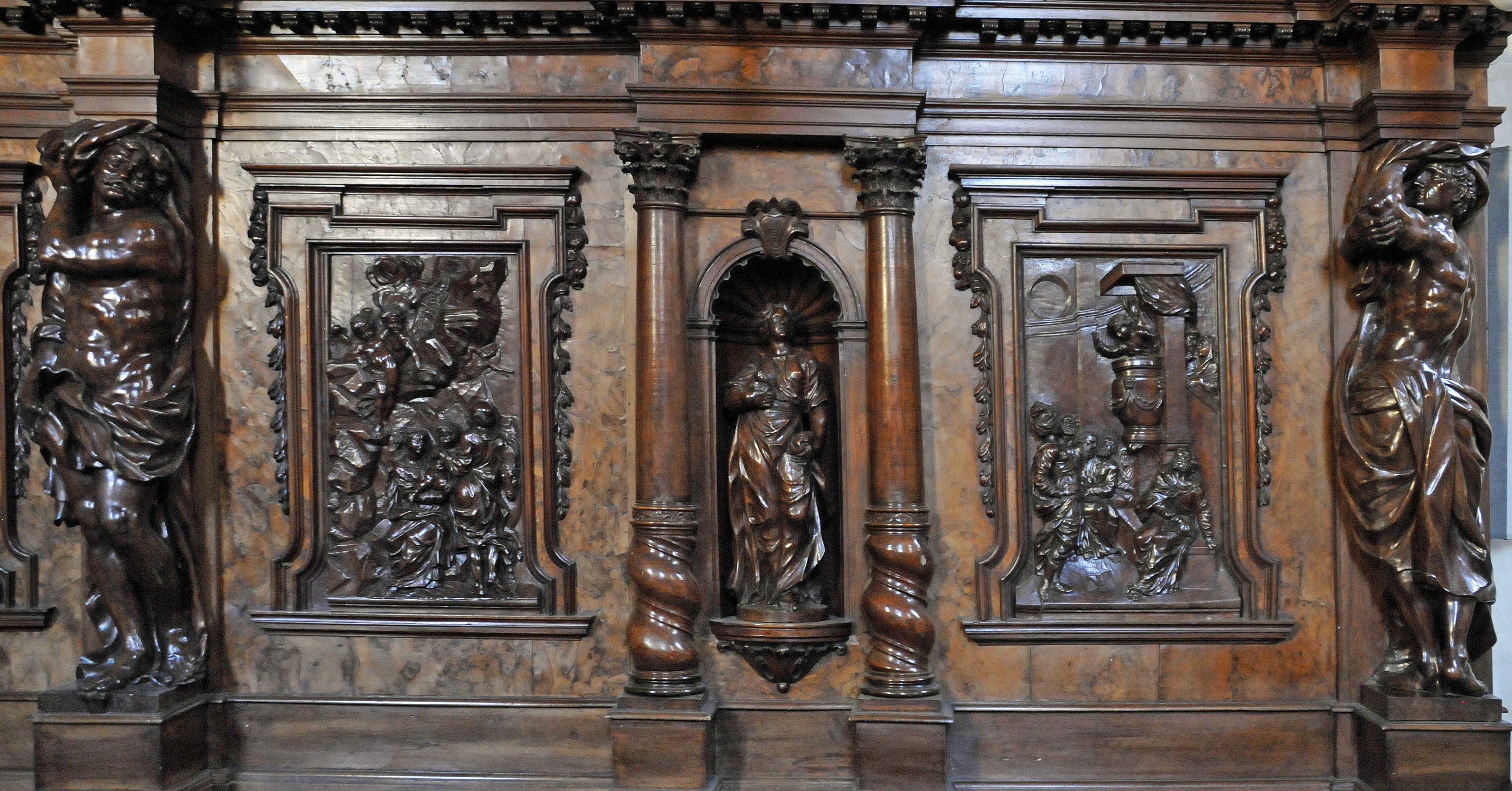
Dossale ligneo di Giacomo Piazzetta nella cappella del Rosario
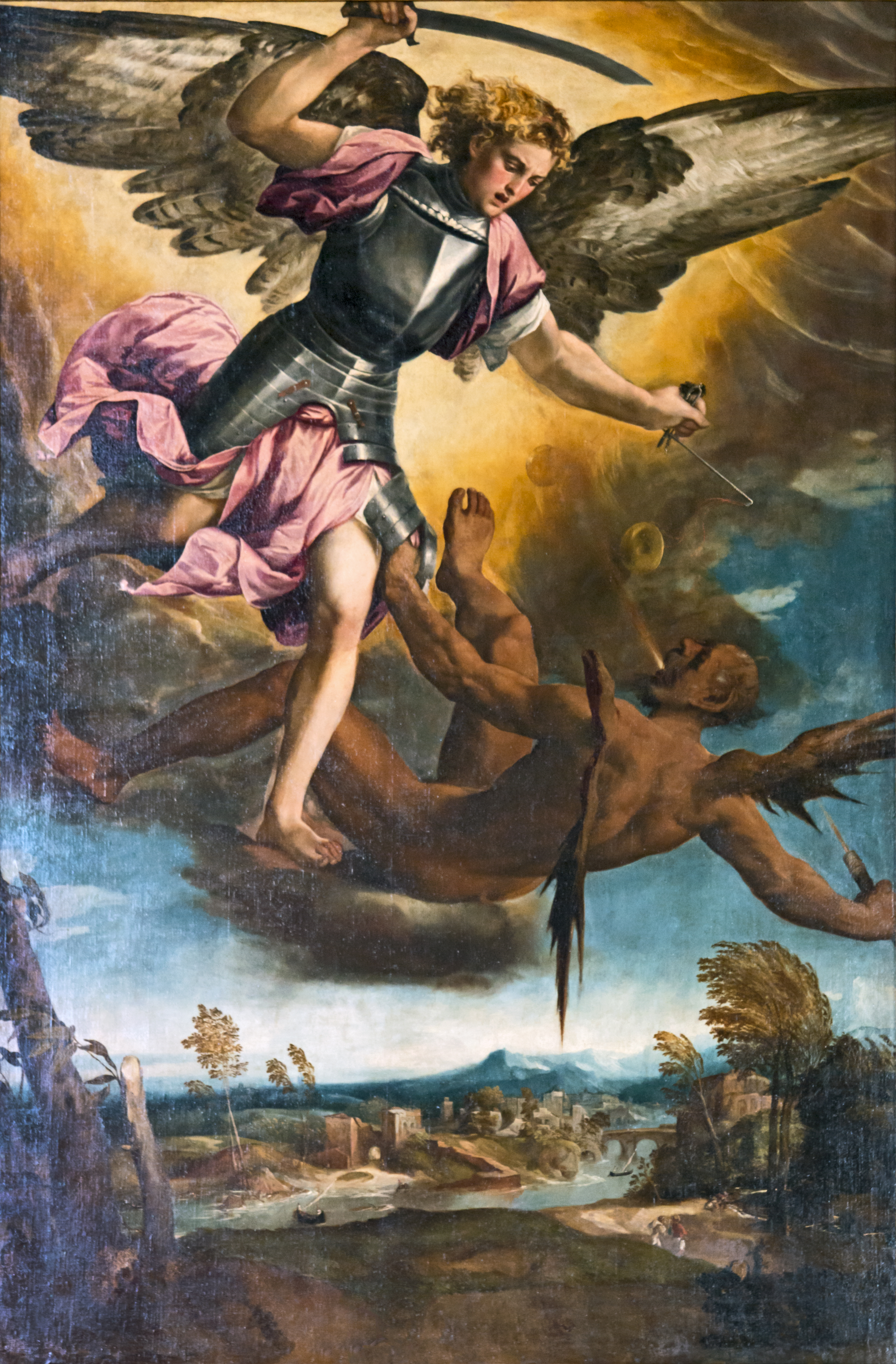
San Michele sconfigge Lucifero di Bonifacio de' Pitati

#### Navata sinistra
Partendo dal transetto vi si possono ammirare principalmente:
- Un altare cinquecentesco, già parte del coro, con un San Giuseppe della scuola di Guido Reni
- L'organo costruito da Beniamino Zanin nel 1912, entro una monumentale cassa. Il progetto fonico dello strumento fu curato dai maestri D. Thermignon e O. Ravanello. L'organo Zanin comprende la maggior parte del materiale fonico appartenente al precedente strumento di Gaetano Callido, opera 267 del 1790. Una caratteristica assai importante è che il registro di Principale, in facciata, presenta la canna più lunga di 16', corrispondente al Do-1. È l'unica opera callidiana ad avere questa caratteristica. Infatti negli organi veneziani settecenteschi più grandi si poteva trovare come base il Principale 12', corrispondente al Fa-1. Lo strumento è a trasmissione meccanica.[16]
- Sotto alla cantoria, tre tavole (San Domenico, Sant'Agostino, San Lorenzo) del 1473 di Bartolomeo Vivarini, resti di un polittico a nove scomparti dedicato a Sant'Agostino.
- Portale della sacrestia sormontato dal monumento funebre che Palma il Giovane eresse per sé, lo zio Palma il Vecchio ed il maestro Tiziano.
- Monumento al doge Pasquale Malipiero, di Pietro Lombardo, della fine degli anni sessanta del Quattrocento. Mescola elementi ancora gotici con elementi classici: la struttura generale, a pilastri con trabeazione e lunetta ricorda i monumenti quattrocenteschi fiorentini (in Santa Croce) a Leonardo Bruni di Bernardo Rossellino e quello a Carlo Marsuppini di Desiderio da Settignano, mentre il baldacchino, i mensoloni e l'invadenza delle decorazioni sono tratti che si ritrovano a Venezia nei monumenti sepolcrali trecenteschi.
- Monumenti al doge Michele Steno e ad Alvise Trevisan († 1528) letterato e benefattore – lasciò al convento la sua ricchissima biblioteca – entro due arcate. Quest'ultimo è opera cinquecentesca di Bartolomeo Bergamasco, e fu unito solo più tardi all'altra tomba, che invece è medievale. Sopra le due arcate sono poste due statue provenienti dalla chiesa di Santa Giustina, il San Pietro Martire e il Tommaso d'Aquino probabilmente rispettivamente di Antonio Lombardo e Pietro Paolo Stella.
- Monumento al senatore Giambattista Bonzio († 1508), sopra i monumenti Sten e Trevisan, eretto nel 1525 da Pietro Paolo Stella.
- Monumento equestre in legno dorato al generale Pompeo Giustiniani, detto "braccio di ferro", opera seicentesca di Francesco Terillio da Feltre.
- Monumento al doge Tommaso Mocenigo, opera di Pietro di Niccolò Lamberti e Giovanni di Martino da Fiesole del 1423, che unisce elementi ancora gotici a elementi rinascimentali, oltre a denotare una certa influenza dell'arte di Donatello (specialmente nel guerriero all'angolo sinistro del sarcofago, che deriva dal San Giorgio).
- Monumento al doge Nicolò Marcello, di Pietro e Tullio Lombardo, costruito tra il 1481 e il 1485. Ancora più che nel monumento di Pietro Mocenigo, qui è evidente la derivazione dagli archi di trionfo romani, con le colonne libere e avanzate, la trabeazione in aggetto sopra i capitelli, e i tondi sopra all'arco, come nell'arco di Augusto di Rimini.
- Altare rinascimentale con una copia settecentesca di Carlo Loth del Martirio di san Pietro da Verona, capolavoro di Tiziano bruciato nel 1867.
- Monumento equestre barocco al generale perugino Orazio Baglioni († 1617), di un autore ignoto del XVII secolo.
- Monumento ai patrioti fratelli Bandiera e Domenico Moro, le cui salme, nel 1867, furono qui traslate dal Duomo di Cosenza, città in cui avevano subito la fucilazione insieme ad altri sei compagni nel 1844.
- Altare di Verde della Scala di Guglielmo dei Grigi, eseguito nel 1524 proveniente dalla demolita chiesa dei Servi, in cui sono stati inseriti il bassorilievo del 'Assunta e la statua di San Girolamo del 1576 del Vittoria.
- Monumento di Jean-Gabriel du Chasteler.
- Monumento dell'ammiraglio Girolamo Canal.

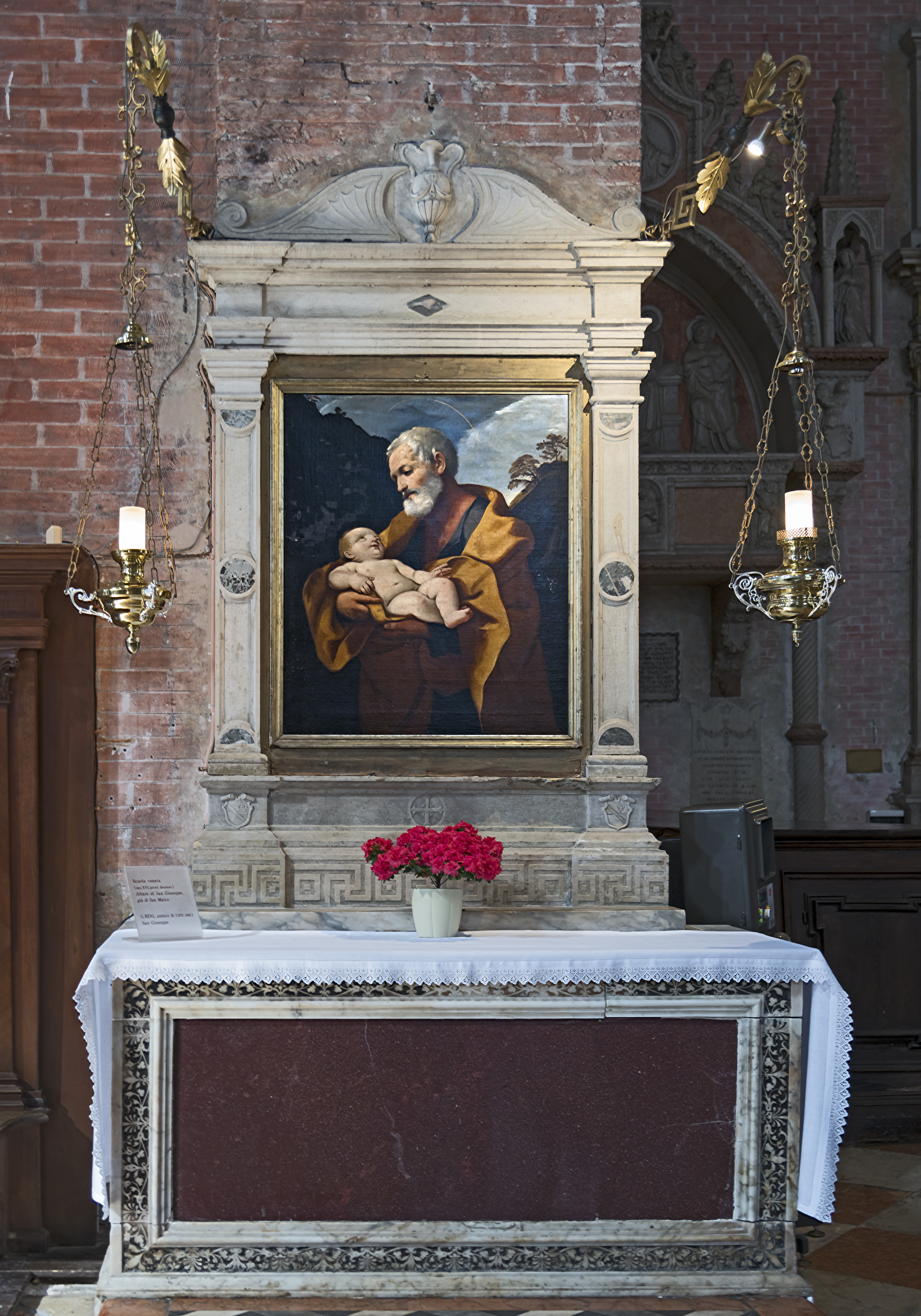
Scuola di Guido Reni, altare di San Giuseppe
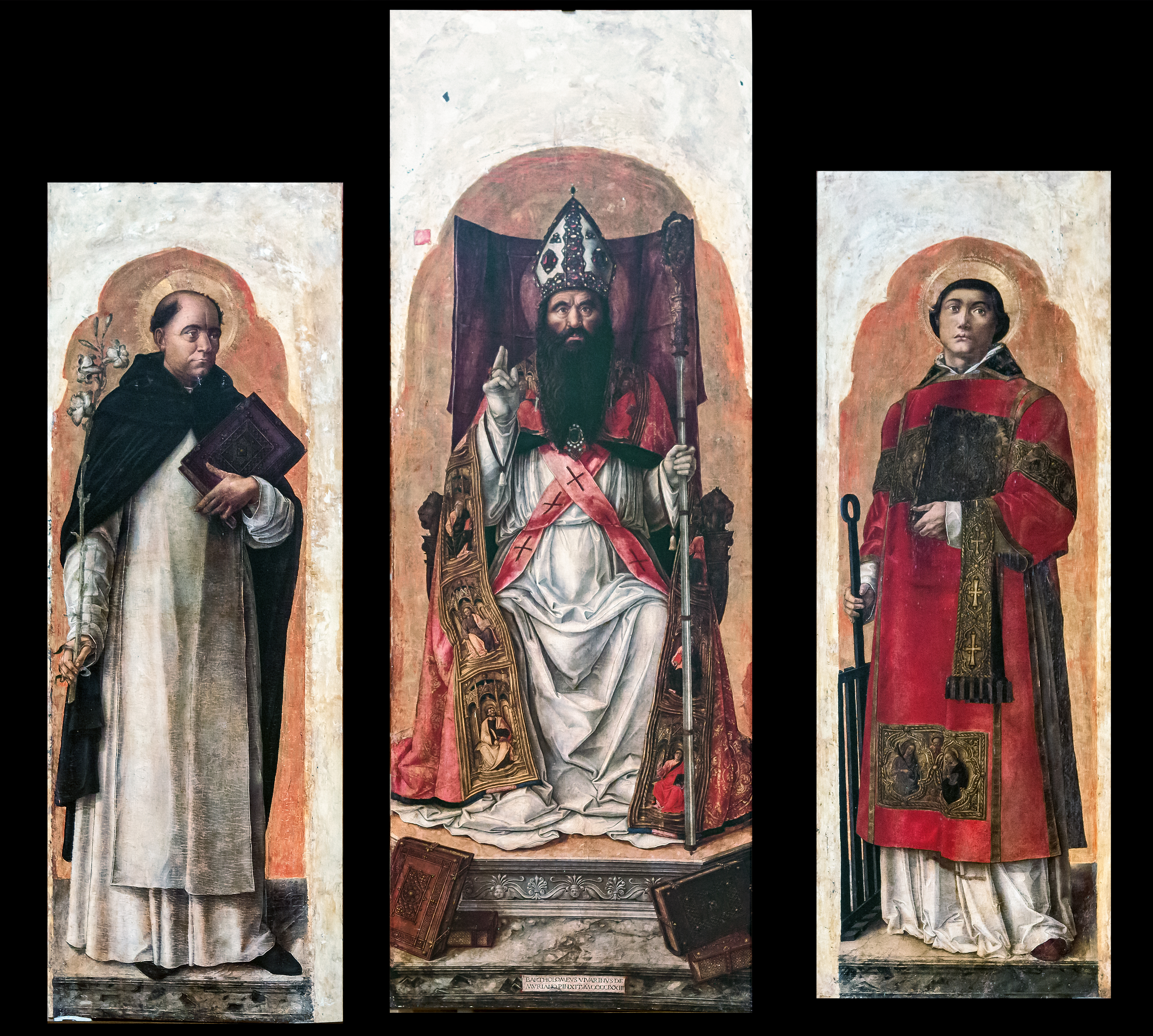
Bartolomeo Vivarini, trittico di San Zanipolo
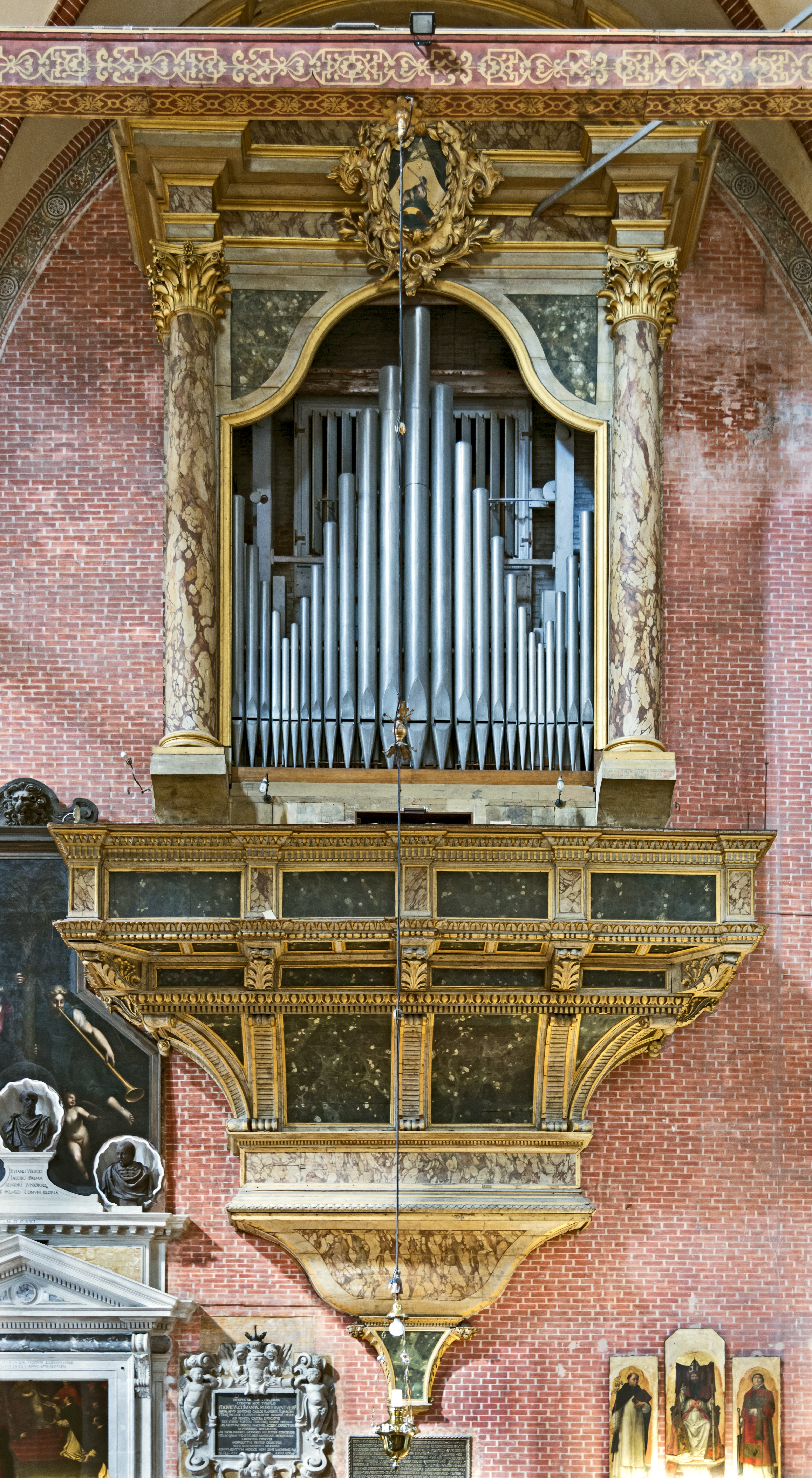
Beniamino Zanin, organo
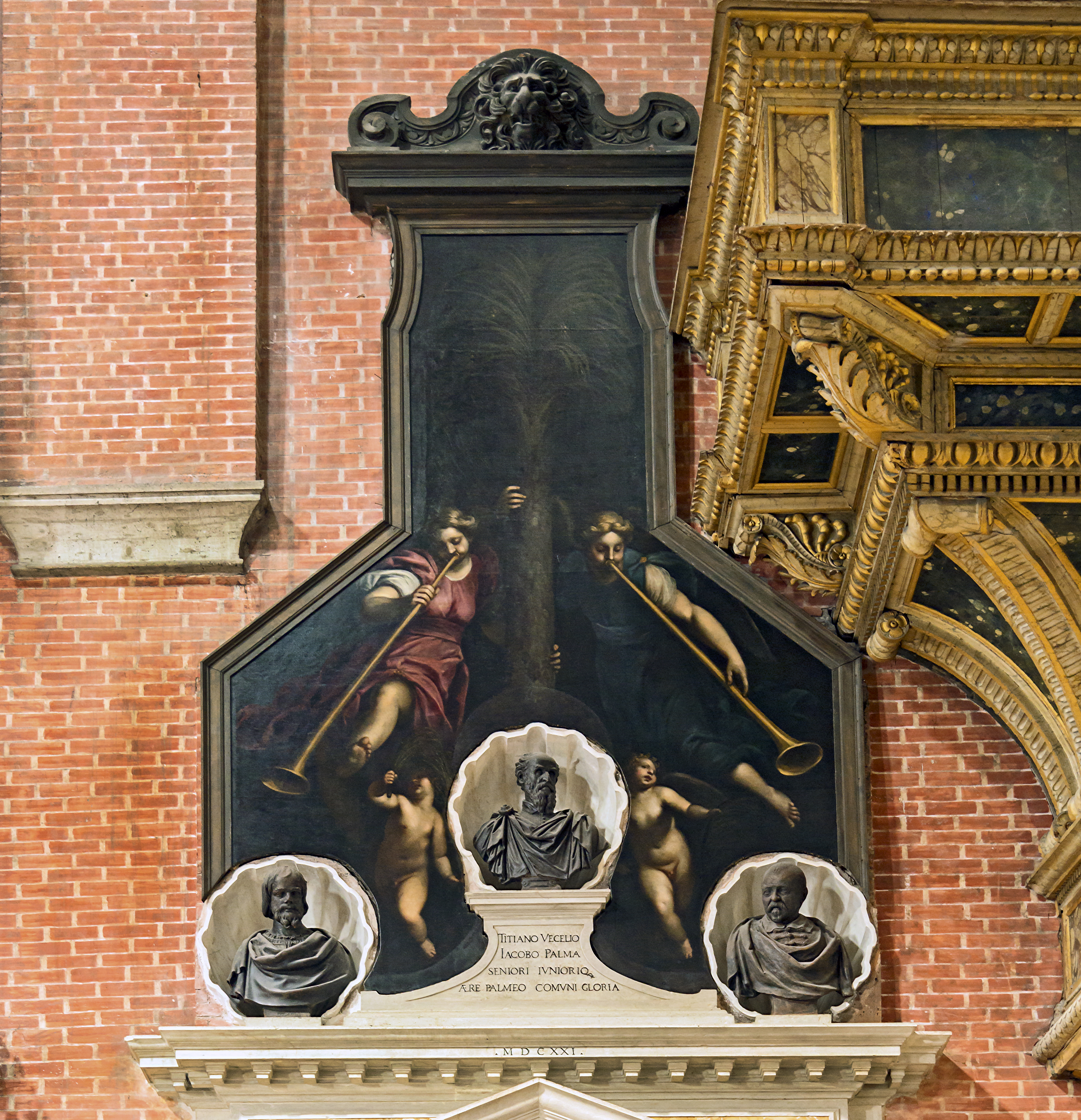
Jacopo Palma il Giovane e Jacopo Albarelli, monumento a Palma il Giovane, Palma il Vecchio e Tiziano Vecellio
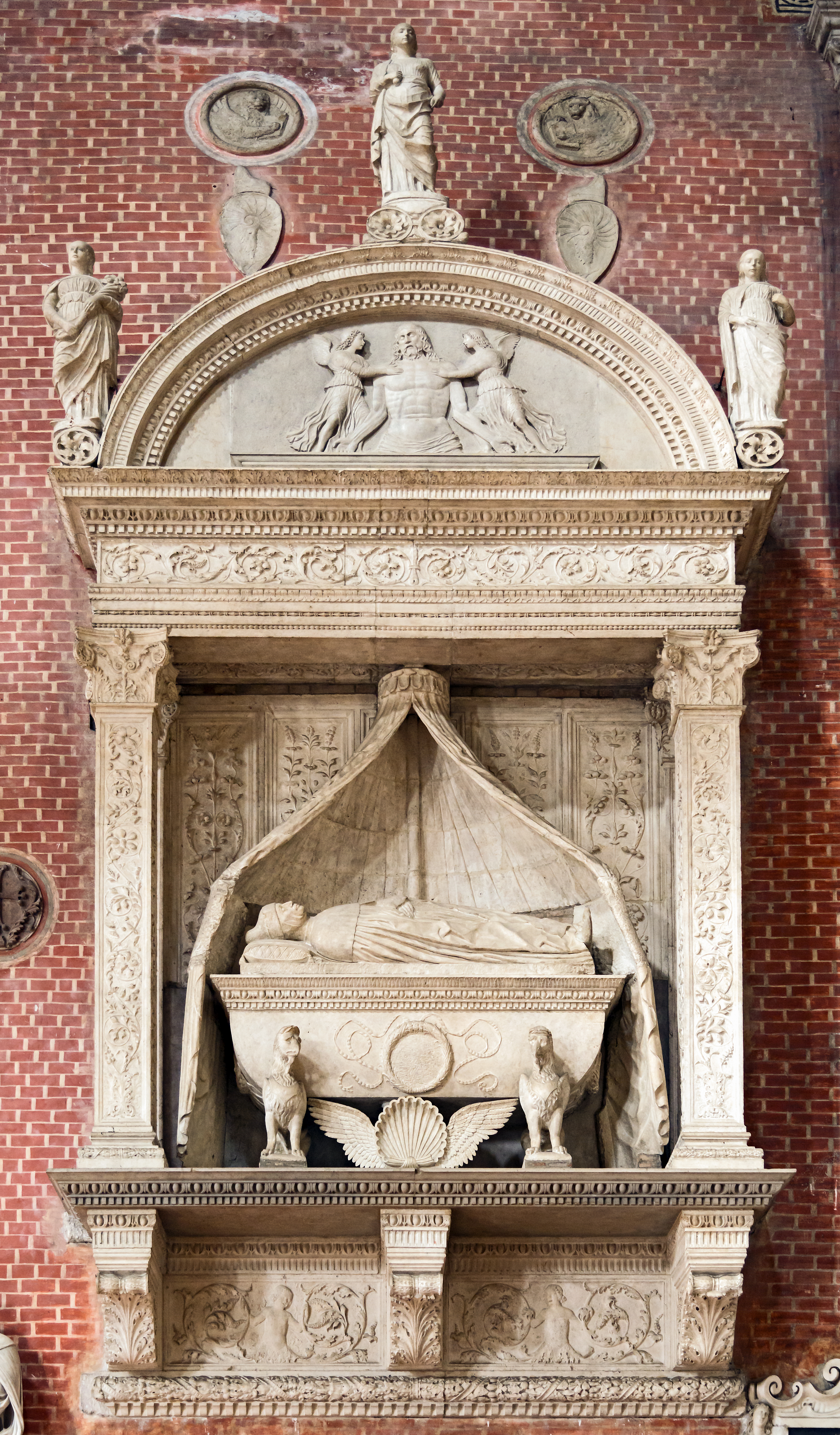
Pietro Lombardo, monumento al doge Pasquale Malipiero
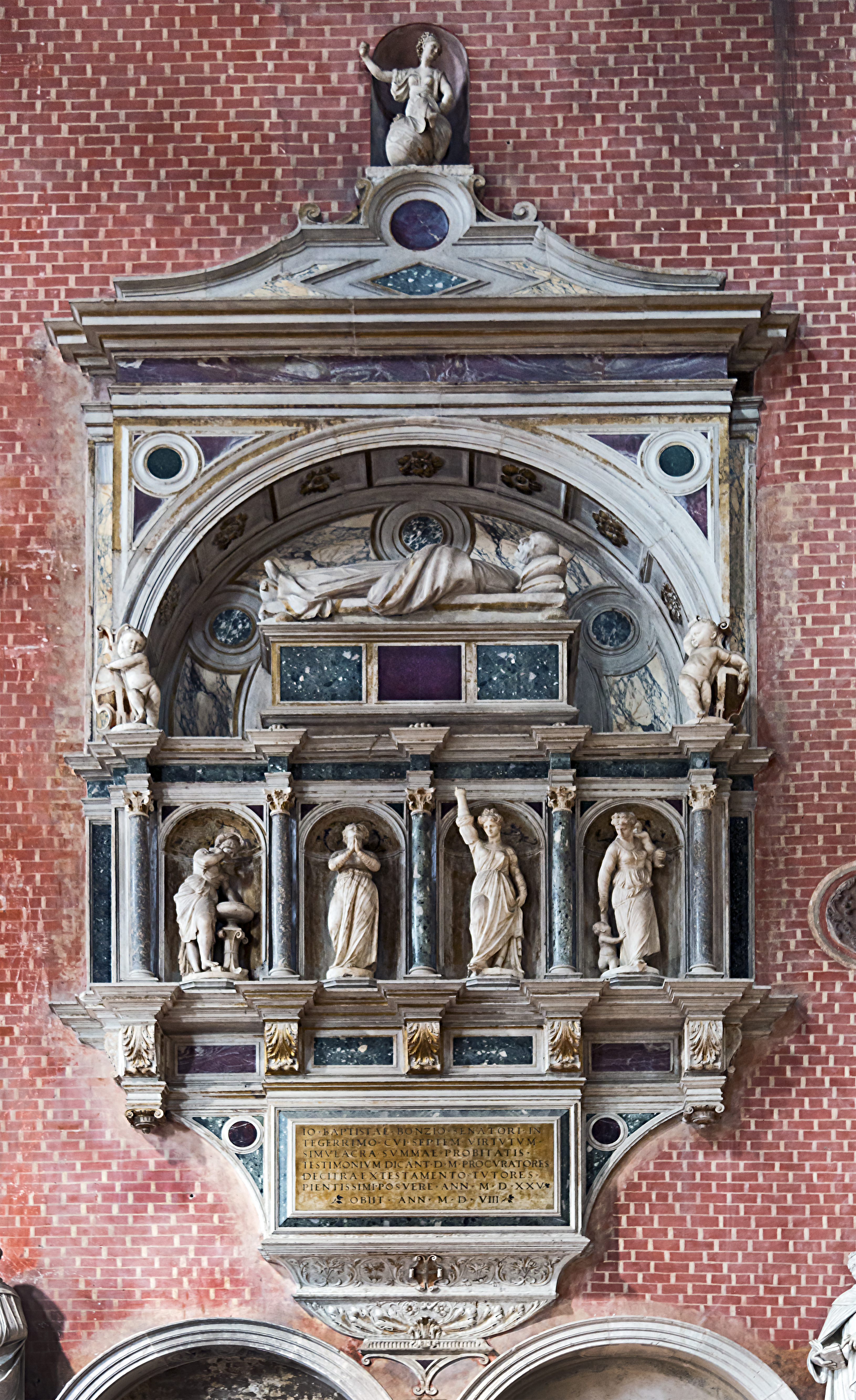
Pietro Paolo Stella, monumento a Giambattista Bonzio
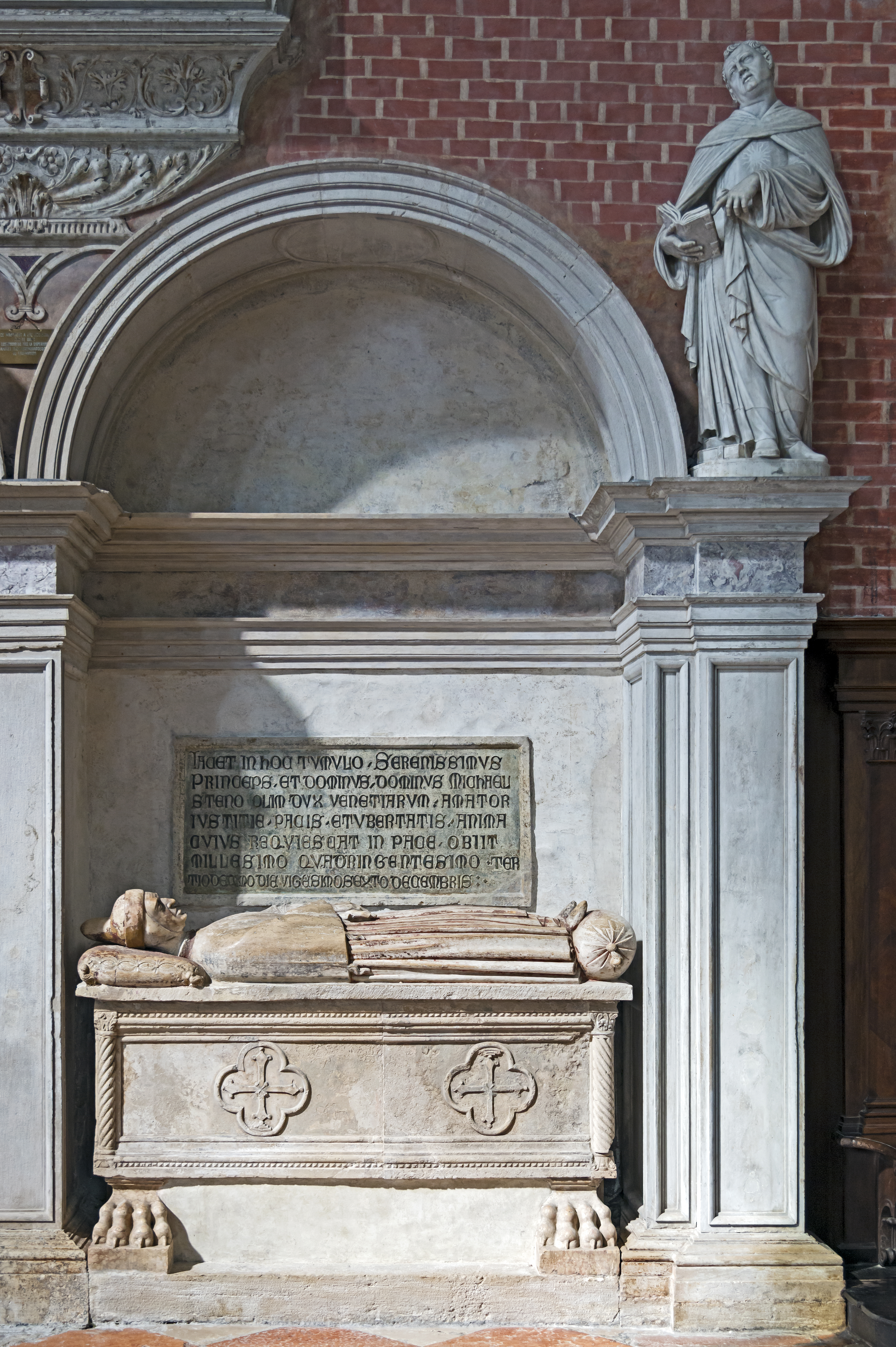
Monumento al doge Michele Steno, con il San Tommaso d'Aquino di Pietro Paolo Stella
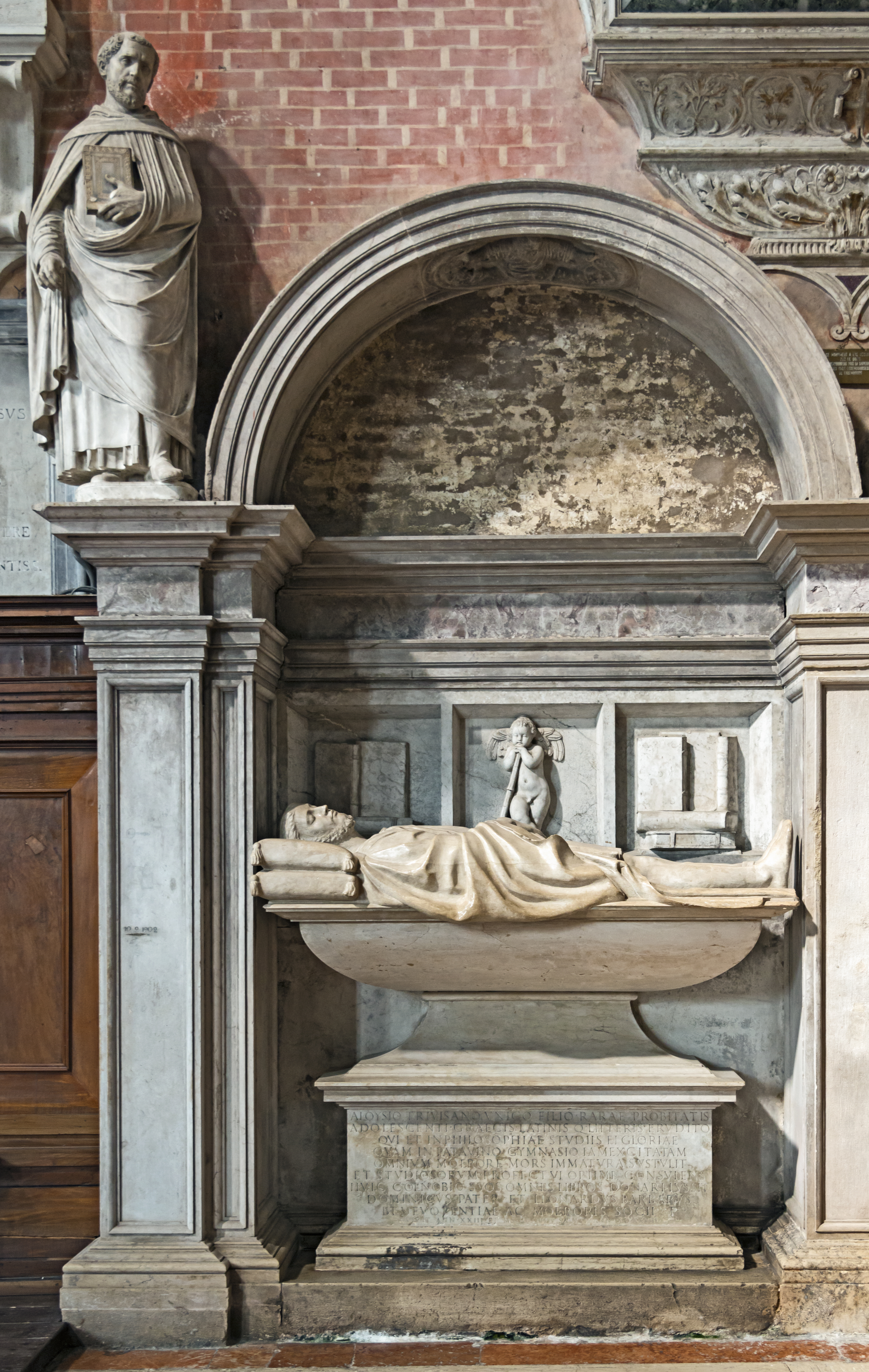
Bartolomeo Bergamasco, monumento ad Alvise Trevisan, con il San Pietro Martire di Antonio Lombardo
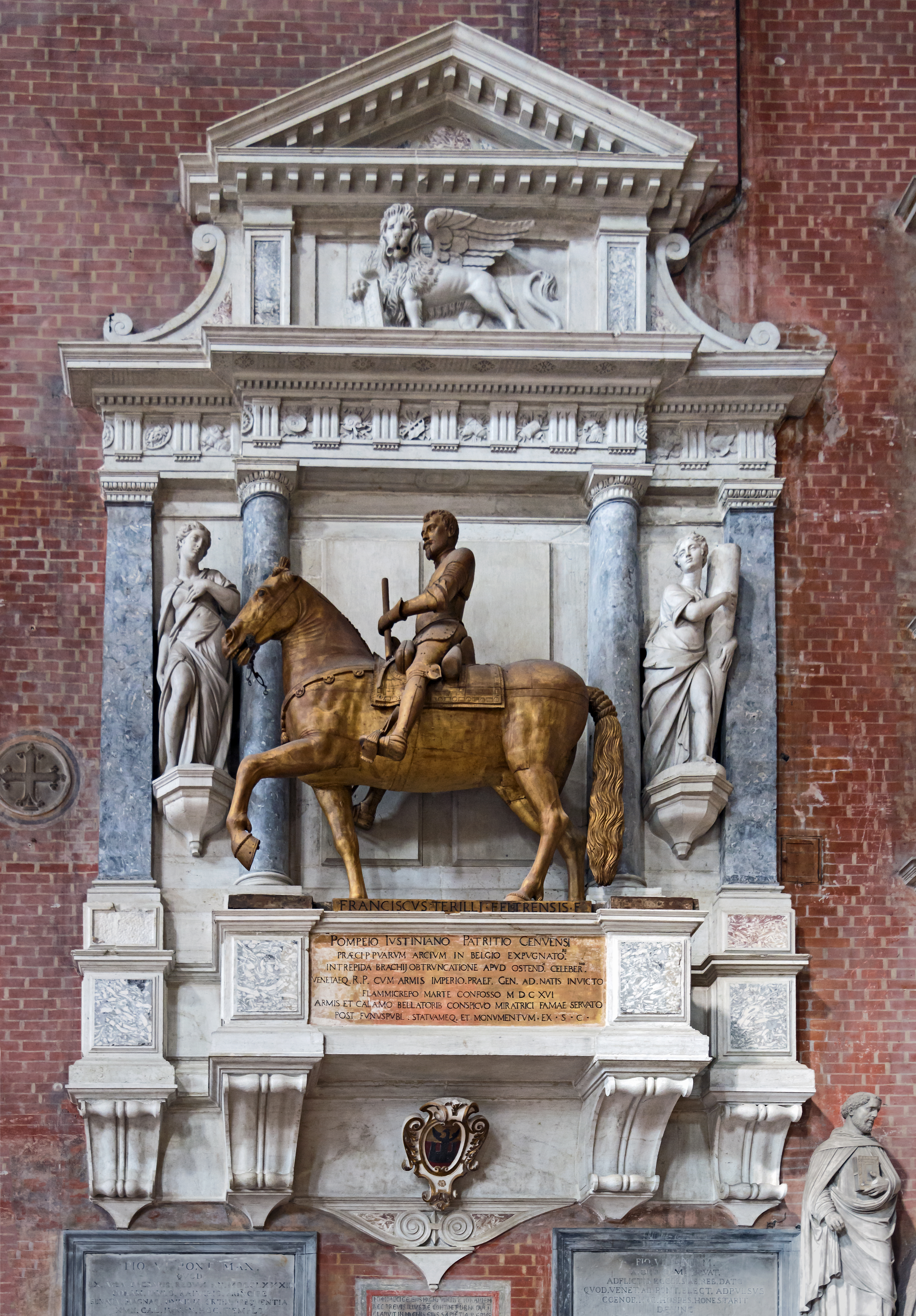
Francesco Terillio, monumento a Pompeo Giustiniani
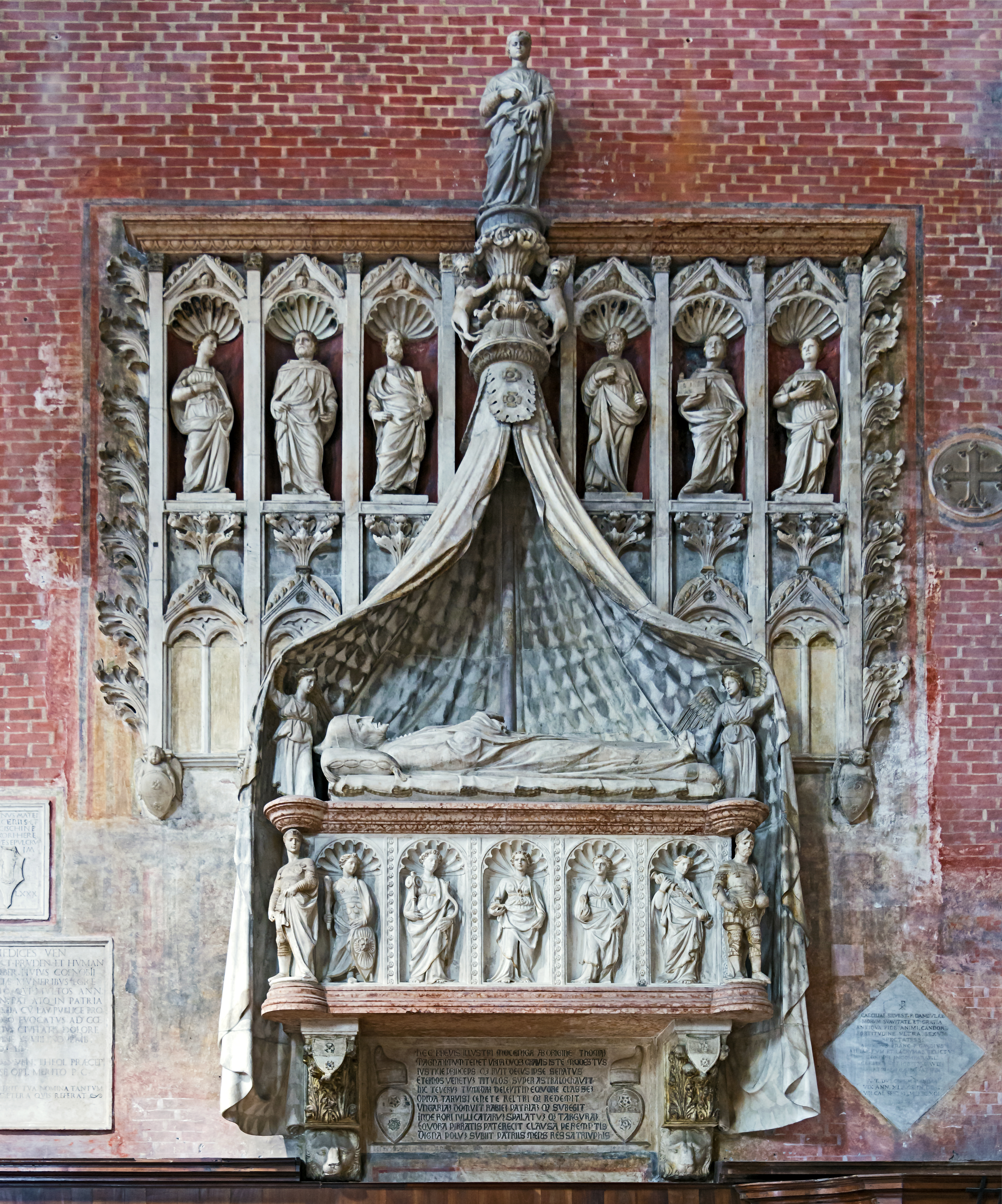
Pietro Lamberti e Giovanni di Martino da Fiesole, monumento al doge Tommaso Mocenigo
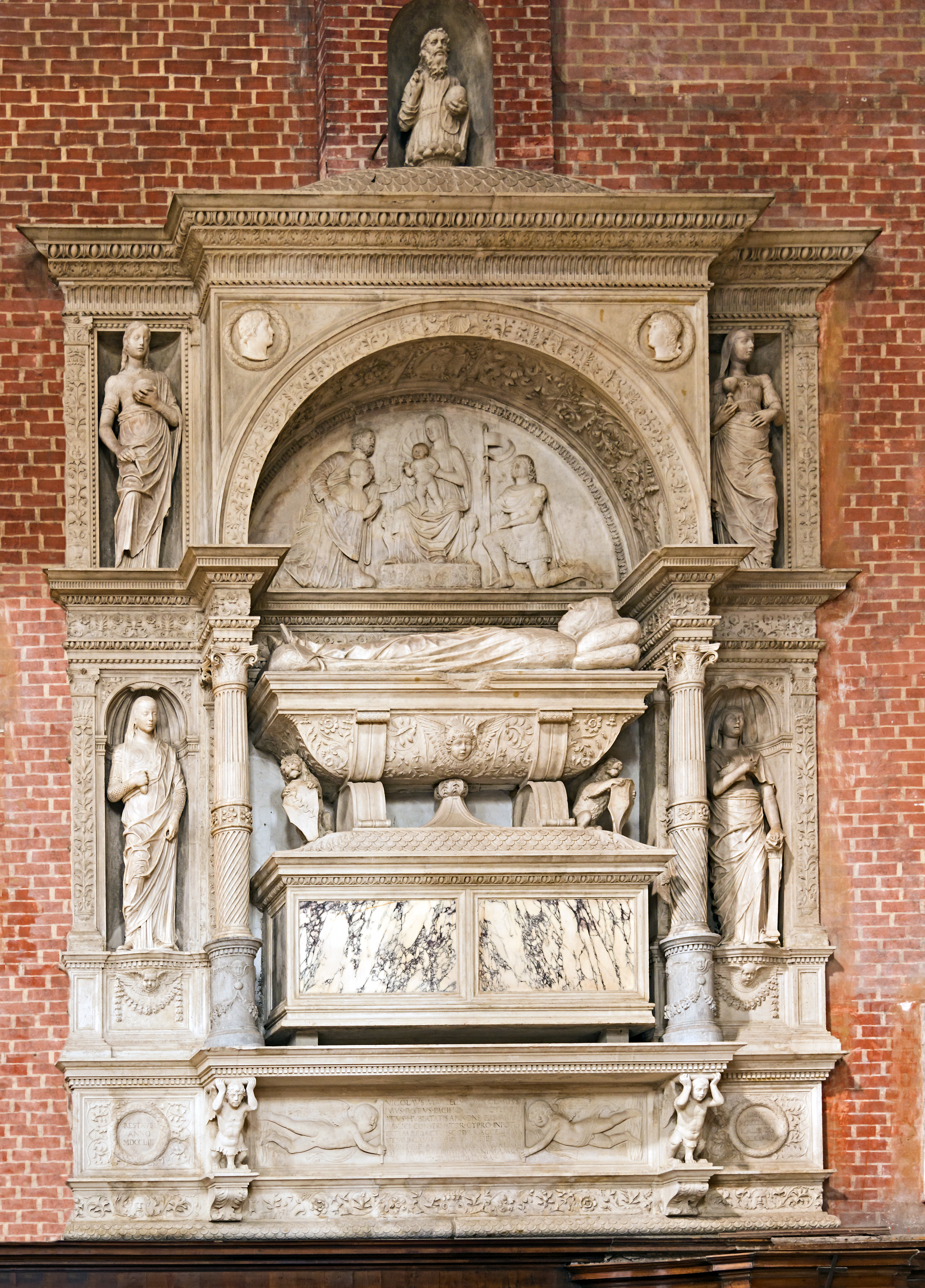
Pietro e Tullio Lombardo, monumento al doge Nicolò Marcello
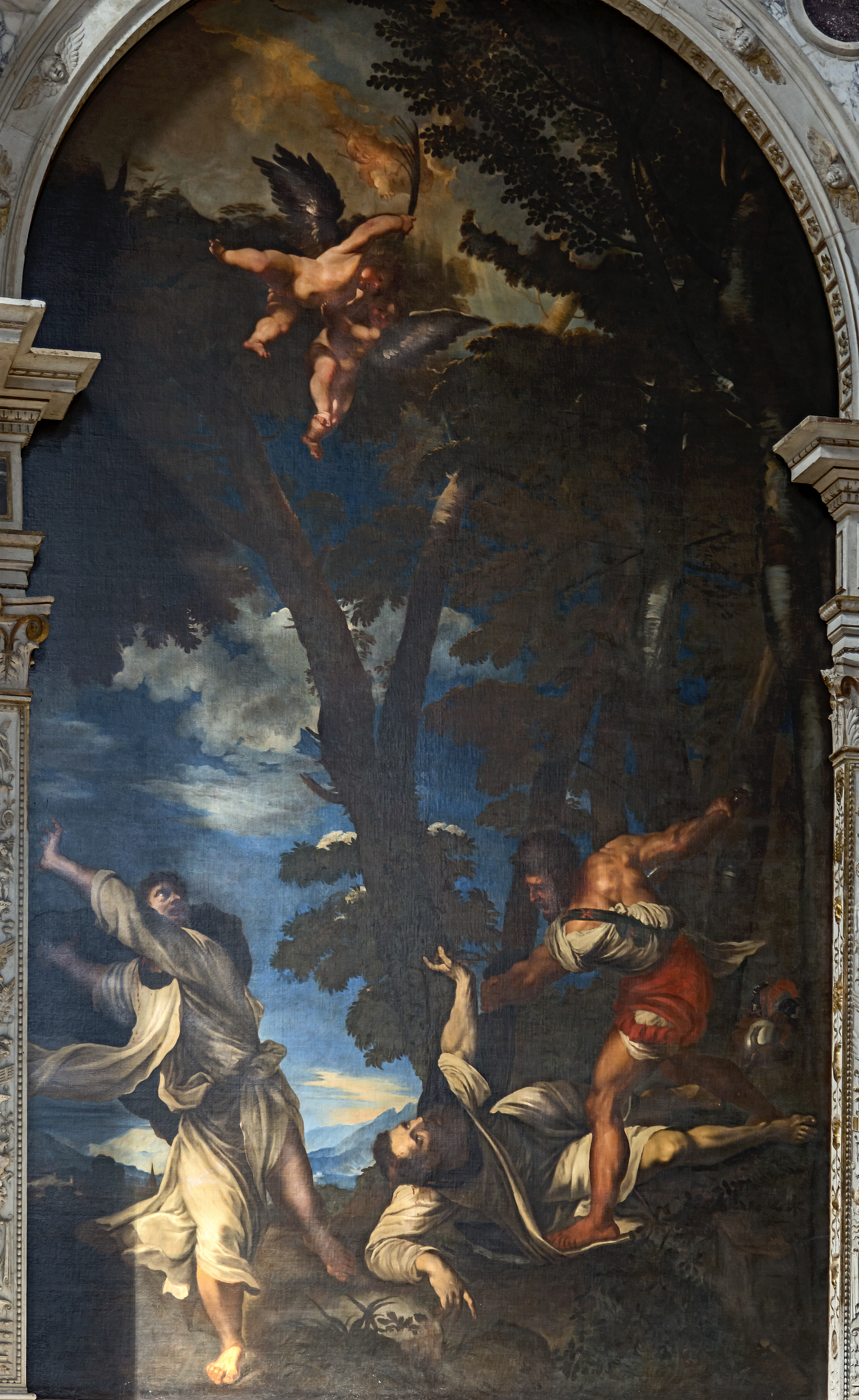
Johann Carl Loth, Martirio di san Pietro da Verona
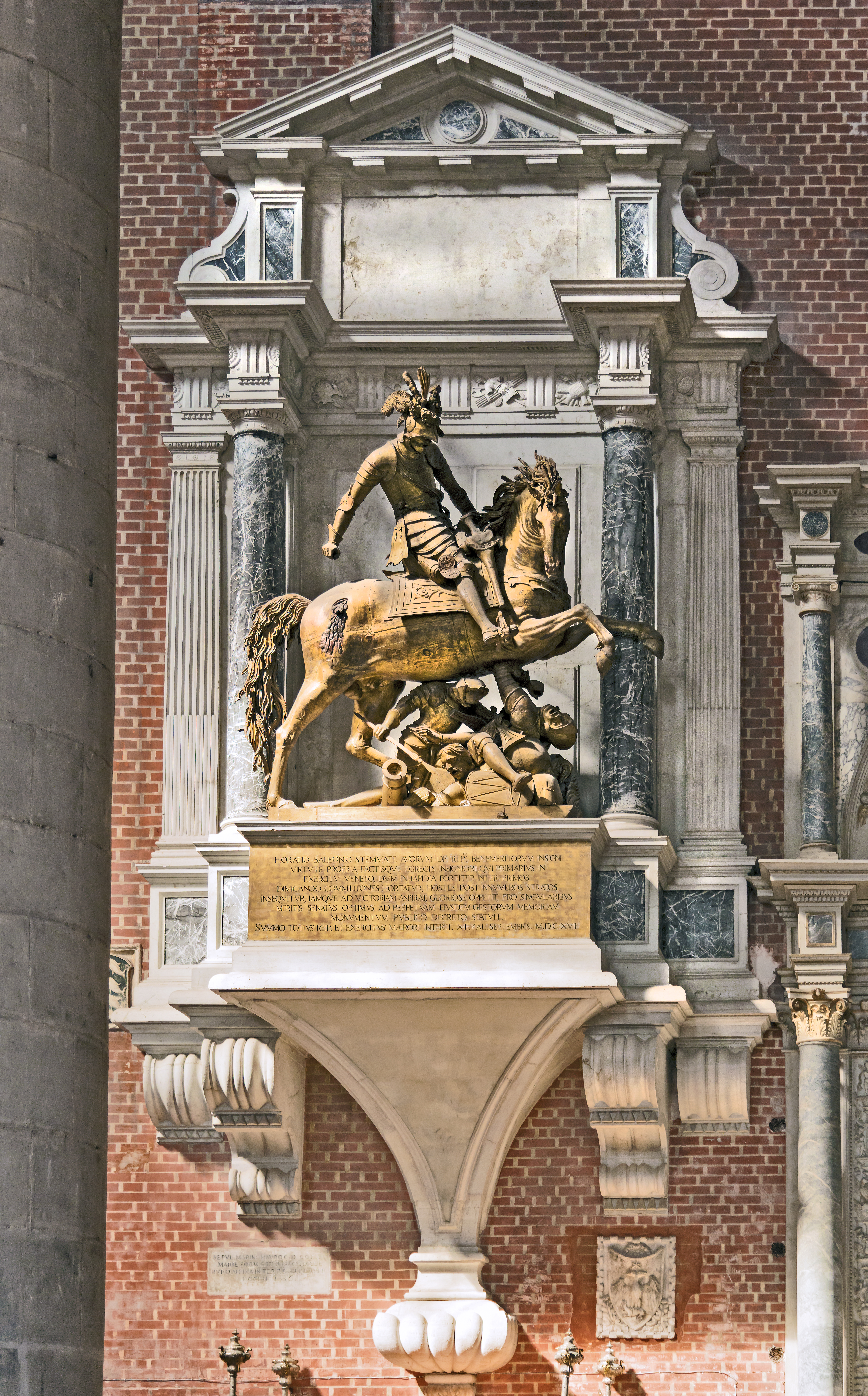
Monumento a Orazio Baglioni
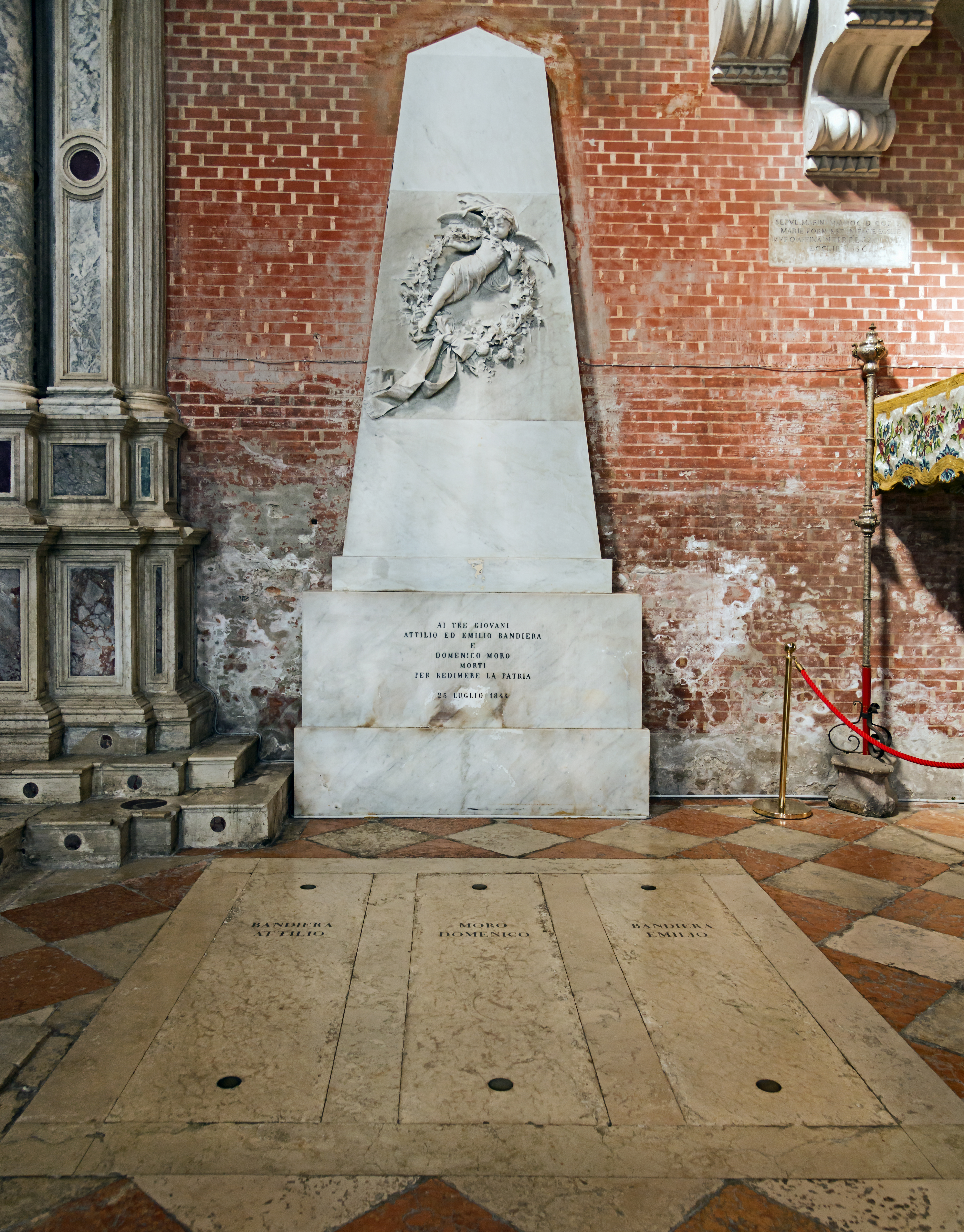
Monumento ai patrioti Bandiera e Moro
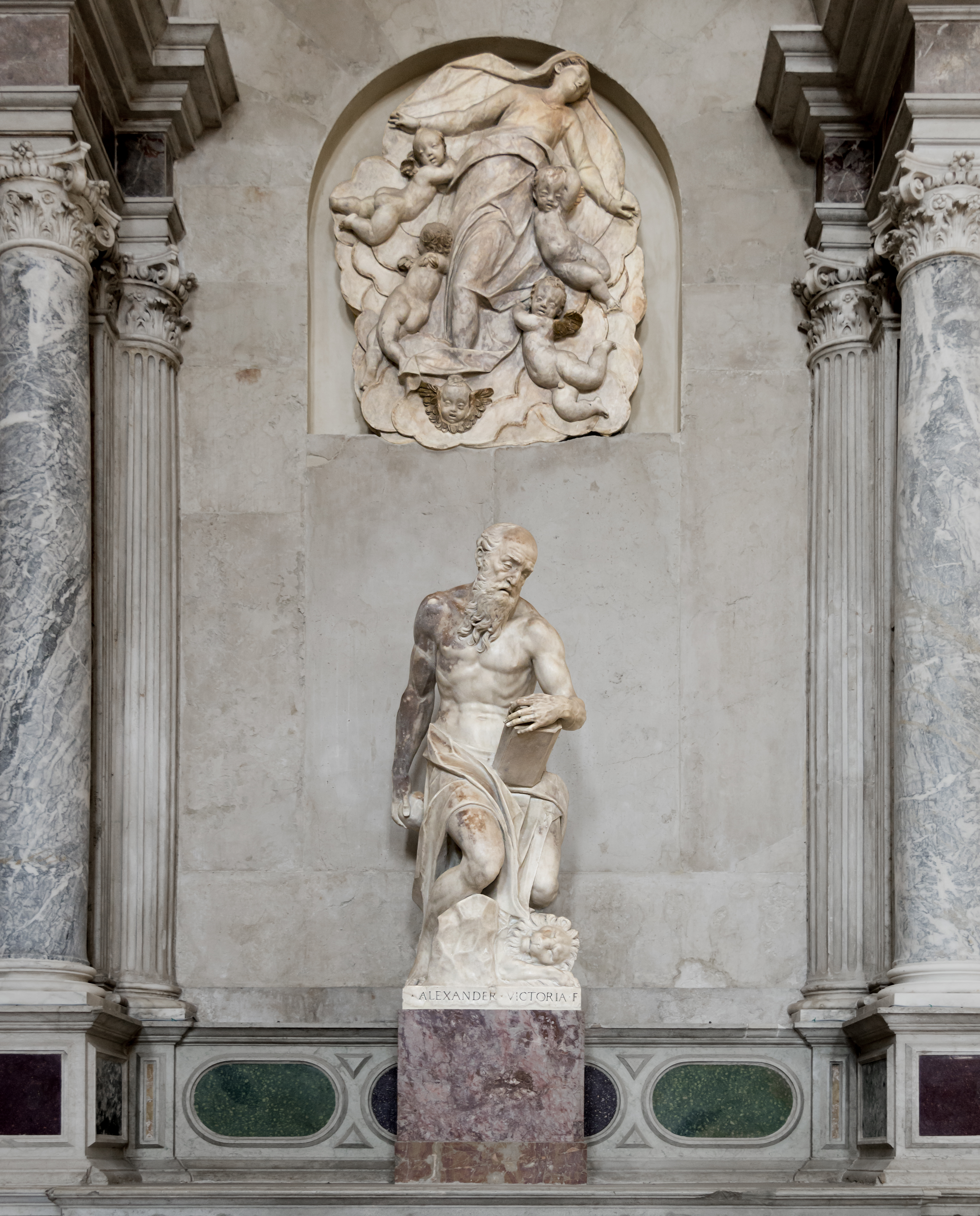
Alessandro Vittoria, San Girolamo e Assunta
Monumento a Jean-Gabriel du Chasteler
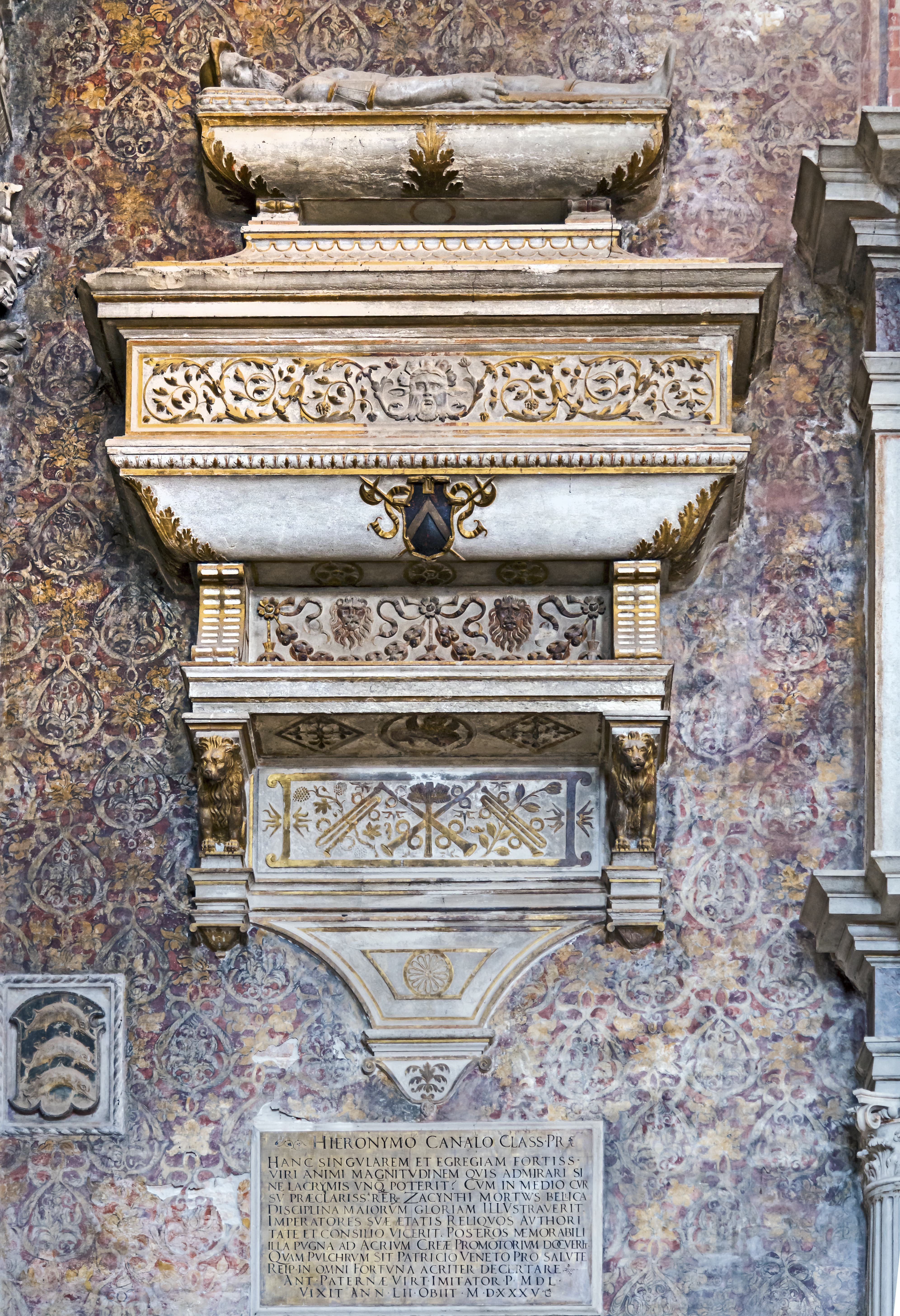
Monumento a Girolamo da Canal

### Sacrestia
È completamente ornata da dipinti che costituiscono una vera e propria esaltazione dell'Ordine domenicano, eseguiti tra la fine del Quattrocento e l'inizio del Seicento. I più importanti sono il Cristo portacroce di Alvise Vivarini, la vasta tela di Leandro da Bassano, di fronte alla porta, Onorio III approva la regola di San Domenico, il Crocifisso adorato da santi domenicani, sull'altare, di Palma il giovane, e San Domenico e San Francesco, sopra la porta, di Angelo Lion.
- Francesco Fontebasso : Allegoria della Fede. Su entrambi i lati di quest'opera sono collocati due dipinti di Pietro Mera raffiguranti San Giovanni e San Polo, cui è dedicata la basilica.
- Andrea Vicentino: Il sogno del Doge Jacopo Tiepolo e la donazione del terreno della basilica (1606). Sopra: Gian Sisto di Laudis, Dominicana Ritratti (circa.1610)
- La Resurrezione da Palma il Giovane (1620).
- Soffitto : La Vergine invio sulla terra, i due fondatori Domenico e Francesco da Marco Vecellio.

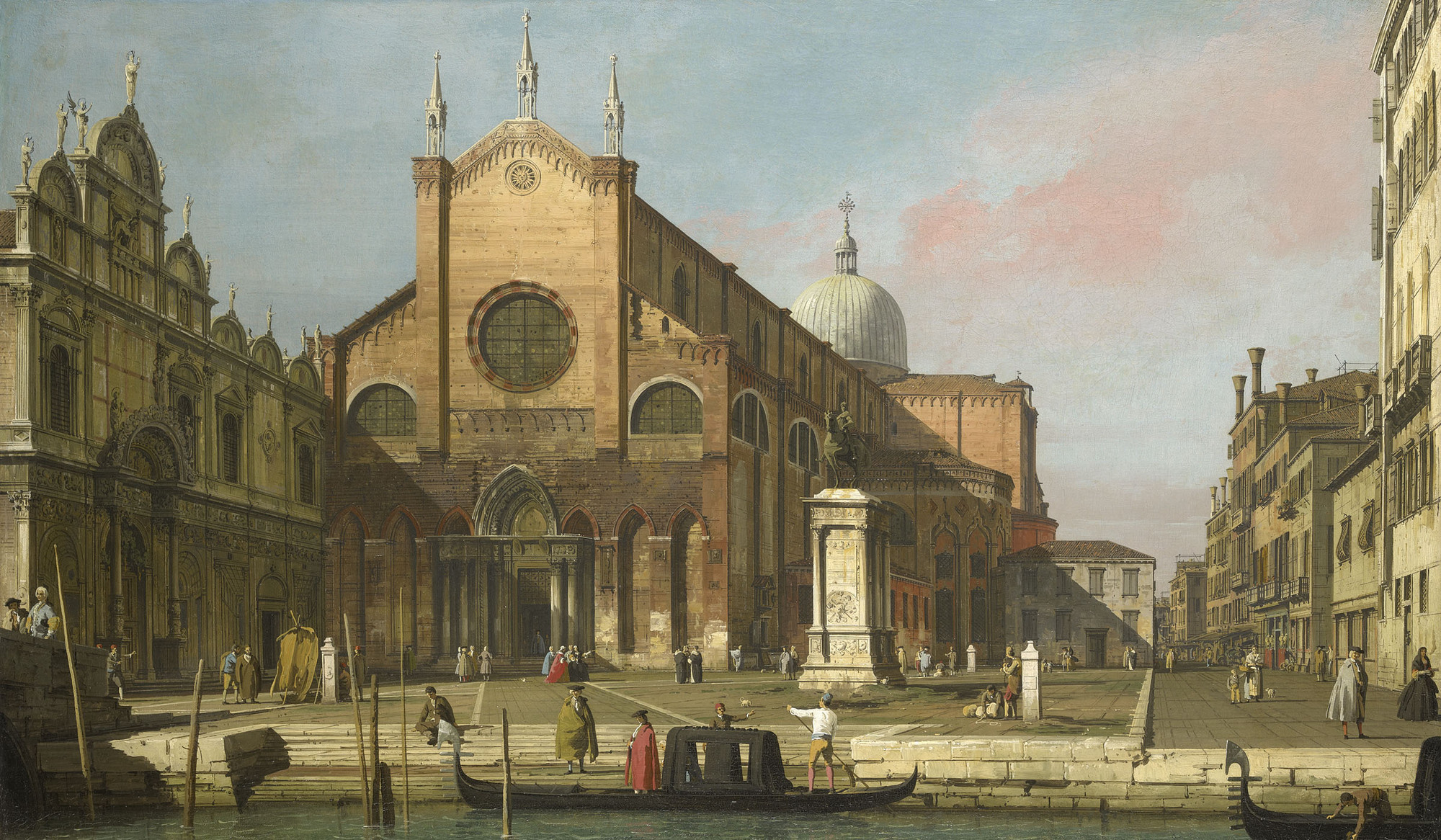
Giovanni Antonio Canal, Campo Santi Giovanni e Paolo, 1735-38, Royal Collection. L'aspetto della chiesa prima del 1735 circa. Le grandi finestre a lunetta furono sostituite da più piccoli oculi nel primo Novecento. Sulla destra è ancora ben visibile, addossato alla cappella del Nome di Gesù, il piccolo edificio della Scuola dei Santi Vincenzo e Pietro, demolito dopo le soppressioni del 1807.

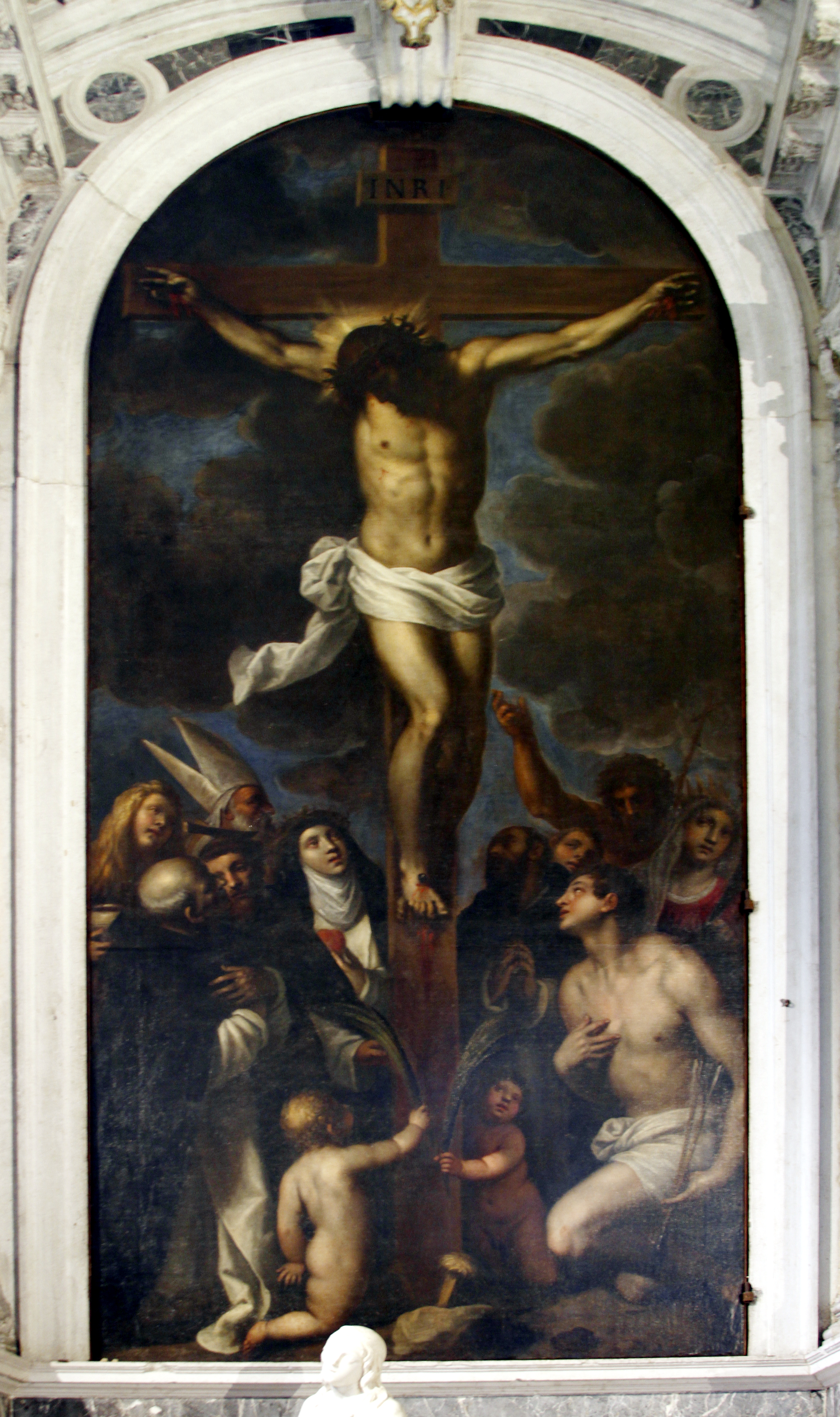
il Crocifisso adorato da santi domenicani Palma il Giovane
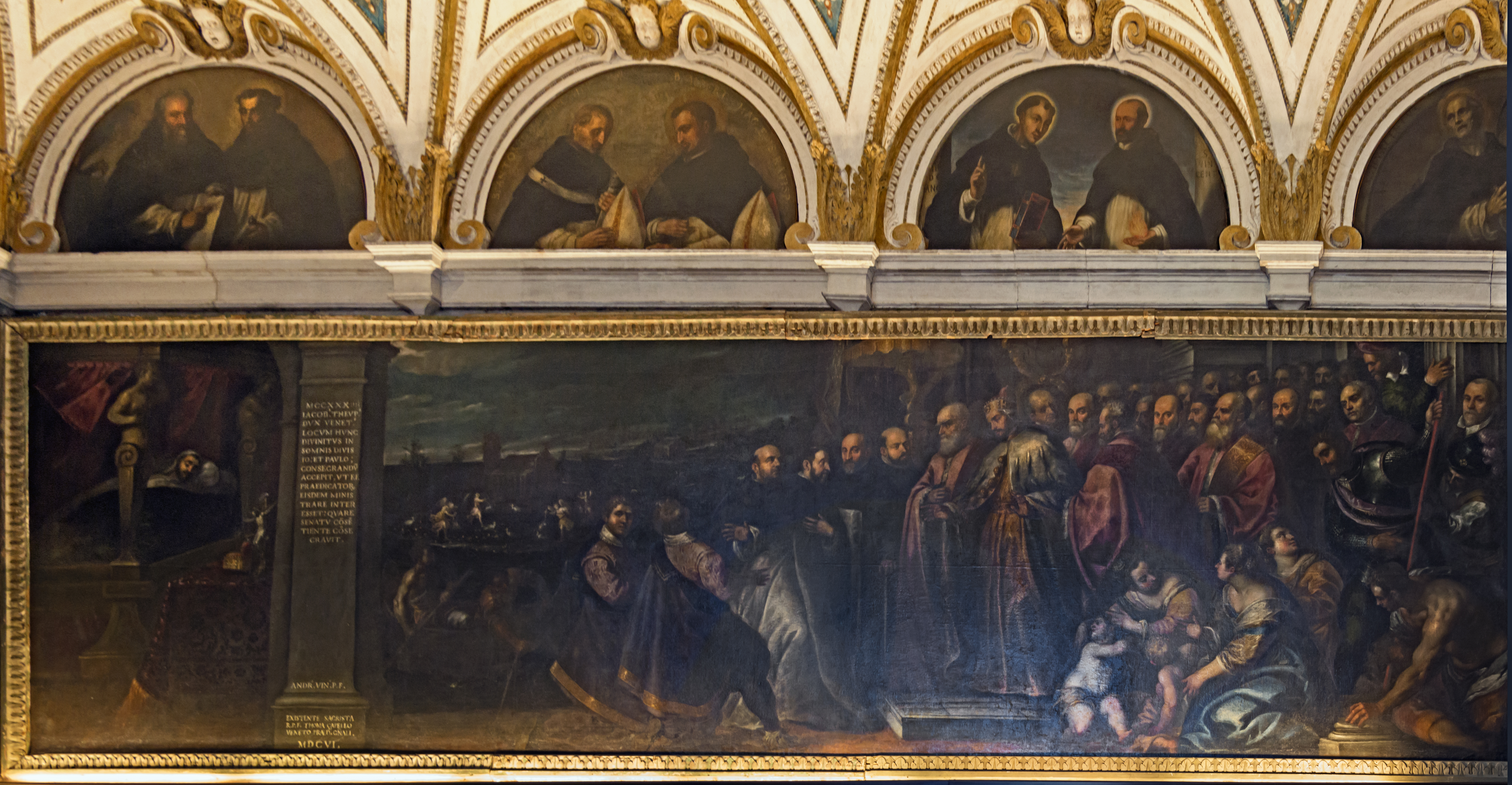
Andrea Vicentino: Il sogno del Doge Jacopo Tiepolo
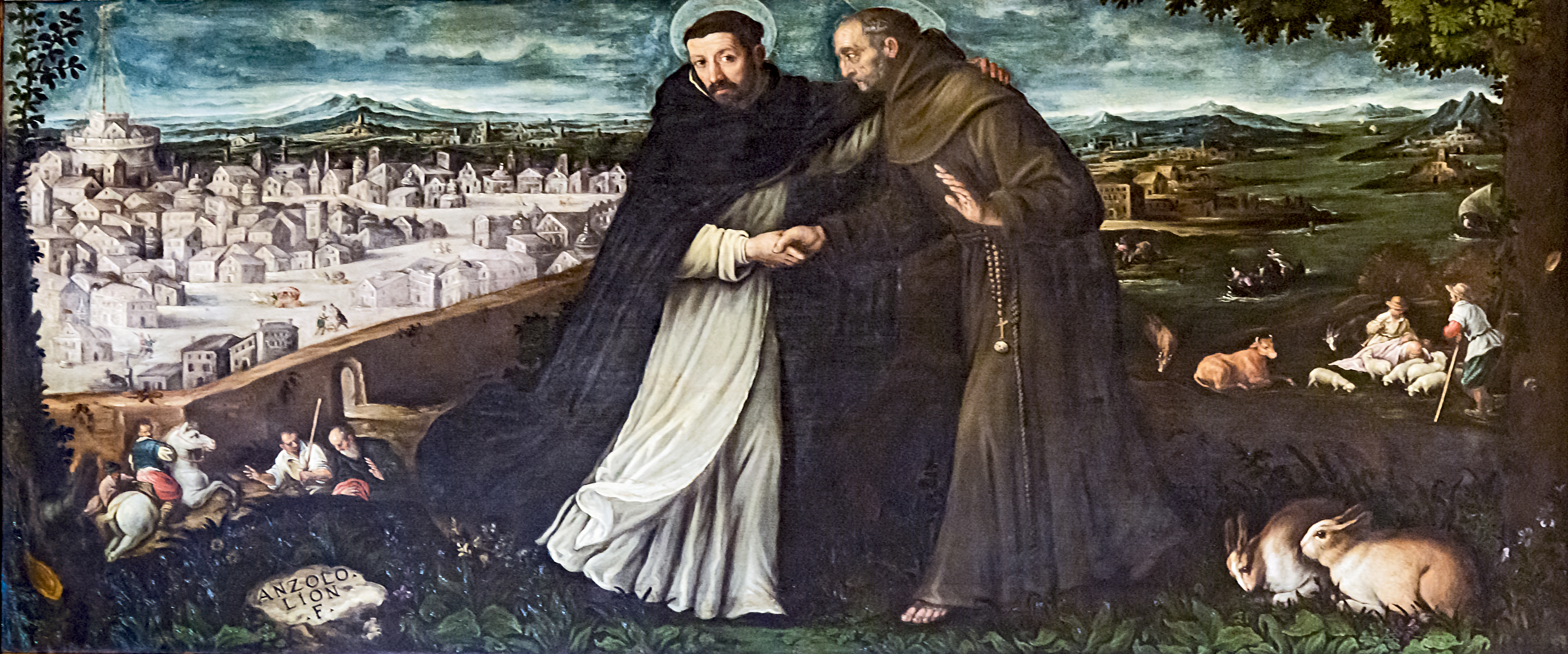
San Domenico e San Francesco, di Angelo Lion
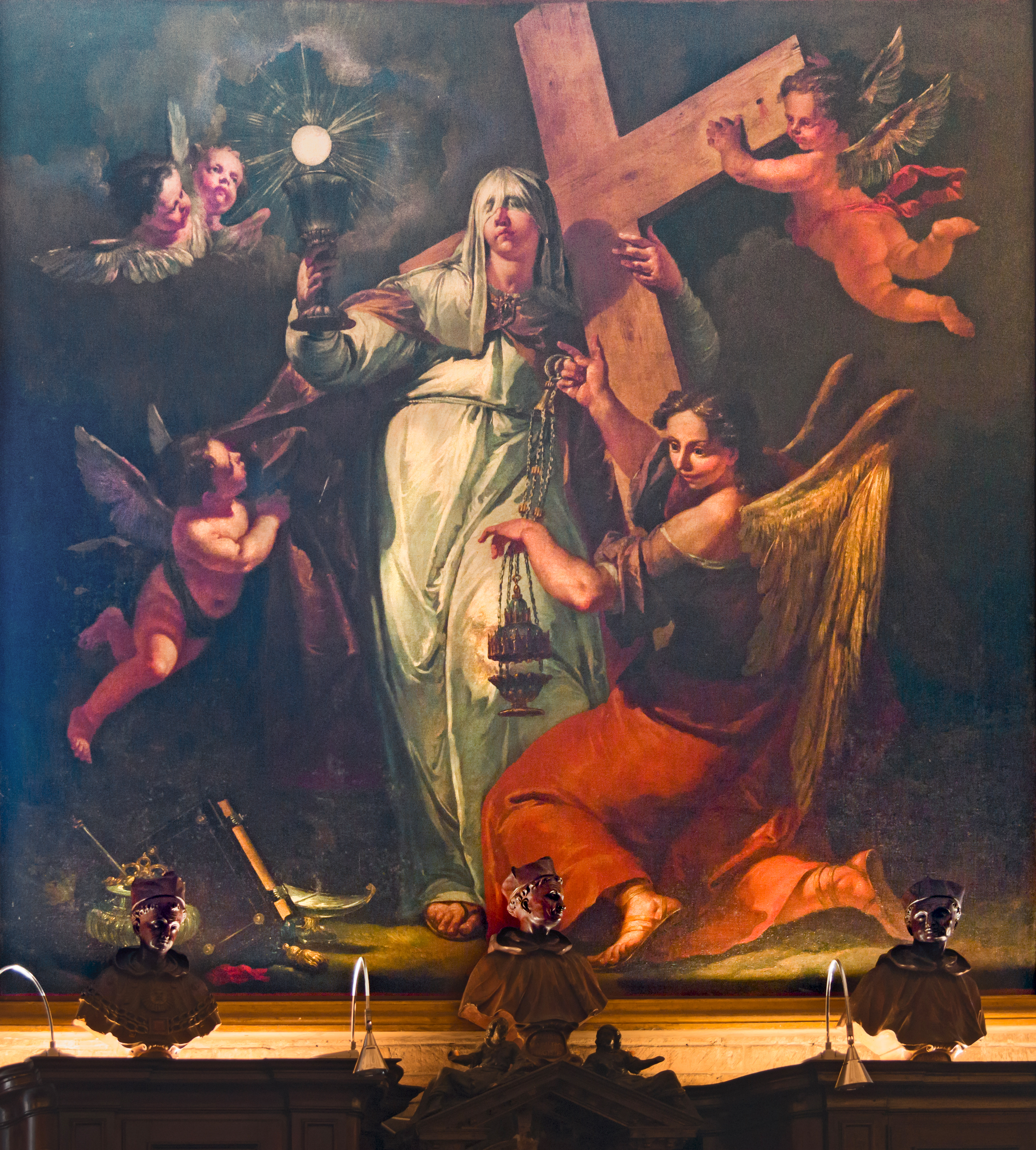
Allegoria della Fede da Francesco Fontebasso
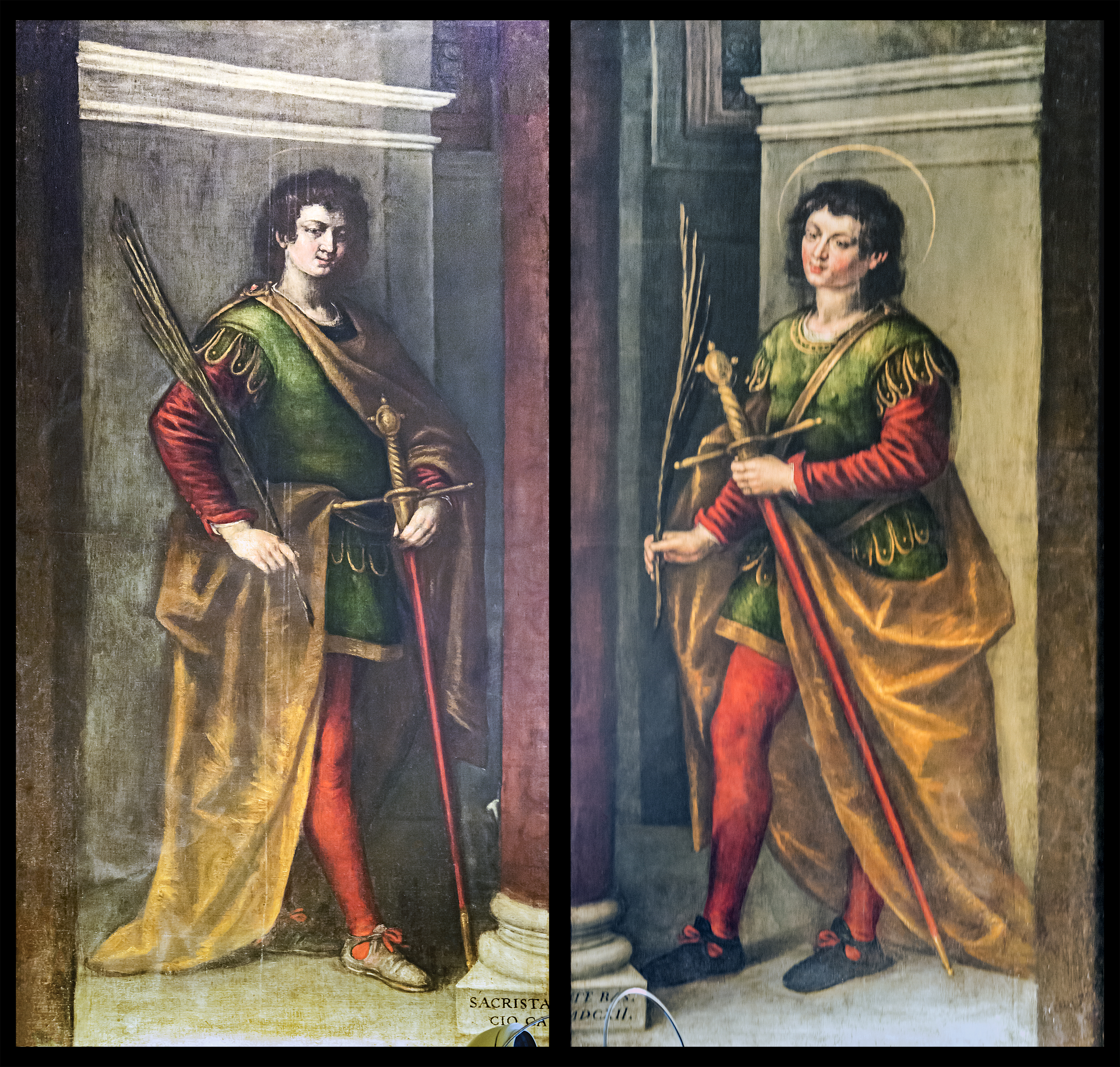
San Giovanni e San Polo di Pietro Mera
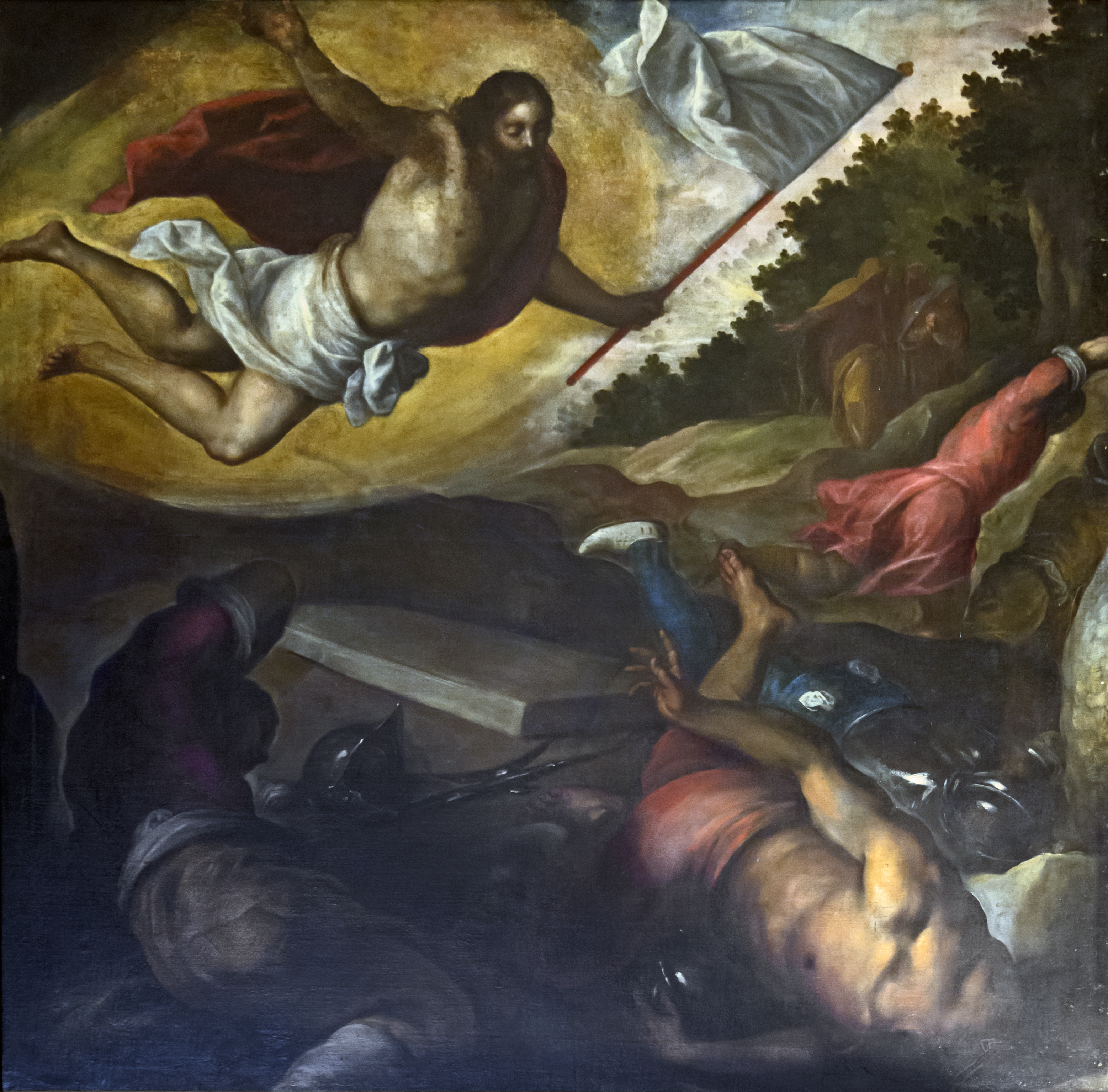
La Resurrezione da Palma il Giovane
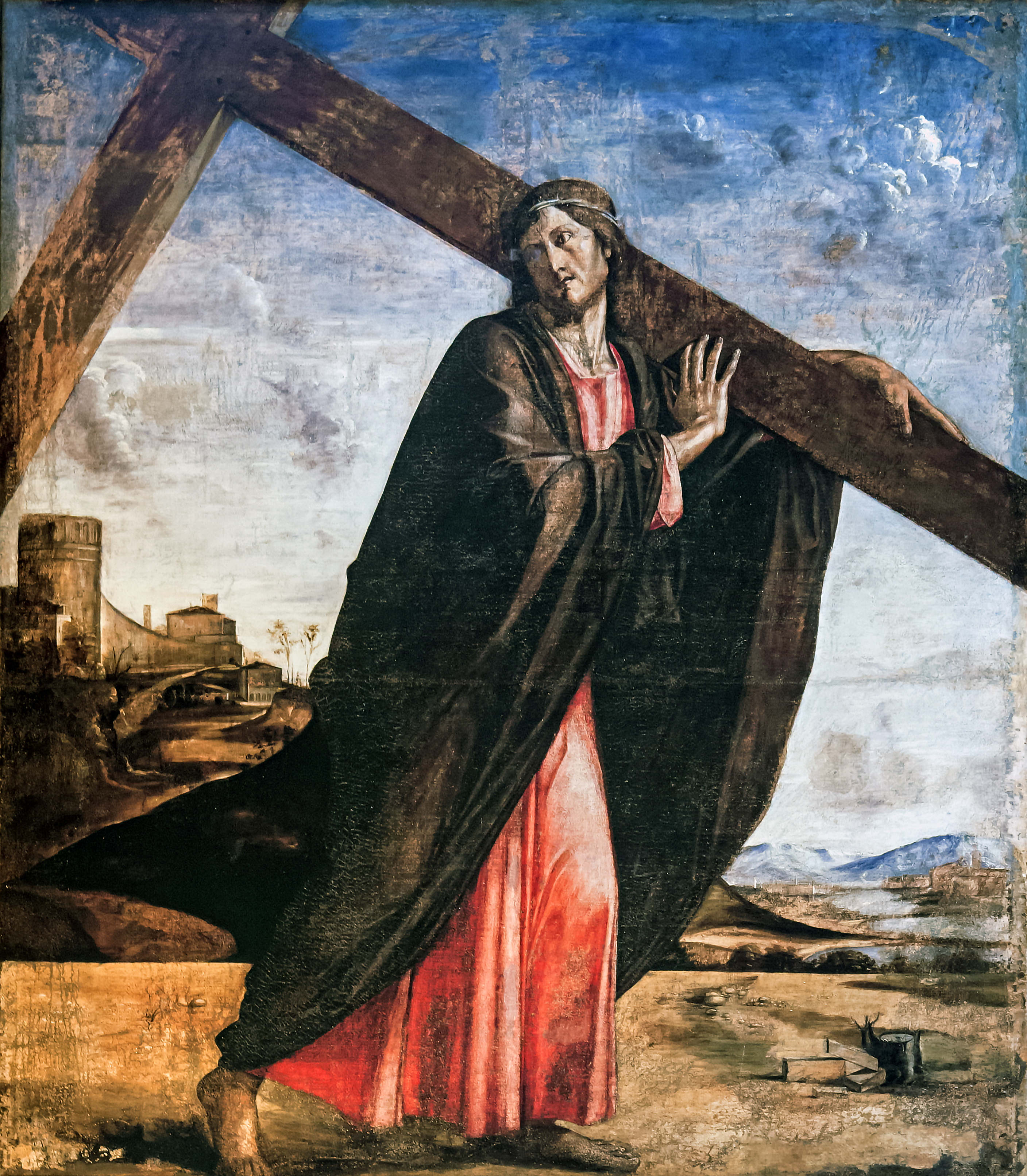
Cristo portacroce di Alvise Vivarini
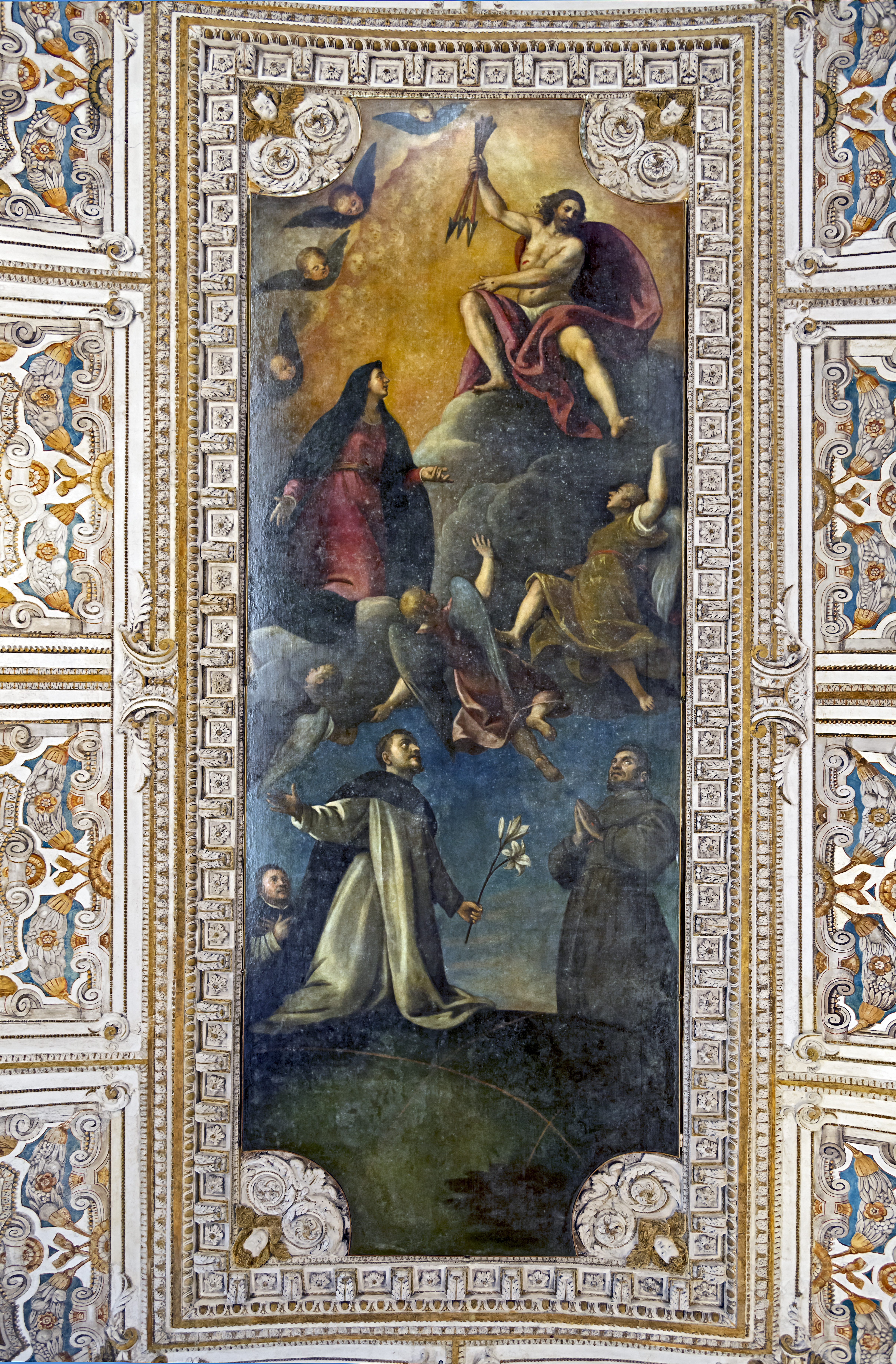
La Vergine invio sulla terra, i due fondatori Domenico e Francesco da Marco Vecellio

## Convento
Sorse insieme all'attigua chiesa ed era già terminato nel 1293. Fu ricostruito da Baldassare Longhena tra il 1660 e il 1675. Oggi ospita l'Ospedale civile di Venezia.
È articolato intorno a due chiostri e a un cortile. Ad est si trova il dormitorio dei frati, attraversato da un lunghissimo corridoio su cui si aprono le celle. Lo scalone del Longhena si caratterizza per i magnifici intarsi marmorei; la biblioteca conserva ancora il bellissimo soffitto ligneo di Giacomo Piazzetta (1682), con dipinti di Federico Cervelli. Frati illustri di questo convento furono lo storico e teologo Girolamo da Forlì, che proprio a Venezia ottenne la licenza in teologia, nel 1391, e Francesco Colonna, autore della Hypnerotomachia Poliphili.

### Primo chiostro
Il doge Marino Zorzi fu sepolto nel chiostro, a fianco a lui fu sepolta la sua dogaressa nel 1320. Si perse memoria del punto esatto dove furono sepolti Marino e la moglie Agneta (o Agnese), così i frati apposero una lapide commemorativa.

### Attuale convento
Attualmente il convento domenicano ha sede in quella che era la Scuola di Sant'Orsola. La comunità domenicana a Venezia ha come sua missione, oltre alla cura pastorale della parrocchia, la promozione di incontri culturali, la predicazione del messaggio cristiano attraverso l'arte e la catechesi.